# Glossaire maritime
Ce glossaire maritime liste les principaux termes techniques utilisés par le monde maritime et les marins.
Pour les termes spécifiques à la voile, voir le lexique de la navigation à voile et pour les expressions, voir les expressions de marins.

## A
- Haut – A
- B
- C
- D
- E
- F
- G
- H
- I
- J
- K
- L
- M
- N
- O
- P
- Q
- R
- S
- T
- U
- V
- W
- X
- Y
- Z

- A ( - ALFA) : "j'ai un scaphandrier en plongée, tenez-vous à distance et avancez lentement".Le Aak Pegasus à Kiel.

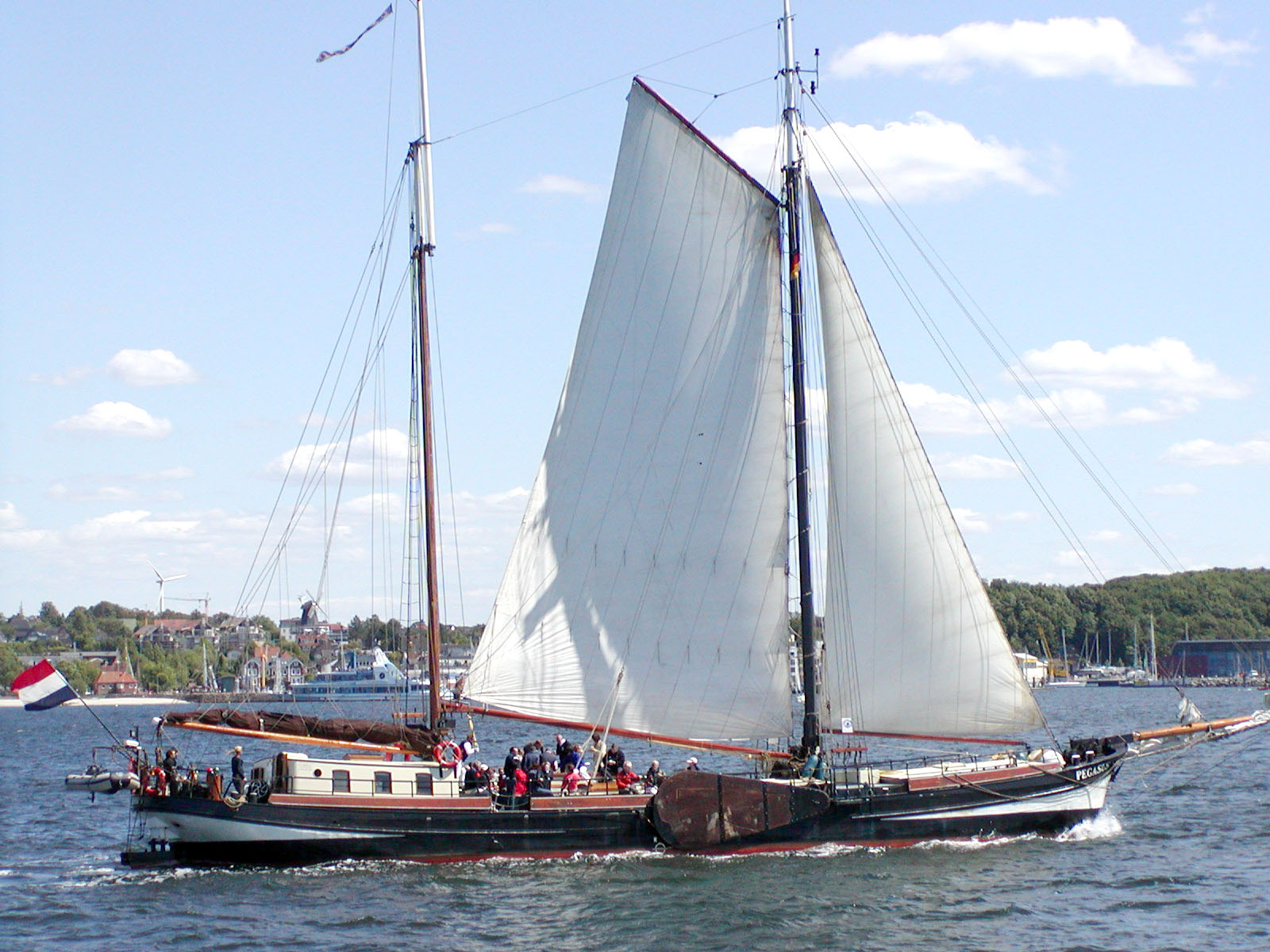
Le Aak Pegasus à Kiel.

- Aak : plusieurs types de bateaux fluviaux à voiles utilisés ou ayant été utilisés dans le cours inférieur du Rhin aux Pays-Bas. Ils sont caractérisés par un tirant d’eau faible et sont surtout employés pour le transport et la pêche.
- À sec :

1. échoué sur le sable, sur une cale, coque béquillé, en cale sèche ;
2. à sec de toile : bateau dont toutes les voiles sont "serrées" (rangées) sur leurs vergues, bômes.

- Abattée : changement de cap sous l'effet de forces extérieures, vent, courant, dans le même sens que celle-ci, en se rapprochant du vent arrière (inverse d'aulofée).
- Abattre : éloigner l'étrave du lit du vent, en faisant une abattée volontaire. Contraire de loffer.

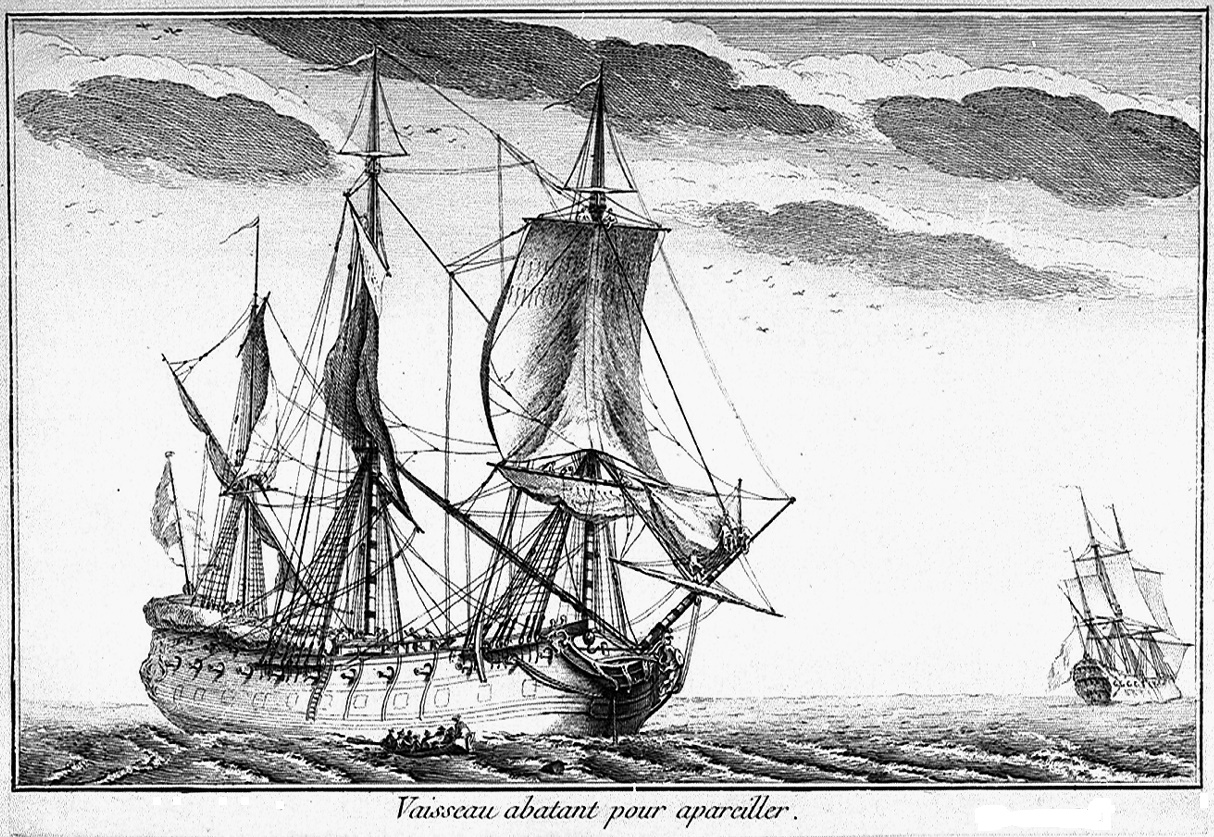
Vaisseau de ligne abattant pour appareiller au XVIIIe siècle.

- Abattage en carène : action consistant à coucher un navire sur la mer pour réaliser son carénage ou son radoub.
- Abordage : rencontre volontaire suivie d'un amarrage, ou involontaire avec collision, entre deux navires.Abordage entre deux navires en guerre.

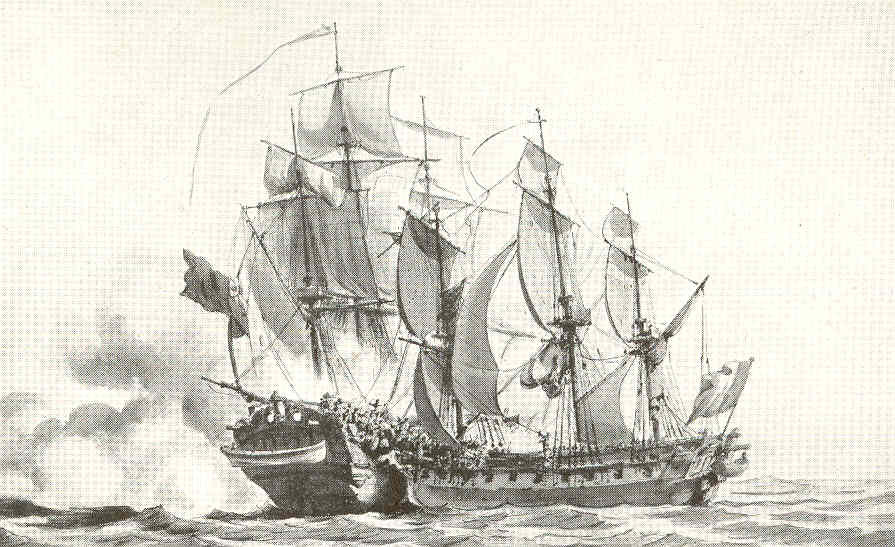
Abordage entre deux navires en guerre.

- Abouter : placer bout à bout deux planches de bordage d'une coque ou de vaigrage (voir aussi la pose avec écart et trait de jupiter), ou nouer bout à bout deux cordages.
- Accastillage : ensemble des équipements placés sur le pont d'un navire (poulies, manilles, coffres, pompe, cuisinière, ou autres).
- Acconage :

1. à l'origine, manutention à l'embarquement et au débarquement à l'aide de chalands ;
2. par extension, manutention (commerce maritime moderne).

- Aconier : responsable du chargement et du déchargement d'un navire à quai (Sud de la France).
- Accorage : action de placer des accores.
- Accore : pièces de bois soutenant la quille d'un navire en cale sèche.
- Accoster : positionner un navire soit le long d'un quai soit auprès d'un autre navire, à couple.
- Acculer (ou culer) : mouvement involontaire vers l'arrière sous l'effet de la houle, du vent.
- Adonner : se dit d'un vent qui s'oriente favorablement pour la marche d'un voilier (l’inverse est refuser).
- Agent maritime : consignataire de navires.
- Affaler : faire descendre entièrement une voile ou une vergue (inverse : hisser).
- Affourcher : mouiller deux ancres placées à 45° face au courant afin de stabiliser le bateau dans le courant ou au vent.
- Affrètement : location d'un navire auprès de son propriétaire.
- Affréter : prendre en location un navire ou une partie de la capacité d'un navire auprès d'un armateur, le fréteur.
- Affréteur: locataire/preneur d'un navire pour un temps déterminé (affrètement à temps), pour un voyage particulier (affrètement au voyage), sans équipage (affrètement coque nue).Affûts de canons de 12 livres.

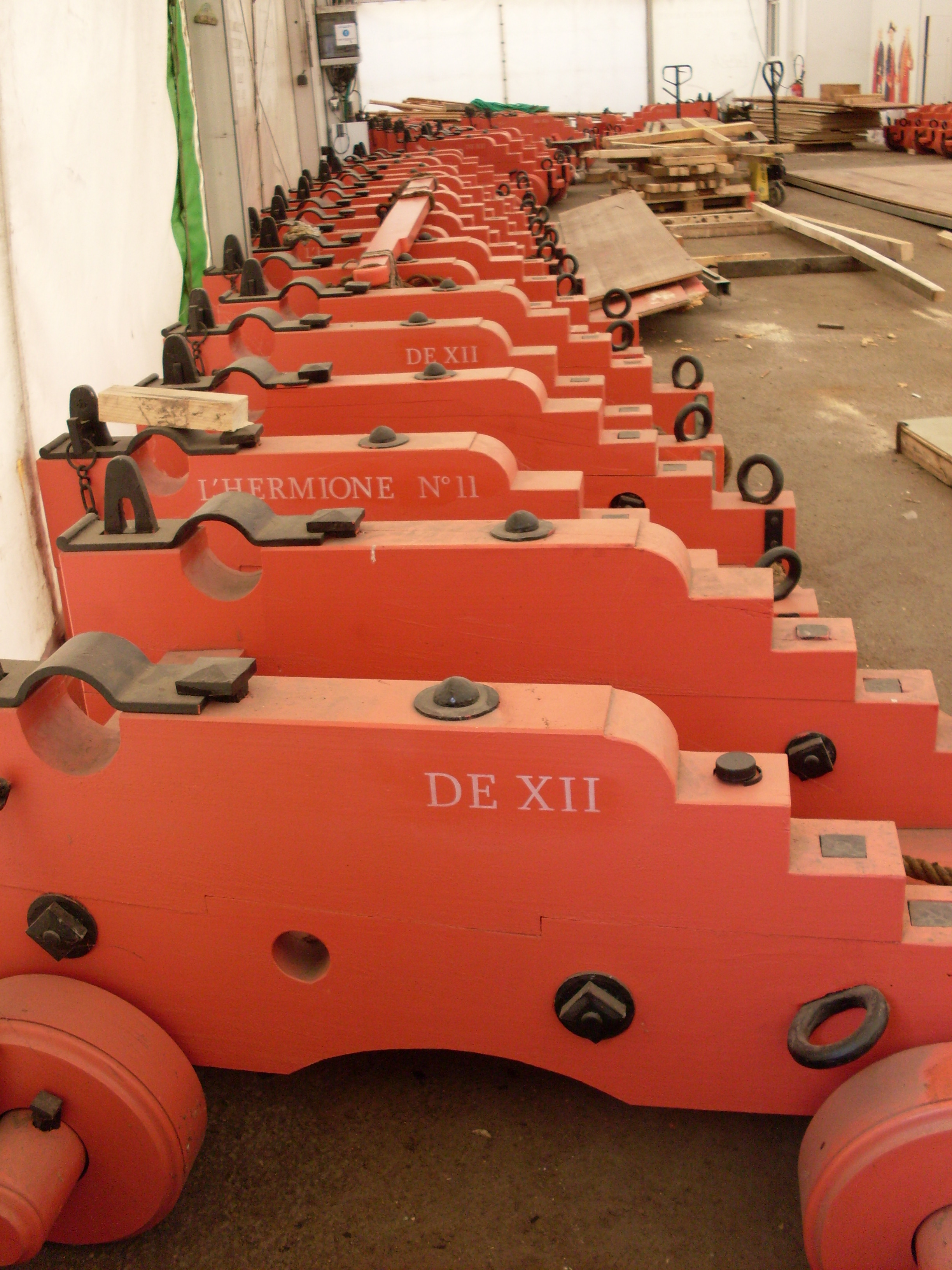
Affûts de canons de 12 livres.

- Affût : châssis formé d'une structure en bois équipée de roues, supportant le fût d'un canon.Un aile de dérive sur le Frise De Dicke Door.

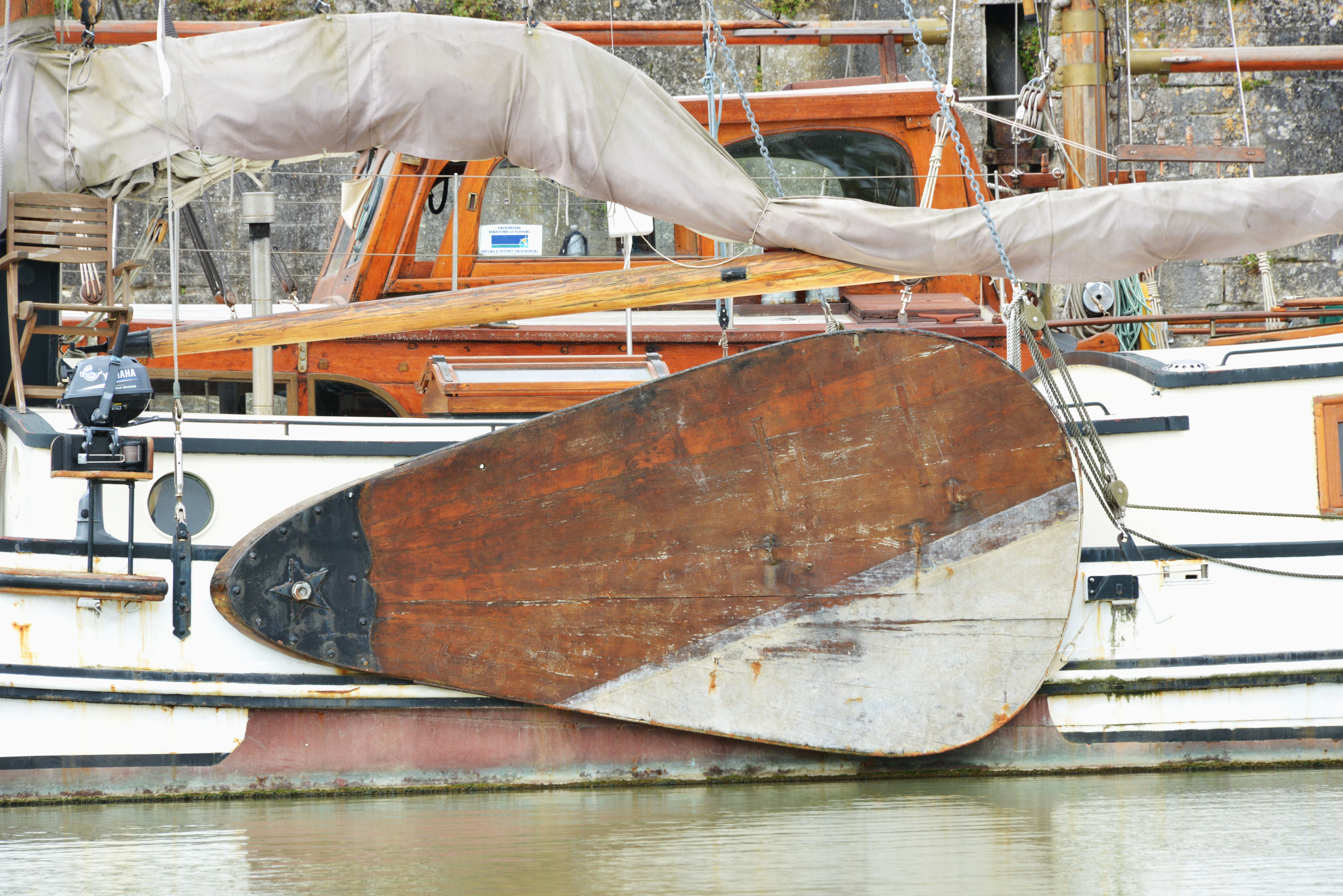
Un aile de dérive sur le Frise De Dicke Door.

- Aile de dérive : type de quille pivotante disposée latéralement sur un voilier, par paire, utilisées comme dérive pour stabiliser et réduire la dérive latérale, principalement sur certains bateaux fluviaux à fond plat, ou mixtes : fluviaux et marins.
- Agrès : éléments et accessoires du gréement d'un navire.
- Aiguilleter : assembler deux cordages à l'aide d'un petit filin.
- Aiguillot : partie mâle de la ferrure permettant à un gouvernail de pivoter, elle est fixée au gouvernail, vers le bas.
- Ajut : nœud qui sert à joindre deux bouts ou cordages entre eux. Ex.: nœud d'agui, nœud de pêcheur, nœud d'écoute, nœud plat.
- Al : amiral
- ʻAlia : type de voilier à deux coques polynésien traditionnel, à voile austronésienne, utilisé dans les Iles Samoa, qui est une adaptation d'un drua.
- Allège : barque de service d'un navire destinée au chargement et déchargement.
- Allonge ou alonge : pièce de bois d'une membrure prolongeant celle-ci à sa partie supérieure.
- Allonges d'écubier : allonges placées de part et d'autre des écubiers sur les grands voiliers.
- Allonges de poupe ou de tableau : pièces de bois verticales formant la charpente du tableau d'un navire.
- Allure : direction d'un navire par rapport au vent, l'allure portante correspond à un vent arrière jusqu'au travers du bateau.Allures.

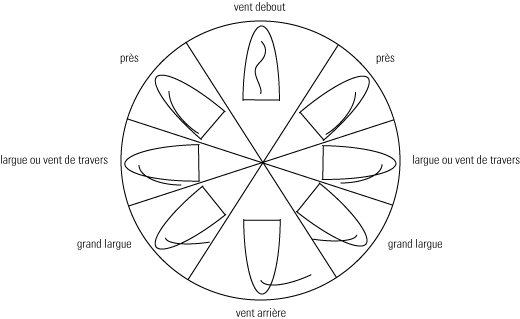
Allures.

- Amarinage : période d'adaptation du corps humain avant que ne disparaisse le mal de mer.
- Amariner :

1. s'amariner : se faire aux mouvements du navire en mer sans que les nausées ou le mal de mer n'apparaissent ;
2. former des personnes aux métiers de la mer ;
3. prendre possession d'un navire en y déplaçant une partie de son équipage.

- Amarrer : maintenir contre un quai ou contre un objet flottant à l'aide d'amarres.
- Amarre : liens (cordage, chaine, câbles) pour bloquer un bateau à quai ou à l'ancre.
- Amatasi : type de grande pirogue à balancier traditionnel, à voile austronésienne, utilisé dans les Iles Samoa.
- Amener : abaisser, descendre à l'aide d'un cordage, une voile, les couleurs, une embarcation.
- Amer : point de repère fixe à terre, porté sur une carte et utilisé pour faire le point en vue de la côte.
- Amure :

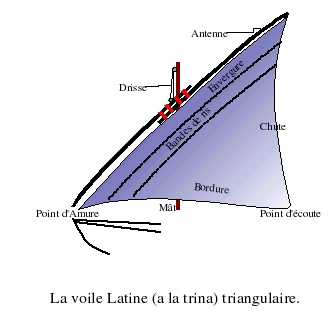
Point d'amure sur une voile latine.

1. Amure (cordage) : cordage fixé à une voile sur un point d'amure dans le coin inférieur avant d'une voile appelé guindan. Comme l'écoute qui lui est symétriquement opposée, l'amure tend vers le bas le coin inférieur d'une voile (voile triangulaire, voile aurique, voile carrée).Voilier bâbord amures. Il reçoit le vent de bâbord.

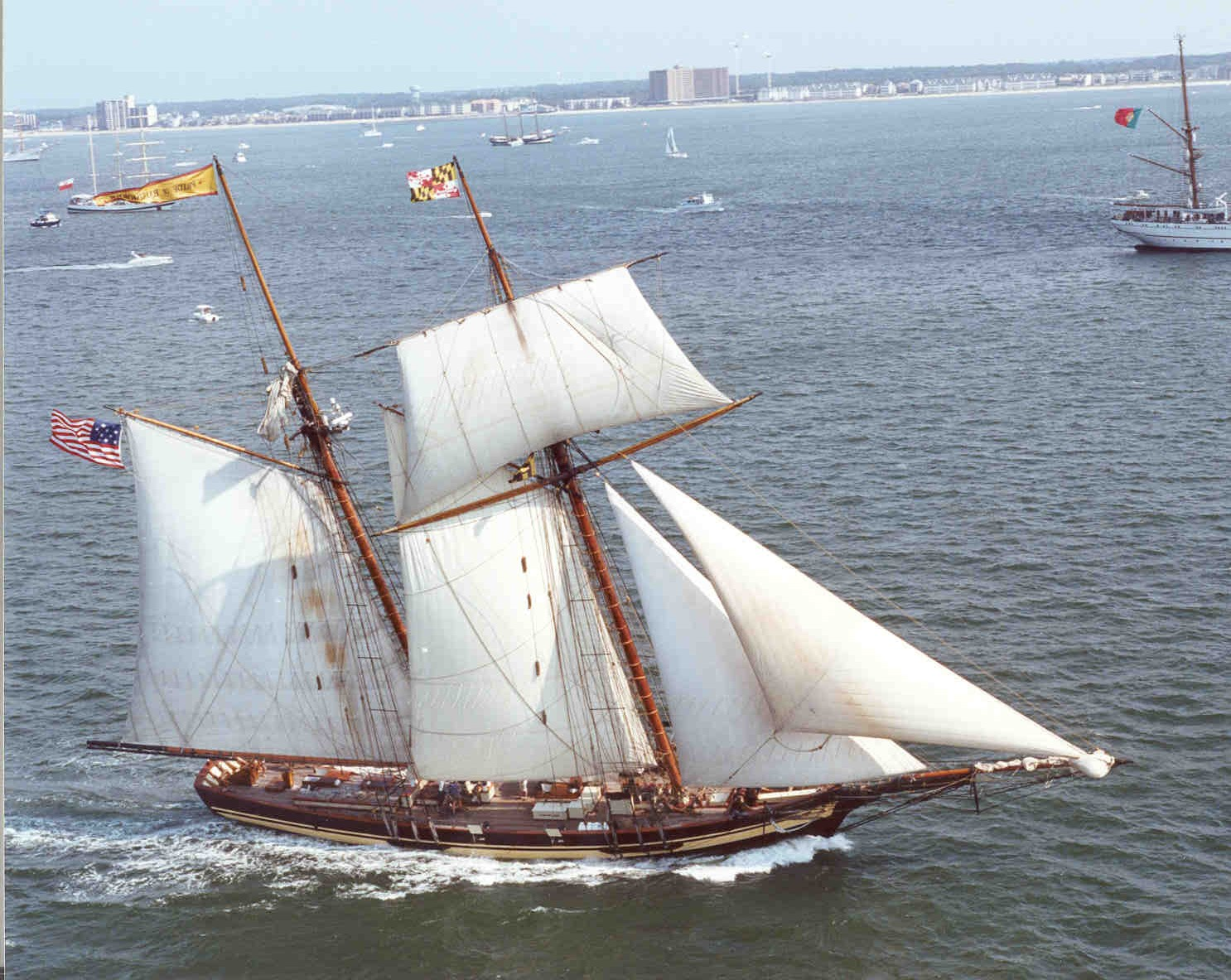
Voilier bâbord amures. Il reçoit le vent de bâbord.

2. Amure (navigation) : côté d'un voilier par rapport au vent, ou plus précisément le côté où les amures reçoivent le vent : on dit bâbord amures quand le bateau reçoit le vent par bâbord (gauche) ou tribord amures quand il le reçoit par tribord (droite).Ancre en place

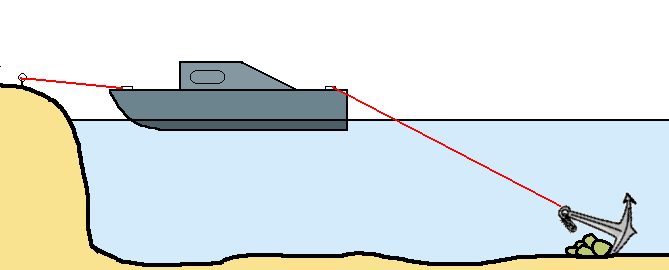
Ancre en place

- Ancre : objet lourd, métallique, employé pour fixer des bateaux à un endroit spécifique au-dessus des fonds.
- Anguillers ou anguilliers : voir canal des anguillers, orifices d'écoulement de liquide dans les fonds d'un navire au travers des varangues et des couples.
- Annexe, embarcation au service d'une unité plus grosse. Ce peut-être un canot ou une chaloupe.Cinq anspects amovibles sur un cabestan.

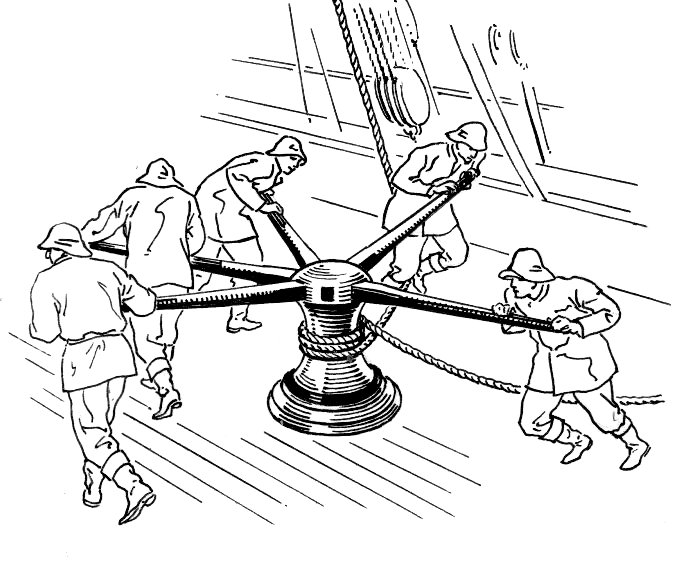
Cinq anspects amovibles sur un cabestan.

- Anspect (barre d') : barre amovible en bois dur servant à faire tourner le cabestan.

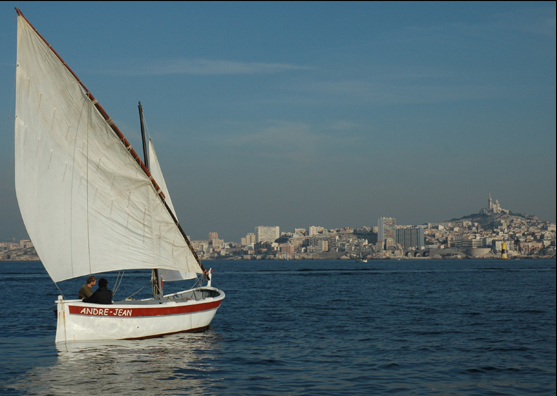
L'antenne est la vergue oblique portant la voile latine.

- Antenne : vergue oblique, longue et de faible diamètre portant les voiles latines.
- Antifouling : peinture destinée à empêcher les organismes marins de se fixer sur la coque des navires.
- Apiquer : hisser l'une des extrémités d'une vergue, d'un gui, de manière à l'élever au-dessus du niveau de l'autre.
- Apôtre : allonge qui consolide le beaupré.
- Apotureau : renfort se prolongeant au-dessus du plat-bord et servant à amarrer un cordage
- Apparaux :

1. appareils de gréement cabestan, guindeau ;
2. tous les équipements d'un navire utiles à sa navigation: ancres, gouvernail, voiles, pouliage, manœuvres, etc.

- Appareillage : ensemble des manœuvres nécessaires pour prendre la mer.
- Araignée : cordage tissé en patte d'oie permettant de maintenir solidement un équipement, comme un hamac.
- Arborer : hisser pour le montrer, par exemple un pavillon ou une marque.
- Arbre :

1. axe de rotation, arbre d'hélice etc. ;
2. mât, sur une galère.

- Arcasse : charpente de l'arrière d'un navire en bois.

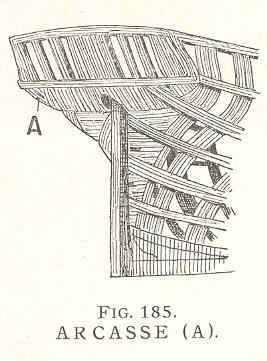
Arcasse.

- Archipompe : enclos rectangulaire destiné à préserver les pompes des chocs et à pouvoir les visiter.
- Ariser : prendre un ris, réduire la surface d'une voile en la repliant en partie.
- Armateur : personne qui équipe et exploite un navire. En principe, propriétaire du navire, il existe des armateurs seulement commerciaux.
- Armement :

1. action d’armer un navire ;
2. compagnie maritime.

- Armer :

1. équiper un navire pour la mer ;
2. garnir d'une protection une manœuvre ;
3. enrôler un marin sur un navire ;
4. installer les avirons à poste.

- Arraisonner : intercepter, questionner un navire.
- Arrimage : action d'arrimer.
- Arrimer : organiser à bord la cargaison et tout l'équipement d'armement du navire, de telle façon que celui-ci ne bouge pas pendant la navigation (tangage, roulis) ; fixer solidement toute la cargaison pour l'empêcher de bouger en mer.
- Arriver : un voilier arrive quand, en route, l'équipage l'éloigne volontairement de son cap, du lit du vent. Il reçoit davantage de largue, l'équipage laisse porter,
  - laisser arriver : faire en sorte que le bateau s'éloigne du lit du vent[1],
  - sans arriver : ordre donné au timonier de tenir le navire au plus près[2].
- Artillerie navale : désigne l'artillerie utilisée sur les navires de combat : armes collectives ou « lourdes » servant à envoyer, à grande distance, contre l'ennemi ou contre ses positions et ses équipements, divers projectiles de gros calibre : obus, boulet, roquette, missile, pour appuyer des troupes engagées dans une bataille ou dans un siège.
- Artimon :

1. mât d'artimon : mât situé en arrière du grand mât sur un navire à plusieurs mâts (généralement trois mâts et plus) ;
2. Artimon ou voile d'artimon : voile la plus grande portée sur le mât d'artimon (à sa base).

- Assemblage en bout ou assemblage de rallonge : assemblage en charpenterie réalisé en collant deux pièces de bois bout à bout pour rallonger les pièces de bois. Les principales manières de faire cet assemblage sont :

1. « à mi-bois»: mi-bois carré, mi-bois rentré, enfourchement mi-bois, mi-bois à queue (d’aronde) recouverte, mi-bois à queue percée,
2. « en flûte ou sifflet»: sifflet simple, sifflet à crochet, consolidé par des frettes en fer, on dit aussi à onglet),
3. « en traits de Jupiter».

- Assiette : inclinaison longitudinale d'un navire.
- Astragale : cercle de métal ceinturant divers points d'un ancien canon, avec fonctions de renfort et d'ornement[3]. L'astragale de volée est proche de la bouche du canon et l'astragale de lumière : près de l'arrière du canon.
- Astrolabe : instrument astronomique qui servait autrefois à repérer la position d'un navire en mesurant la hauteur des astres au-dessus de l'horizon.

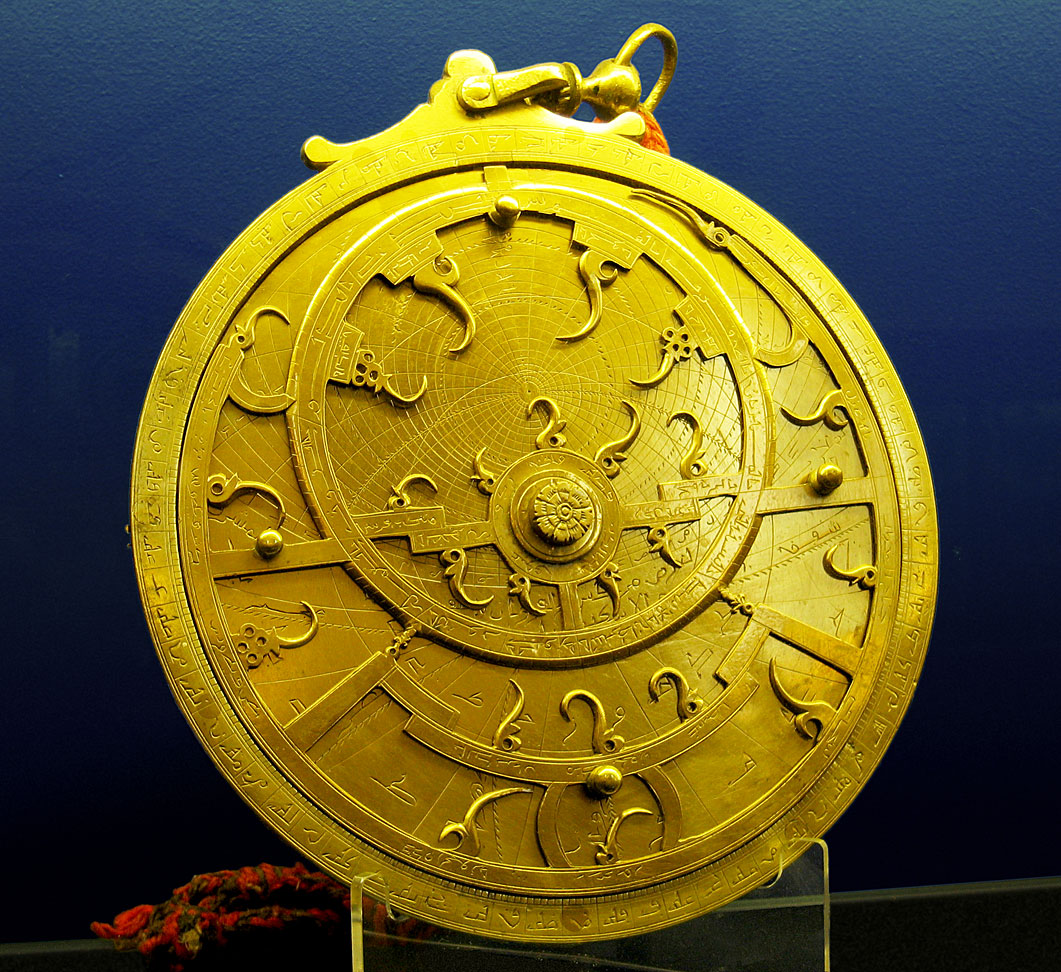
Un astrolabe.

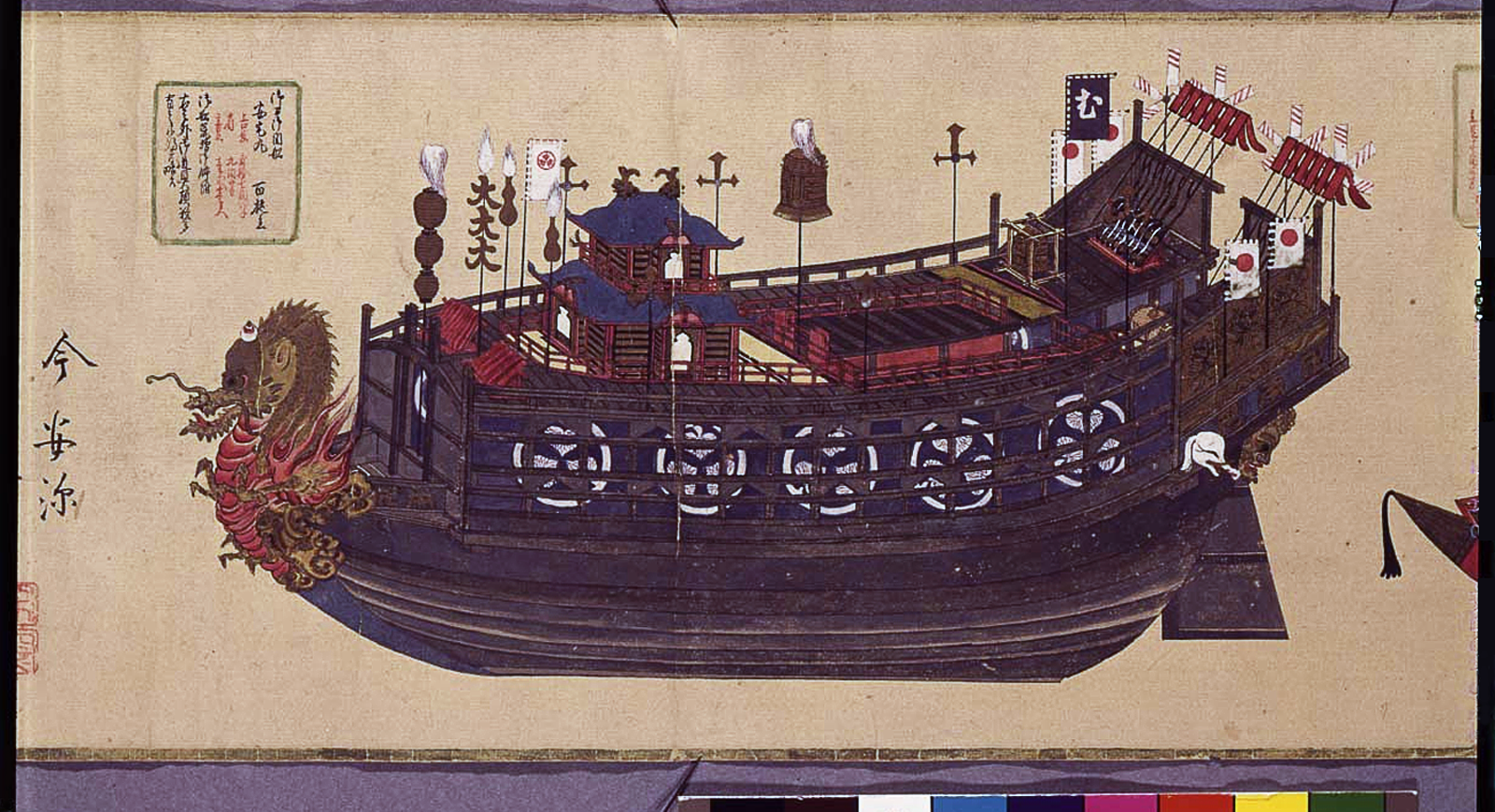
Un atakebune du XVIe siècle.

- Atakebune (ou tekkōsen) : type de navire massif à rames, le plus grand des types de navire construits au Japon entre le XVIe siècle et le XVIIe siècle. Forteresses flottantes, elles n'étaient pas faites pour la navigation en haute mer et étaient utilisées seulement pour des opérations côtières, en flottille.
- Atterrage : lieu d'approche de la côte, en venant du large.
- Atterrissage : approche de la côte au voisinage de la terre ferme.
- Attinage : mise en place des tins dans une forme de radoub.
- Aulofée : changer de cap sous l'effet de forces extérieures, dans le sens contraire, vers le lit du vent par exemple pour un voilier (inverse d'abattée).
- Aurique : type de voile de forme trapézoïdale comprenant la voile à corne, la voile au tiers, la voile houari et la voile à livarde.
- Aussière : gros cordage employé pour l'amarrage et le remorquage des navires.
- Avarie : panne, problème d'origine technique.
- Aviron : rame.L'aviso Commandant Birot.

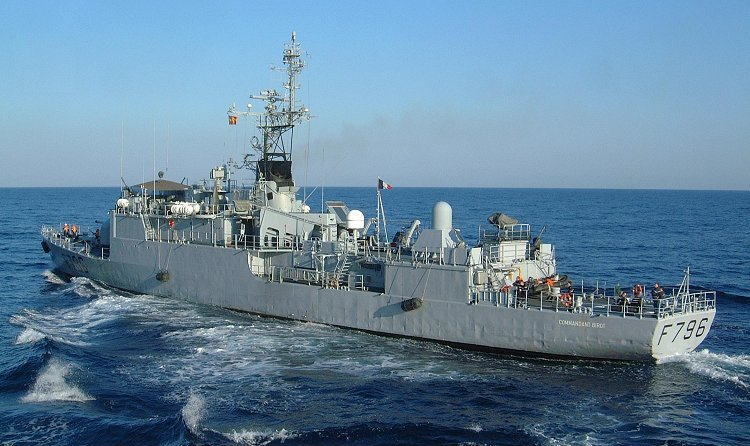
L'aviso Commandant Birot.

- Aviso : petit navire de guerre à voile, armé, rapide et de faible tonnage (brick, cotre, goélette) utilisé pour la liaison pour le commandement d'une marine nationale et assurait les communications entre les divers bâtiments, entre des navires et la terre ou de port à port. Actuellement, le terme désigne un bâtiment rapide de taille moyenne.
- Avitailler : approvisionner en vivres et en apparaux en vue d'un prochain appareillage.
- AVURNAV : information donnée aux navigateurs, présentant un caractère de mise en œuvre urgente.

## B
- Haut – A
- B
- C
- D
- E
- F
- G
- H
- I
- J
- K
- L
- M
- N
- O
- P
- Q
- R
- S
- T
- U
- V
- W
- X
- Y
- Z

- B ( - BRAVO) : matières dangereuses.
- Bâbord : côté gauche d'un navire en regardant vers l'avant.
- Baderne : grosse tresse à trois, quatre et même cinq torons, qui sert principalement à garnir les endroits à préserver du frottement ou de l'humidité.

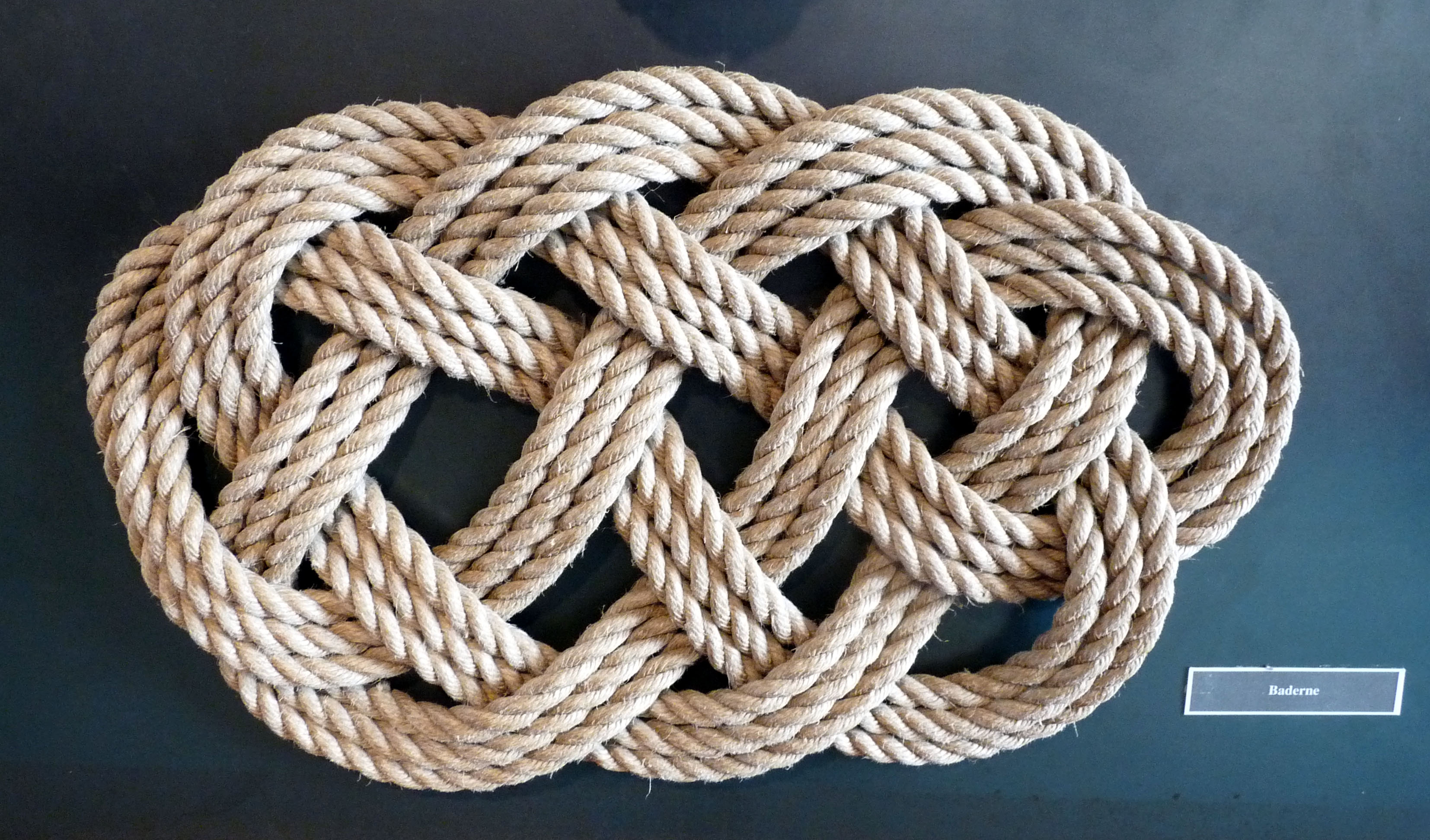
Une baderne.

- Bague : anneau fixé sur une voile et coulissant sur la draille.
- Baille :

1. demi-futaille à un seul fond, en forme de baquet, qui sert à divers usages ;
2. compartiment de rangement ;
3. mauvais bateau synonyme de rafiot ;
4. la mer, l'eau.

- Baille (la) : surnom donné à l'École navale.
- Baignoire :

1. cockpit ;
2. abri de navigation au sommet d'un kiosque de sous-marin ou d'un voilier, où se fait la veille (en surface, pour un sous-marin).

- Bajoyer : partie latérale d'une écluse
- Balancine : cordage de voilier soutenant un espar, pour en régler la hauteur.
- Balcon : rambarde métallique ou en bois, située à l'avant ou à l'arrière d'un voilier.
- Balinger ou ballinger : type de navire médiéval anglais à voiles et à rames, de taille moyenne, à faible tirant d'eau, construit pour la navigation en mer (cabotage et transport de troupes).

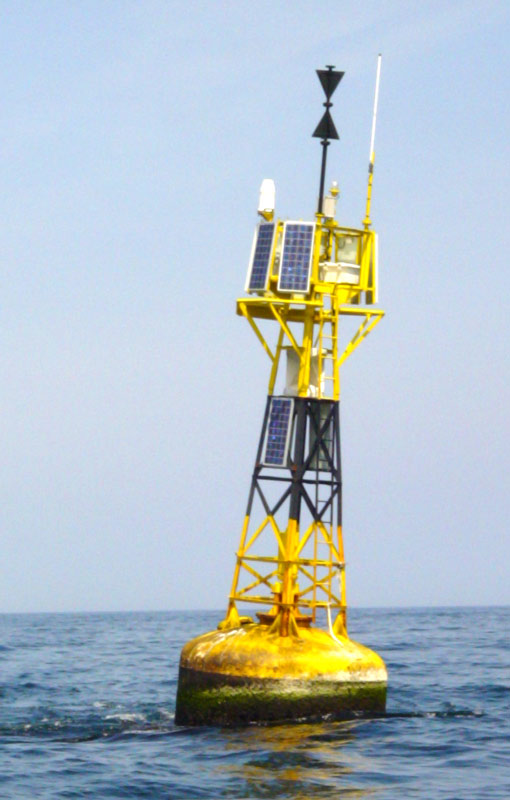
Une balise cardinale ouest.

- Balisage : l'ensemble des marques ou balises fixes ou flottantes placées en mer ou à terre qui indiquent aux navires soit les dangers soit le tracé des chenaux d'accès aux ports et aux abris.
- Ballast :

1. (navire de surface) lest permettant de gérer la stabilité, l'assiette ou la gîte d'un navire ;
2. (sous-marin) réservoirs situés à l'extérieur de la coque, qui contiennent de l'air ou de l'eau pour régler l'immersion du sous-marin.

- Ballastage : remplissage des ballasts, pour corriger la répartition des masses d'un navire, ou assurer à un navire lège un enfoncement correct pour le fonctionnement de l'hélice.
- B.A.N. : abréviation de la marine militaire pour désigner une base aéronavale.
- Banc d'étambrai : banc supplémentaire qui sert à maintenir le mât.
- Banc de nage : banc où s'assoit un rameur.
- Banc de quart : banc où se tient l'homme de quart.
- Bande : gîte.
- Banette : terme désignant une couchette fixe dans un bateau (par opposition à un hamac).
- Baraterie : acte volontaire de rébellion du capitaine ou de l'équipage d'un navire pour porter préjudice à l'armateur.
- Barbotin (cloche de réducteur de barbotin) : pièce du guindeau formée à l'empreinte des mailles de la chaine de mouillage d'un bateau.
- Barcasse : dans la marine française, grosse barque à moteur, non pontée, servant dans les ports militaires au transport des personnels et frets divers (approvisionnements, pièces), entre la terre et les batiments ancrés en rade.
- Baril ou baril de galère : petit fût aplati pour l'eau douce.Barques catalanes au XIXe siècle.Barques à fond plat sur un étang en Indre-et-Loire.

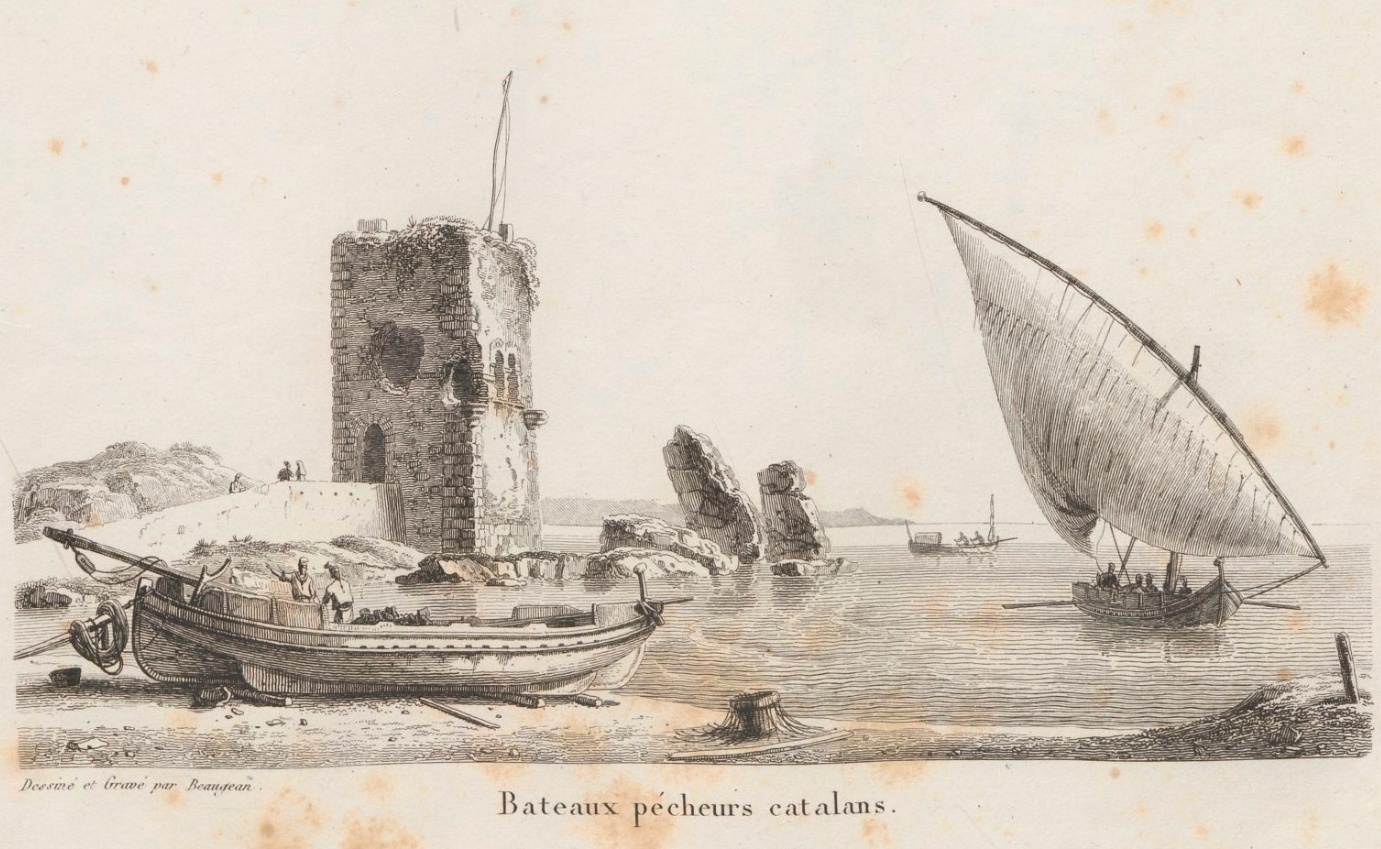
Barques catalanes au XIXe siècle.

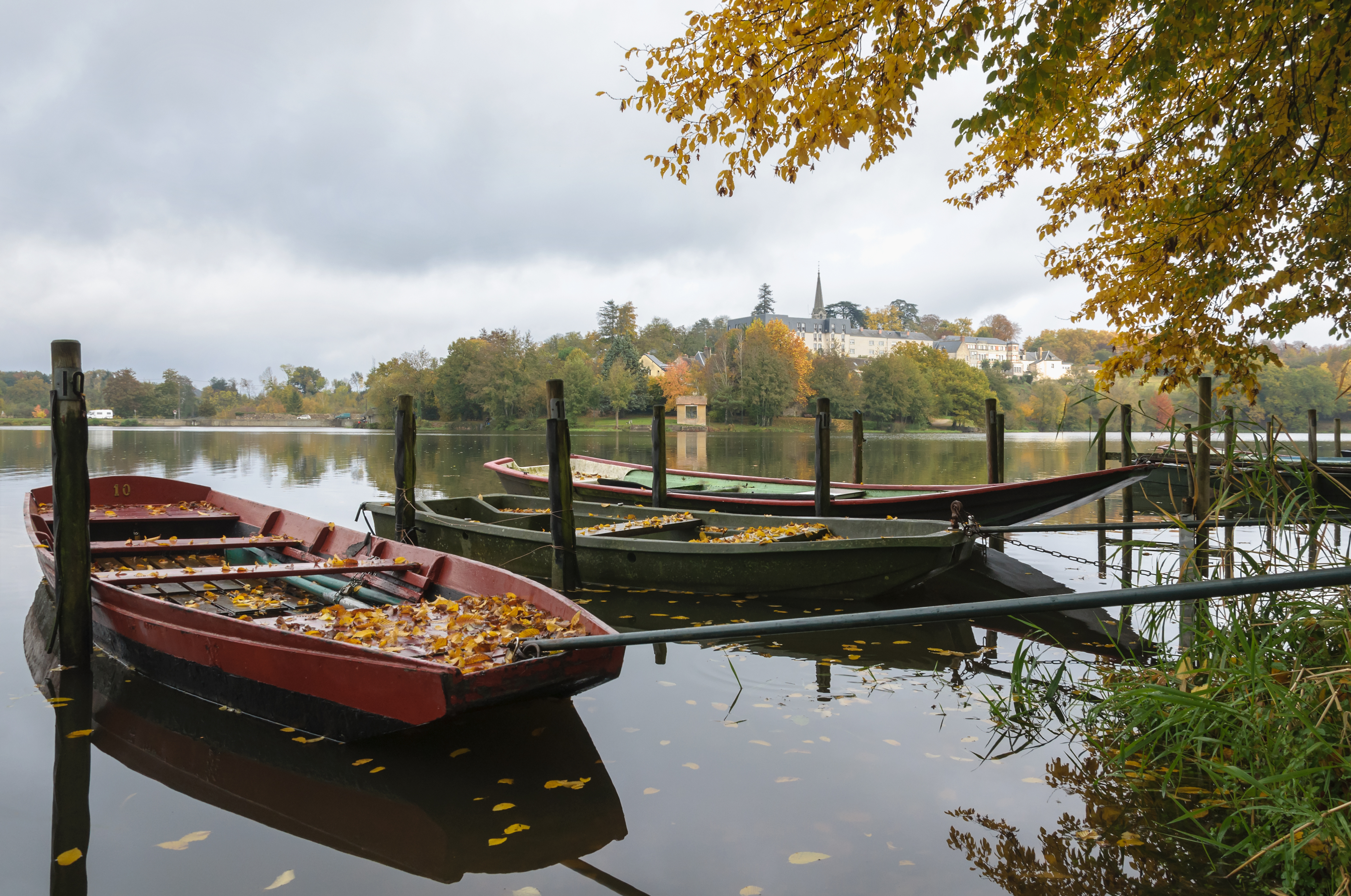
Barques à fond plat sur un étang en Indre-et-Loire.

- Barque : type d'embarcation mû à l'aviron, à la rame ou au moteur, de petite taille (6 à 7 mètres maximum), généralement sans gréement et non ponté.
- Barque catalane : navire de pêche traditionnel, à voiles ou rames, puis à moteur qui était utilisé le long de la côte occidentale de la Méditerranée principalement au début du XXe siècle.La barquette marseillaise Bonne Mère.

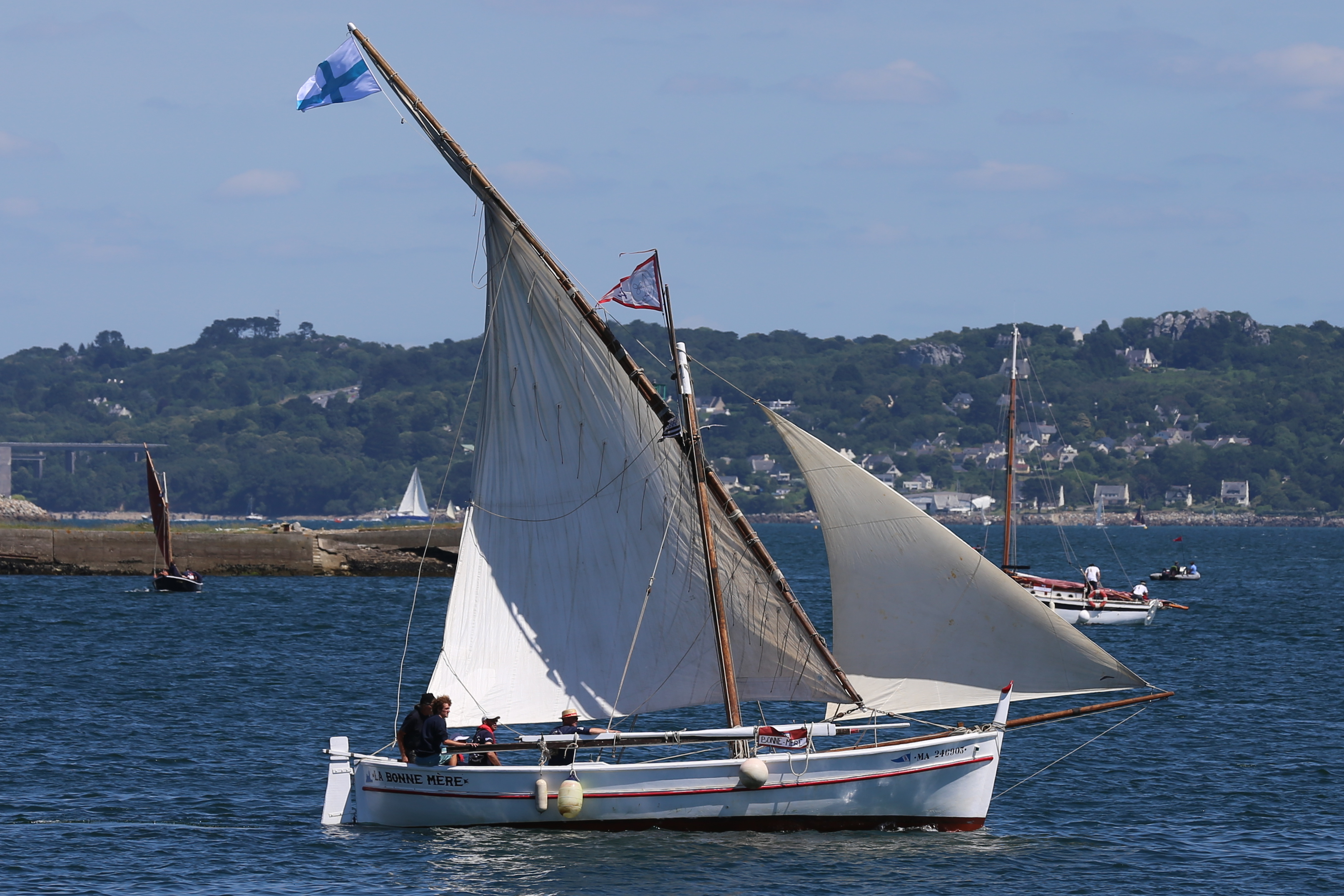
La barquette marseillaise Bonne Mère.

- Barquette marseillaise : petit bateau traditionnel des petits métiers de la mer des côtes marseillaises à rames, à voiles puis à moteurs. Sa forme lui a valu le surnom de « pointu», encore en usage dans le Var et dans les Alpes maritimes.
- Barquiers : bateliers du canal du Midi.
- Barre :

1. dispositif de manœuvre du gouvernail (tige, roue ou maintenant "joystick") ;
2. ligne de brisants sur des hauts-fonds ou devant une côte, ou en limite de courant, notamment à l'embouchure d'une rivière peu profonde ou d'une passe.La barre d'Étel, dans le Morbihan. Barre (timon) d'un sloop ostréicole.

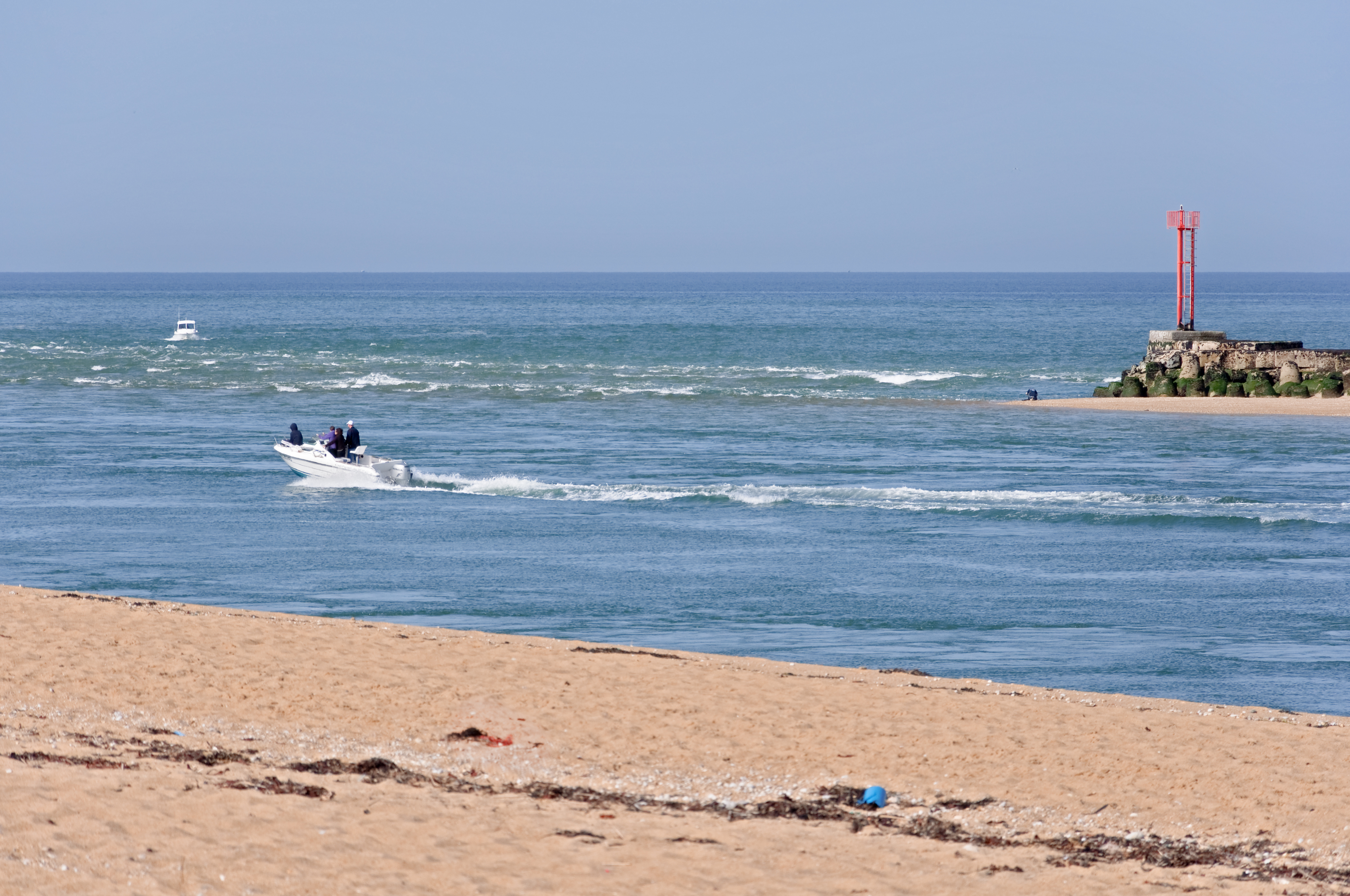
La barre d'Étel, dans le Morbihan.

- Barre d'anspect : voir Anspect.

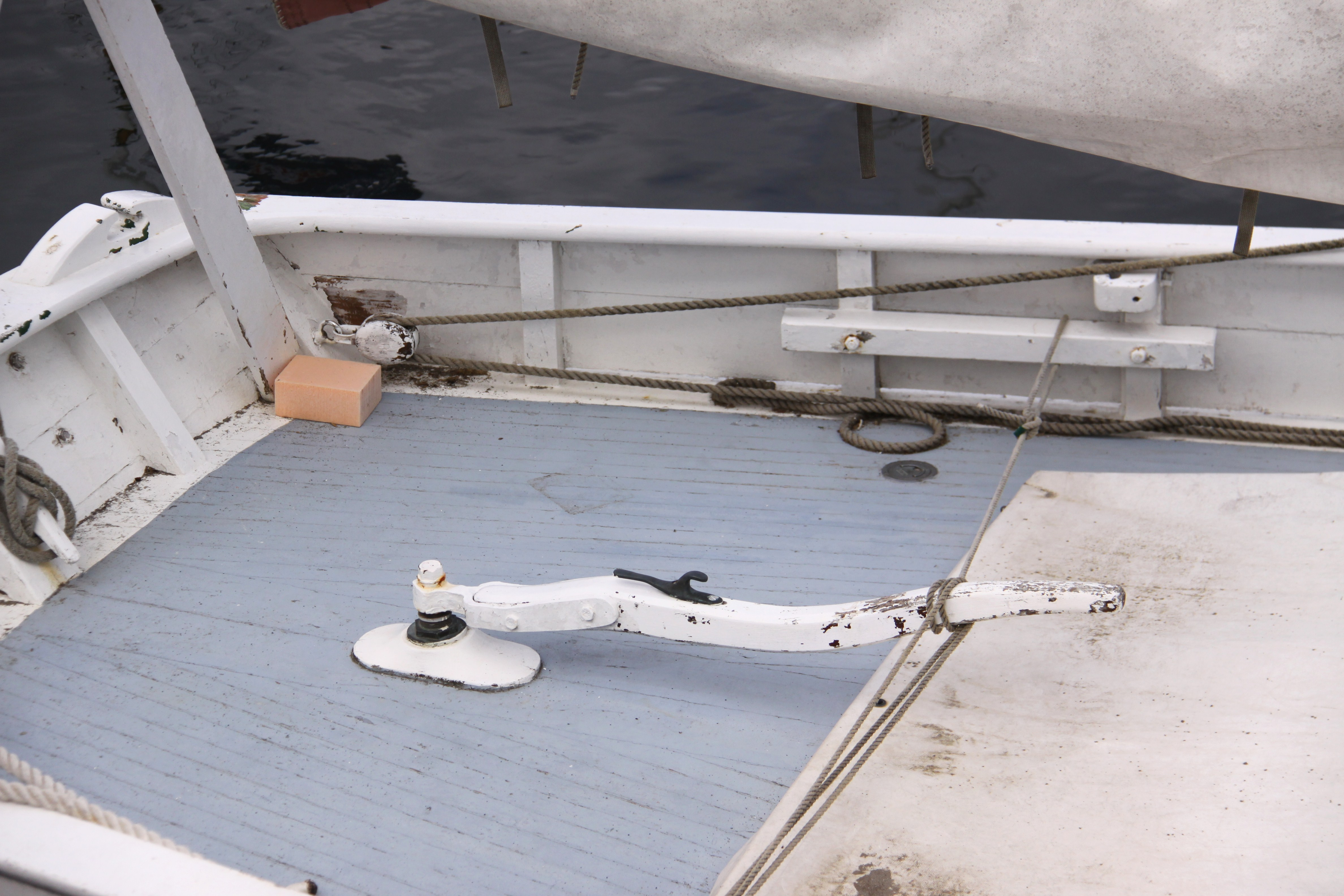
Barre (timon) d'un sloop ostréicole.

- Barre de flèche : petits espars, situés en hauteur et servant à raidir ou à cintrer le mât des petits voiliers, à l'aide des haubans et des galhaubans.
- Barre de plongée : barre permettant la conduite d'un sous-marin dans un plan vertical.
- Barreur : membre de l'équipage qui tient la barre, qui maintient le bateau dans la direction souhaitée. Voir timonier.
- Barrot : poutre transversale de la charpente d'un bateau allant d'un bord à l'autre placée en haut d'un couple pour soutenir le pont.
- Barrotage : système de barrots, de poutres.
- Barroter : charger une cale jusqu'à hauteur des barrots.
- Barrotin : barrot qui ne va pas d'un bordé à l'autre du bateau.
- Bas-fond : eaux dont la profondeur est suffisante pour naviguer sans risque d'échouement (contraire de haut-fond).Bas-hauban sur un vieux gréement (no A sous la hune)

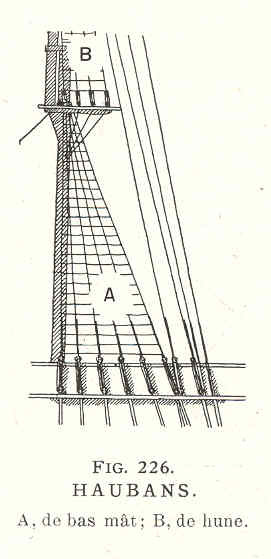
Bas-hauban sur un vieux gréement (no A sous la hune)

- Bas-haubans : haubans dont le point d'attache est situé à peu près au milieu du mât et qui contribuent à empêcher le cintrage de ce dernier. Il est comparable au bas-étai.
- Bas-mât : partie inférieure d'un mât en plusieurs parties.
- Bastaque : hauban à itague employé sur les bateaux de faible tonnage (sorte de pataras mobile, pour permettre le passage de la bôme et des voiles sur certains gréements bermudiens).
- Bastingage :

1. parapet autour du pont d'un bateau ;
2. caisson cloisonné où l'on place les hamacs de l'équipage.

- Bateau : construction flottante de moyen ou faible tonnage utilisée pour la navigation.Détail de la proue d'une bateau cousu (bateau de Halsnøy).

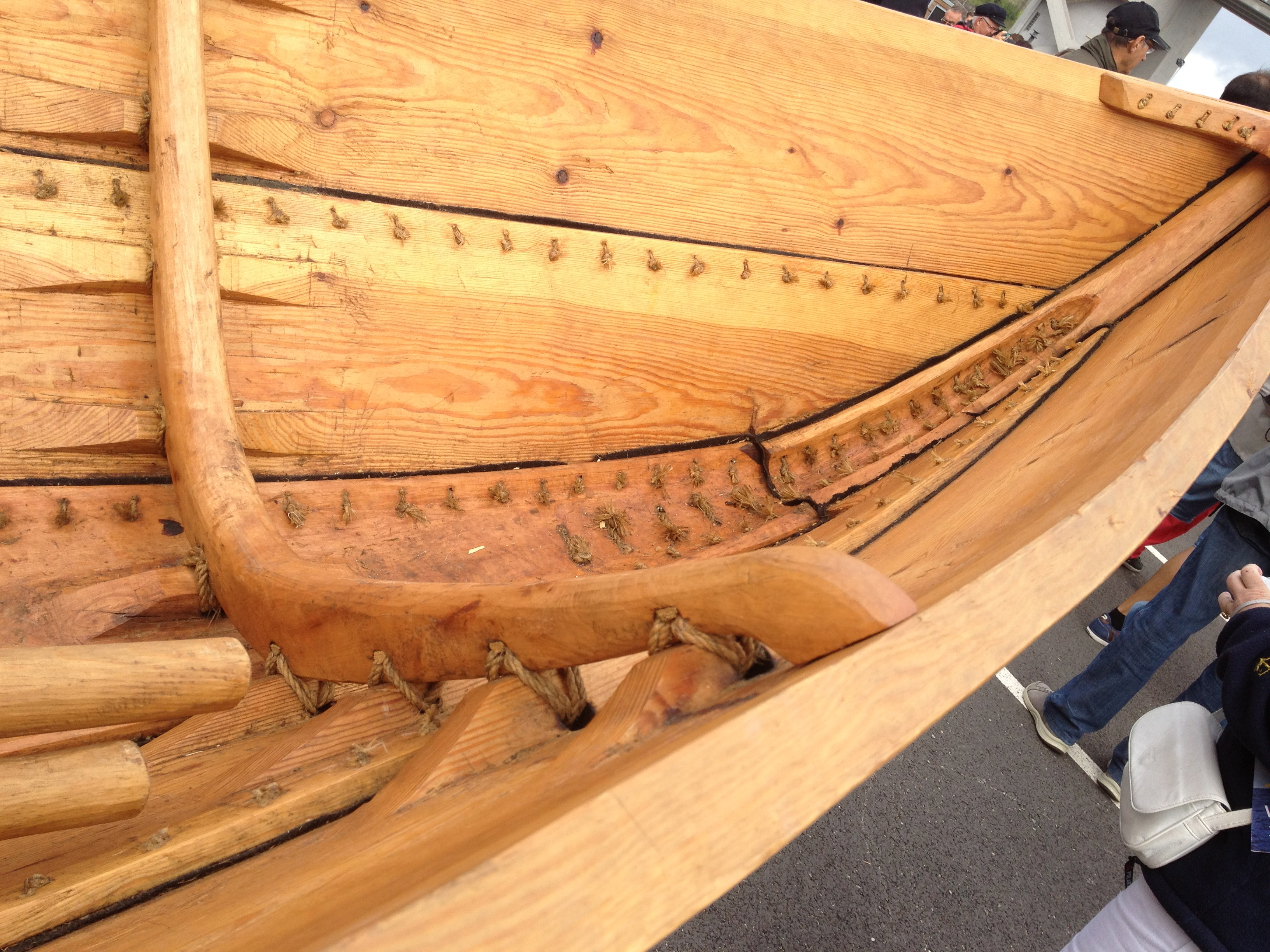
Détail de la proue d'une bateau cousu (bateau de Halsnøy).

- Bateau cousu : type de bateau constitué de planches ou de peaux assemblées à l'aide de liens, ou de bois flexible.
- Bateau de plaisance : véhicules nautiques de plaisance (voilier, bateau à moteur, véhicules amphibies, motos aquatiques (jet-ski), aéroglisseurs, hydravions, sous-marin de poche).
- Batelier ou marinier : marin pilotant un bateau fluvial (péniche, pousseur).
- Batayolle : ensemble formé des chandeliers et des filières.Batterie sur le HMS Victory.

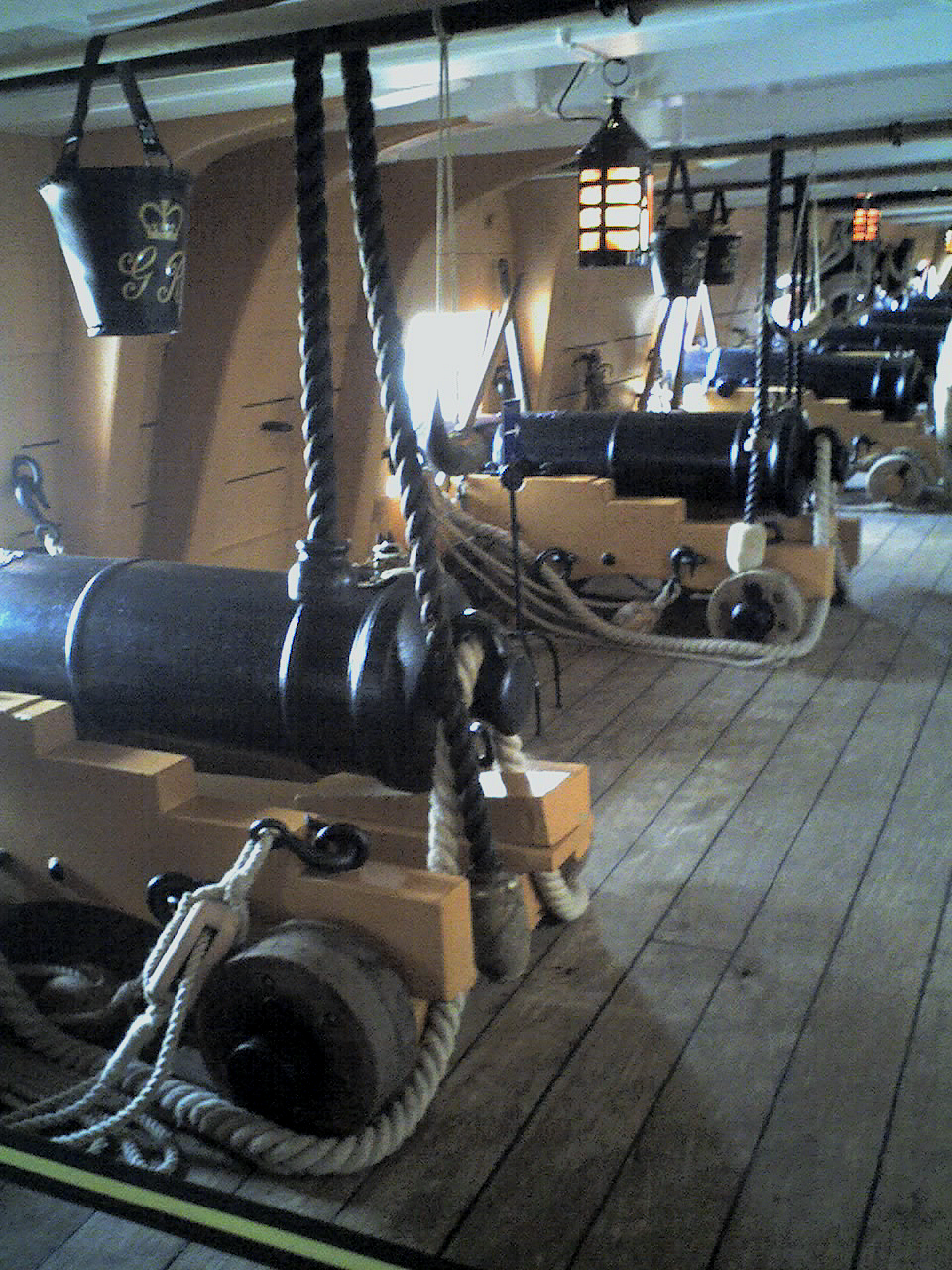
Batterie sur le.

- Batterie : double rangée de canons et, par extension, entreponts les contenant.
- Bau : voir barrot.
- Bauquière : ceinture intérieure reliant les membrures, au niveau du pont (voir serre bauquière).
- Baurua : type de grande pirogue à balancier traditionnel, à voile austronésienne des îles Gilbert (archipel des Kiribati, région de Micronésie).
- Beaufort : vitesse du vent exprimée selon les critères de l'échelle de Beaufort, instrument de mesure de cette vitesse Mât de beaupré sur l'Hermione.

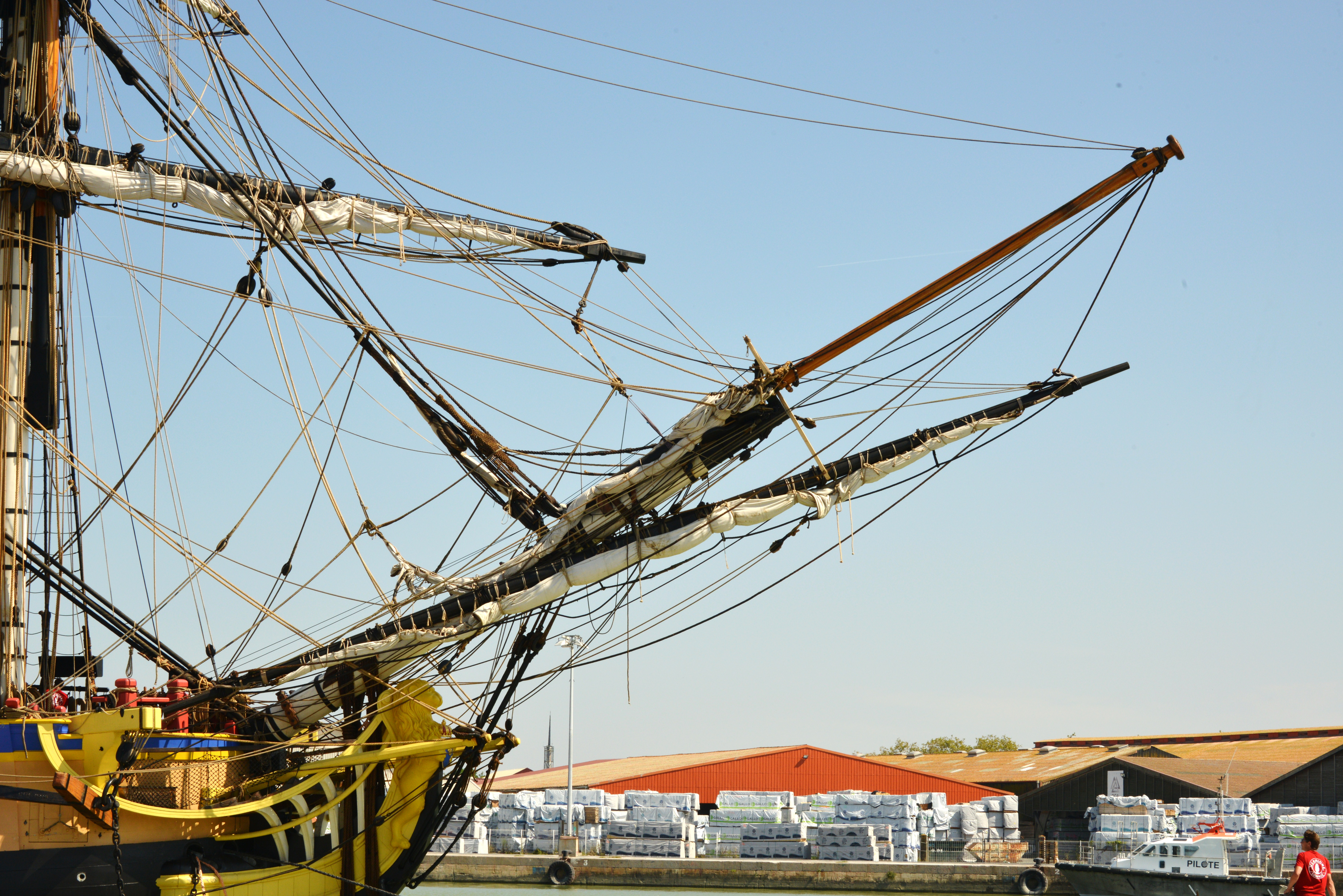
Mât de beaupré sur l'Hermione.

- Beaupré : mât qui se trouve à la proue du navire à voile et fortement incliné vers l'avant (anciennement appelé dolon).Plan de voile d'une bélandre.

Plan de voile d'une bélandre.

- Bélandre (bélande ou balandre) : plusieurs types de petit navire de charge marchand à un mât repliable, ou deux mâts, avec ou sans ailes de dérive. Ces types de bateau sont utilisés le long des côtes et dans les eaux intérieures, très répandus au XVIIIe siècle en Europe, principalement aux Pays-Bas.
- Béquille : pièce de bois ou de métal utilisée de chaque côté pour maintenir un bateau debout sur sa quille à marée basse.
- Ber : appareil de charpente et de cordage, placé sous un grand bâtiment, pour le supporter pendant la construction ou la réparation. Il glisse sur la cale au lancement du bâtiment à l'eau.La bette Brutus

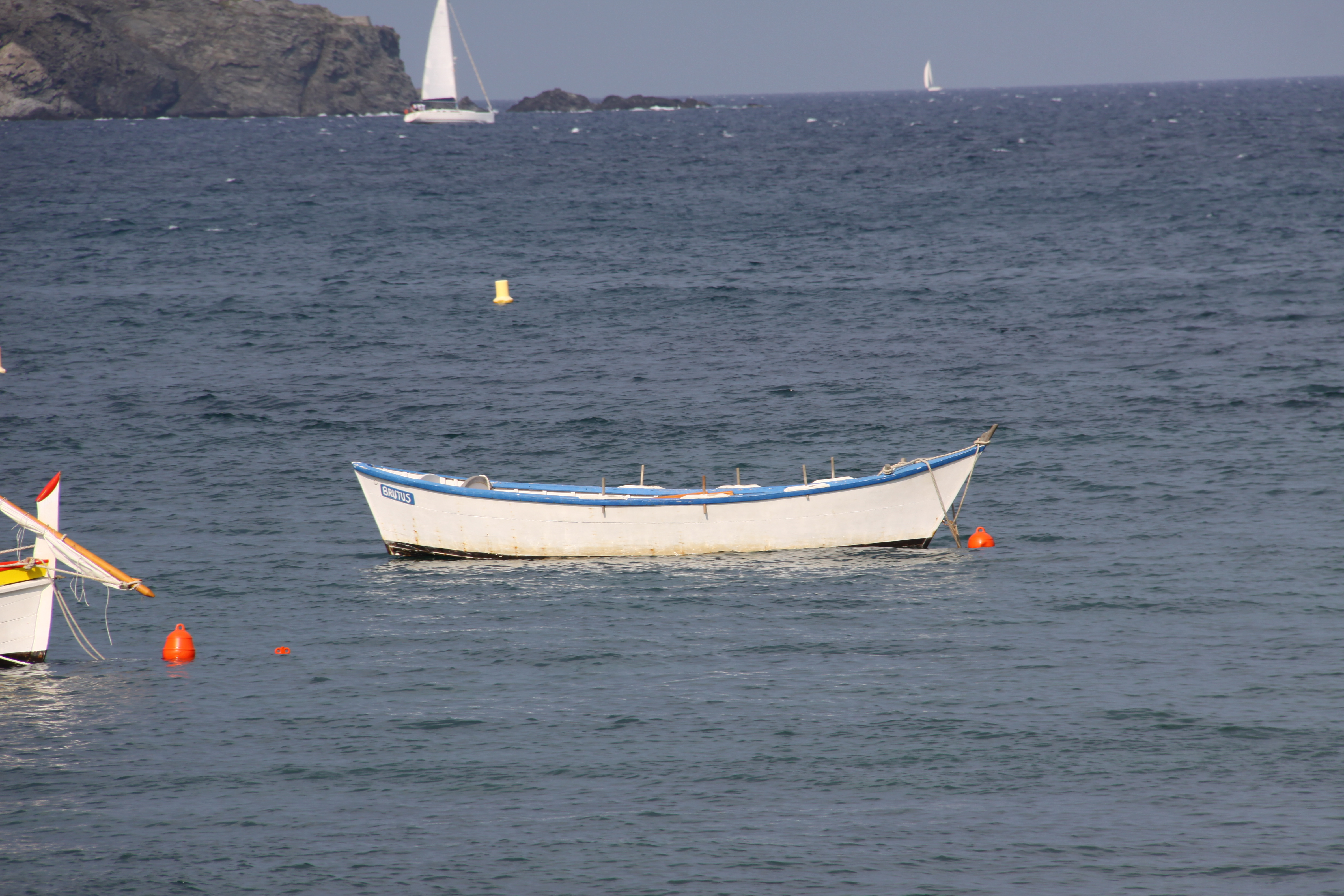
La bette Brutus

- Bette : embarcation à fond plat, à voile, rame, perche ou moteur, traditionnellement utilisée pour la pêche dans le Golfe du Lion.
- Bidel : capitaine d'arme, officier chargé de la discipline dans la Marine nationale française.
- Bigue : mât articulé servant à élever des charges sur le pont d'un navire ou sur un quai, manœuvré par l'intermédiaire d'un mât de charge.
- Bitord : petit cordage composé de deux, trois, ou même quatre fils de caret, goudronnés et tortillés ensemble.
- Bitte, bitton : voir bollard.
- Biture :

1. longueur de chaîne disposée sur le pont en préparation du mouillage ;
2. en argot maritime : prendre une cuite.

- Blindage : paroi renforcée destinée à protéger ce qui est derrière.Bois propres aux constructions navales.

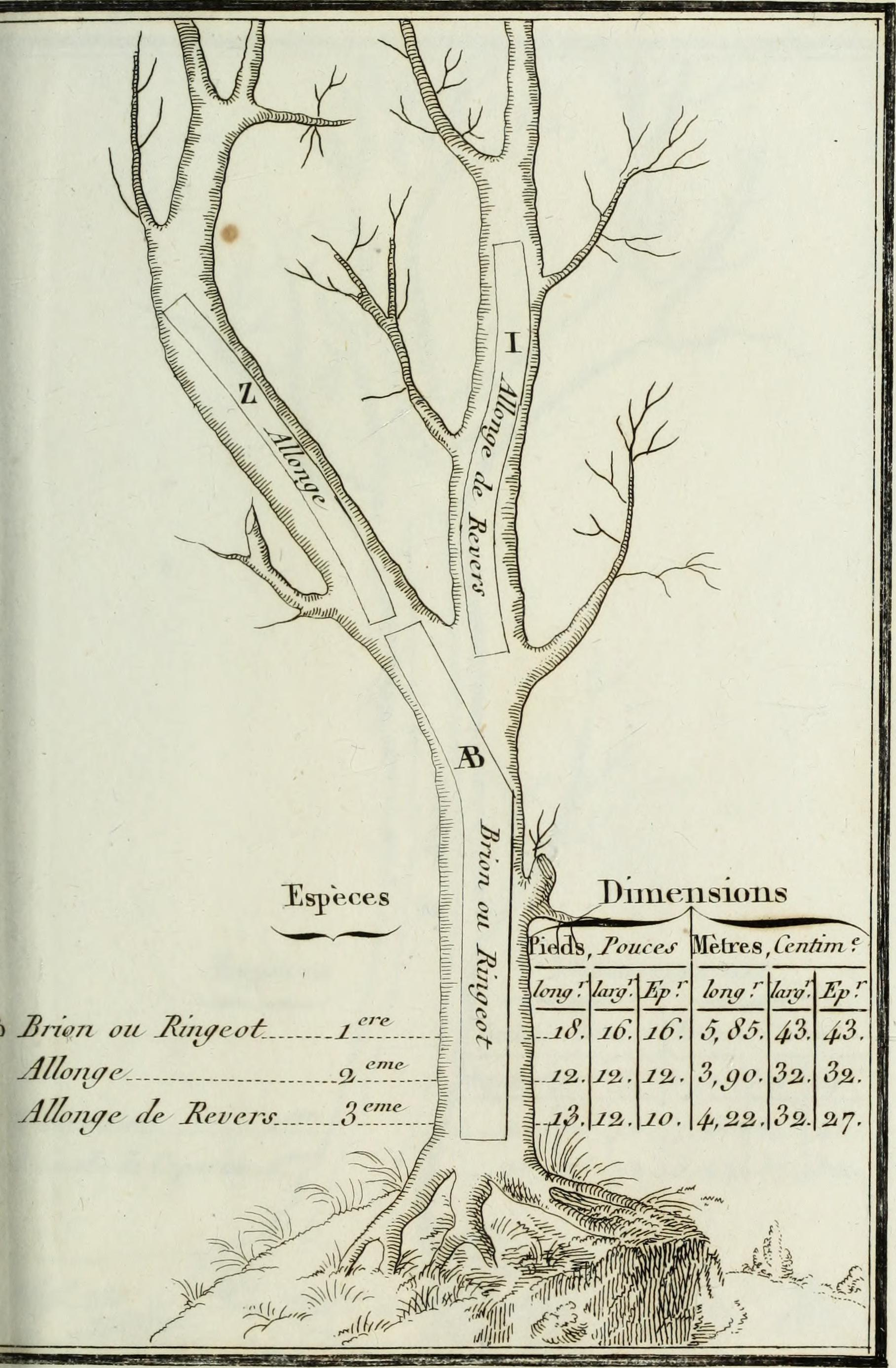
Bois propres aux constructions navales.

- Bois de marine : arbres et bois que la configuration et les qualités rendent propres à la construction des navires (structures, bordage, mâts, vergues).
- Boita ou voita : type de grands bateaux commerciaux construits dans l'ancien royaume de Kalinga à l'est de l'Inde, à la fin de l'antiquité.
- Bollard : pièce de fonte ou d'acier, cylindrique, fixée verticalement à espaces réguliers sur les quais, pour capeler l'œil des amarres.Schéma d'une bonnette.

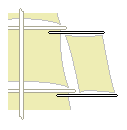
Schéma d'une bonnette.

- Bonnette : voile légère amovibles, fixées latéralement à l'extrémité des vergues (bout-dehors) sur des voiliers à gréement carré.
- Bôme : barre rigide articulée sur le mât qui permet d'orienter la grand-voile d'un bateau.
- Bord :

1. côté d'un bateau ;
2. le bateau lui-même ("monter à bord").

- Bordache : élève de l'école navale (à ne pas confondre avec Navalais, élève de l'ex-école de santé navale de Bordeaux).
- Bordage : planches ou tôles constituant un élément du bordé.
- Bordé : ensemble des parties qui constituent la coque extérieure d'un bateau ; le bordé s'appuie sur la charpente.
- Bordée :

1. route que fait un navire sur un certain cap ;
2. durée du temps pendant laquelle une fraction de l'équipage alterne avec l'autre ;
3. division en moitié de l'équipage ;
4. sortie en ville de la moitié des marins, généralement lors d'une escale, sachant que l'autre moitié reste à bord ;
5. salve complète de toute l'artillerie qui est sur un même côté (un même bord) d'un navire de guerre ;
6. comme image du précédent, attaque verbale en grosse quantité[4].

- Border : tendre une manœuvre courante, un cordage (contraire de choquer).
- Bordure : bord inférieur d'une voile entre le point d'amure et le point d'écoute.Bosco de la Royal Navy vers 1820.

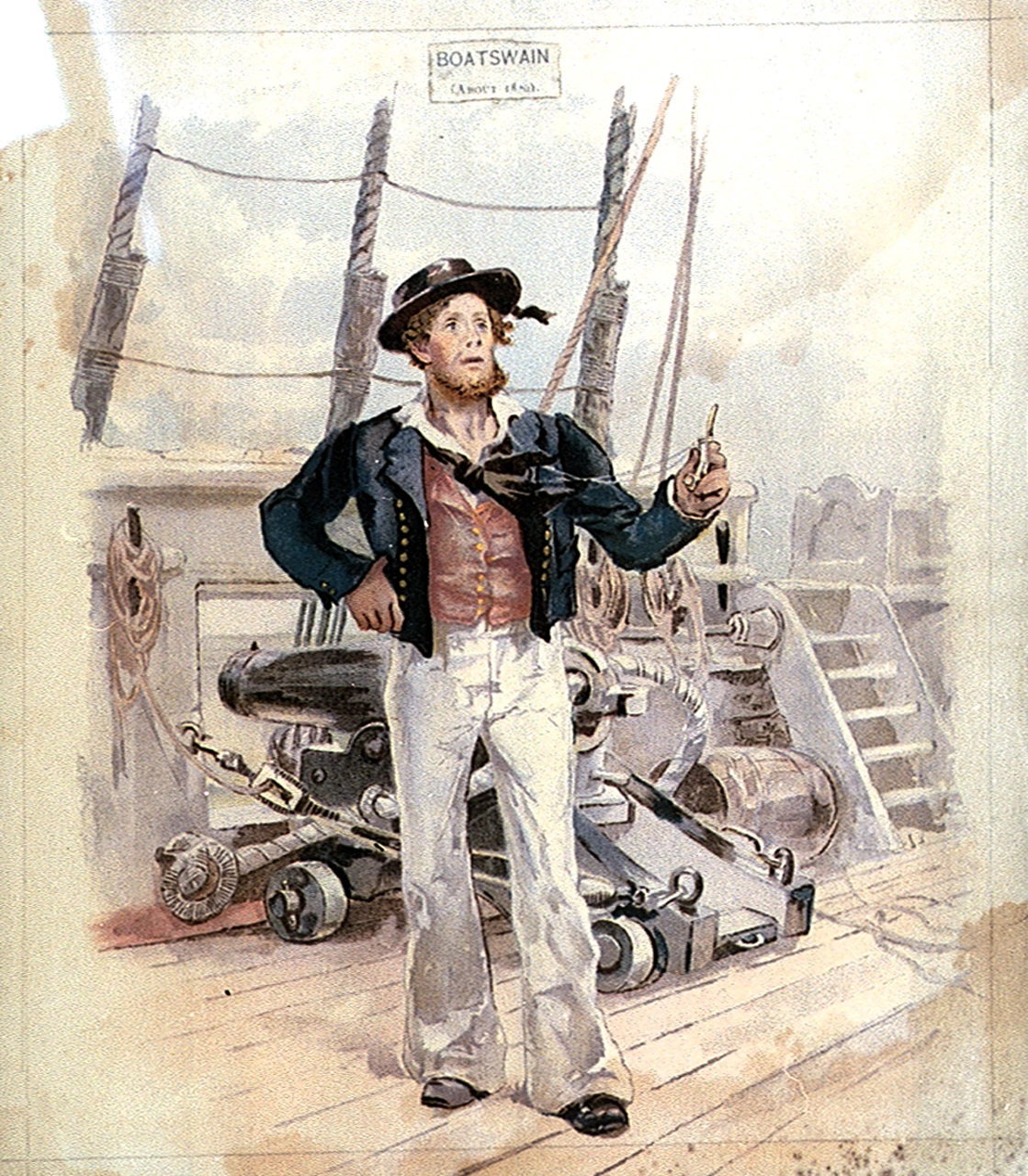
Bosco de la Royal Navy vers 1820.

- Bosco (bosun, bosseman ou boatswain) : maître d'équipage ou de manœuvre sur un navire à voile de grade supérieur au quartier-maître Dans la marine moderne, le bosco désigne encore un maître d'équipage ou un maître de manœuvre.
- Bosse : petite longueur de cordage ou de chaîne dont une extrémité est fixée au pied d'une bitte d'amarrage pour retenir une aussière le temps de la frapper.
- Bosse d'enrouleur : cordage servant à manœuvrer un enrouleur.
- Bosse de ris : cordage présent sur la chute d'une voile et permettant de prendre un ris.
- Bossoir : dispositif de levage utilisé sur les navires pour une ancre, une embarcation de sauvetage, une annexe.
- Boucanier : gril ou claie de bois sur lesquels la viande ou le poisson étaient fumés.
- Bouchain : partie du bordé d'un bateau, représentant la zone intermédiaire entre les fonds et les murailles.
- Bouchot :

1. petit bassin fermé par un filet retenant le poisson quand la mer se retire ;
2. support vertical planté en alignement et aménagé pour la culture des moules.

- Bouée : flotteur, en particulier :

1. dispositif flottant, généralement en forme d'anneau ou de fer à cheval, pour le sauvetage de naufragés ;
2. signalisation en mer, pour le balisage ;
3. flotteur associé à un corps-mort, pour l'amarrage d'un bateau ;
4. flotteur de repérage de plongeurs, d'un objet ou d'un danger immergé.

- Bouge : courbure transversale du pont.
- Boulevard : passage sur le pont, de part et d'autre du château.
- Bouline : cordage amarré par le milieu de chaque côté d'une voile carrée pour lui faire prendre le vent de côté.

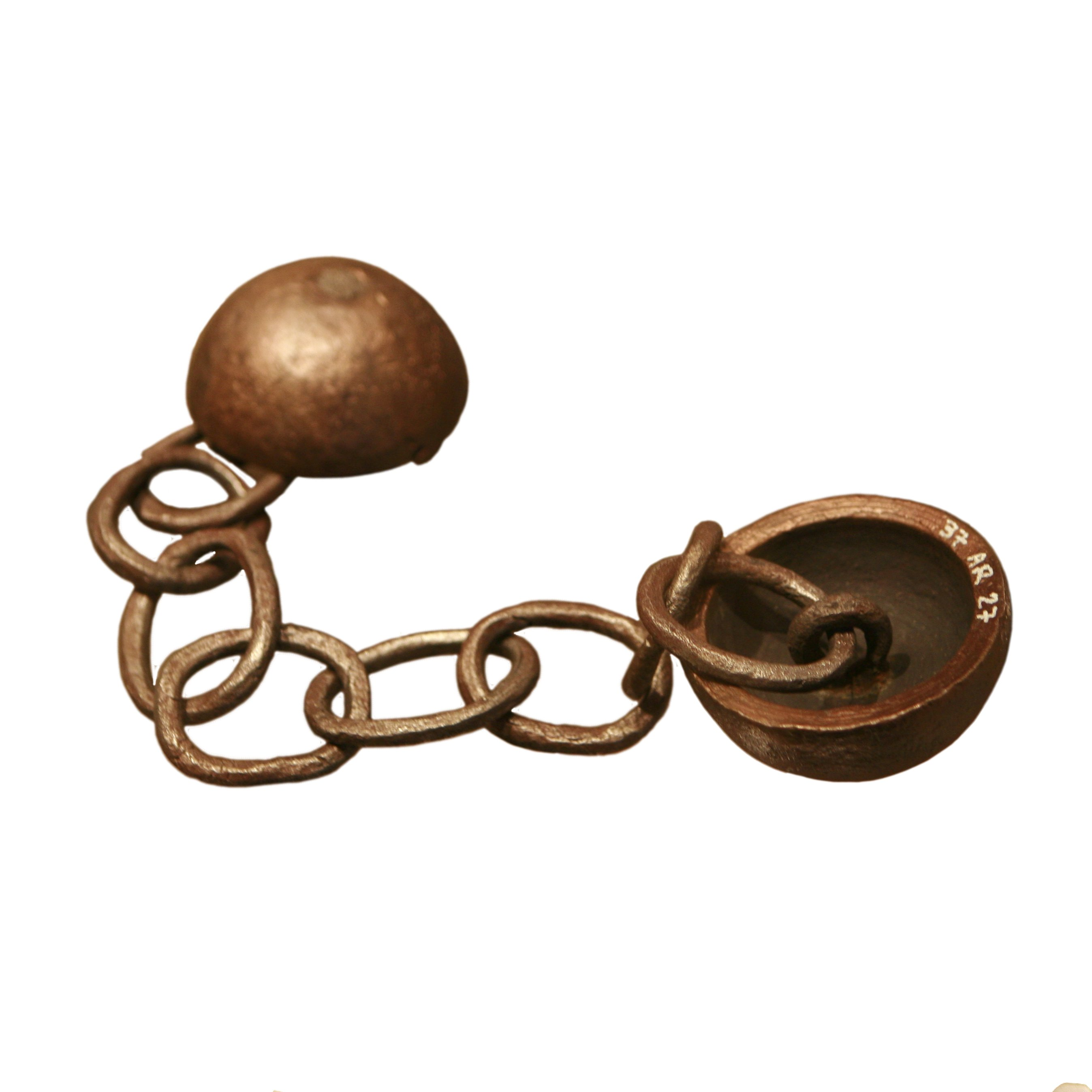
Modèle de boulet ramé destiné à sectionner les gréements.

- Boulet : projectile d'artillerie sphérique en pierre ou en métal ; les boulets ramés ou chaînés étaient plus particulièrement utilisés dans la marine pour détruire les gréements.
- Bourlinguer : faire des efforts pour avancer contre le vent et la mer.
- Bout :

1. (prononcé « boute ») cordage sur un navire (Par tradition on ne dit jamais corde sur un bateau) ;
2. avant d'un navire, dans les expressions bout à terre, bout au vent, vent de bout ;
3. (prononcé « bo-ute ») aumônier, dans la Marine nationale française.

- Bout-dehors : espar fixe ou rétractable pointant à l'avant du bateau, ou au bout des vergues pour déployer les bonnettes.
- Bouteilles : cabinets de toilettes des officiers (les poulaines sont pour l'équipage).
- Brague : gros cordage destinée à bloquer le recul d'un canon, à retenir de chaque côté un gouvernail sans en affecter le mouvement, ou à manœuvrer le lancement d'un navire depuis l'étrave[5].Un bragozzo.

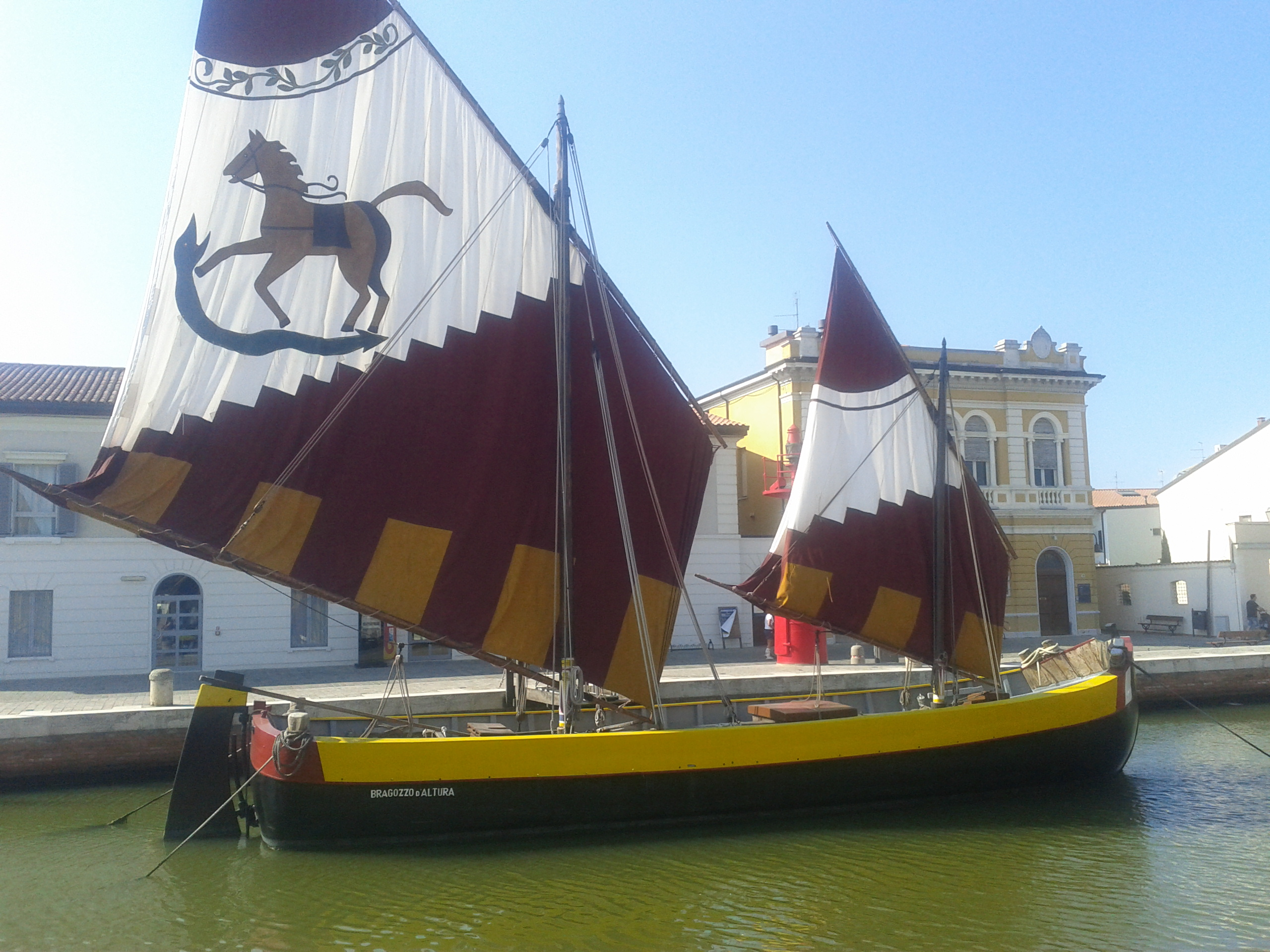
Un bragozzo.

- Bragozzo : type de bateau de pêche à voile datant du XIXe siècle dans la lagune de Venise en Italie.
- Brai : résine mêlée de goudron, utilisée pour rendre étanches les coutures sur les coques en bois.

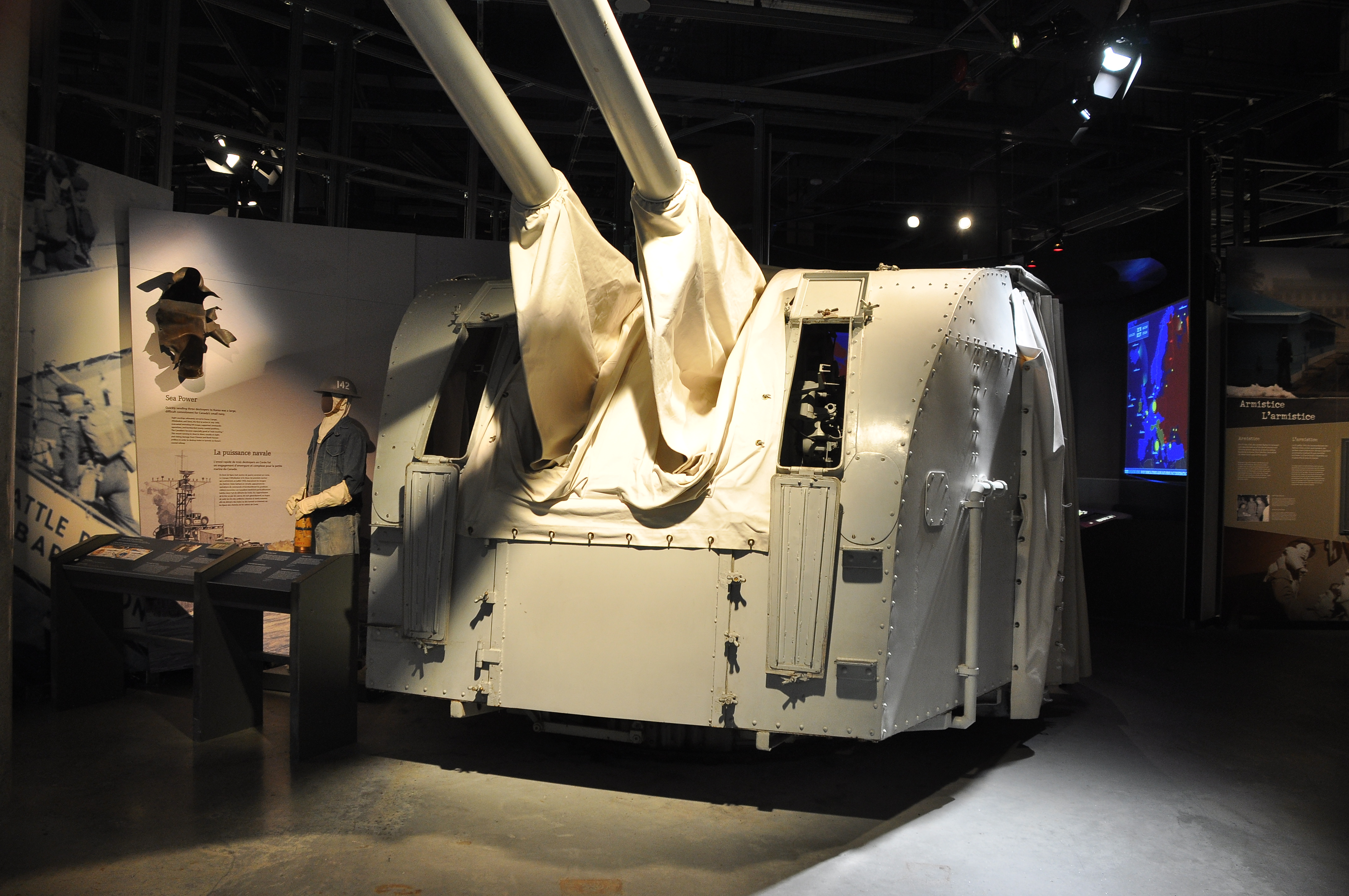
Tourelle et ses braies

- Braie (coat en anglais) : collier en toile que l'on applique autour d'un percement pratiqué dans le pont au passage du mât (étambrais), du tuyau d'une pompe, d'un mécanisme de gouvernail (jaumière), ou de tout autres éléments traversant le plancher du pont supérieur. Cette pièce de toile empêche l'infiltration d'eau de pluie depuis le pont supérieur vers l'entrepont ou dans la cale. Dans la marine de guerre, la braie désigne aussi la pièce de toile (ou de cuir) qui entoure chaque canon d'une tourelle (en général de gros calibre) et est reliée aux bord de l'embrasure de celui-ci pour éviter les entrées d'eau (de pluie ou d'embruns).
- Branle :

1. oscillation, mouvement qui porte un corps tantôt d'un côté, tantôt de l'autre ;
2. hamac.

- Branle-bas :

1. réveil de l'équipage ;
2. Branle-bas de combat : appel aux postes de combat en y retirant les branles.

- Bras : cordage situé au vent qui permet de régler l'écartement d'une voile d'avant.
- Brasse : unité de mesure de définition variable (environ 1,624 mètre en France).
- Brasser : orienter la voilure d'un navire.
- Brèche : ouverture dans la coque résistante d'un sous-marin pour embarquer du matériel.

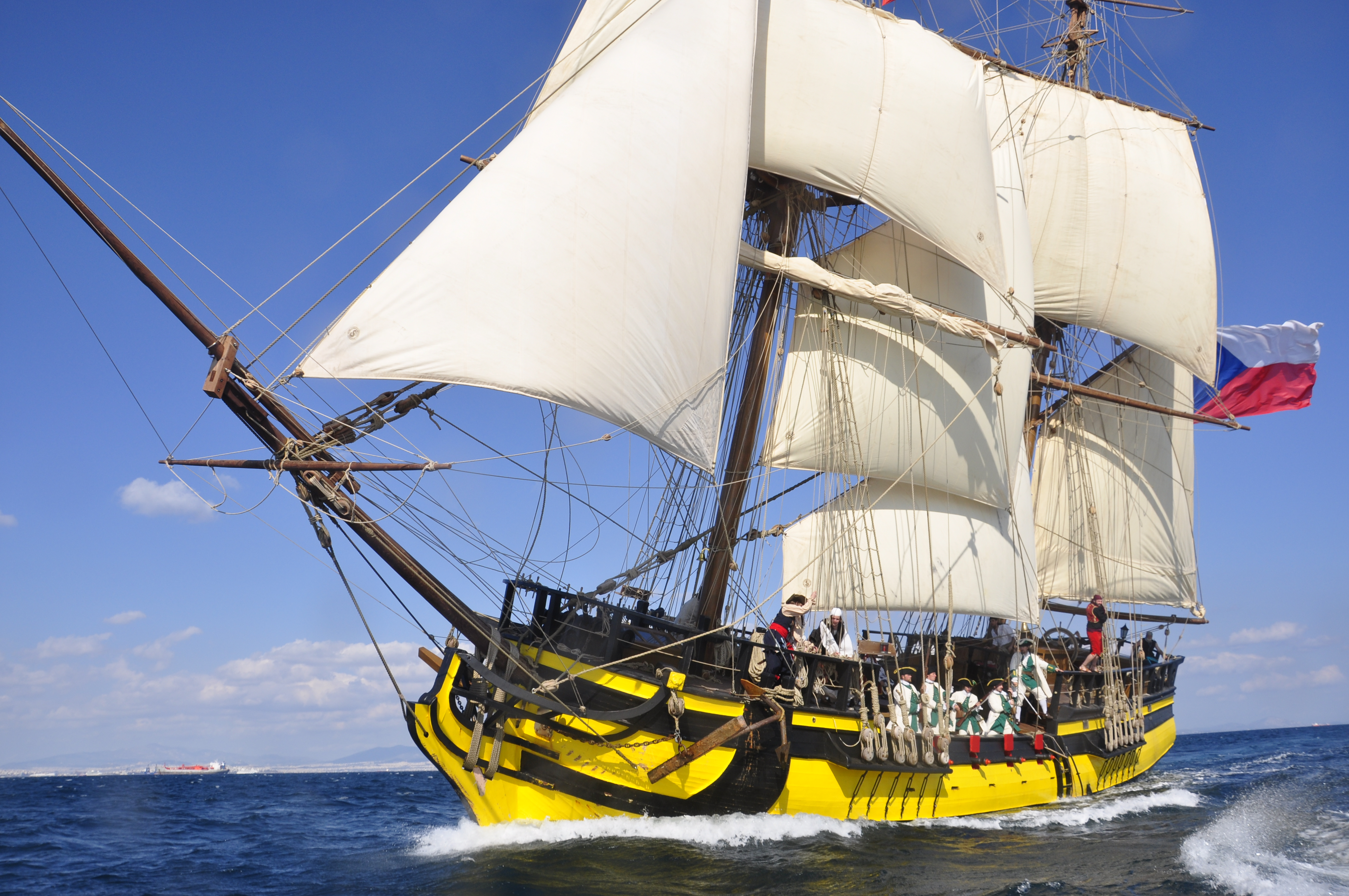
Le brick tchèque La Grace.

- Brick : deux-mâts à voiles carrées avec un grand-mât à l'arrière et un mât de misaine à l'avant.

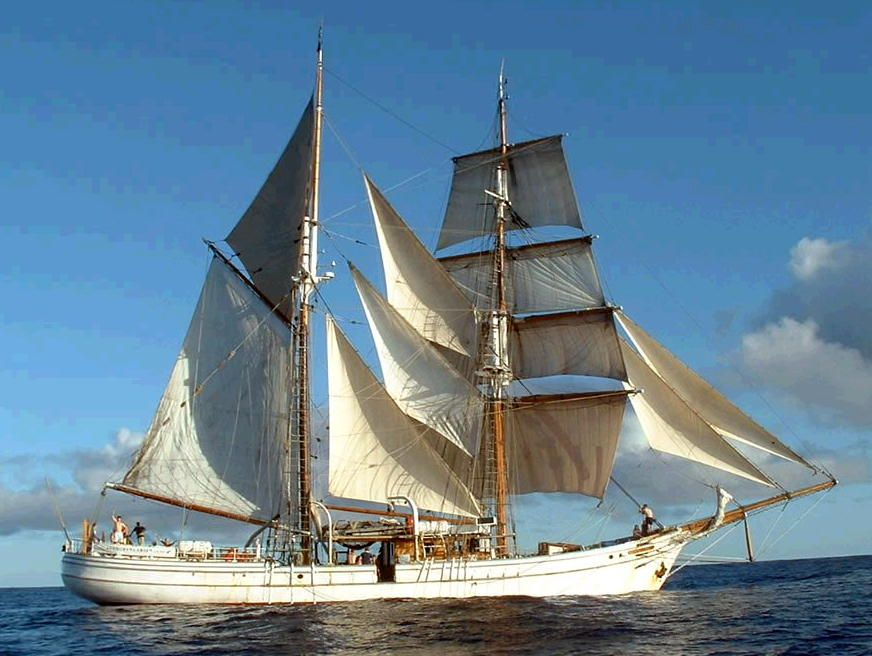
Le brick-goelette Soren Larsen.

- Brick-goélette : deux-mâts avec mât de misaine (à l'avant) grée en voile carrée, et le grand-mât (arrière) grée en voiles auriques.
- Brider : ligaturer un cordage.
- Brigadier : matelot positionné sur l'avant d'une embarcation dont le rôle est de guider l'accostage.
- Brin :

1. cordage qui soutient la partie mobile du palan ;
2. qualité de la toile à voile (ou des matelots).

- Briquer :

1. après lavage à grande eau, frotter avec une brique à pont (pierre en grès fin) pour blanchir le pont et le bordage ;
2. par extension, parcourir dans tous les sens (briquer la mer).

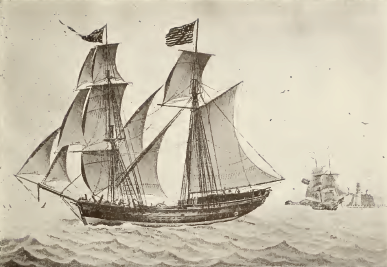
Brigantin (le navire porte le nom de la grande voile d'étai à l'arrière appelé brigantine).

- Brigantine : voile à corne trapézoïdale situé sur le mât arrière de très nombreux grand voiliers.
- Brigantin : deux-mâts proche du brick qui porte une brigantine sur son mât principal sans grand-voile carrée.
- Brion : partie de la coque d'un bateau joignant l'étrave et la quille.
- Brisants : lames qui brisent sur une côte, une plage, des roches, un banc ou une barre.
- Brise-lames : structure destinée à protéger une zone des vagues les plus violentes.
- Brise : nom générique qu'on donne au vent quand il n'est pas très violent.
- Brocher : changement brutal de la course d'un navire dû à des interactions vent/voiles trop fortes pour pouvoir être compensées par le gouvernail.
- Brûlot : vieux navire ou ponton chargé d'explosifs ou de matériaux inflammables, lancé et dérivant sur les vaisseaux ennemis pour les incendier.
- Buller : voir coincer la bulle.
- Butée : accessoire d'un arbre d'hélice solidement fixé à la coque, qui transmet au bateau la poussée de l'hélice.

## C
- Haut – A
- B
- C
- D
- E
- F
- G
- H
- I
- J
- K
- L
- M
- N
- O
- P
- Q
- R
- S
- T
- U
- V
- W
- X
- Y
- Z

- C ( - CHARLIE) : oui.
- Cabaner : chavirer, être renversé.Un cabestan.

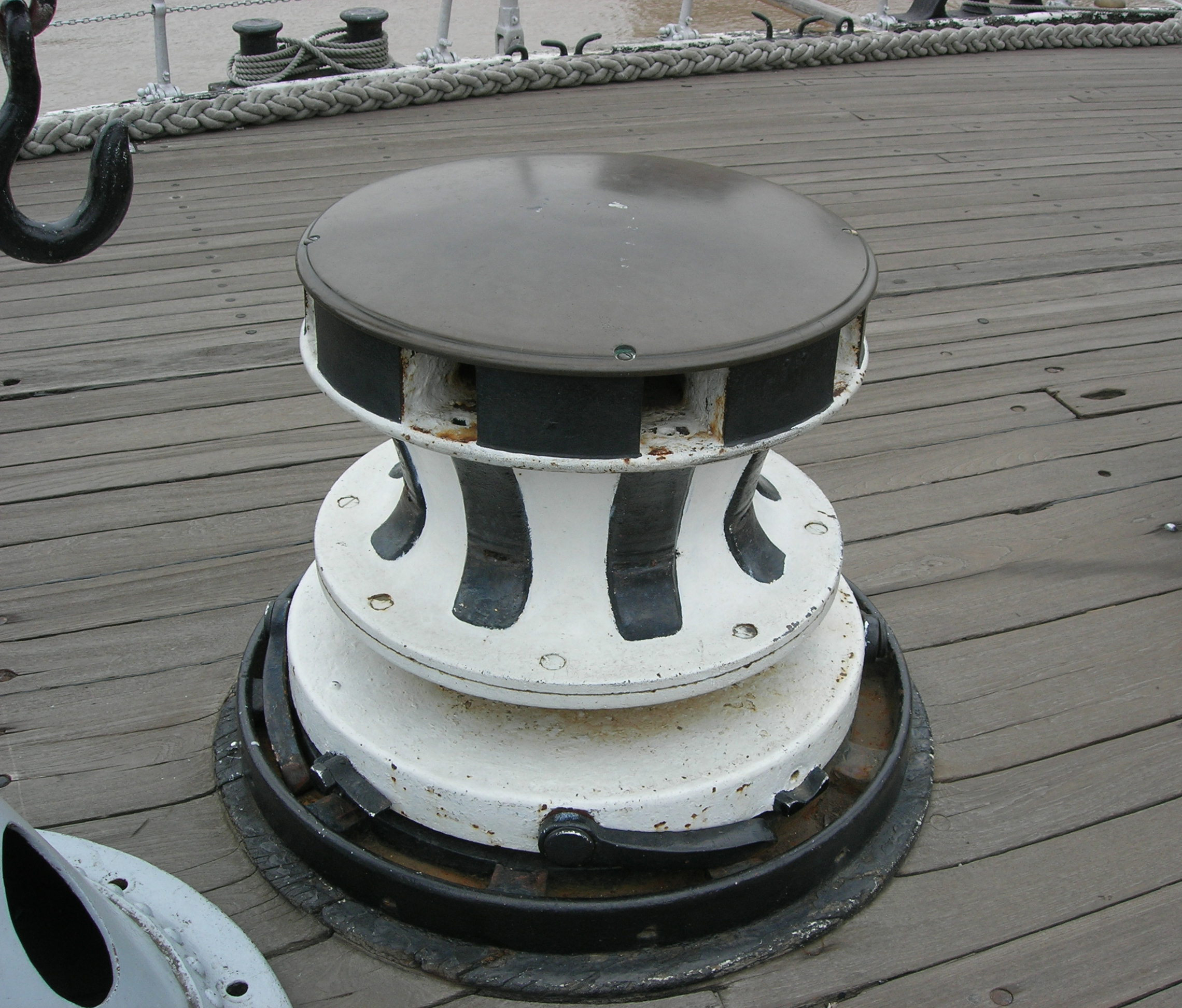
Un cabestan.

- Cabestan : treuil à axe vertical. Les plus gros et anciens se manœuvrent en y insérant des bras de leviers (anspects) que poussent les hommes. Autour du cabestan s'enroule et se déroule un câble ou un cordage.Schéma de cabillots sur un râtelier.
- Cabillot : taquet.

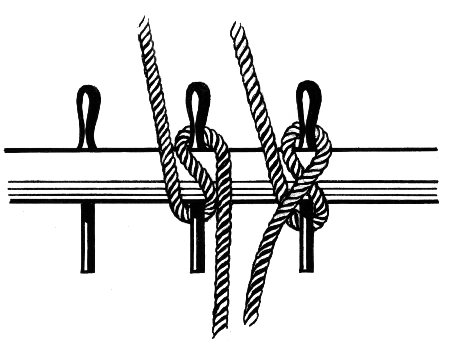
Schéma de cabillots sur un râtelier.

- Cabine : une pièce d'habitation (chambre, bureau).
- Câble : lien métallique, d'une certaine section, tressé avec des fils torsadés entre eux.
- Cabotage, caboter : navigation maritime qui consiste à se déplacer de port en port en restant à proximité des côtes.

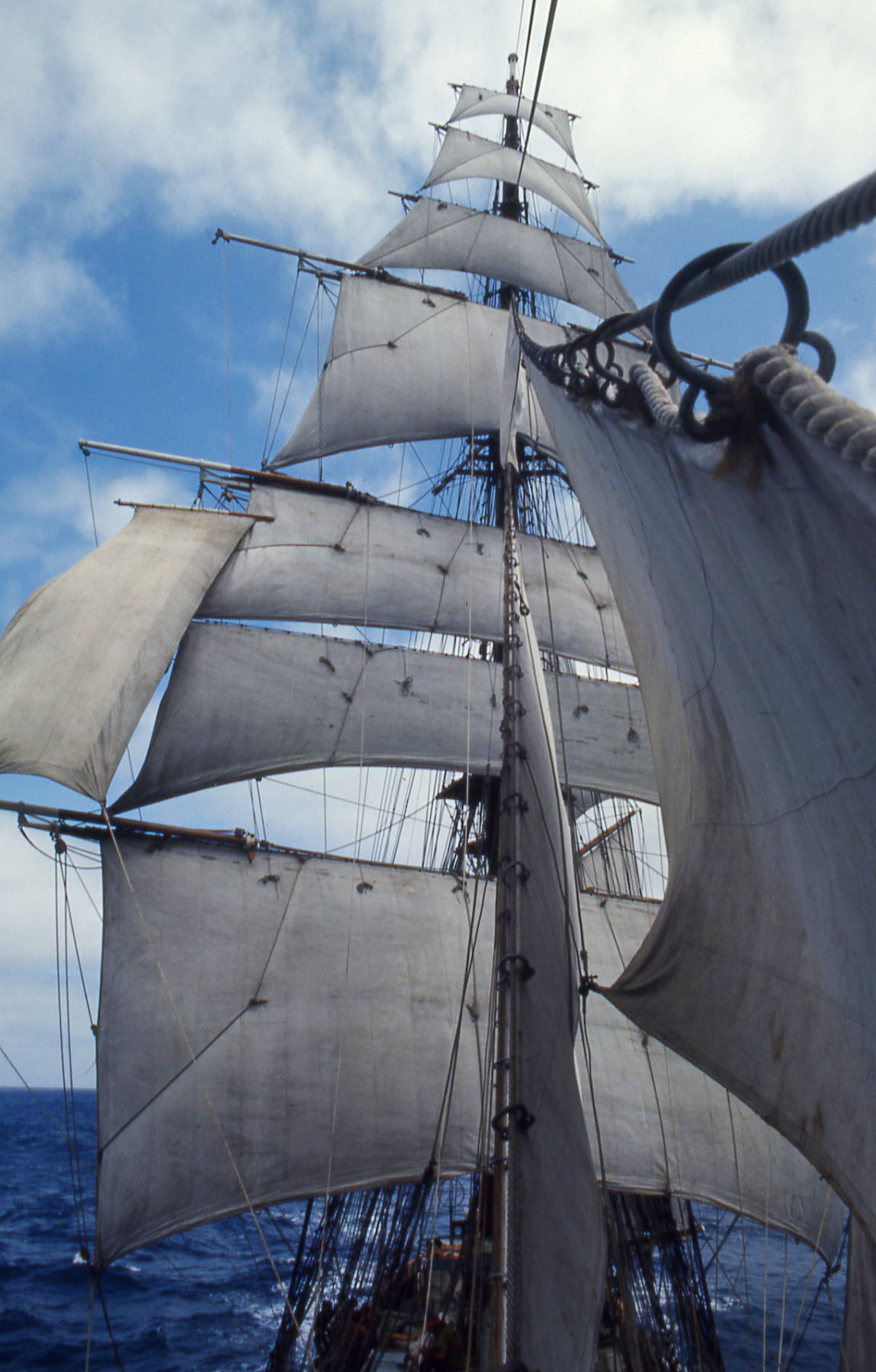
Les cacatois sont les voiles les plus hautes au-dessus des perroquets (ici sur le Regina Maris).

- Cacatois : voiles carrées se trouvant au sommet d'un mât lorsque le mât comporte plus de trois voiles carrées (généralement la quatrième).
- Cadène : pièce généralement métallique solidaire du pont du navire ou de la coque, sur laquelle sont frappés les câbles tenant le mât.
- Cadre : conteneur[6].
- Caillebotis :

1. treillis de bois ou de métal recouvrant l'ouverture d'une écoutille ;
2. treillis amovible en bois servant de plancher.

- Caillou : récif rocheux[7].
- Caisse de réglage (caisse d'assiette, ou caisse de compensation) : réservoir dont le remplissage permet de régler l'équilibre d'un sous-marin.
- Cale : endroit sous le pont où sont stockées différentes marchandises.
- Cale sèche : bassin fermé par une porte d'écluse, qui peut s'assécher pour la réparation ou pour l'entretien des navires (voir forme de radoub).Un calfat faisant une démonstration.

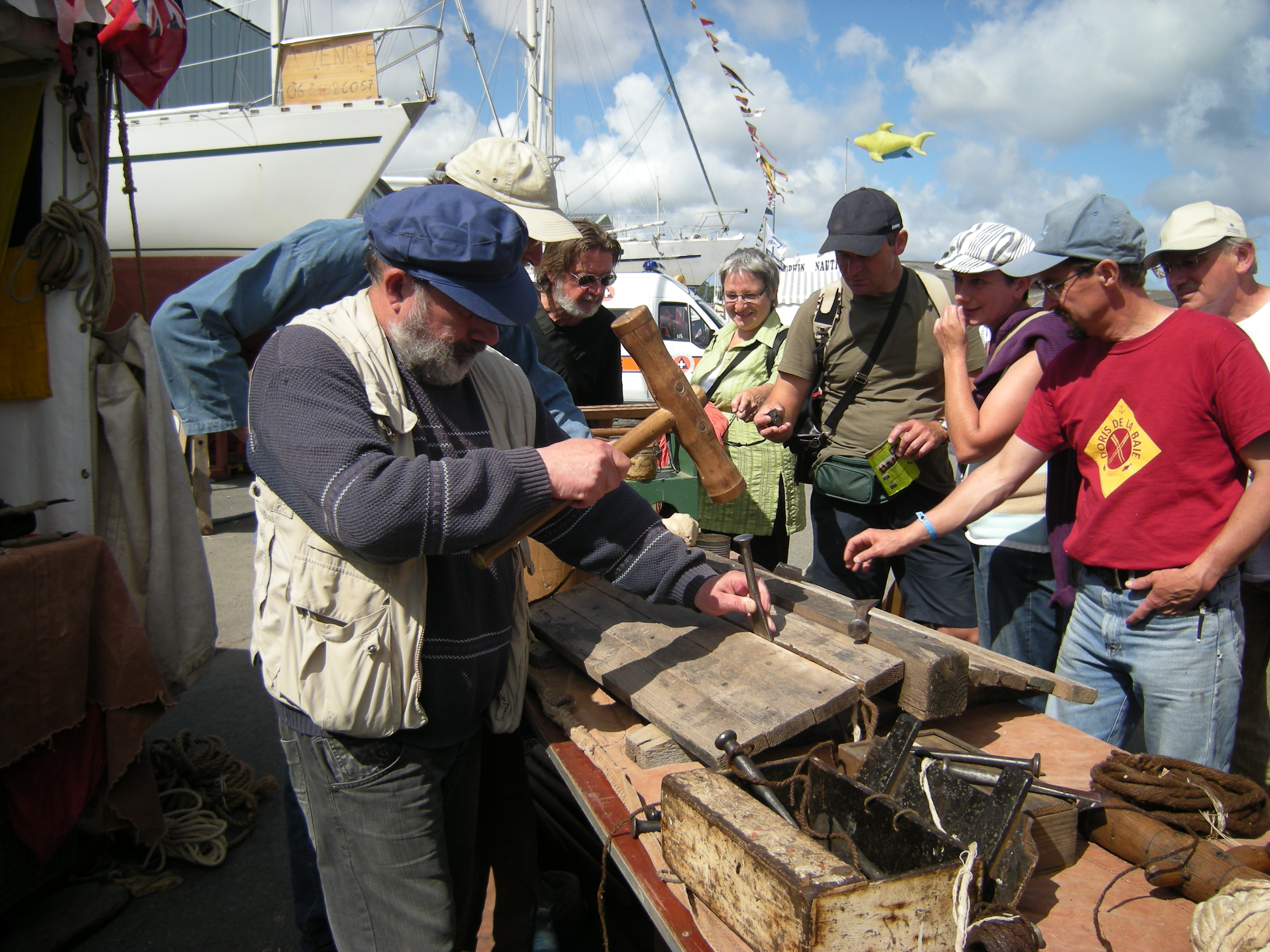
Un calfat faisant une démonstration.

- Calfat : ouvrier employé pour réaliser le calfatage, chargée de l'étanchéité de la coque du bateau.
- Calfatage, calfater : action qui consiste à remplir (par un mélange d'étoupe et de brai) tous les joints et les interstices entre les planches constituant le revêtement extérieur de la coque d'un navire en bois (bordage) et d'un pont afin de les rendre étanches.
- Calfait : outil de calfat, ciseau pour enfoncer l'étoupe, dit aussi fer de calfait[8].
- Calibre : diamètre d'un objet (munition, canon, cordage).
- Calier : docker travaillant dans les cales (à l'arrimage, ou magasinier)[9].
- Caliorne : gros palan[10].Camakau en 1846.

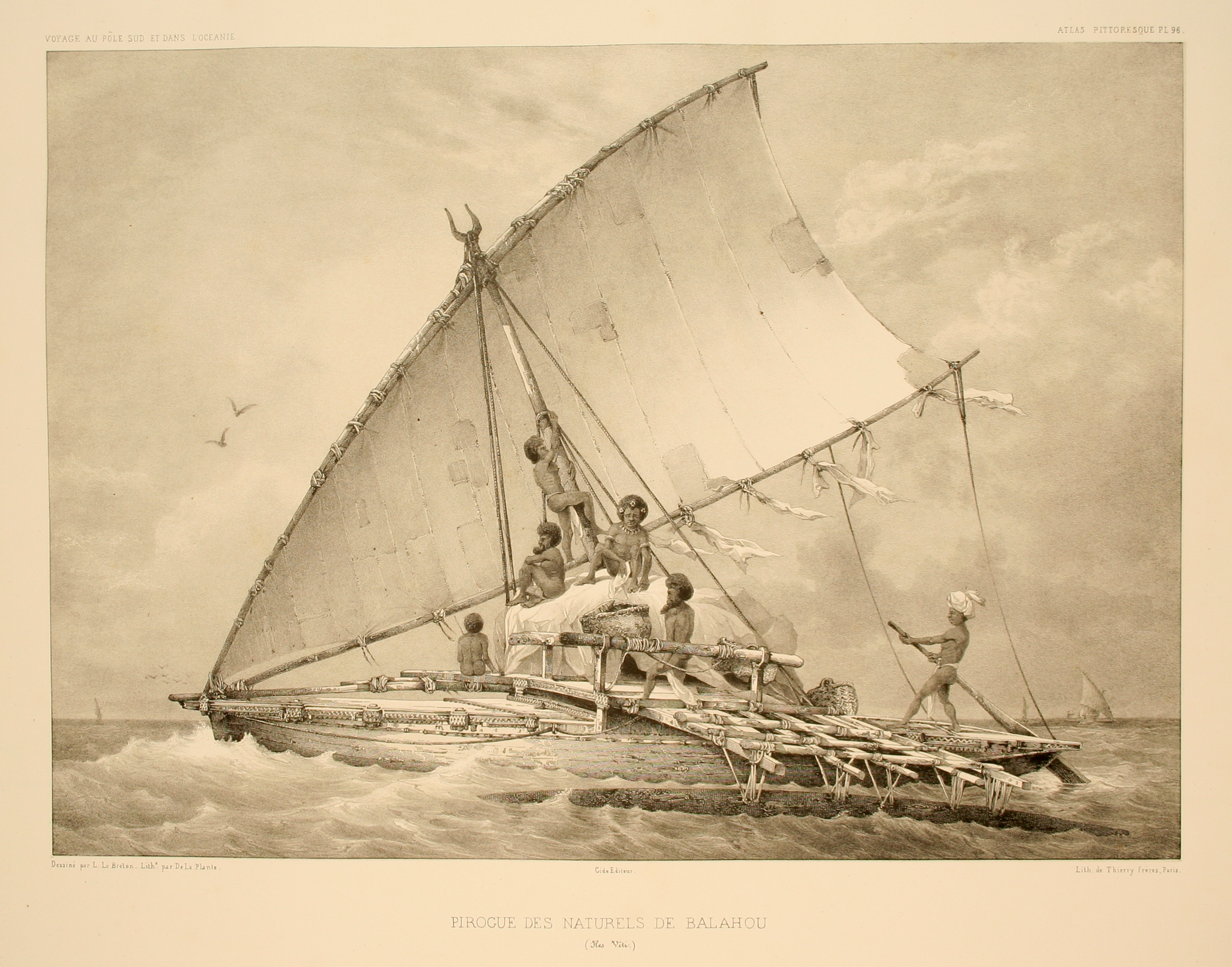
Camakau en 1846.

- Camakau, ou thamaka : type de pirogue à balancier traditionnel, à voile austronésienne de forme triangulaire. Il s'agit du type de voilier traditionnel le plus répandu dans les Îles Fidji plus petite qu'un drua, mais plus grand qu'un takia.
- Cambuse : local d'un navire où sont entreposés et distribués les vivres non cuisinés. Dans l'usage moderne : partie d'un navire où sont entreposés les vivres.
- Can : côté d'une planche (chant).
- Canal des anguillers (ou des anguillères) : orifice percé dans les membrures permettant l'écoulement de l'eau dans les fonds d'un bateau.
- Canonnade : tir simultané de plusieurs canons.
- Canonnier : marin qui est chargé de servir une pièce d'artillerie.
- Canot : petite embarcation au service d'un navire (plus petite qu'une chaloupe). Le canot major est à l'usage des officiers (voir annexe).
- Cap : direction vers laquelle le bateau est orienté.
- Cap de mouton : association de deux pièces de bois circulaires avec une gorge, percées de trous dans lesquels passe le filin qui les relie, servant de palan pour raidir les haubans.
- Cape : mettre à la cape consiste à régler le cap et la vitesse d'un bateau, par rapport : au vent, à la mer et à la houle, de manière à réduire ses mouvements de roulis et de tangage.
- Capelage : endroit du mât où sont fixés les haubans.
- Capeler :

1. fixer les manœuvres dormantes sur le mât ;
2. passer l'œil d'une aussière sur une bitte ;
3. enfiler un vêtement.

- Cap-hornier : navire qui a franchi le cap Horn. Par extension : désigne également les marins qui ont franchi ce cap.
- Capitaine de corvette (acronyme C.C. et en argot corvettard)) : grade d'officier dans la marine militaire.
- Capitaine de frégate ou C.F. : grade d'officier dans la marine militaire
- Capitaine : celui qui commande un navire de commerce (commandant dans la marine de guerre).
- Capitaine de vaisseau (acronyme C.V.) :  grade d'officier dans la marine militaire
- Capitainerie : service portuaire qui coordonne les mouvements des navires dans un port.
- Capon : palan muni d'un crochet de fer qui sert à hisser l'ancre au bossoir.
- Capot : capuchon de toile ou panneau léger qui protège certains objets de l'air, des chocs, ou de la pluie et des embruns.
- Capucine : renfort entre le bordé et le pont.Carraque.

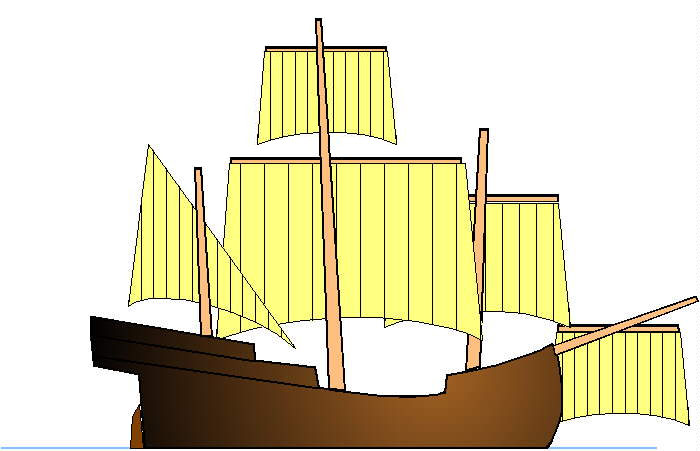
Carraque.

- Caraque : type de grand voilier, de la fin du Moyen Âge, caractérisé par sa coque arrondie et par deux hauts châteaux avant et arrière.
- Carénage, caréner : série d'opérations de révision périodique et de remise en état de la coque d'un navire.
- Carène : partie immergée de la coque d'un bateau, assimilée aux œuvres–vives.
- Caret : voir fil de caret.
- Cargaison : l'ensemble des marchandises transportées (ne s'applique pas aux passagers, qui ne sont pas des marchandises).
- Cargue : petit cordage qui sert à carguer les voiles sur les vergues.
- Carguer : plier, retrousser les voiles contre leurs vergues et quelquefois contre le mât, par le moyen des cargues.
- Carlingue : pièces de renfort de la structure longitudinale d'un bateau.
- Caronade : pièce d'artillerie courte, mise en service sur tous les navires de la Royal Navy (fin du XVIIIe, XIXe siècle).
- Carré :

1. Carré des officiers : salle rectangulaire qui sert de cercle (lieu de réunion, de loisirs et de restauration) aux officiers d'un navire ;
2. Voile carrée : voile quadrangulaire dont les vergues sont hissées par le milieu et croisent le mât à angles droits (voir phare carré ; également Fortune [voile de]).

- Cartahu : filin utilisé sur les navires pour manœuvrer des charges lourdes.Dessin d'un casco (1906).

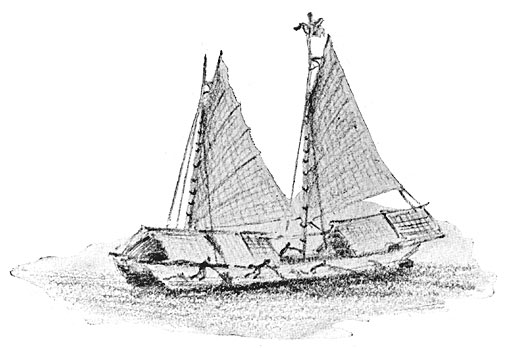
Dessin d'un casco (1906).

- Casco : type de barge à voiles à deux-mâts, à bouts carrés à fond plat originaires des Philippines, utilisé pour le transport fluvial ou comme allège dans les ports.Catboat

Catboat

- Catboat (ou cat-boat ou canot à misaine) : voilier à un seul mât avec une seule grand-voile à corne, sans foc. L'emplanture du mât est située très à l'avant du bateau. Le terme « catboat » désigne à la fois le type de gréement et le voilier ainsi gréé.
- Ceinture : virure de bordé renforcée (voir préceinte).
- Centre de carène : centre de volume de la carène ou aussi le centre de gravité du fluide déplacé par la carène d'un navire.
- Centre de dérive : centre de gravité de la surface latérale de la carène.
- Centre vélique : centre de gravité de la surface d'une voile.
- Cercle d'évitage : surface que va balayer un navire en tournant autour de son mouillage.
- Chaise d'arbre : appendice dessous la coque d'un navire supportant un palier pour l'arbre d'hélice.
- Chaloupe : grosse embarcation de construction plus robuste que celle d'un canot.
- Chambre :

1. cabine spécialisée ;
2. partie arrière d'une embarcation où s'installent les officiers ou passagers.

- Chandelier : tiges métalliques fixées verticalement sur les ponts qui supportent la filière destinée à empêcher une chute à la mer.
- Chantier naval : endroit où sont construits des navires et bateaux.
- Charbonniere : synonyme de pouillouse ou grande voile d'étai.
- Chargeur : celui qui remet une marchandise (dont il est ou non propriétaire) à un navire.
- Charnier : tonneau contenant l'eau potable sur un navire de guerre.
- Charpentier : ouvrier chargé des travaux d'assemblage de pièces de bois ou de métal servant à la charpente.
- Charpente : assemblage de pièces de bois ou de métal servant d'ossature à la construction d'un bateau : (la quille, l'ensemble des couples, barrots, serres).
- Charte-partie : document décrivant un affrètement (voir contrat d'affrètement).
- Chasse marée :

1. Chasse-marée : ancien métier de mareyeurs qui acheminaient les produits de la pêche vers leurs lieux de consommation ;Le Corentin, chasse-marée de Quimper.

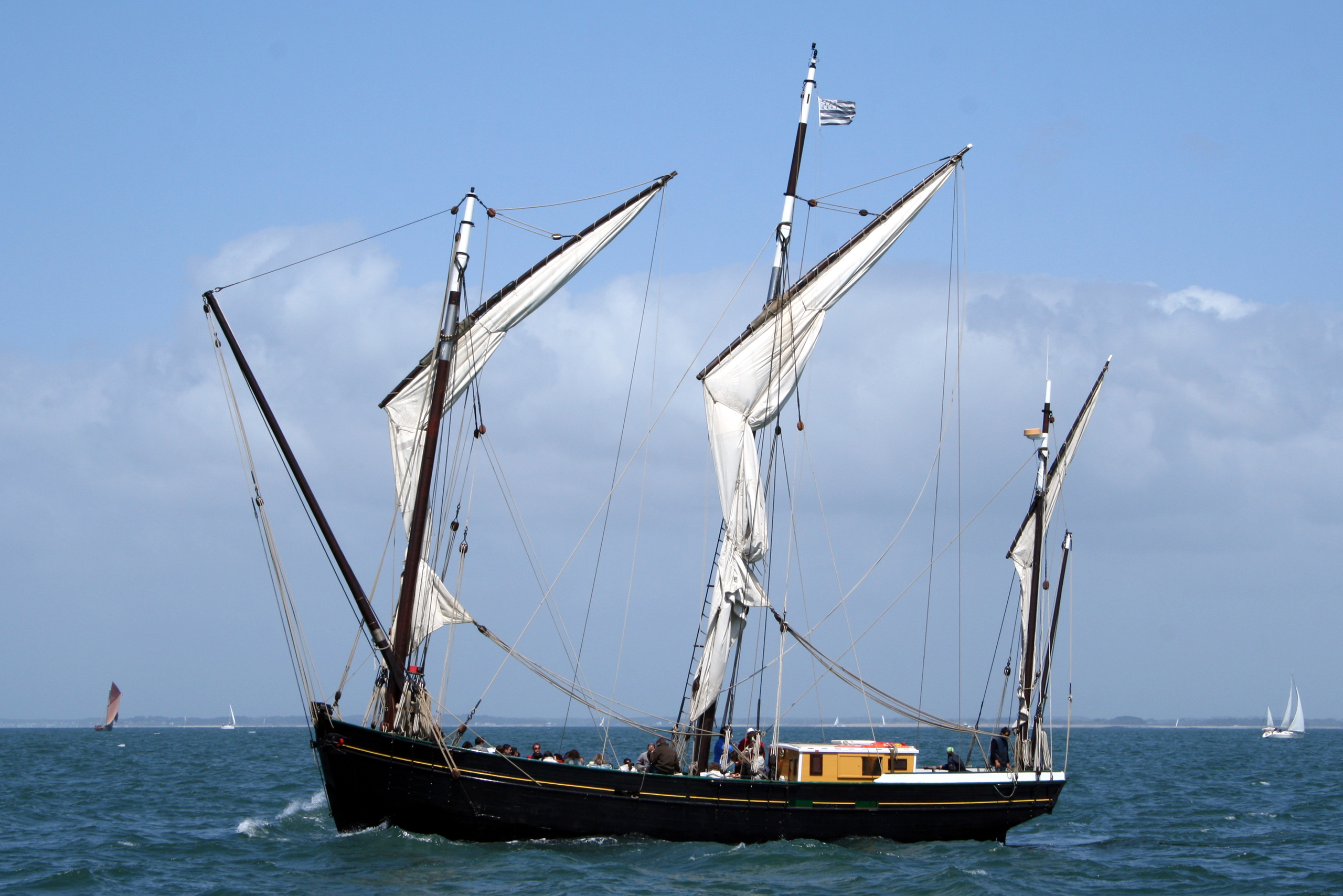
Le Corentin, chasse-marée de Quimper.

2. chasse-marée : type de grande chaloupe de pêche gréée en lougre en Bretagne au début du XVIIIe siècle.

- Chasser : déraper sur le fond, pour une ancre.
- Chat ou chatte : petit bâtiment servant au chargement et au déchargement des navires dans les ports ou au cabotage le long des côtes.
- Château : superstructure d'un navire dépassant de la coque.
- Chaumard : pièce d'accastillage de bateau servant à guider une amarre à son entrée sur le pont d'un bateau.
- Chavirage, chavirer : tourner sens dessus-dessous ; se dit surtout d'une embarcation qui se renverse et perd définitivement son équilibre.
- Chef de bord : voir skipper.
- Chef de nage : sur une embarcation, rameur placé à l'arrière, sur lequel les autres rameurs synchronisent leur nage.
- Cheville : petite pièce en bois ou en métal enfoncée à force pour réaliser l'assemblage mécanique de deux autres pièces.
- Chevillot : grosse cheville (syn. cabillot, quinçonneau).
- Chiourme : équipe de rameurs qui ramaient sur une galère.
- Chômage du navire : durée d'immobilisation pour une réparation.
- Choquer : détendre, donner du mou à une manœuvre courante, comme une écoute.
- Chouf : surnom donné au grade de quartier-maître de première classe (c'est un « crabe chef »).
- Chouquet : gros billot de bois servant à joindre un mât inférieur au mât supérieur qui en forme le prolongement.
- Chute d'une voile : côté de la voile située vers l'arrière, toujours libre. Bord entre le point d'écoute et le point de drisse.

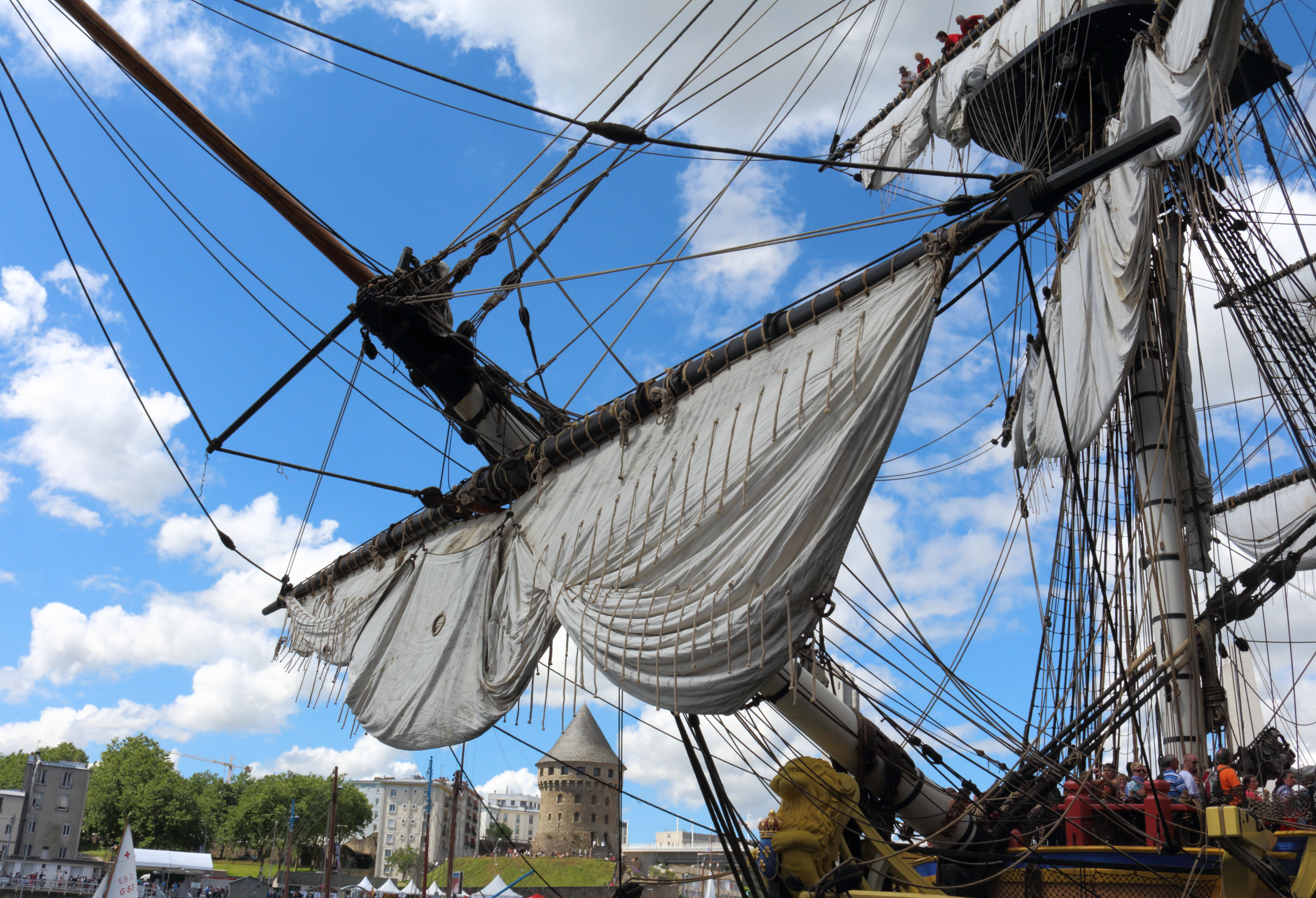
Civadière sur l'Hermione.

- Civadière : voile carrée d'avant sous le beaupré, existant sur les anciens voiliers avant le XIXe siècle (galion, certaines frégates).
- Civadière : espar portant la voile de même nom.
- Claire-voie : panneau vitré d'une écoutille, laissant entrer la lumière du jour.
- Clamp ou jumelle[11] : pièce de bois destinée à renforcer longitudinalement un mât[12] ou à le protéger contre le frottement de vergues[13]. Un clamp, ou jumelle, possède une forme concave destinée à encercler, à doubler le mât à renforcer ou à le protéger (en ce cas : jumeller un mât)[13].
- Clan : trou dans un mât ou dans une vergue, où est enchâssé un réa[12].
- Clin (à clin) : se dit des bordages qui se recouvrent comme les ardoises d'un toit.
- Clinfoc ou Clin-foc : foc le plus à l'avant, amuré à l'extrémité du beaupré.

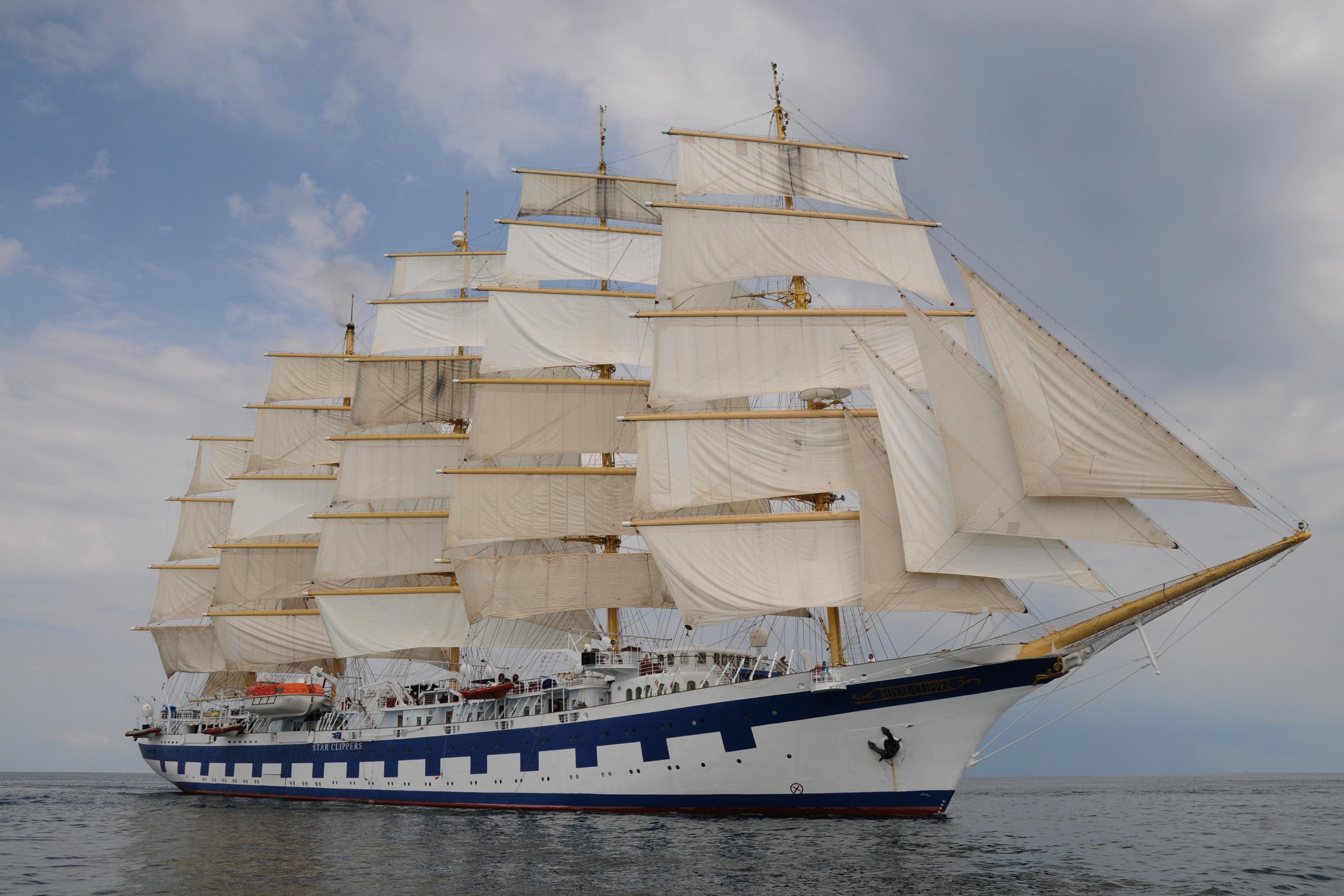
Le Royal Clipper IV est une réplique moderne de clipper.

- Clipper ou Klipper : bateau à voile à trois mâts ou plus, caractéristique de la deuxième moitié du XIXe et du début du XXe siècle, fait pour convoyer rapidement des denrées périssables, grâce à une voilure importante et à une coque effilée, soit en bois, soit d'acier.
- Cloche :

1. Cloche : tambour d'un cabestan, d'un winch ;Cloche du Georg Stage.

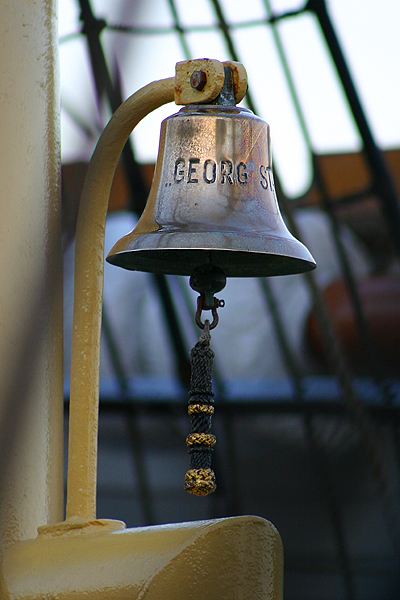
Cloche du Georg Stage.

2. Cloche de quart : cloche servant à rythmer les quarts toutes les demi-heures.

- Coaltar : goudron obtenu par la distillation de la houille, utilisé comme enduit pour les coques.
- Coffre : bouée, reliée au corps-mort, pour amarrer un bateau.
- Coincer la bulle ou buller : expression d'argot signifiant "ne rien faire". L'expression n'est pas spécifique au domaine maritime, elle est attribuée aux artilleurs chargés de régler les niveaux à bulle des pièces d'artillerie. Une fois la bulle "coincée" entre les deux repères il n'y avait plus qu'à attendre des ordres éventuels de tir.
- Coltis : premier couple à l'avant, reposant sur le brion.
- Commandement maritime (acronyme COMAR) : échelon de direction des opérations de la marine militaire canadienne (intérêt ?).
- Commettage : action qui consiste à créer le cordage, en enroulant ensemble et sur eux-mêmes plusieurs brins (fils de caret).
- Commissaire de bord : personne chargée de la gestion des aspects administratifs, financiers et juridiques du navire dans la marine marchande ainsi que dans la Marine nationale française. À bord d'un paquebot, c'est lui qui veille au bien-être des passagers et dirige l'équipe de stewards et de cuisiniers.
- Compas : instrument horizontal de navigation qui donne une référence de direction vers le Nord magnétique.
- Connaissement : contrat de transport, et titre représentatif de la marchandise.
- Consentir (v. int.) : se déformer, plier, se fendre, se briser sous l'effort en parlant d'un mât ou d'une vergue (ex : le mât de beaupré a consenti).
- Contre-galbord : à définir.
- Contre-quille : renfort appliqué le long de la quille.
- Coq :

1. Cuisinier sur un bateau moderne ou traditionnel ;
2. Artisan cordier (marine traditionnelle).

- Coque : ensemble de la charpente et de l'enveloppe extérieure d'un bateau.
- Coque-nue : affrètement d'un navire sans équipage.
- Coquerie : cuisine à terre, aménagée dans un port. Par extension, cuisine de bord d'un navire.
- Coqueron : compartiment situé aux extrémités d'un bateau, utilisé comme stockage généralement pour les vivres, pour la chaîne d'ancre (à l'avant) ou pour l'appareil à gouverner (à l'arrière).
- Cordage : terme général désignant les grelins, amarres, filins, drisses, écoutes, haubans.
- Corde : petit cordage servant à agiter le battant de la cloche. Le mot corde, tel qu'il est communément défini, n'est pas utilisé sur un bateau. Il est remplacé soit par cordage, ou bout (prononcé boute) soit par le nom spécifique du cordage (exemple : écoute).
- Cordier : artisan fabricant de la corde, des cordages ou des câbles. Mâchoire de corne
- Corne :

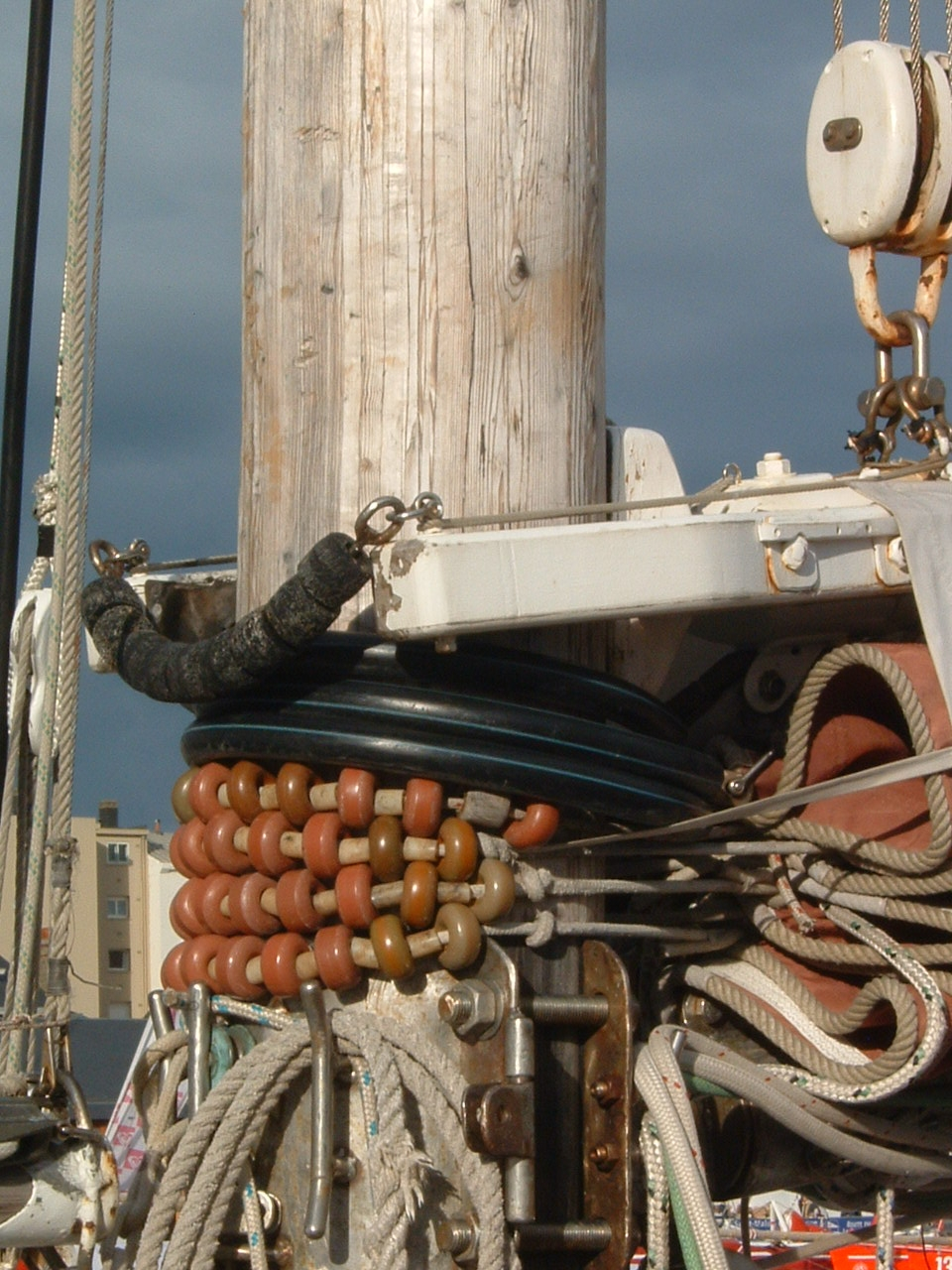
Mâchoire de corne

1. espar oblique qui s'appuie sur un mât, à l'aide d'une mâchoire, pour soutenir une voile à corne ;
2. espar articulé sur un mât de charge.

- Corne de brume : instrument de signalisation sonore servant dans le brouillard quand la visibilité est nulle.
- Corsaire : membre d'équipage d'un navire civil armé, autorisé par mandat du roi à attaquer en temps de guerre, tout navire battant pavillon ennemi.Corvette moderne : Comandante Foscari

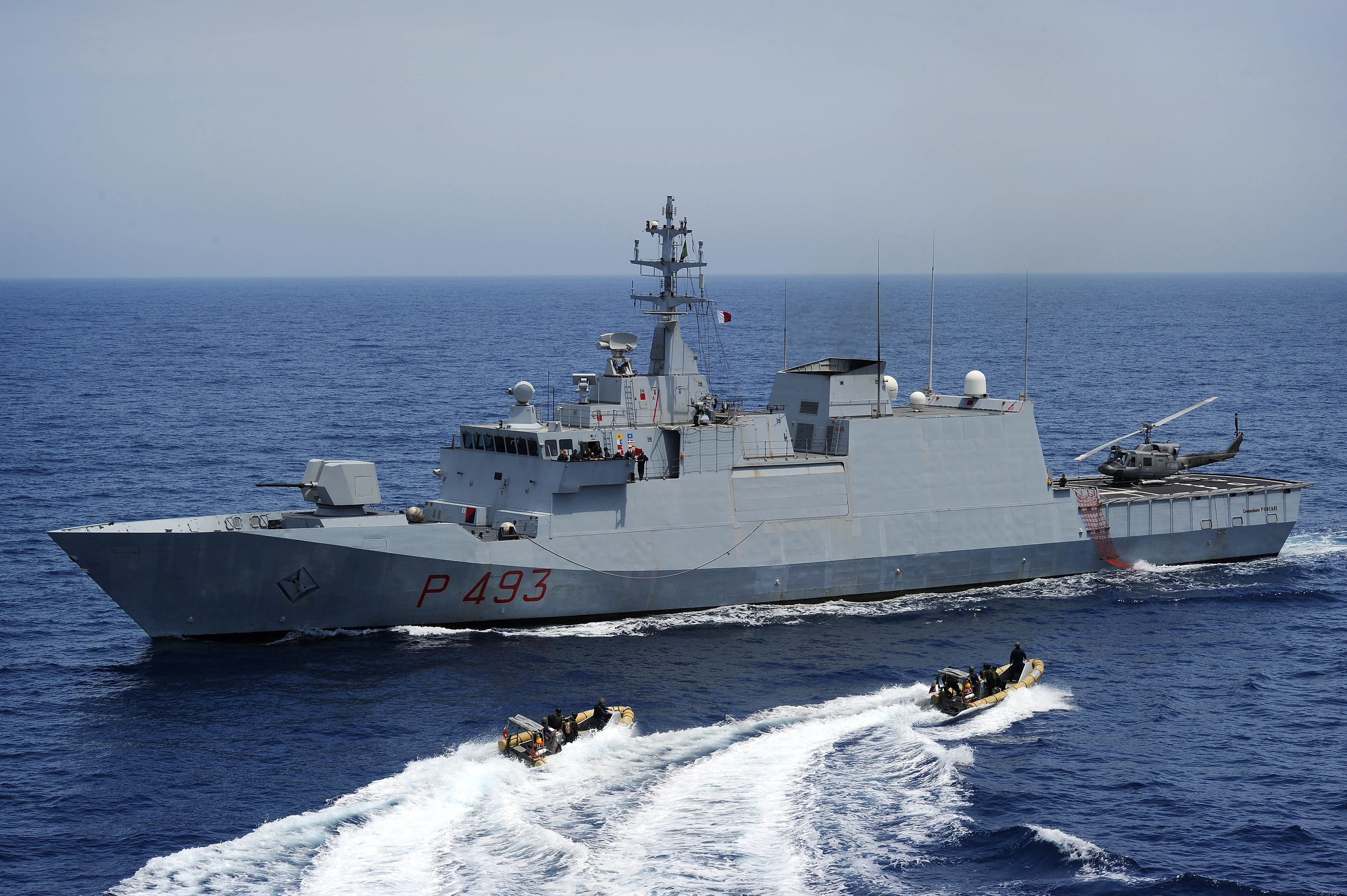
Corvette moderne : Comandante Foscari

- Corvettard : nom familier donné à un capitaine de corvette (acronyme C.V. qui ne doit pas être confondu avec Curriculum Vitae)
- capitaine de frégate (surnommé Frégaton) : grade d'officier dans la marine militaire française.
- Corvette :

1. XVIIe à fin  XIXe siècle : catégorie de petit navire de guerre à voile, léger et rapide, généralement un trois-mâts gréés en voiles carrés, intermédiaire entre la frégate et le brick ;
2. À la fin du XIXe siècle : dans la marine moderne bâtiment de taille moyenne entre le patrouilleur et la frégate, mesurant de 80 à 130 m et jusqu'à 2 000 t.

- Corps-mort : bloc en béton, posé au fond de l'eau et relié à une bouée (coffre) afin qu'un petit bateau puisse s'y amarrer.
- Cosse : anneau de fer plat, recourbé sur les bords, qui présente une cannelure propre à recevoir et à maintenir le cordage qui l'entoure.Cotre.

Cotre.

- Cotre : voilier à un seul mât et plusieurs focs ou trinquettes.
- Couette ou coitte :
  - pièces en bois sur un chantier naval, disposées parallèlement à la quille et supportant toute la charpente du ber qui maintient le navire (couettes vives ou courantes ou mobiles) ;
  - pièces en bois sur un chantier naval, fixées à la cale de construction d’un navire et retenant entre elles les couettes vives qui coulissent contre elles pour descendre porter le navire à l’eau (couette morte).
- Couleurs : pavillon national.
- Coulisseau : petite pièce en métal ou en plastique cousue sur la grand-voile et coulissant dans la gorge du mât.
- Coupée : échelle ou passerelle mobile qui permet de monter à bord ou descendre d'un bateau.

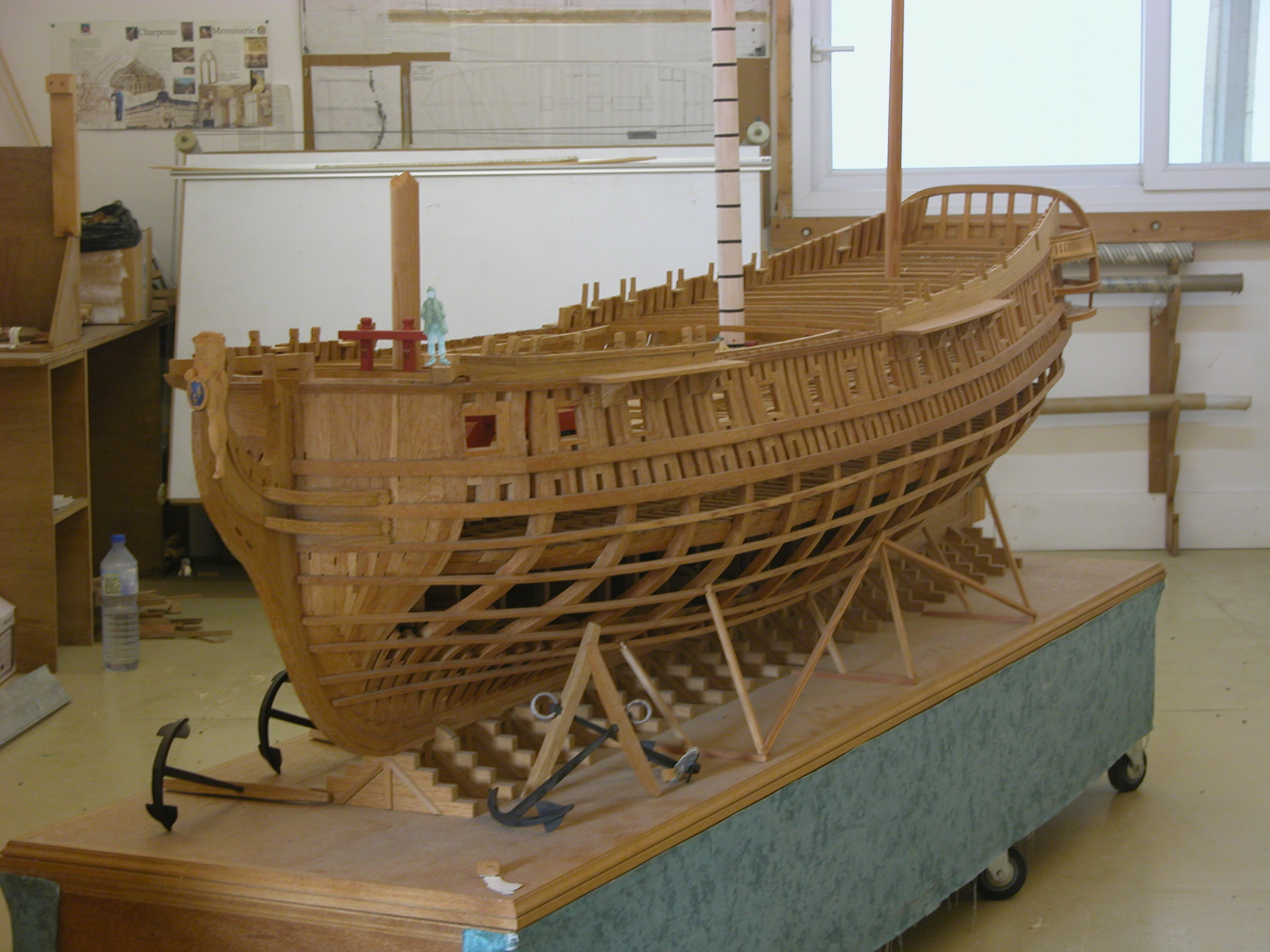
Modèle réduit d'un navire du XVIIIe siècle permettant de voir les couples (ou membrures) qui joignent la quille aux plat-bords.

- Couple : pièce de charpente en bois ou métallique, symétrique, joignant la quille aux plat-bords ou aux bauquières (constitué de deux membres).
- Courant :

1. Courant : extrémité libre d'un cordage ;
2. Courant marin : déplacement ordonné d'une masse d'eau maritime ;
3. Courant de marée : type de courant marin engendré par les marées (tourbillons, flot à marée montante, jusant à marée descendante).

- Courbe : élément de renfort joignant généralement les baux avec les membres du navire, traditionnellement un bois tors.
- Courbe d'étrave, courbe d'étambot : pièce de renfort à la jonction de l'étrave (l'étambot) et de la quille.
- Courbaton : petite courbe.
- Couroir : Passage étroit d'un entrepont[14].
- Couronnement : partie supérieure du tableau.
- Coursive :

1. tout passage pratiqué entre des soutes, dans le sens de la longueur d'un bâtiment non ponté ;
2. long couloir à l'intérieur d'un navire.

- Courtier maritime : ancien officier ministériel en France avant 2004. Par extension : tout intermédiaire en affaires maritimes, notamment entre armateurs et affréteurs (transport de marchandises) ou entre vendeurs et acheteurs (ventes de navires).
- Couture : joint entre deux virures.
- Crabe : surnom donné au grade de quartier-maître de seconde classe.
- Crapaudine : partie du talon de la quille sur laquelle est fichée l'extrémité du safran lorsque celui-ci n'est pas suspendu.
- Crête : sommet d'une vague.
- Creux :

1. Creux d'un navire : hauteur entre le point le plus bas du pont principal et le point le plus bas de la quille d'un navire ;
2. Creux de vague : niveau bas de la mer entre deux vagues (deux crêtes).

- Croc à émerillon : crochet muni d'une fermeture à ressort.
- Crommesteven, cromsteve, cromster ou crumster : type de petit navire de guerre gréé en ketch, utilisé par la République néerlandaise, puis dans les flottes britannique et espagnole entre le XVIe et le XVIIe siècle.
- Cuisine de bord : lieux ou sont préparés les repas sur un navire (synonyme de maïence ou de coquerie).
- Culer :

1. aller en arrière, reculer = culer à nouveau, aller à nouveau vers l'arrière ;
2. toucher le fond, en parlant de la quille d'un bateau.

## D
- Haut – A
- B
- C
- D
- E
- F
- G
- H
- I
- J
- K
- L
- M
- N
- O
- P
- Q
- R
- S
- T
- U
- V
- W
- X
- Y
- Z

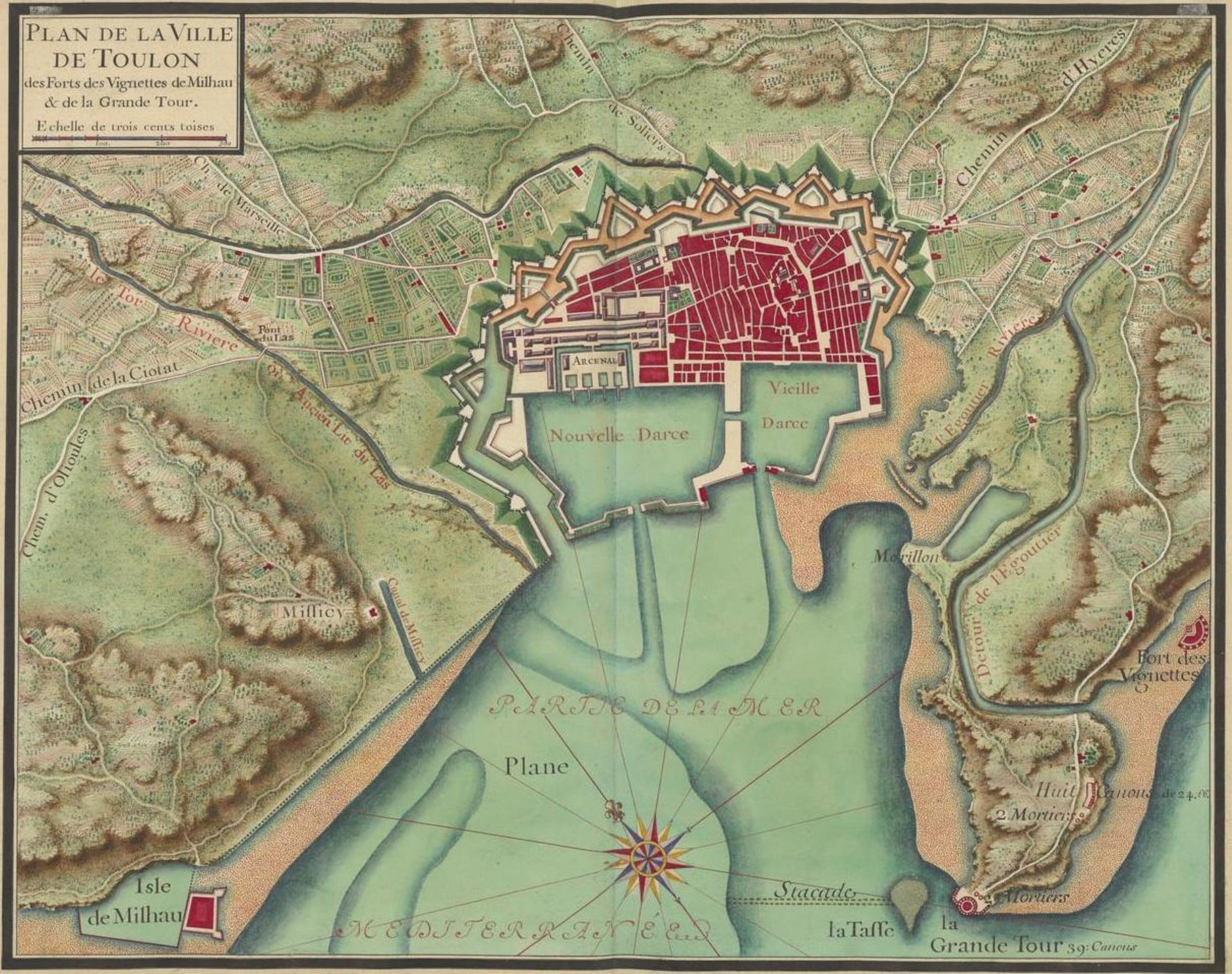
Plan de Toulon en 1700 avec ses deux darses.

- D ( - DELTA) : manœuvre avec difficulté.
- Dalot : trou, canal percé dans les ponts pour évacuer les eaux de ruissellement.
- Dame de nage : petite fourche pivotante servant à guider un aviron.
- Darse : grand bassin dans un port généralement rectangulaire.
- Davier : rouleau pivotant sur lequel s'appuie une chaîne d'ancre ou une aussière pour éviter qu'elle ne s'use ou ne s'appuie sur le pont.
- D.CT. (terme de marine militaire) : division de contre-torpilleurs
- Déballastage : vidange des compartiments (ballasts) qui contiennent de l'eau de mer.
- Déborder : écarter le bateau d'un quai ou d'un autre bateau.
- Debout : vent debout (ou vent de bout), lorsque le voilier est face au vent, ses voiles ne portant plus, il s'immobilise.
- Décapeler : ôter de la tête d'un mât ou du bout d'une vergue tous les cordages qui s'y trouvaient capelés.
- Défense : protection destinée à amortir les chocs entre un navire et soit un quai, soit un autre navire, auquel il est accosté.
- Déferler :

1. Deferler (voile) : déployer les voiles (contraire de ferler) ;
2. Déferlement (vague) : déformation rapide du profil de l'onde de vague, associée à la production de turbulence avec création d'écume.

- Dégazage :

1. opération courante consistant à ventiler les citernes d'un pétrolier pour éliminer les gaz nocifs qu'elles contiennent et éviter le risque explosion ;Nappe d'hydrocarbure en mer, à la suite d'un dégazage.

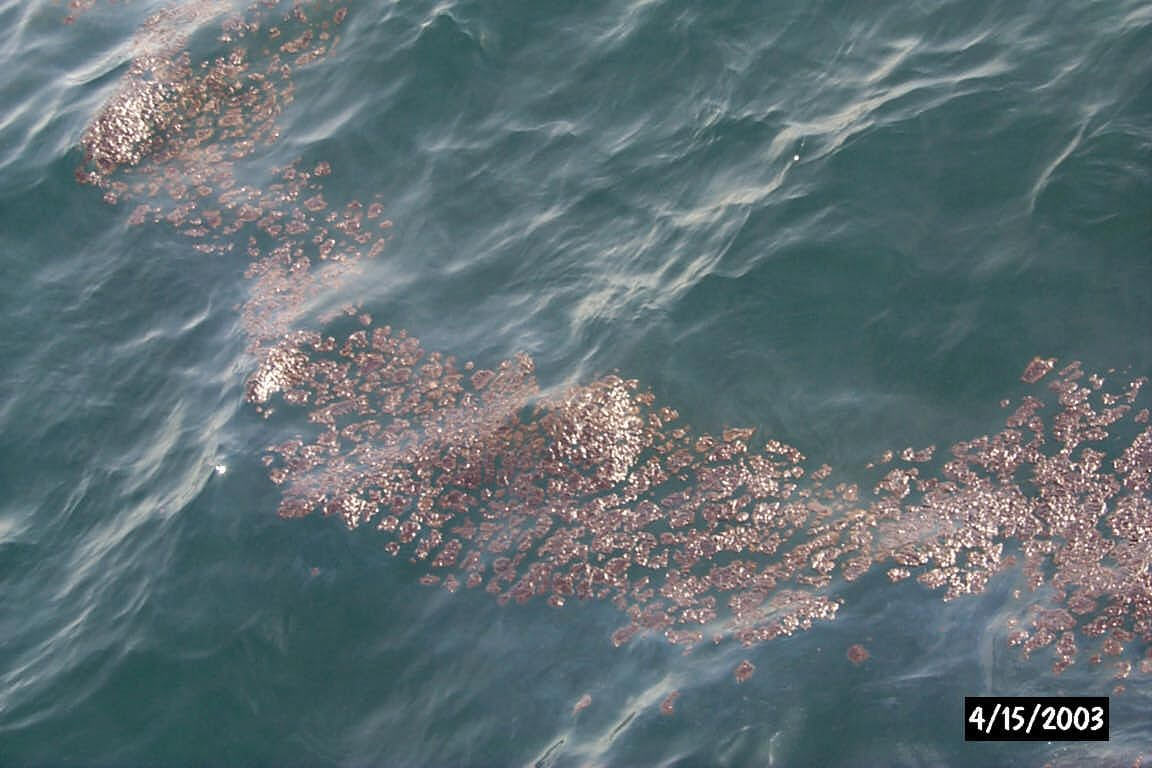
Nappe d'hydrocarbure en mer, à la suite d'un dégazage.

2. par abus de langage, le dégazage désigne communément tout déversement en mer d'eaux souillées d'hydrocarbures souvent issues du nettoyage des cuves.

- Déhaler : changer la position d'un navire le long d'un quai en se servant des aussières.
- Déjaugeage et déjauger : se soulever, pour un bateau. La ligne de flottaison monte au-dessus du niveau de l'eau.
- Démâter : démontage ou perte accidentelle de tout ou partie de la mâture.
- Demi-coque : modèle réduit en bois de la moitié d’une coque de navire ; appréciées par les collectionneurs.
- Demi-nœud : le nœud le plus basique constitué d'une boule simple.
- Demurrage (mot anglais pour surestarie) : dédommagement payé par le transporteur en cas de retard de livraison d’une marchandise.
- Déplacement (navire) : mesure du poids d'un navire dans différentes situations de chargement.
- Dérive : surface plane, immergée, rapportée au plan longitudinal du navire, permettant de résister à la dérive due au vent.
- Dériver : bateau s'éloignant de sa direction, sous la poussée du vent ou sous l'action d'un courant.
- Dériveur : voilier monocoque muni d'un plan de dérive rétractable.Le porte-hélicoptère Jeanne d'Arc prêt à être démantelé.

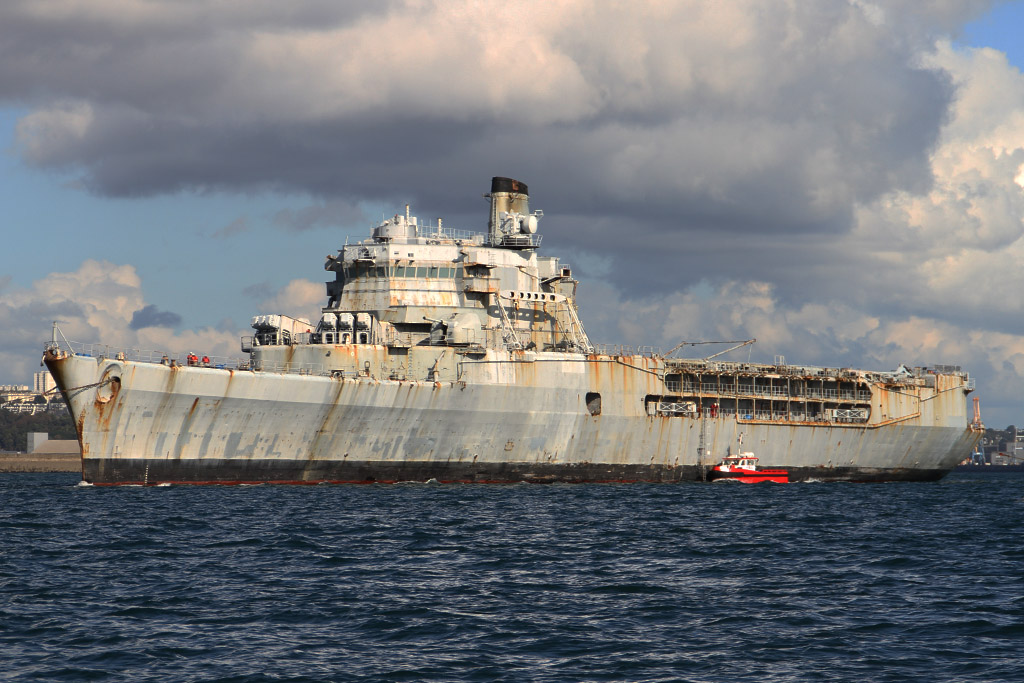
Le porte-hélicoptère Jeanne d'Arc prêt à être démantelé.

- Désarmer : débarquer l'armement d'un bateau qui ne doit plus prendre la mer (temporairement ou définitivement).
- Désemparé (navire désemparé), se dit d'un bâtiment qu'il n'est plus possible de manœuvrer pour des raisons soit techniques (panne du moteur, gouvernail bloqué, démâtage) soit humaines (abandonné par l’équipage).
- Dessaler: en argot maritime, synonyme de chavirer.
- Détalinguer : ôter le câble d’une ancre.
- Deux-mâts (parfois : Deux-mât) : terme générique pour désigner un navire à voile comportant deux mâts verticaux.
- Déverguer : démonter une voile de sa vergue.
- Dévirer : détourner un cabestan ou un treuil, pour donner du mou à un cordage (contraire de virer).
- Diablotin : voile d'étai, entre le grand-mât et le mât d'artimon, située au-dessus de la marquise.
- D. L. (abréviation de la marine militaire) : défense du littoral.
- D.M.P. (terme de marine militaire sous le gouvernement de Vichy) : Division Métropolitaine de Police.
- Dock :

1. vaste bassin entouré de quais, dans lequel entrent les vaisseaux pour déposer leurs cargaisons ou opérer leurs chargements ;
2. par extension, magasins qui bordent le dock et qui servent d'entrepôts aux marchandises débarquées.

- Docker ou débardeur : ouvrier portuaire, travaillant dans les docks, employé au chargement et au déchargement des navires arrivant au port.

.

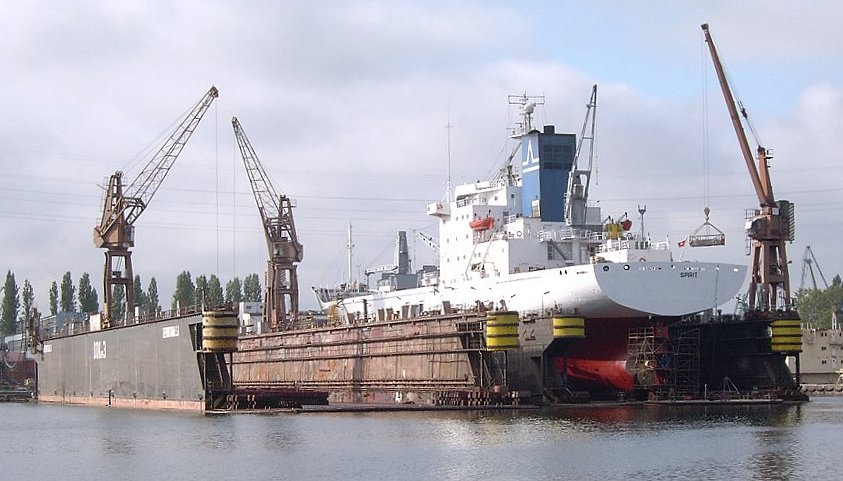
Un dock flottant.

- Dock flottant : installation portuaire métallique avec ballasts servant à la réfection des bateaux, une forme de radoub flottante.Un dogre au XIXe siècle.

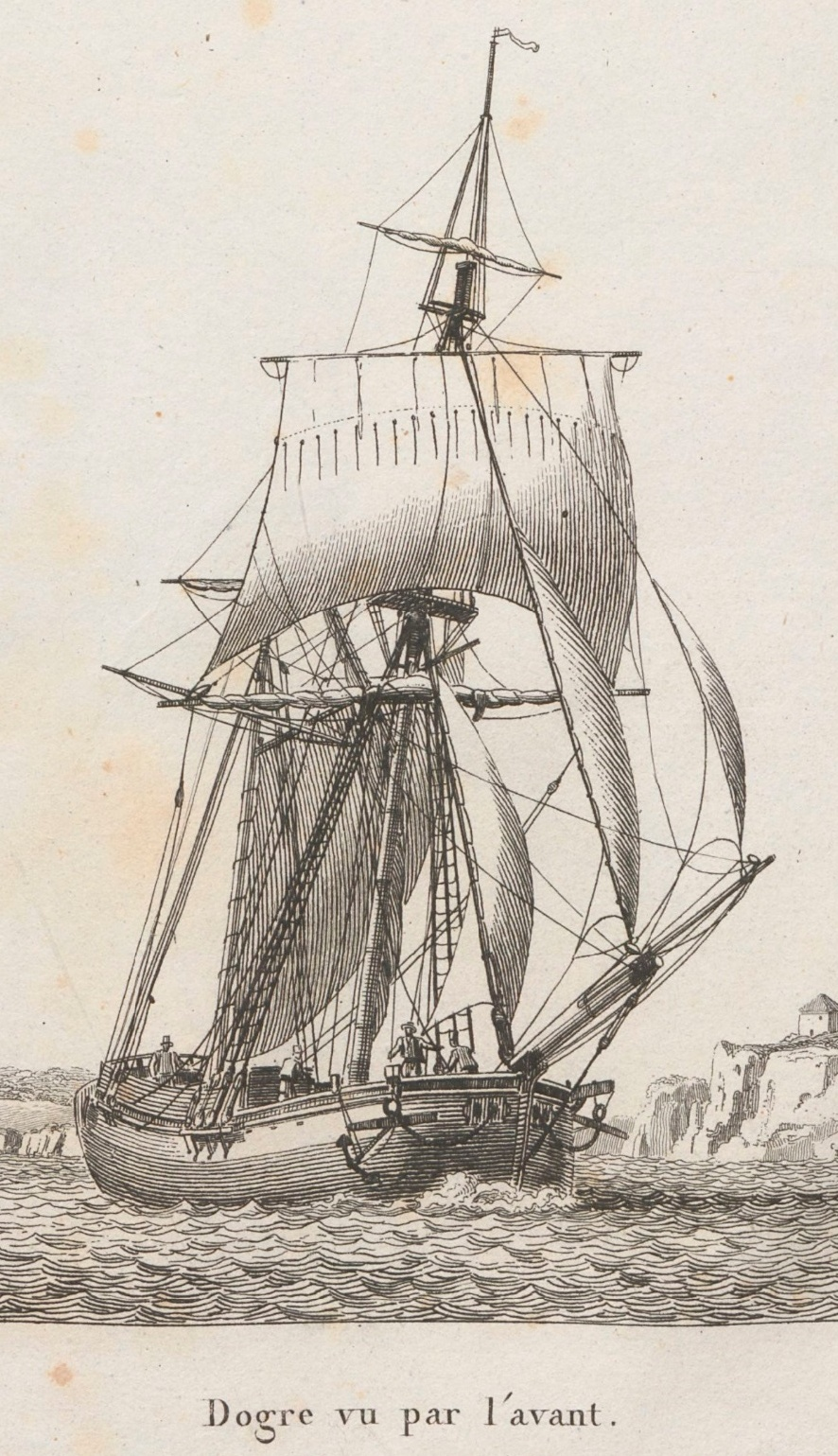
Un dogre au XIXe siècle.

- Dogre : type de voilier utilisé historiquement pour la pêche au hareng et au maquereau dans la Manche. Ce bateau était doté d'un vivier dans le fond pour conserver le poisson vivant. Le dogre des Glénans est un voilier conçu par Jean-Jacques Herbulot pour le centre nautique des Glénans.
- Dormant :

1. partie fixe d'un cordage ;
2. point fixe où le cordage est attaché.

- D.P. : abréviation pour : Direction du port.
- Draille : cordage sur lequel le marin endraille un foc.
- Drisse : cordage servant à hisser une vergue ou une voile sur son espar, ou le pavillon sur laquelle il est frappé.
- Drome : ensemble des embarcations d'un navire (drome d'un navire) ou dans une embarcation, matériel nécessaire à sa manœuvre (drome d'une embarcation).
- Drosses :

1. câbles qui transmettent les mouvements de la barre à la roue au safran ;
2. cordage fixé sur l'affût d'un canon et dont les extrémités étaient attachées au sabord ;
3. drosse de racage : un cordage utilisé pour immobiliser une vergue mobile sur son mât, une fois celle-ci mise en position.

- Drosser : entraîner à la côte (drosser par le vent).Drua fidjien.

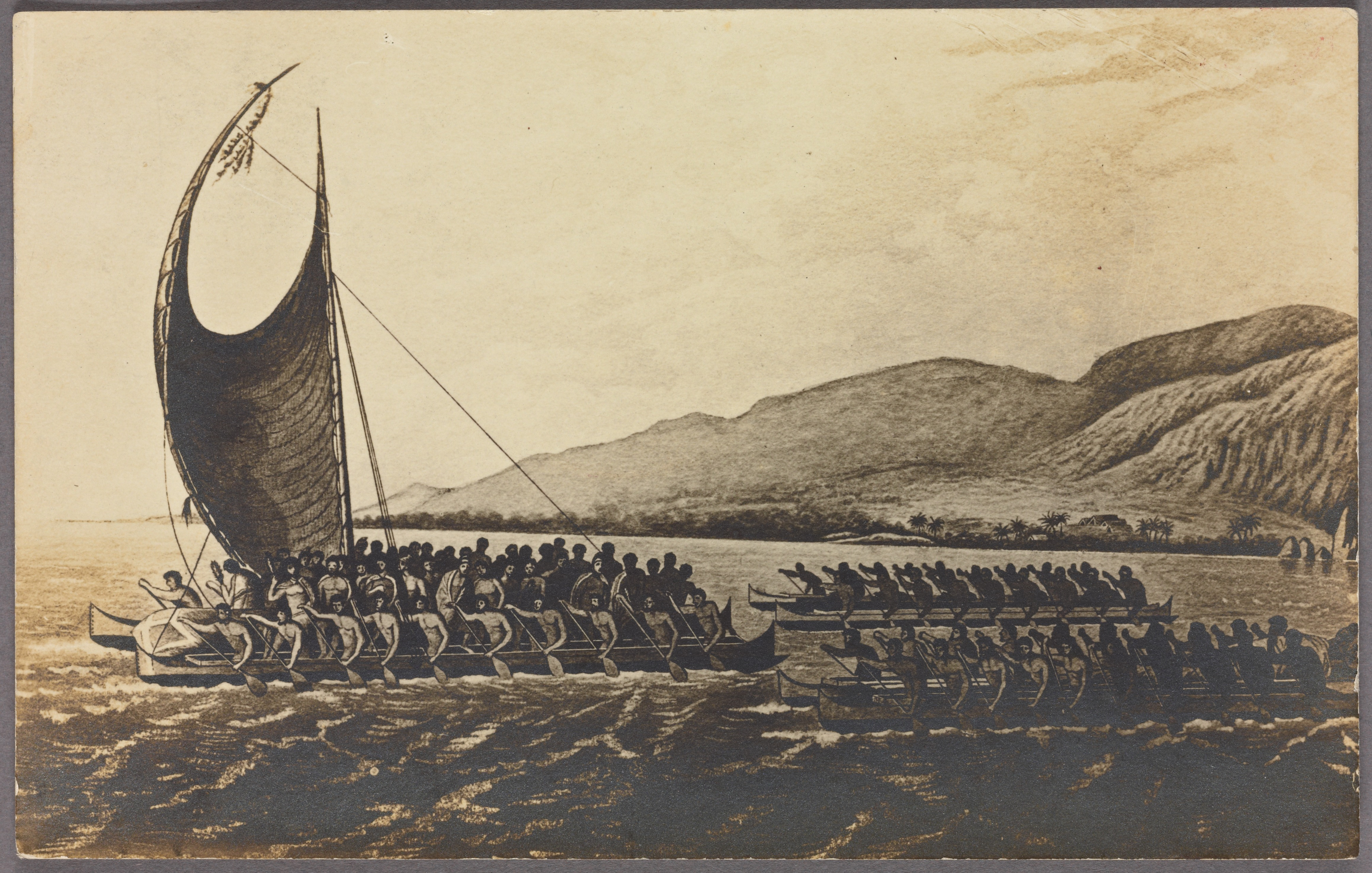
Drua fidjien.

- Drua (Na Drua, N'drua, Ndrua, Waqa Tepu ou Waqa Tabu) : grand canoë traditionnel fidjien à voiles et rames à deux coques, qui était utilisé pendant les guerres.
- D.T. (terme de marine militaire) : division de torpilleurs.
- Duc-d'Albe : pilotis ancrés dans le fond des bassins ou des chenaux, contre lesquels un navire peut s'amarrer ou s'appuyer.

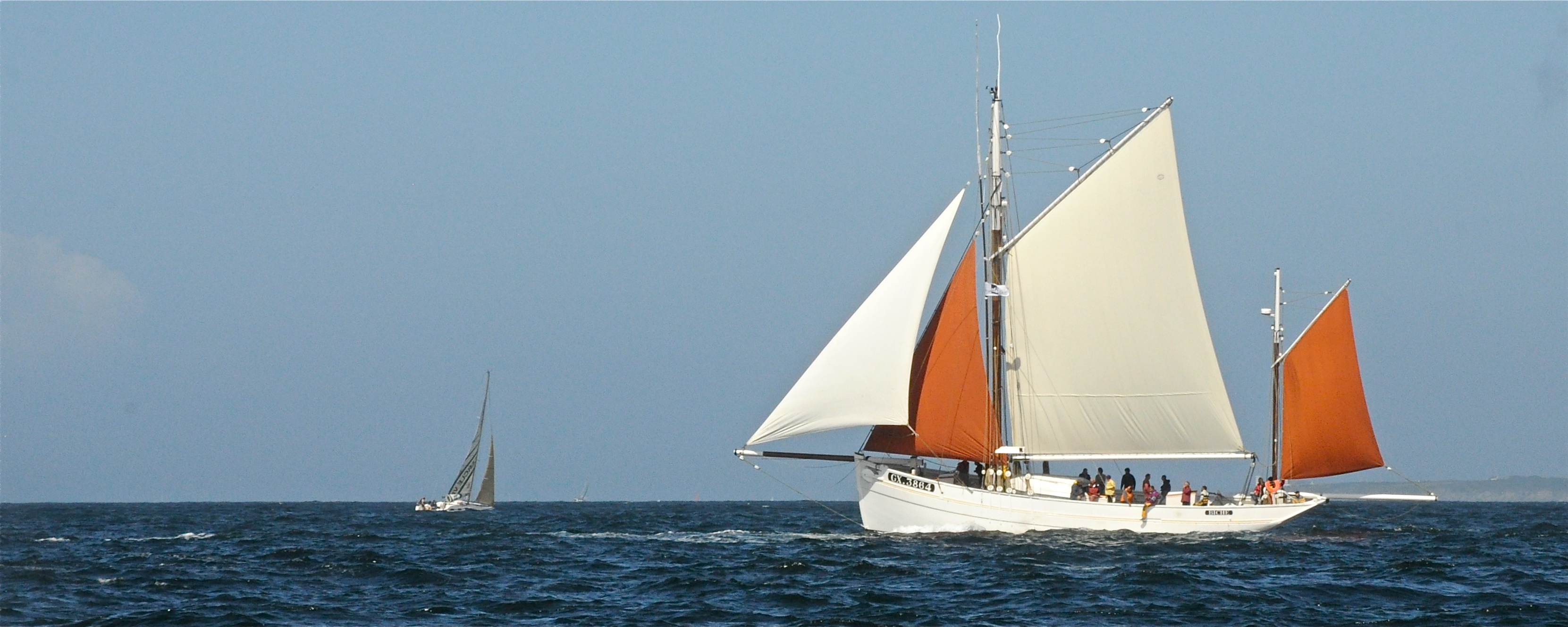
Le dundee Biche.

- Dundee : type de yawl de pêche utilisé à la fin du XIXe siècle et au début du XXe siècle en Manche.

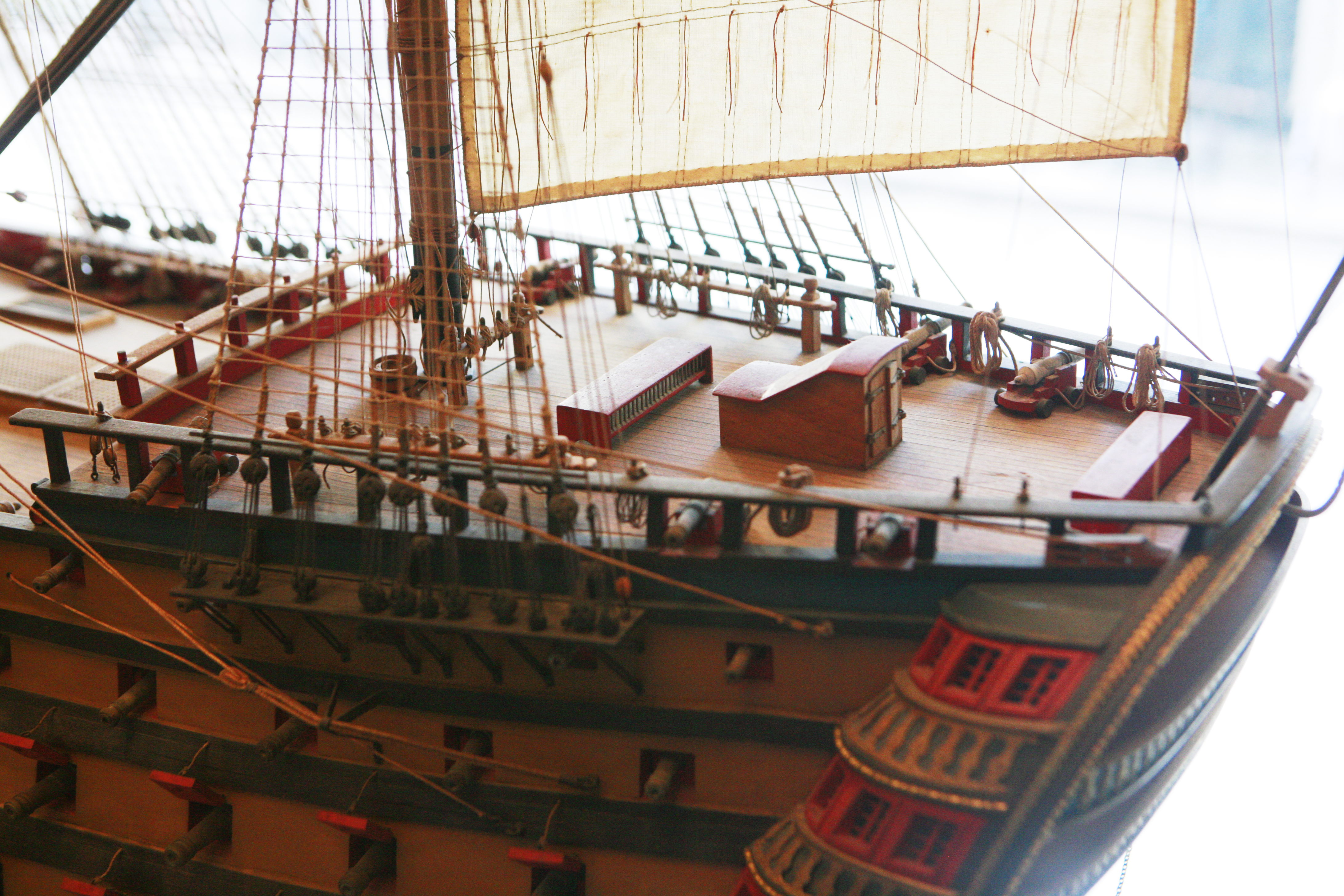
La dunette d'un vaisseau de ligne au XVIIIe siècle.

- Dunette superstructure d'un bateau s'étendant sur toute la largeur, formant un espace surélevé au-dessus du gaillard d'arrière d'un navire.

- Haut – A
- B
- C
- D
- E
- F
- G
- H
- I
- J
- K
- L
- M
- N
- O
- P
- Q
- R
- S
- T
- U
- V
- W
- X
- Y
- Z

## E
- Haut – A
- B
- C
- D
- E
- F
- G
- H
- I
- J
- K
- L
- M
- N
- O
- P
- Q
- R
- S
- T
- U
- V
- W
- X
- Y
- Z

- E ( - ECHO) : je viens sur tribord.
- Ebbe : synonyme de jusant.
- Écart (en anglais scarf)  est le lieu de la jonction ou réunion de deux bordages préceintes ou autres pièces de charpente (synonyme maritime d'enture).
- E.C. (terme de marine militaire) : escadre de croiseurs.
- E.L. (terme de marine militaire) : escadre légère.
- Échelle hors-le-bord.

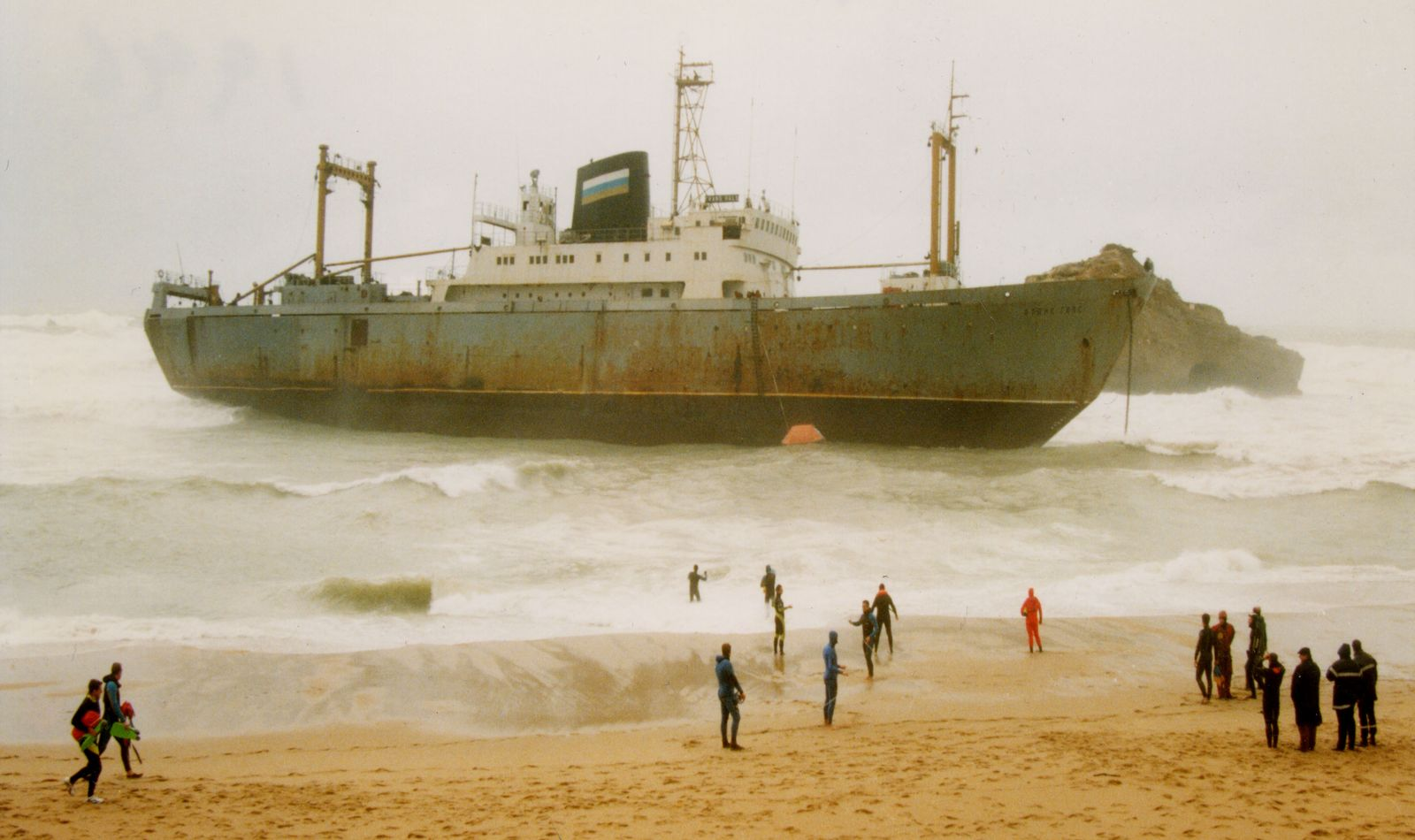
L'échouement du Franz Hals à Biarritz.

- Échouage : opération consistant à laisser le navire se poser sur des fonds, par exemple pour un carénage.
- Échouement : immobilisation accidentelle d'un navire sur un haut fond.
- Écoute : cordage servant à régler l'angle de la voile par rapport à l'axe longitudinal d'un voilier.
- Écoutille : ouverture rectangulaire dans le pont d'un bateau.
- Écouvillon : brosse adaptée à un manche, pour nettoyer le canon après qu'il a tiré.
- Écubier : conduit cylindrique pratiqué dans la coque d'un bateau servant à faire passer la chaîne de l'ancre.
- Écusson : tableau arrière d'un navire, quand il a une forme d'écusson.
- Élingue : accessoire (câble, cordage) qui se trouve entre la charge à lever, tirer ou arrimer, et l'équipement qui fait le travail.
- Élinguer : disposer une élingue autour d'une charge, en principe, afin de la déplacer.
- Élongis :

1. barres longitudinales du mât sur lesquelles repose la hune (voir jottereau) ;
2. partie longitudinale du cadre d'une écoutille, où reposé les hiloires ;
3. raidisseur longitudinal du pont d'un navire, entre les hiloires.

- Embardée : mouvement latéral d'un bateau.
- Embosser : amarrer un bateau de l'avant et de l'arrière, pour le fixer contre le vent ou le courant.
- Embraquer : virer avec ses bras, tirer sur un cordage.
- Embrun : sorte de pluie fine que forme ou que projette la vague en déferlant ou que le vent soulève à la surface de l'eau.
- E.M.C. (terme de marine militaire) : acronyme de l'école des mécaniciens et des chauffeurs.
- Emménagements : agencements des parties habitables d'un navire pour l'équipage ou les passagers.
- Empanner : manœuvre sur un voilier consistant à changer d'amure en passant par le vent arrière. À l'origine, ce terme désignait un changement de bord incontrôlé et dangereux ; la plaisance moderne en a fait un synonyme de "virement vent arrière" ou "virement lof pour lof".
- Empâture : recouvrement des pièces d'un couple.
- Emplanture : fixation basse du mât dans la coque.
- Empointure : angle supérieur d'une voile.
- Encablure : unité de longueur pour mesurer des chaînes d'amarrages ou des distances moyennes (plusieurs définitions, selon les marines).
- Encalminé : situation d'un bateau à voile immobilisé, faute de vent ; ou à l’abri dans un havre.
- Endrailler : fixer un foc sur une draille ou un étai au moyen de bagues ou de crochets.
- Enfléchure : échelons de cordage qui servent à monter d'un hauban à l'autre.
- Engager : prendre de la bande sans se relever, généralement à la suite du déplacement d'une cargaison mobile ou mal arrimée.
- Engoujure : sorte de rainure pratiquée en travers, sous les caisses des mâts de hune et de perroquet, pour recevoir le braquet.
- Enseigne de vaisseau (sigle E. V.), grade d'officier dans la marine militaire française. Il peut être abrégé en « enseigne », auquel cas le nom est masculin s'il s'agit d'un homme et est féminin s'il s'agit d'une femme[réf. nécessaire].
- Entremise : élément de raccordement entre deux pièces de charpente.
- Entrepont :

1. intervalle, étage qui sépare deux ponts dans un navire ;
2. pont intermédiaire dans une cale.

- Enverguer : attacher les voiles aux vergues.
- Éperon : partie de la proue d'un bâtiment qui se termine en pointe et qui a plus ou moins de saillie sur l'avant.Épissure formant un œil.

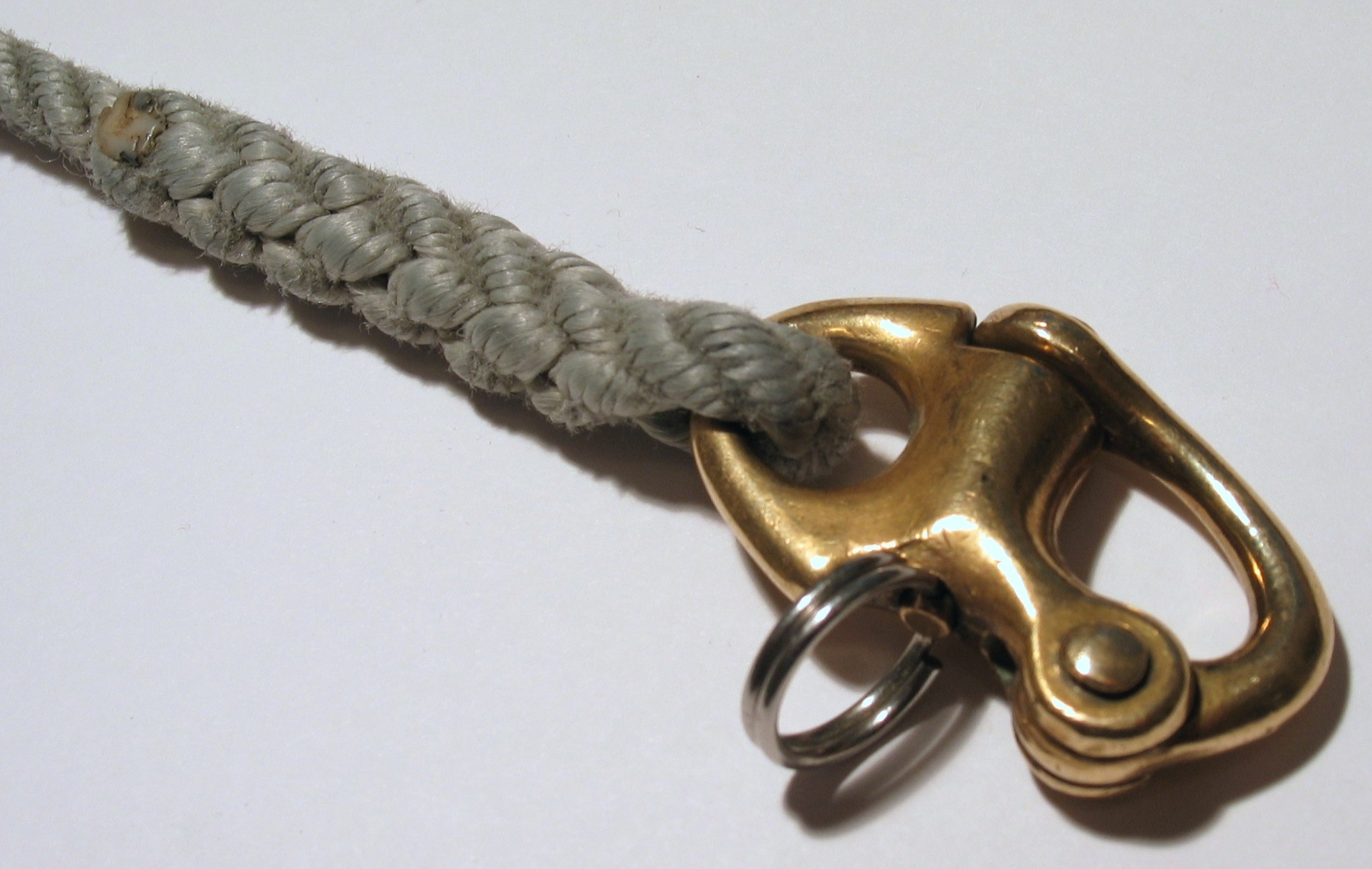
Épissure formant un œil.

- Épissure : acte de matelotage consistant à tresser ensemble deux extrémités de câbles ou de cordages.
- Épontille : poutre ou poteau placé verticalement et utilisé comme structure de soutien des ponts.
- Équipage : ensemble du personnel affecté à la bonne marche d'un navire.
- Équipet : petite étagère fixée contre les murailles intérieures du bateau.
- Erre : vitesse résiduelle lorsqu'il n'a plus de propulsion.
- Erse : boucle de cordage fermée par une épissure.
- Escadre : groupe de navires de guerre, sous les ordres d'un amiral. Trois escadres forment une flotte de guerre[réf. souhaitée].
- Espar : longue pièce de bois ou de métal qui tient une voile (vergue, bout-dehors).
- Estain : couple le plus en arrière, le dernier avant l'étambot.
- Estime : estimation de la position d'un navire au temps de navigation écoulé, d'après sa vitesse et sa direction, en tenant compte de la dérive due aux courants.Estran à marée basse.

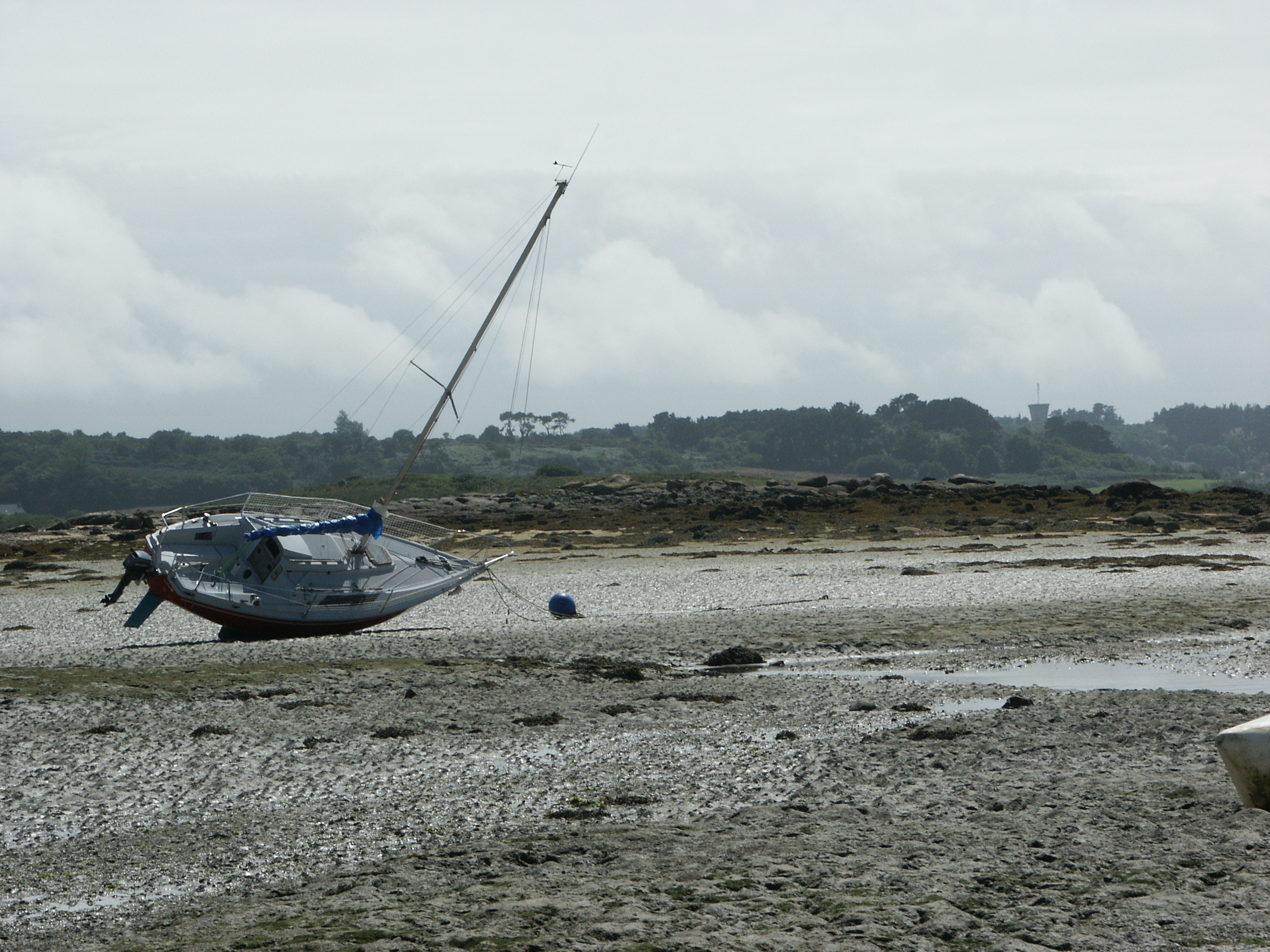
Estran à marée basse.

- Estran : partie du littoral située entre les niveaux des plus hautes et des plus basses mers.
- Estroper : équiper un cordage ou une poulie avec une erse.Etai sur un gréement bermudien.

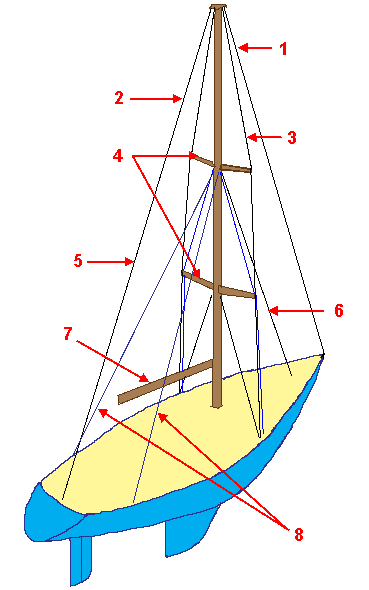
Etai sur un gréement bermudien.

- Étai : câble servant à maintenir le mât longitudinalement vers l'avant (voir hauban, galhauban).
- Étale : période entre deux marées où le courant est nul.
- Étaler : opposer une résistance aux éléments (une tempête, un courant), sans faiblir.
- Étalinguer : fixer l'ancre sur sa chaîne.
- Étalingure : (voir maille d'étalingure) :

1. fixation de l'extrémité d'un câble, d'une chaîne sur l'organeau d'une ancre ;
2. fixation de l'autre extrémité dans la cale ou le puits à chaînes.

- Étambot : partie arrière d'un navire, synonyme de poupe.
- Étambrai : trou par lequel le mât pénètre dans le pont.
- Étarquer : raidir un cordage, à le tendre le plus possible.
- Étoupe : sous-produit fibreux non tissé issu essentiellement du travail du chanvre ou du lin, servant notamment :

1. à colmater les interstices entre les planches pour rendre étanche la coque d'un bateau en bois ;
2. à réaliser des joints autour des arbres d'hélice ou mèches de gouvernail ;
3. résidus de chiffons servant à éponger.

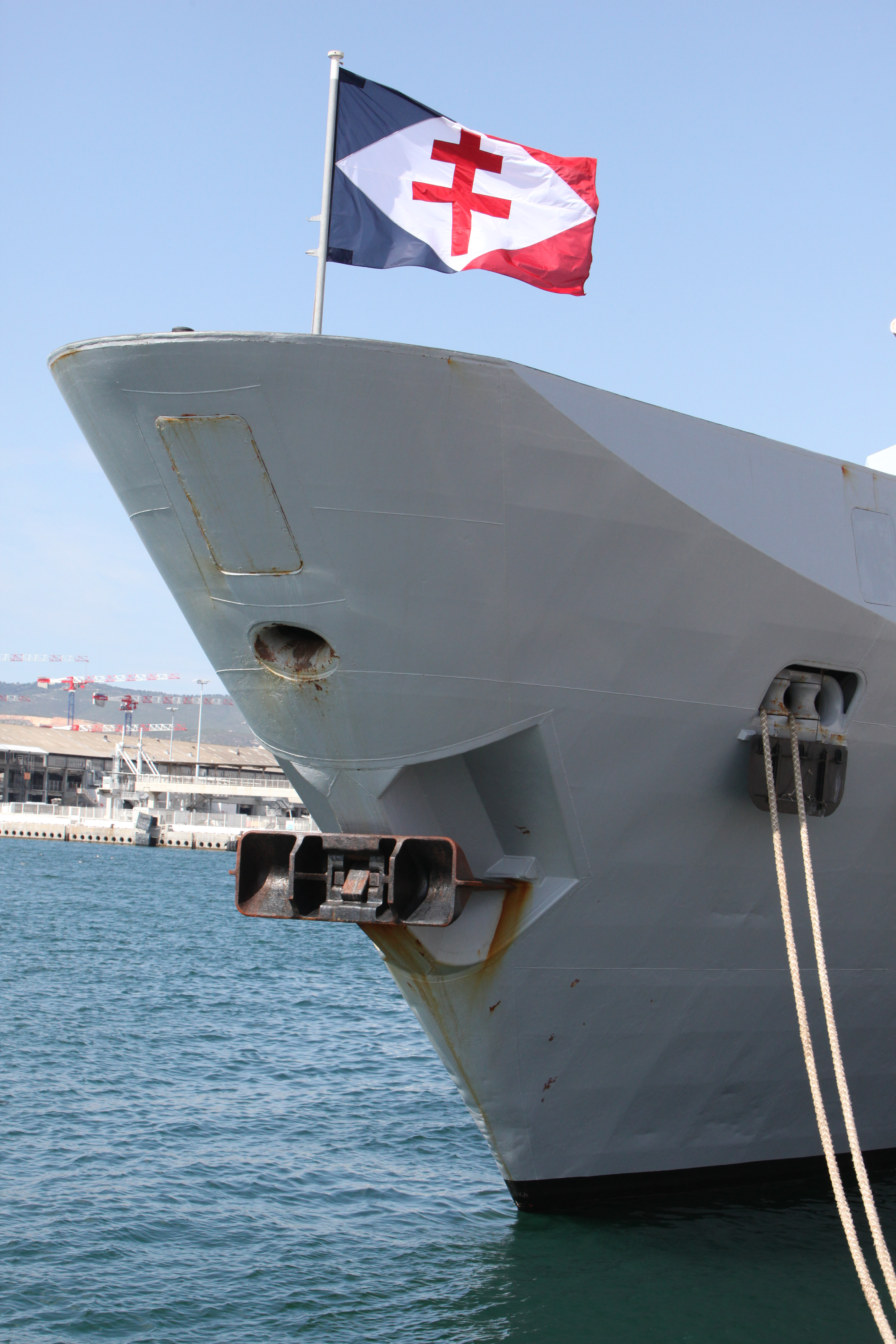
Etrave du Surcouf.

- Étrave : partie avant d'un navire (synonyme de proue sur un voilier).
- E.V. : sigle d'enseigne de vaisseau (grade d'officier dans la marine militaire française). Voir : Enseigne.
- Évitage : manœuvre qui consiste à faire pivoter un navire sur lui-même dans un espace restreint.
- Éviter : tourner autour de son ancre au changement de vent ou de marée.
- Extrados : côté sous le vent d'une voile (face convexe).

## F
- Haut – A
- B
- C
- D
- E
- F
- G
- H
- I
- J
- K
- L
- M
- N
- O
- P
- Q
- R
- S
- T
- U
- V
- W
- X
- Y
- Z

- F ( - FOXTROT) : désemparé, communiquez avec moi.
- Faire tête : pour un navire, s'arrêter après que l'ancre a croché.Gréement d'un falkuša.

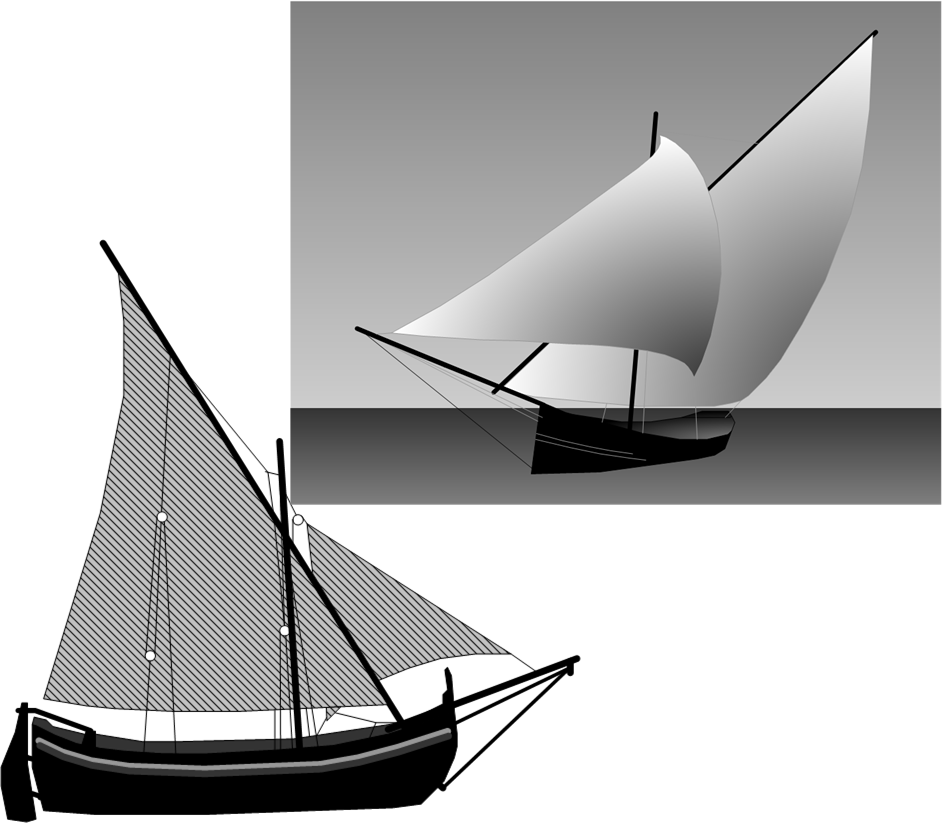
Gréement d'un falkuša.

- Falkusa, falkuša ou gajeta falkuša : navire de pêche traditionnel, à voile latine sur un mât, utilisé par les pêcheurs de l’île adriatique de Vis, en Croatie entre le XVIe siècle et la première moitié du XXe siècle. C'est un sous-type de gajeta, un voilier de pêche traditionnel utilisé sur les côtes dalmates.
- Fanal (pluriel : fanaux) :

1. grosse lanterne présente à l'arrière de vieux gréements ;Fanal du Shtandart.

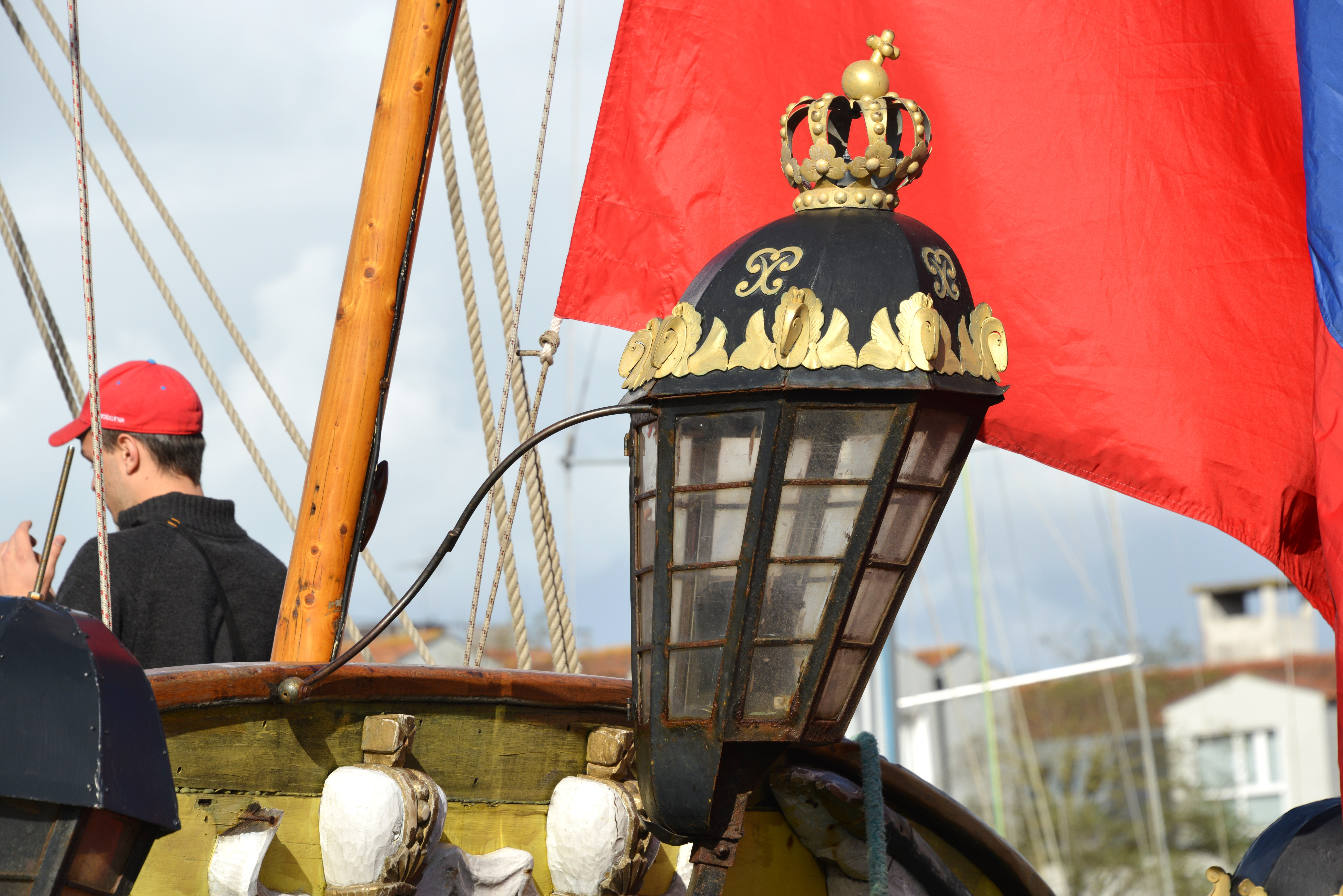
Fanal du Shtandart.

2. feux qu'on allume durant la nuit sur des tours, à l'entrée des ports et le long des plages, pour indiquer aux bâtiments la route qu'ils doivent tenir ;
3. dans l'usage moderne désigne le feu d'un phare.

- Fardage : prise au vent offerte par la partie émergée du navire ou œuvres mortes. Un fardage trop important peut compliquer singulièrement les manœuvres dans un port encombré.
- Fargue : planche posée de champ pour empêcher l'eau de pénétrer par une ouverture ou par-dessus le plat-bord.
- Faseyer ; fasseyer : mouvement d'une voile insuffisamment bordée qui se dégonfle en partie ou s'agite sans prendre le vent.
- Faubert : balai lave-pont, constitué de vieux morceaux de cordage (voir vadrouille).
- Fausse-quille : doublure de la quille.
- Faux couple : couple intermédiaire entre deux couples, lorsqu'ils sont régulièrement espacés.
- Faux pont : pont situé au-dessous du pont principal.
- Ferler : replier une voile autour d'une vergue.
- Fesse : pour un voilier, partie arrière de la coque qui s'arrondit en s'élevant au-dessus de la flottaison.
- Fetch: distance sur laquelle s'exerce le vent sans rencontrer d'obstacle.Le fifie Reaper.

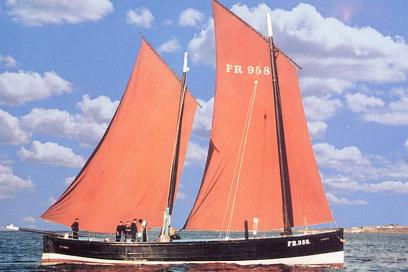
Le fifie Reaper.

- Fifie ou herring drifters : type de lougre : un voilier de pêche traditionnel développé sur la côte est de l'Écosse, utilisé des années 1850 jusqu'au début du XXe siècle, pour pêcher le hareng à l'aide de filets dérivants.La figure de proue de La Recouvrance.

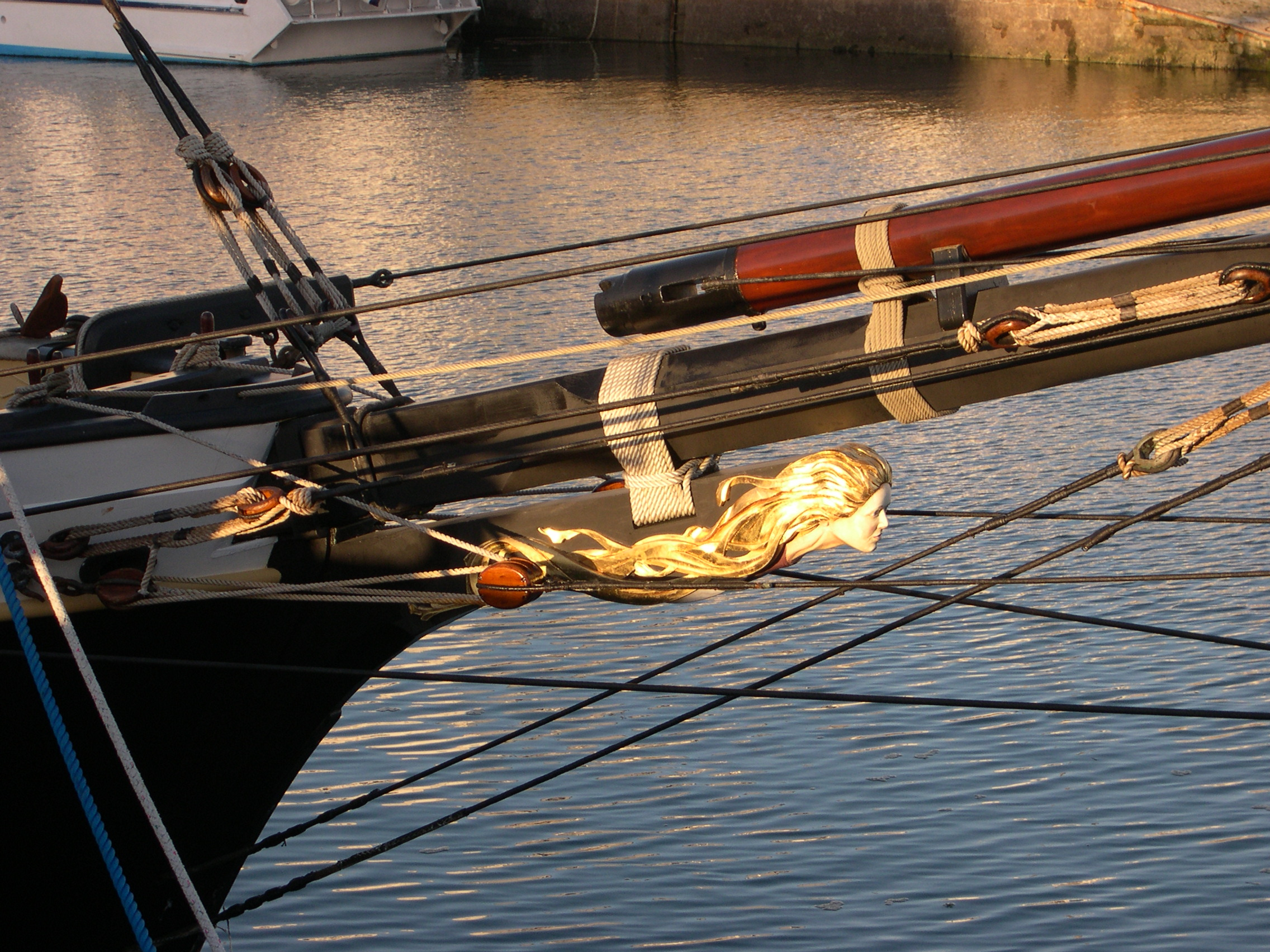
La figure de proue de La Recouvrance.

- Figure de proue : figure ou sculpture placée à la proue, sous le beaupré d'un bateau.
- Fil de caret : ensemble de brins de chanvre qui servent à constituer un cordage (voir toron).
- Filer :

1. lâcher, larguer un câble, une chaîne, une sonde ;
2. Filer à X nœuds : avoir une vitesse de X nœuds.

- Filière : câble tendu traversant des potelets qui sert de garde corps.
- Filin : petit cordage (anciennement, cordage à torsion simple).
- Flamme : banderole longue et étroite en forme de triangle, attachée au sommet d'un mât. Traditionnellement elle était allongée d'un mètre pour chaque mois passé sans rejoindre le port d'attache du batiment.Détail d'un flèche.
- Flèche :

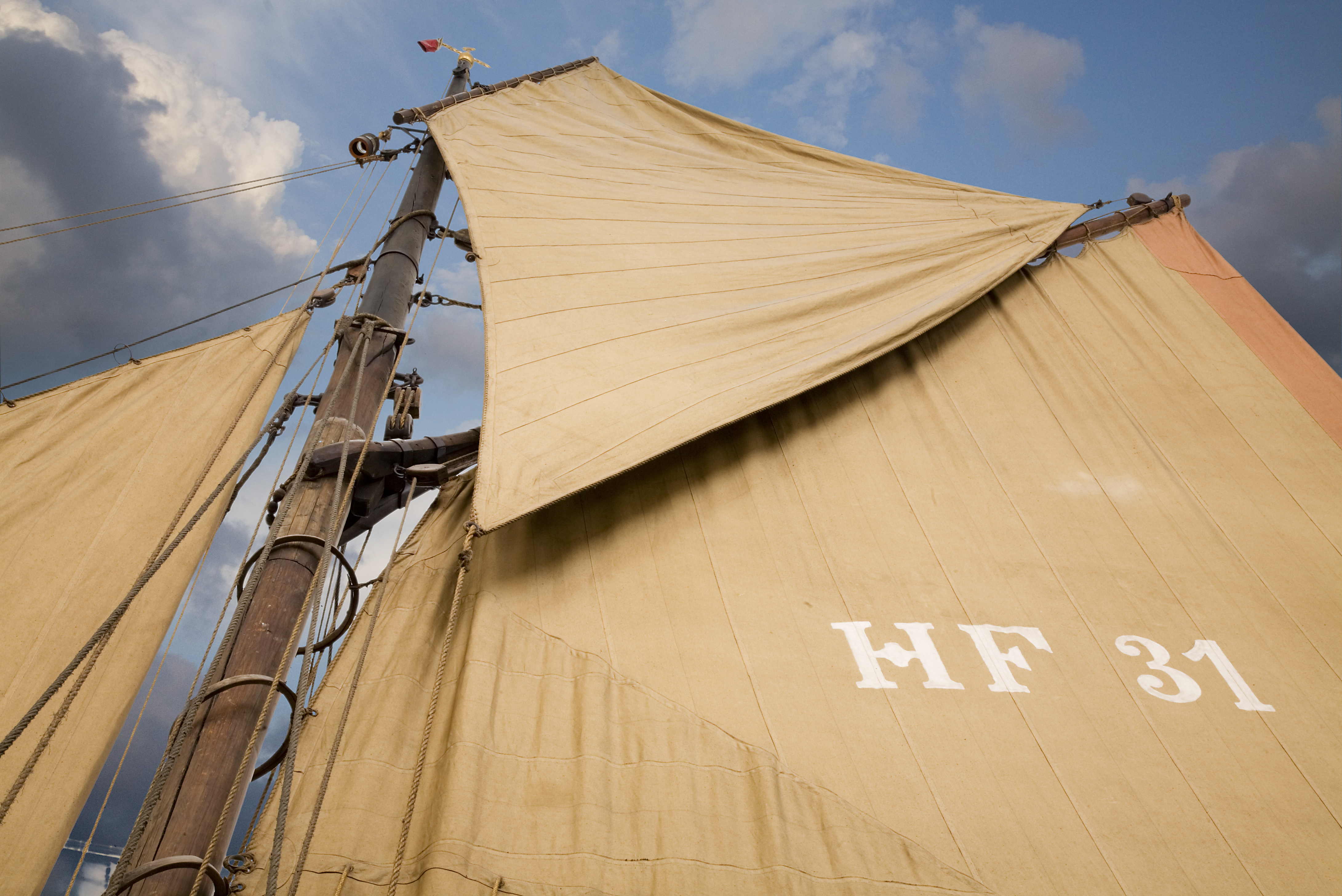
Détail d'un flèche.

1. Une flèche : extrémité supérieure d'un mât (voir fusée) ;
2. Un flèche : sur les gréements à voiles auriques, c'est une voile d'étai légère déployée sur le mât arrière (artimon ou grand-mât) au-dessus d'une brigantine (Syn. flèche en cul).

- Flibustiers : marins aventuriers qui pillaient les possessions espagnoles en Amérique.
- Flot ou flux : période pendant laquelle la marée est montante. C'est aussi le courant de marée montante.
- Flottille : ensemble de bateaux ou de navires de guerre.
- F. P. (terme de la marine militaire) :  flottille de patrouilleurs.
- Flûte : type de voilier de charge hollandais du XVIIIe siècle.Focs sur le Krusenstern.
- Foc :

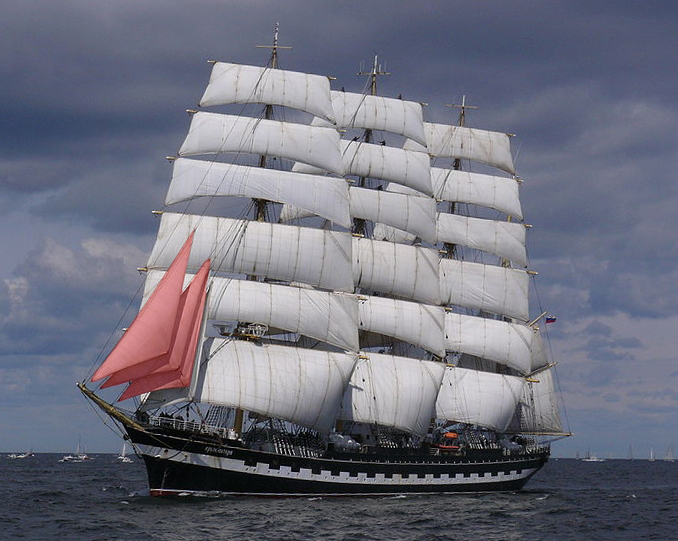
Focs sur le Krusenstern.

1. type de voile d'avant de forme triangulaire, avec un point d'amure situé très en avant souvent sur un bout-dehors ;
2. Lorsqu'un navire présente plusieurs focs :
  - Sur les voiliers bermudiens modernes : le foc désigne aussi une voile de surface intermédiaire entre le tourmentin (voile de tempête) et le génois (voile de grande taille) ;
  - Sur les vieux-gréements : les focs portent des noms spécifiques d'avant en arrière : clinfoc, le grand foc, le petit foc, le faux foc et la trinquette.

- Foc d'artimon ou voile d'étai d'artimon : voile d'étai basse à l'arrière d'un grand voilier (trois-mâts et plus) entre le grand-mât et le mât d'artimon. La drisse de la voile et le sommet de sa draille partent du capelage du mât de perroquet de fougue.
- Foil ou hydrofoil : ailes placées sous la coque pour soulever un bateau à grande vitesse afin de diminuer la traînée et la résistance de l'eau à l'avancement.
- Folafolau (synonyme de Tepukei).
- Forces de Haute Mer : terme employé par le gouvernement de Vichy (acronyme F.H.M.) aujourd'hui sous l'appellation Marine de haute-mer.
- Fond : partie basse de la cale.
- Forme : bassin asséché muni d'une porte d'écluse, servant pour la construction et à la réparation des bateaux.
- Fortune :

1. Fortune de mer : péril, naufrage ou accident survenant au cours d'un voyage en mer;
2. Voile de Fortune (ou Tréou) : voile carrée utilisée uniquement par mauvais temps, qui équipait les tartane, galère ou galiote, qui avaient ordinairement des voiles latines ou à tiers point;
3. Fortune carrée : Voile carrée supplémentaire que les goélettes, les cotres, hissent afin de pallier l'insuffisance de vent (voile carrée sur un gréement qui n'en comporte pas normalement).

- Fosse aux câbles : définition ?
- Fourcat : varangue très relevée vers la proue ou la poupe du navire.
- Fourrier : militaire chargé de la solde ou de la comptabilité du matériel et pièces de rechange. Également en usage dans la Marine nationale.
- Fourrure : protection d'un câble en l'entourant d'un filin. Voir l'article « Worm, parcel and serve ».
- Franc-bord : hauteur de la muraille entre la ligne de flottaison à pleine charge et le pont principal.
- Frapper : attacher, amarrer temporairement un cordage.
- Freinte : perte ou diminution de la marchandise au cours du transport.
- Fret ou nolis :

1. somme convenue pour transporter une marchandise ;
2. par extension, la marchandise elle-même.

- Frégaton : surnom du capitaine de frégate dans la marine française[15].
- Fréteur : celui qui fournit le navire pour un transport ; son paiement est le fret. Voir Armateur et ne pas confondre avec Affréteur.
- Fronteau : définition ?
- Fusco : dans la marine nationale française, désignation des fusiliers-commandos, c'est-à-dire des fusiliers marins ayant validé le stage commando dispensé par l'école des commandos de Marine, à Lorient (il existe aussi des Fusco dans l'Armée de l'air).
- Fusée :

1. extrémité d'un mât ou d'une vergue qui se termine en s'amincissant ;
2. les fusées de détresse font partie de l'équipement de sécurité obligatoire d'un navire.

## G
- Haut – A
- B
- C
- D
- E
- F
- G
- H
- I
- J
- K
- L
- M
- N
- O
- P
- Q
- R
- S
- T
- U
- V
- W
- X
- Y
- Z

- G ( - GOLF) : appel au pilote.

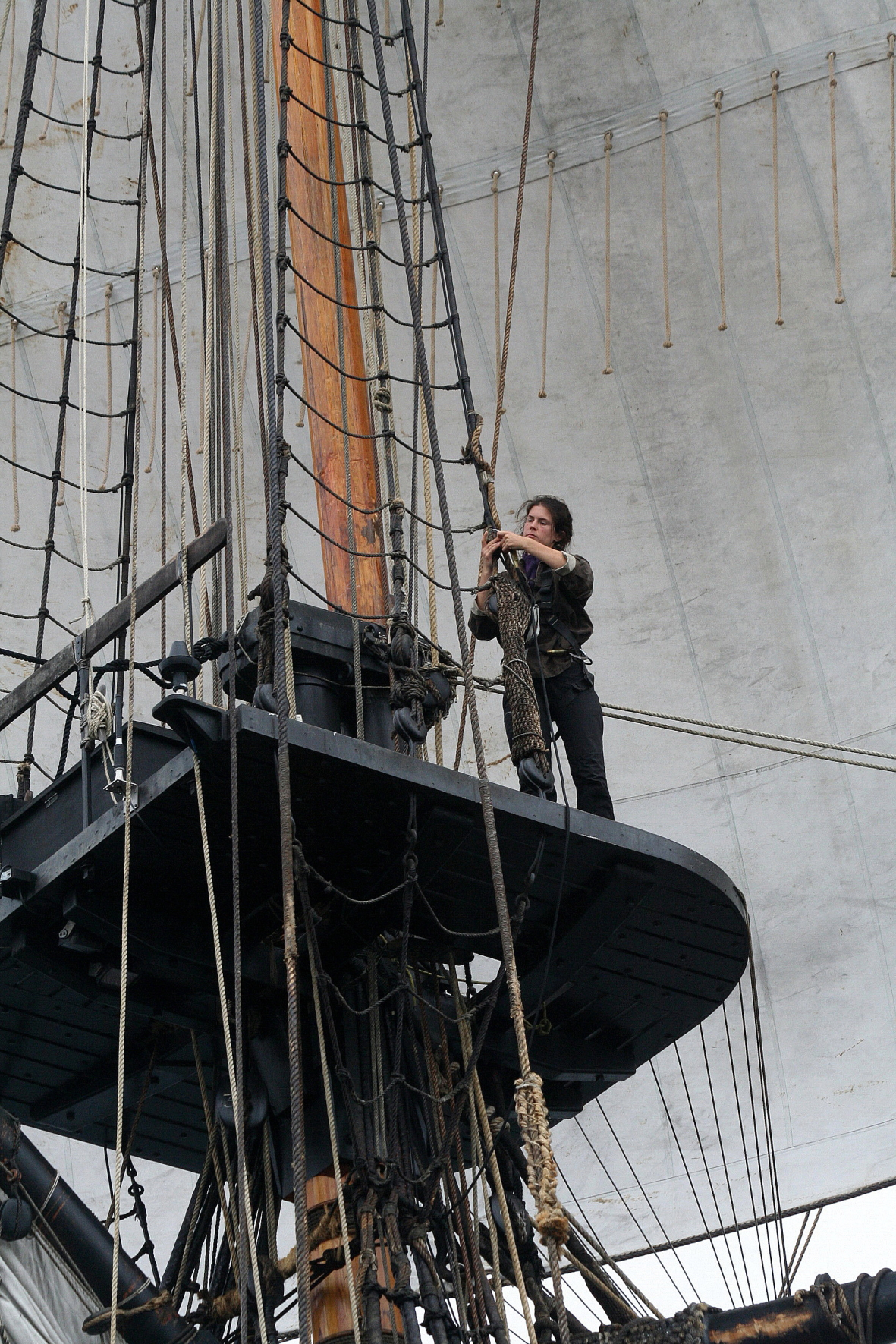
Un gabier sur la hune de l'Hermione.

- Gabie : hune des galères où se tient le gabier en attente de travaux.
- Gabier :

1. matelot spécifiquement affecté à travailler dans la mâture aux manœuvres et à l'entretien du gréement ;
2. aujourd'hui dans la marine de guerre, matelot de la spécialité de manœuvrier de faction à la coupée.

- Gabord : voir galbord.
- Gaffe : longue tige en bois ou en métal munie d'un crochet recourbé vers l'intérieur à l'une de ses extrémités, pour attraper un cordage à la mer ou tout autre objet flottant, ou pour tenir un petit bateau à distance d'un quai ou d'un autre bateau.
- Gaïac : bois très dur, utilisé pour la confection des coussinets d'arbre d'hélice.
- Gaillard :

1. pont surélevé d'un navire à l'avant ou l'arrière.
2. superstructure située sur l'avant d'un pont supérieur.

- Gaillard d'avant : pont surélevé à l'avant d'un bateau, généralement réservé au logement des hommes d'équipage. « Hommes d'avant » désigne ainsi les membres d'équipage constituant la base de la hiérarchie d'un navire ; et « chant de gaillard d'avant » désigne des chants de marins chantés dans leur logement, à l'avant d'un bateau, par ces membres d'équipage.
- Gaillard d'arrière : pont surélevé à l'arrière d'un bateau, initialement réservé au logement des officiers et à la navigation.
- Galbord : première virure du bordé, le long de la quille (virure de galbord).
- Galerie : sorte de balcon découvert autour de la poupe ou de l'abri de navigation.
- Galhauban : haubans particuliers qui servent à raidir le mât à l'aide des barres de flèches.
- Galoche : synonyme de chaumard.

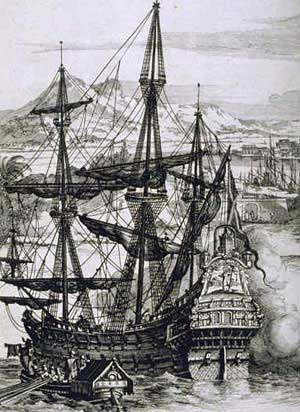
Un galion espagnol.

- Galion : type de grand navire à voiles, armé, naviguant en escorte, destiné aux échanges avec les colonies européennes entre le XVIe siècle et le XVIIIe siècle. Il s'agit de navires à plusieurs ponts, à château arrière et avant, possédant entre trois et cinq mâts gréés en voiles carrées, avec une voile latine sur le mât arrière (mât d'artimon). Ils possèdent fréquemment un petit mât en bout de beaupré (pas toujours).
- Gambe de hune : hauban servant à maintenir le mât de hune.
- Garant : cordage d'un palan reliant les deux poulies.
- Garcette : petit cordage court pour amarrer un petit équipement (seau, voile).
- Garde : amarre d'un bateau, à l'avant pour l'empêcher d'avancer, à l'arrière pour l'empêcher de reculer.
- Gardien de phare : métier consistant à surveiller la navigation maritime depuis un phare et à assurer le bon fonctionnement de celui-ci.
- Gargousse : charge d'une bouche à feu contenue dans une enveloppe.
- Gatte : bac pour récupérer l'eau d'une chaîne d'ancre, ou les fuites d'huile ou d'eau sous les moteurs.
- Gendarmerie maritime : une composante de la gendarmerie nationale française qui relève du directeur général de la gendarmerie nationale ainsi que du chef d'état-major de la Marine nationale.
- Génois : voile triangulaire installée à l'avant du mât, convenant aux vents faibles ou moyens.
- Génope : cordage entouré serré autour d'un autre cordage, pour l'empêcher de glisser.
- Genou : partie coudée d'une membrure au niveau du bouchain d'une coque.
- Gerber : empiler des objets, des caisses.
- Gestionnaire nautique : organisme responsable de la maintenance et de la gestion d'un navire.Girelier en jonc marin et myrte.

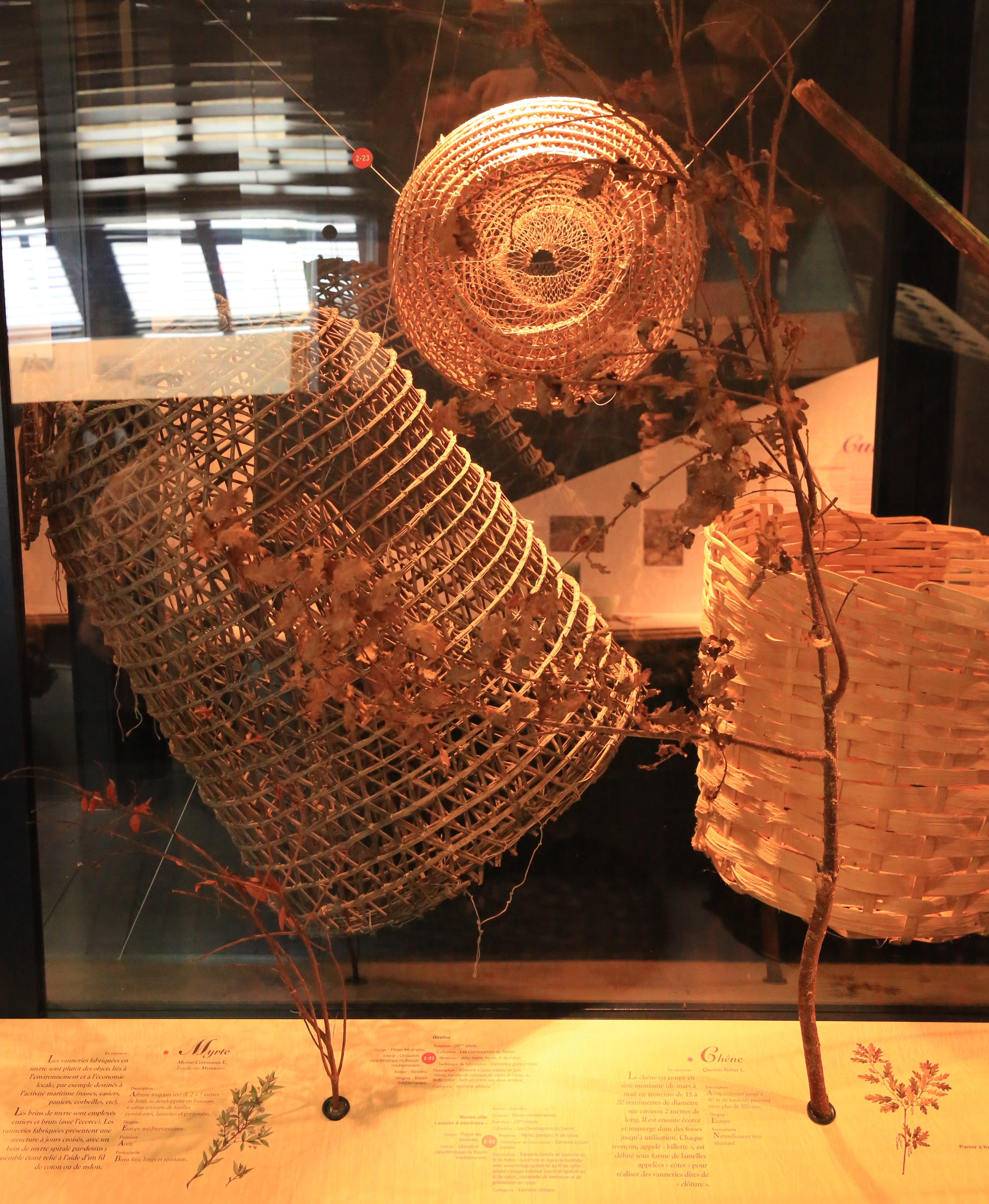
Girelier en jonc marin et myrte.

- Girelier : nasse tressée pour la capture des girelles (petits poissons) en Méditerranée.Gite observée sur l'Ivory Tirupati.

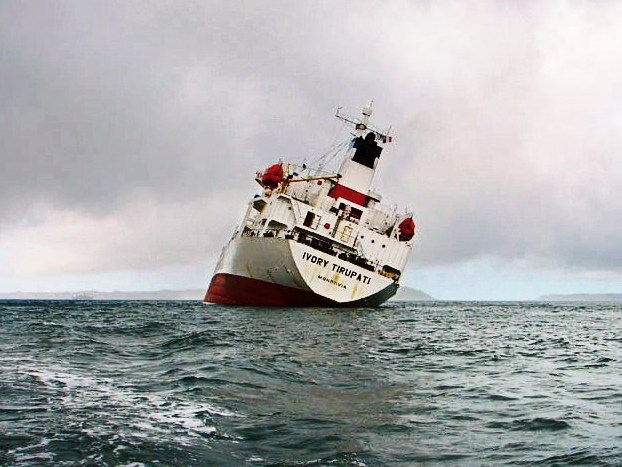
Gite observée sur lIvory Tirupati.

- Gîte : l'inclinaison d'un navire sur son axe longitudinal sur bâbord ou tribord.
- Glène : rouleau de cordage.
- Godille : aviron unique à la fois propulsif et directionnel placé à l'arrière d'une embarcation.
- Godiller : faire avancer une embarcation au moyen d'une godille.La goélette Issac Evans.

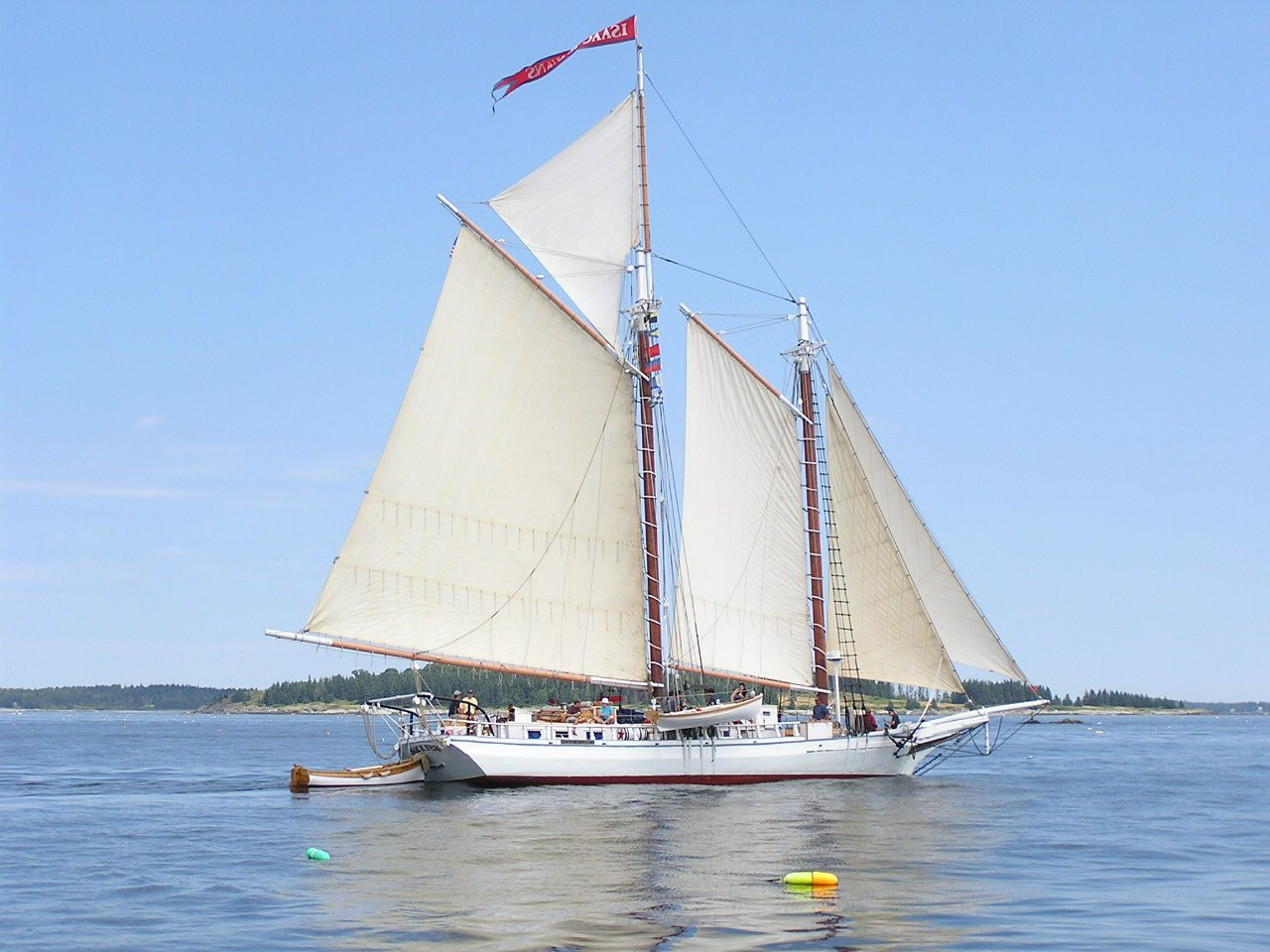
La goélette Issac Evans.

- Goélette : type de grand voilier à deux mâts ou plus, gréé en voiles auriques à la base de tous ses mâts avec ou sans huniers avec un mât de misaine.
- Goélette franche : deux-mâts à voiles auriques sur tous ses mâts (sans hunier), avec un mât d'artimon et avec un grand-mât à l'arrière.La Recouvrance est une goélette à hunier.

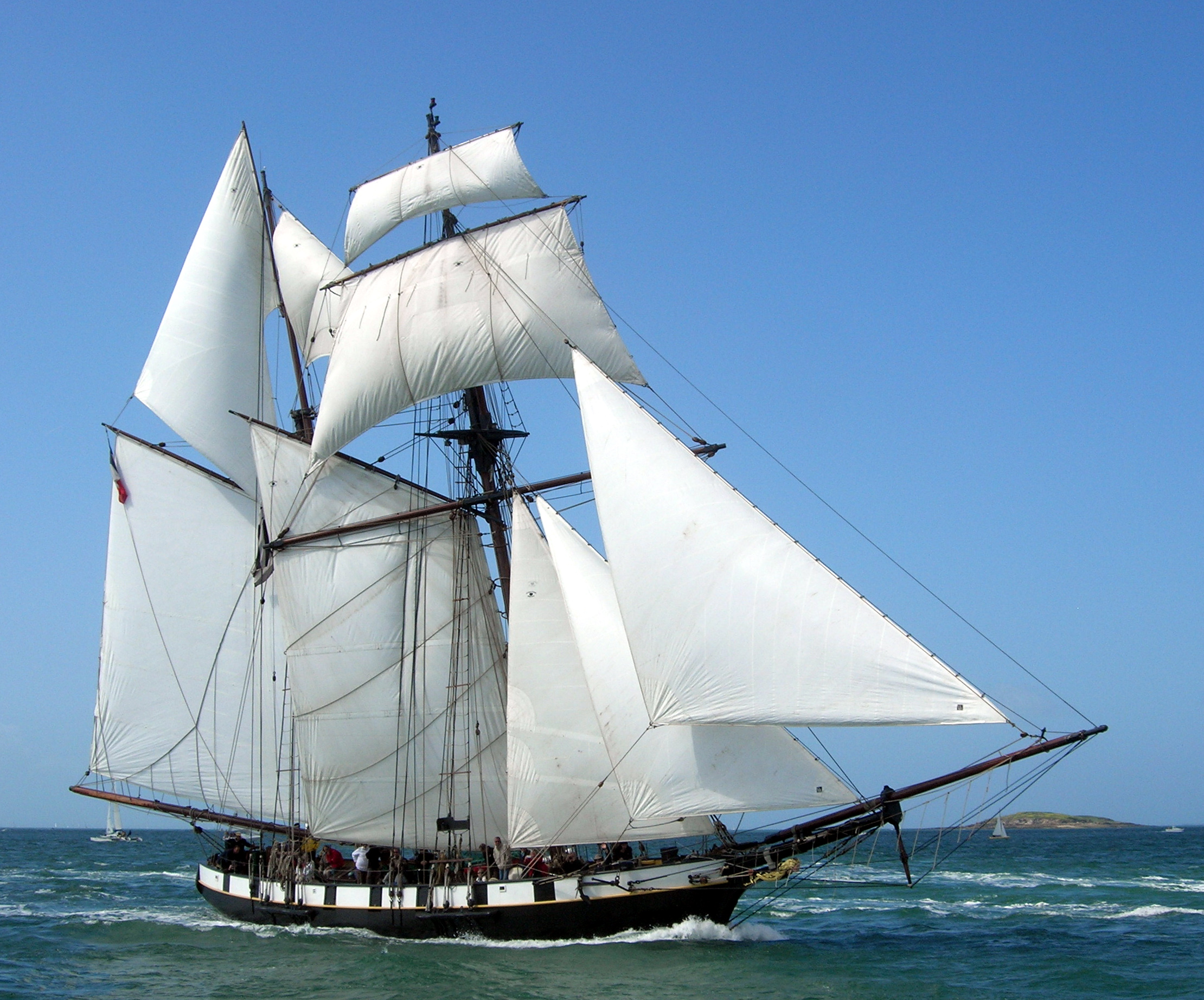
La Recouvrance est une goélette à hunier.

- Goélette à hunier : goélette avec une ou deux voiles carrées au-dessus des grandes voiles basses auriques sur l'un de ses mâts au moins (mât de misaine généralement).
- Goélette à trois-mâts : trois-mâts à voiles auriques sur tous ses mâts (sans hunier).
- Goémonier :

1. ou pigoulier : pêcheur spécialisé dans la récolte des algues marines (plus précisément du goémon) ;
2. type de bateau spécialisé dans la récolte des algues marines (plus précisément du goémon).

- Goujon : petite cheville cylindrique ou filetée.
- Gourgane : haricot servant de nourriture aux marins embarqués.
- Gournable : grosse cheville pour fixer les virures.
- Gousset : pièce de charpente reliant par assemblage deux membrures qui se croisent.
- Gouttière : ceinture de renfort sur le bordé, au niveau du pont.
- Gouvernail : partie de l'appareil à gouverner constituée de la mèche et du safran.
- Gouverner : manœuvrer la barre d'un bateau pour qu'il suive un cap.
- Grain : vent violent et de peu de durée qui s'élève soudainement et qui s'accompagne généralement de précipitations.
- Grain blanc : grain sans pluie.
- Grand largue : allure où le vent vient de 3⁄4 arrière.
- Grand-mât : mât principal (le plus haut) d'un voilier. Sa position définit le type de gréement. Sur des voiliers à quatre mâts et plus, il existe plusieurs grands-mâts : grand-mât avant, grand-mât central, grand-mât arrière.
- Grand-voile : la voile principale sur le grand-mât, à la base de ce dernier si le mât a plusieurs voiles.La grande voile d'étai sur l'Arethusa est la grande voile d'étai entre les mâts avant (voile du bas).

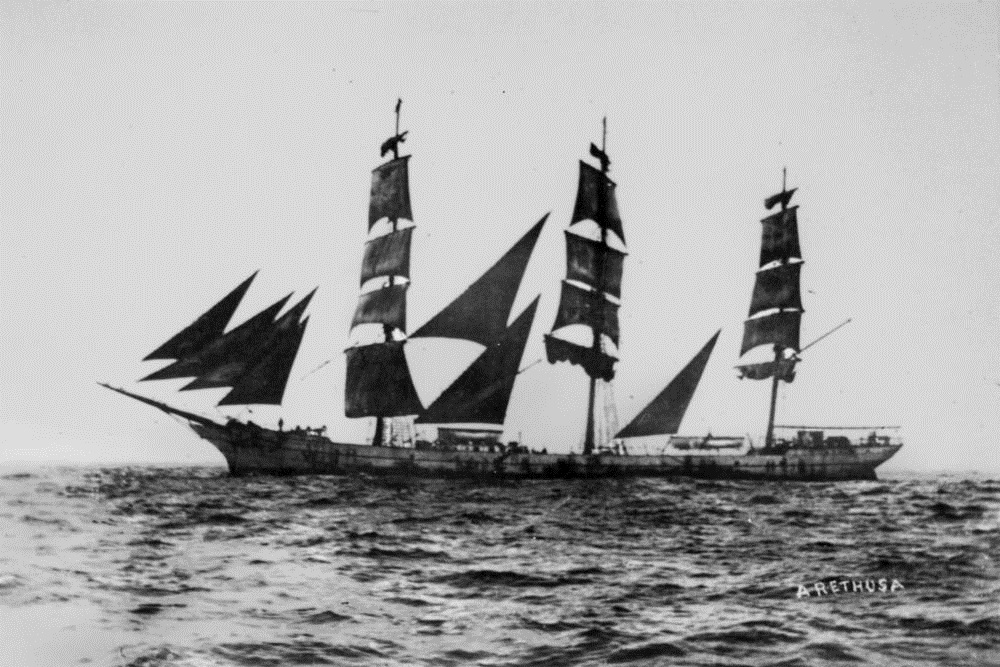
La grande voile d'étai sur lArethusa est la grande voile d'étai entre les mâts avant (voile du bas).

- Grande voile d'étai, pouillouse ou charbonnière : plus grande voile d'étai entre les mâts principaux d'un navire, dans la partie la plus basse.
- Grappin :

1. petite ancre qui a quatre ou cinq branches recourbées, pour les petites embarcations ;
2. instrument de fer à plusieurs pointes recourbées dont on se sert pour faciliter l’abordage ou l'atterrissage.

- Gréement : ensemble des pièces fixes et mobiles d'un voilier servant à fixer, régler, établir et manœuvrer le navire. Par extension, typologie de voilure d'un navire.
- Gréement (Vieux-) : voilier à gréement traditionnel (non bermudien) qu'il soit ancien ou une réplique moderne. Le terme désigne à la fois les grands voiliers ainsi que les embarcations plus modestes.
- Gréer : installer le gréement.
- Grelin : fort cordage.
- Gros cul : appellation familière en usage dans la première moitié du XXe siècle dans la Marine nationale française pour désigner un bâtiment de ligne ou un croiseur lourd.
- Gui : vergue qui s'appuie horizontalement contre le pied d'un mât, comme une corne.Guetteur.

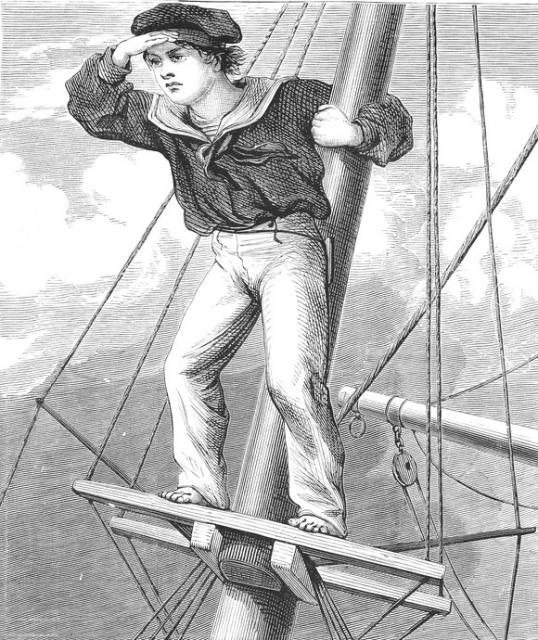
Guetteur.

- Guetteur : personne sur un navire chargée de l'observation de la mer, positionné sur un point haut (mât, nid-de-pie).
- Guibre : étrave de bateau de forme tulipée (concave), entre la ligne de flottaison et l'extrémité avant du pont.
- Guidon : pavillon triangulaire, plus court et plus large que la flamme.Guilalo dans la baie de Manille.

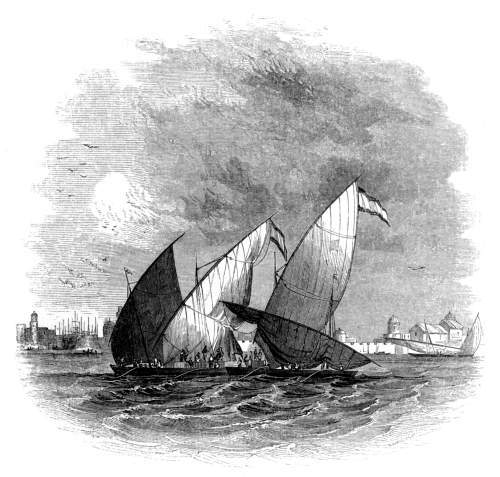
Guilalo dans la baie de Manille.

- Guilalo (gilalo, jilalo, bilalo ou guilálas) : type de grand voilier à balanciers, utilisé par les Tagalog aux Philippines, communs dans la baie de Manille aux XVIIIe et XIXe siècles.
- Guindant : partie de la voile liée à l'étai ou au mât, donc située entre le point de drisse et le point d'amure.Un guindeau.

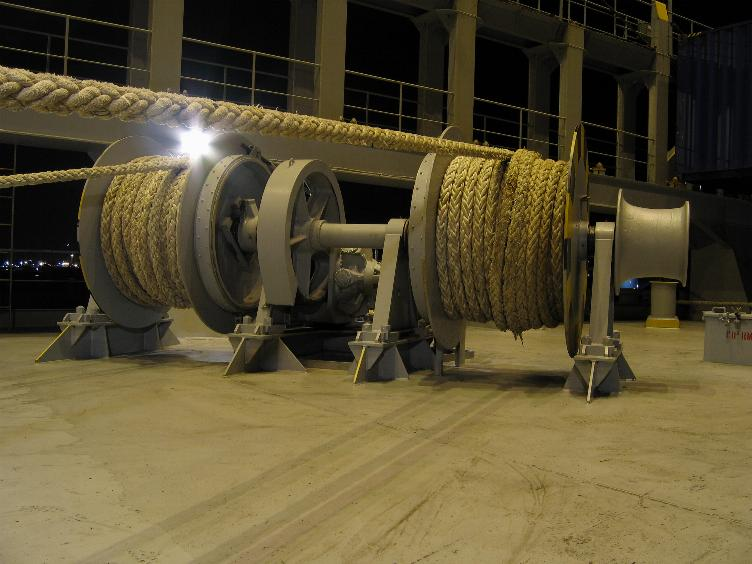
Un guindeau.

- Guindeau : treuil à axe horizontal pour relever l'ancre ou virer les aussières. Il a en partie la même fonction que le cabestan.Gundalow dans le Maine (1887).

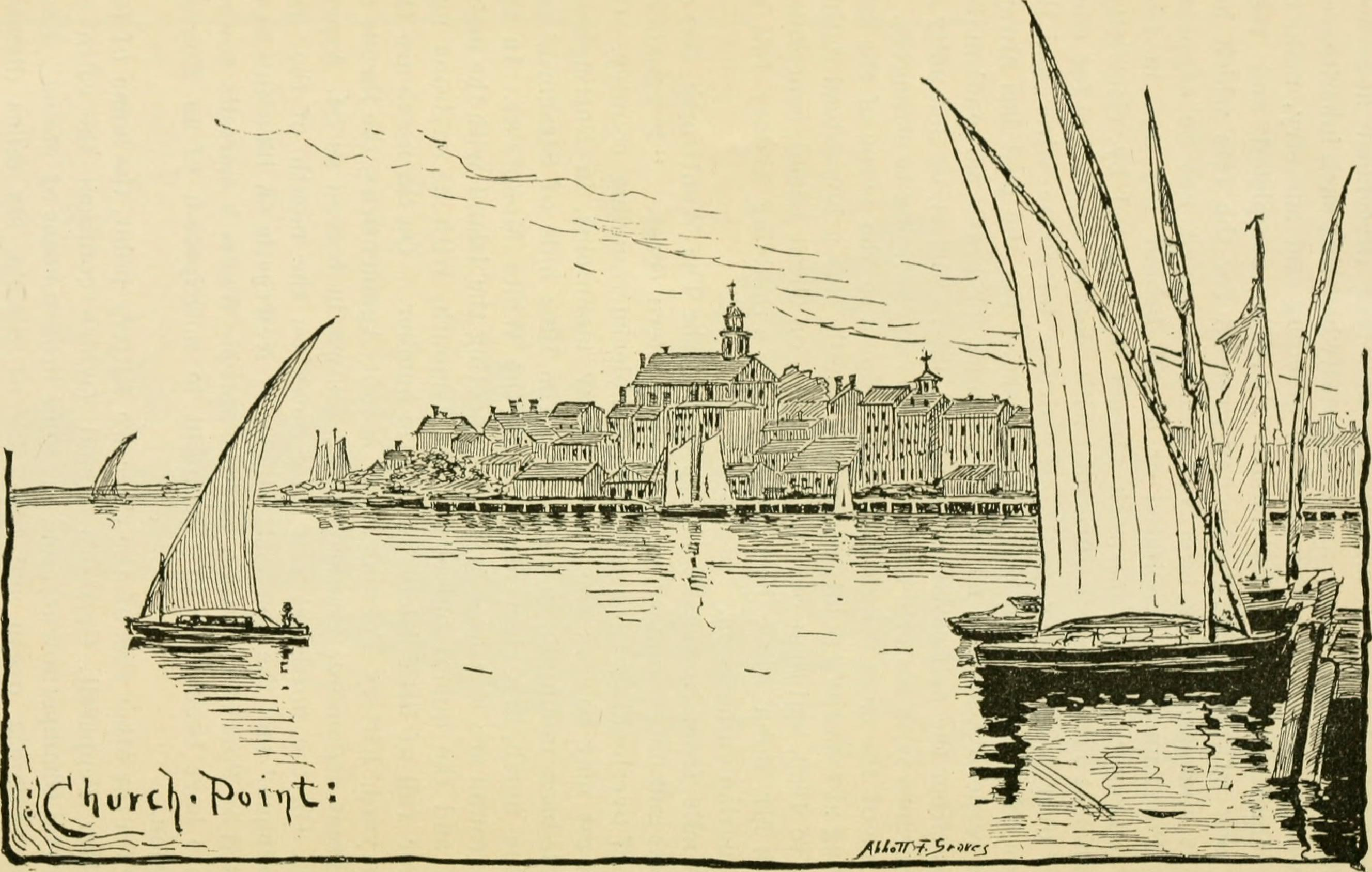
Gundalow dans le Maine (1887).

- Gundalow : type de voilier à fond plat et voile latine, répandu dans les rivières du Maine et du New Hampshire entre le XVIIe et le début du XXe siècle.

## H
- Haut – A
- B
- C
- D
- E
- F
- G
- H
- I
- J
- K
- L
- M
- N
- O
- P
- Q
- R
- S
- T
- U
- V
- W
- X
- Y
- Z

- H ( - HOTEL) : pilote à bord.
- Haler :

1. Halage : tirer, horizontalement ou à peu près, un cordage ou un objet quelconque à l'aide d'un cordage ;
2. se dit aussi à la rencontre de deux vaisseaux lorsqu'ils demandent le qui vive ;
3. se haler au vent : se dit d'un navire qui veut se mettre en position de recevoir le vent avant la terre ou un autre navire.

- Hale à bord : cordage permettant de ramener à bord une voile ou un objet.
- Hale-bas : cordage permettant de retenir une bôme vers le bas.
- Hamac : toile ou filet suspendu entre deux points d'ancrage, destiné à dormir ou à se reposer.
- Hanche : partie de l’arrière d'un bâtiment qui est entre la poupe et les haubans du grand mât.
- Harenguier : type de bateau de pêche conçus pour pêcher des harengs dans un long filet dérivant très répandu historiquement aux Pays-Bas, Angleterre et Écosse.Des haubans sur le Belem.

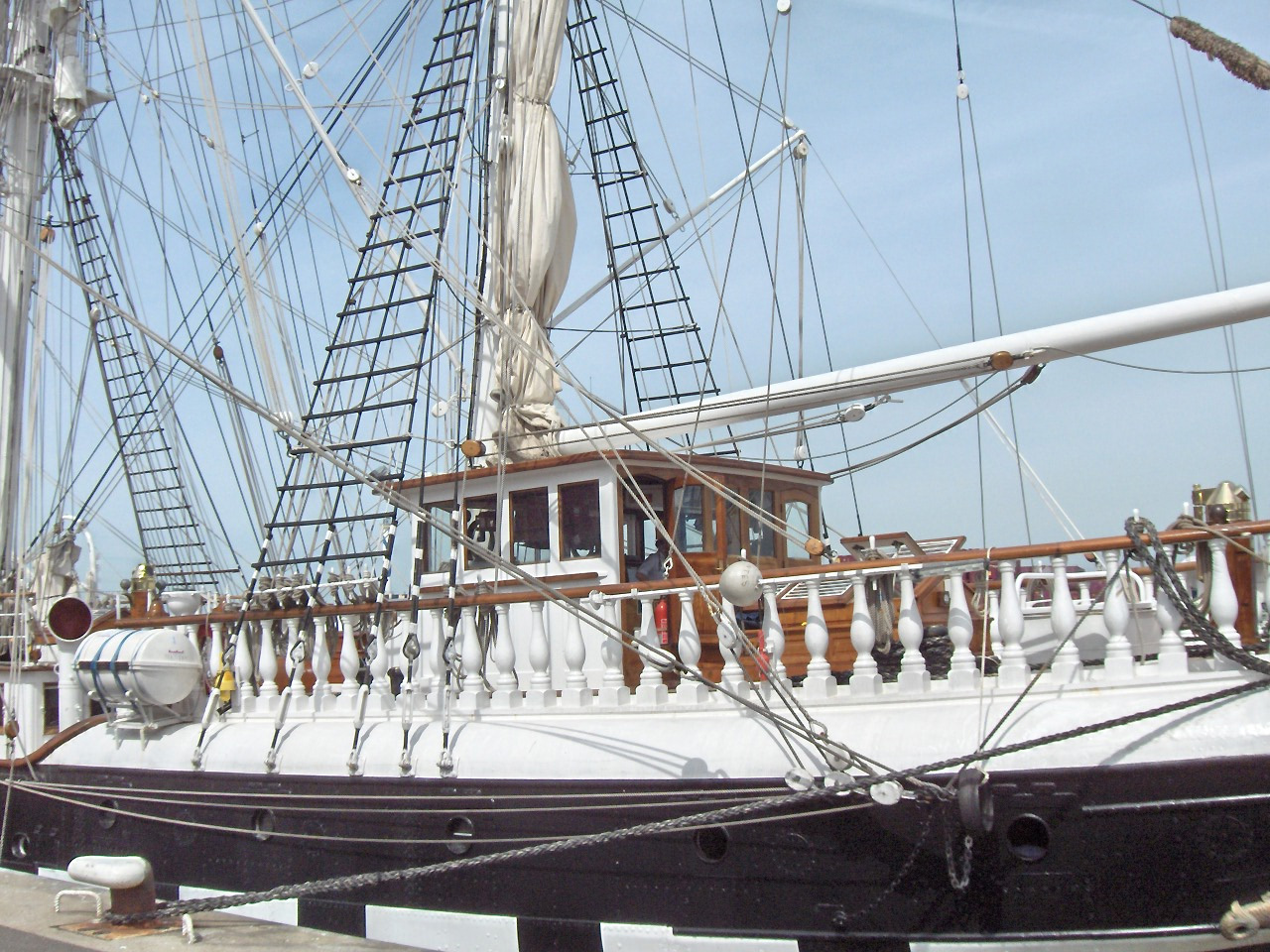
Des haubans sur le Belem.

- Hauban : câbles, placés de chaque côté du mât, qui maintiennent celui-ci vertical.Heu du XVIIIe siècle.

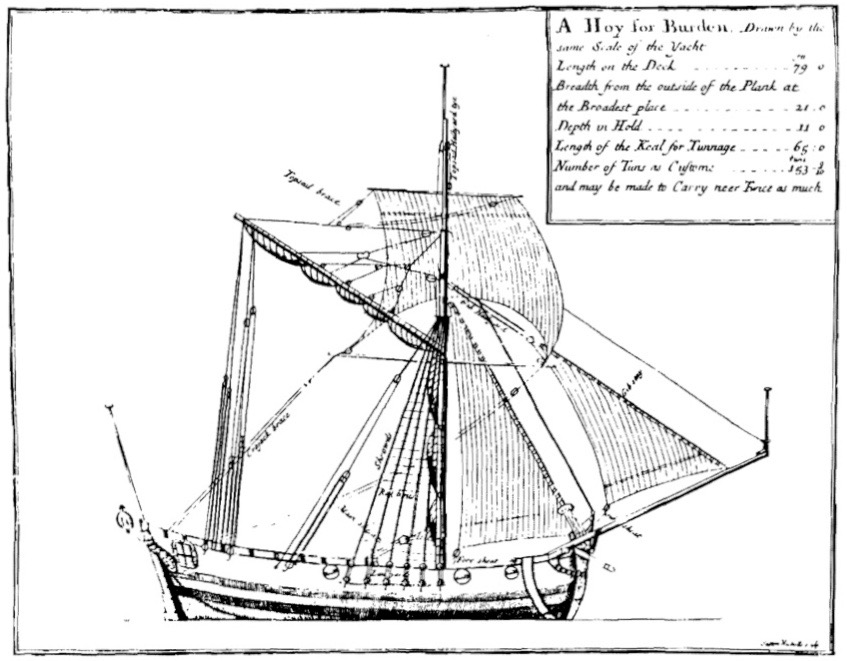
Heu du XVIIIe siècle.

- Heu : type de voilier de fret et de guerre, de faible tonnage (60 tonneaux), à voiles auriques, gréé en sloop (un mât) ou plus rarement en ketch (deux mâts), utilisé principalement sur les côtes du Royaume-Uni et aux Pays-Bas du XVe siècle au XIXe siècle.Herring buss néerlandais.

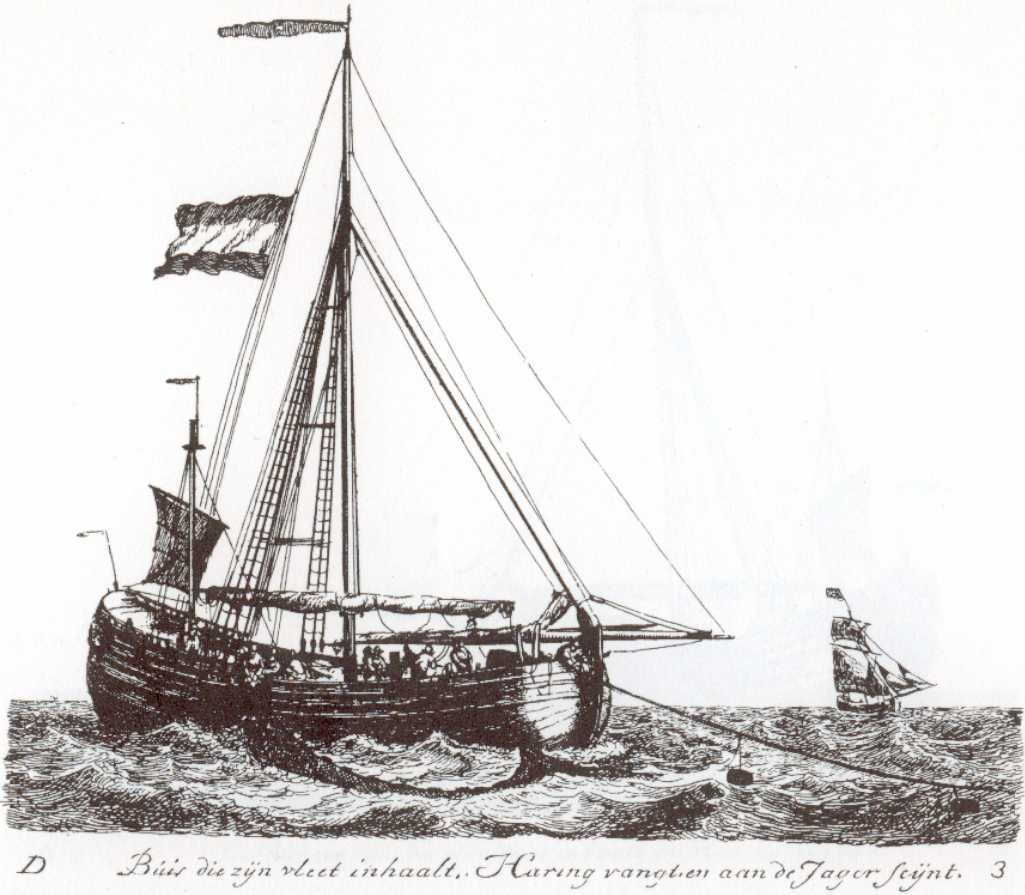
Herring buss néerlandais.

- Herring buss : type de voilier de pêche, généralement à deux-mâts, principalement utilisé par les pêcheurs néerlandais et flamands de hareng, du XVe au début du XIXe siècle.
- Herring drifters (voir : fifie).
- Herpe : pièce de bois recourbée soutenant la guibre.
- Heuse : piston en bois d'une pompe affectant la forme d'une boîte cylindrique, percée dans sa hauteur, et garnie d'une soupape qui laisse à l'eau un passage lorsqu'elle monte dans le corps de la pompe.
- Hiloire : élément d'architecture d'un navire, raidisseur du pont, ou bien barrage vertical tout autour du pont et de ses ouvertures (surbau).
- Hisser : manœuvre consistant à monter une voile.
- Houle : mouvement ondulatoire de la mer formé par une succession de vagues.Houlque médiévale.

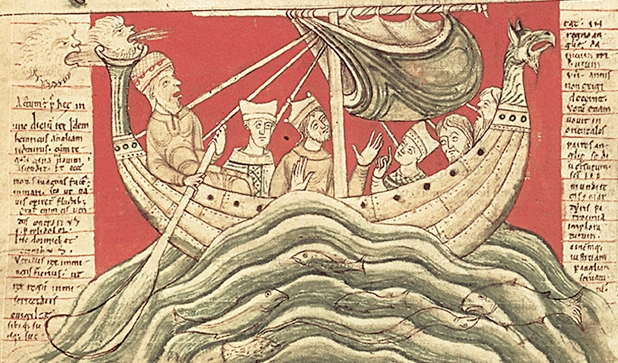
Houlque médiévale.

- Houlque : type de voilier médiéval du Nord de l'Europe, qui a précédé les caraques et caravelles.
- Hublot : petite ouverture vitrée ou non, percée dans la muraille d'un bateau, pour donner du jour et de l'air.
- Hune : plate-forme intermédiaire dans les mâts.

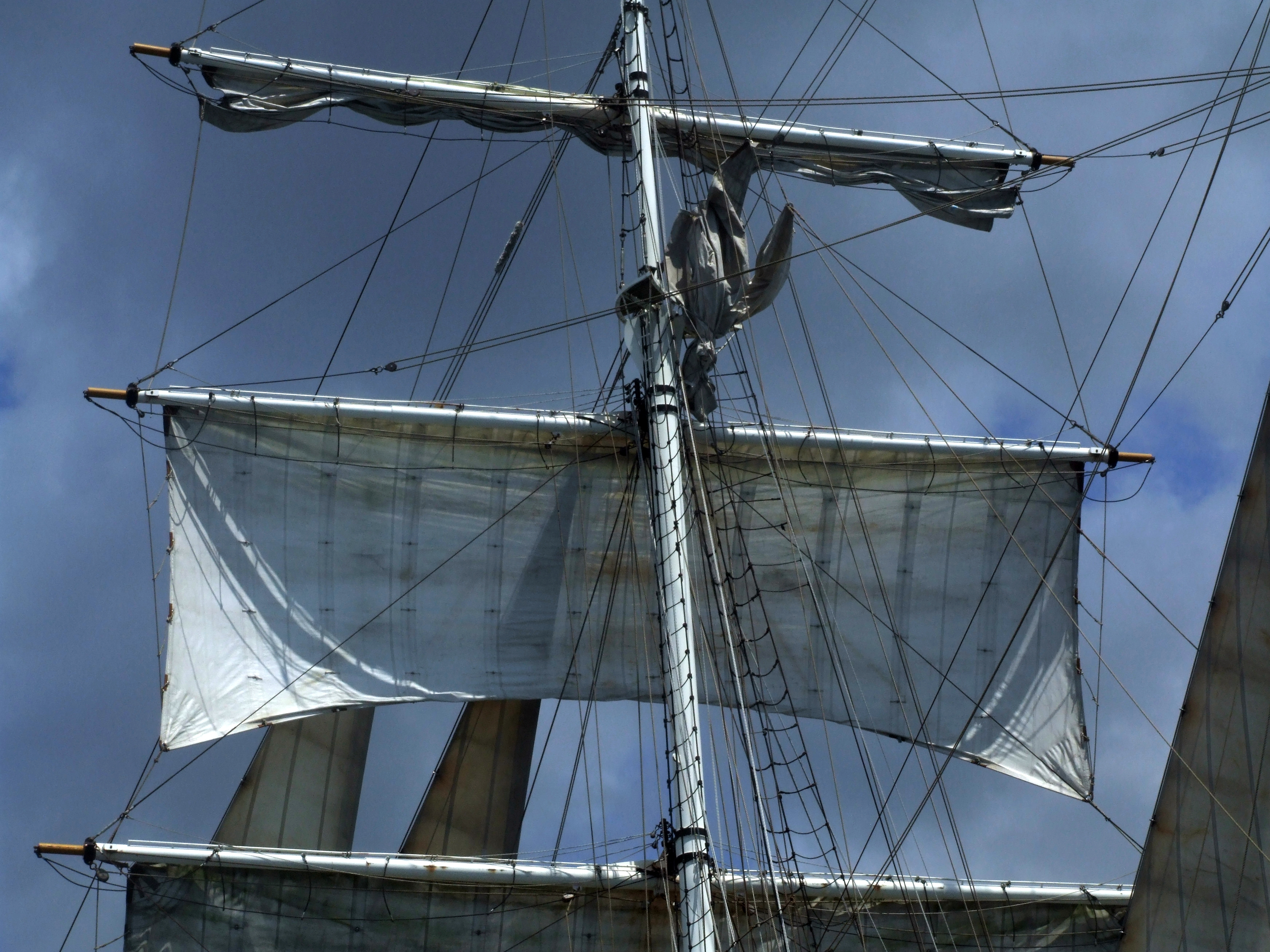
Hunier au-dessus d'une grand-voile.

- Hunier : voile carrée supérieure à la grand-voile qui se trouve sur le mât de hune.

## I
- Haut – A
- B
- C
- D
- E
- F
- G
- H
- I
- J
- K
- L
- M
- N
- O
- P
- Q
- R
- S
- T
- U
- V
- W
- X
- Y
- Z

- I ( - INDIA) : je viens sur bâbord.
- Îlot : superstructure d'un porte-avions ou d'un porte-aéronefs (porte-hélicoptères, par exemple) qui abrite la passerelle de commandement et fait office de tour de contrôle. La superstructure d'un sous-marin porte un autre nom, le kiosque.
- Indiaman : navire de type variable (galion, frégate, brick), affrété ou armé par la Compagnie anglaise des Indes orientales (HEIC pour « The Honourable East India Company ») ou la Compagnie néerlandaise des Indes orientales (VOC = Vereenigde Oostindische Compagnie).

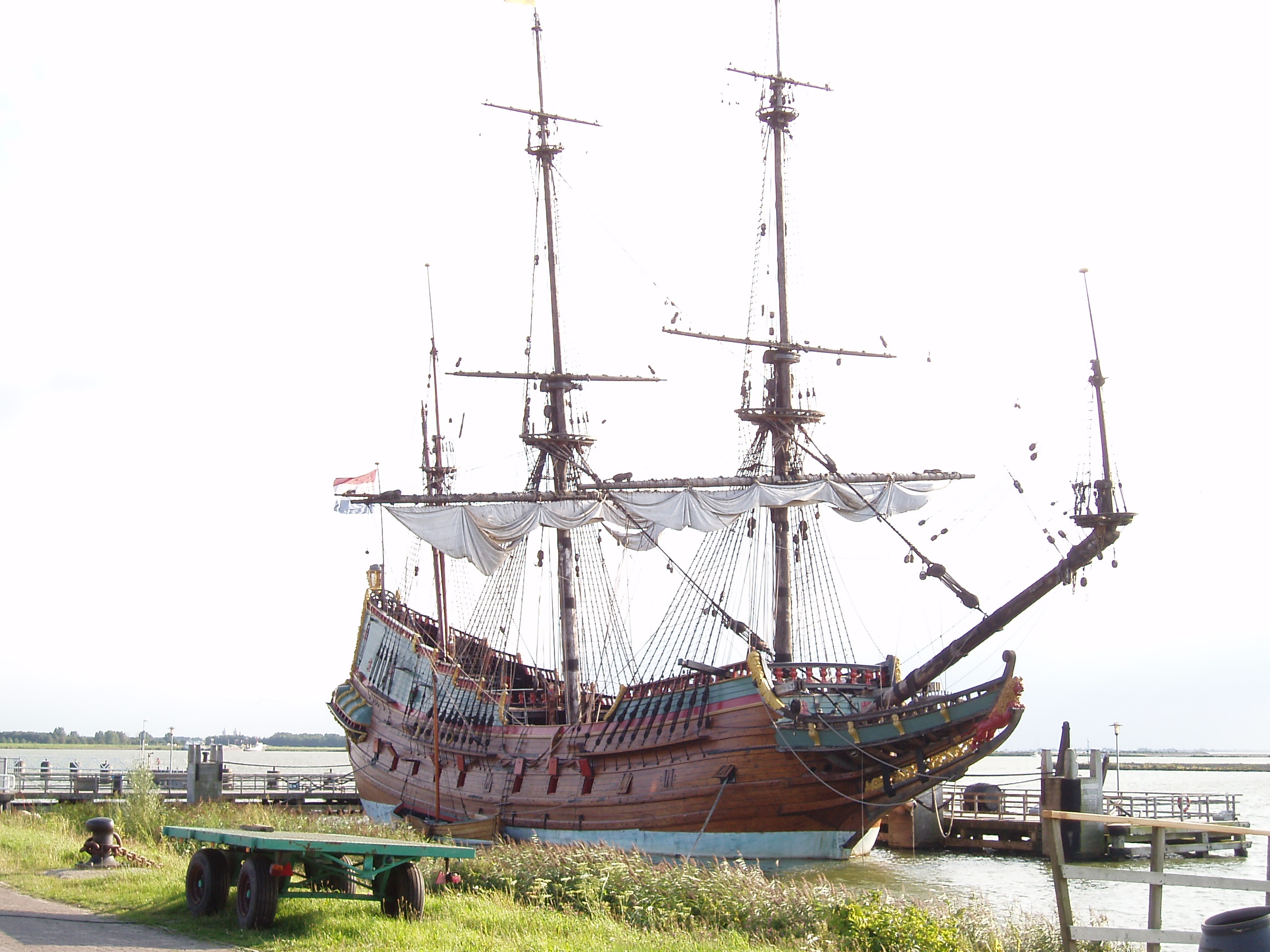
Réplique de l'Indiaman Batavia à Lelystad.

- Ingénieur d'armement : cadre technique d'un armement maritime dans une compagnie de transport maritime. Il fait partie du Service technique, dirigé par le Directeur technique.
- Ingénieur de l'armement : militaire qui exerce des fonctions de direction, de contrôle, d'inspection et de coordination dans toutes les activités relatives à l'armement.
- Ingénieur mécanicien (acronyme I.M.) : grade[réf. nécessaire] dans la marine militaire.
- Ingénieur mécanicien principal (acronyme I.M.P.) :  grade[réf. nécessaire] dans la marine militaire.
- Ingénieur naval : ingénieur responsable de la conception, de la fabrication ou de la maintenance des navires.
- Inspecteurs des affaires maritimes (IAM) : corps de fonctionnaires français qui a pour fonction de diriger et de contrôler l’action des fonctionnaires et des agents des services déconcentrés des affaires maritimes.
- Intrados : côté d'une voile placé face au vent (face concave).
- Itague : cordage servant à hisser.
- Itague de ris : cordage servant à prendre un ris.
- Italienne : voir bosse d’enrouleur
- Isobathe : ligne joignant des points d'égale profondeur.

## J
- Haut – A
- B
- C
- D
- E
- F
- G
- H
- I
- J
- K
- L
- M
- N
- O
- P
- Q
- R
- S
- T
- U
- V
- W
- X
- Y
- Z

- J ( - JULIET) : incendie à bord.
- Jambe-de-chien : nœud permettant de raccourcir un cordage sous tension, sans le couper.
- Jambette : prolongement des membres[pas clair] au-dessus du pont pour renforcer et maintenir un pavois.
- Jarlot (voir râblure).
- Jas d'ancre : pièces de bois à l'extrémité de la verge d'une ancre, conçue pour qu'une patte accroche le fond.
- Jauge : mesure d'une caractéristique d'un navire.

1. jauge brute, jauge nette : mesure de la capacité de transport d'un navire (ou : tonnage).
2. jauge de course : méthode de classement des bateaux de courses et de calcul du handicap sportif d'un voilier.

- Jaumière : ouverture dans la voûte d'un navire pour le passage de la mèche du gouvernail.
- Jetée : avancée pouvant servir de digue ou de point d'accostage.
- Joint d'about : joint entre deux planches ou deux tôles successives d'une virure.
- Joint de rive : joint entre deux virures contigües du bordé.
- Jottereau : pièce assemblée au mât, par paire, sur laquelle repose les élongis.
- Joue : partie arrondie de la coque d'un navire qui est comprise entre le mât de misaine et l'étrave.
- Jours de planche : délai prévu dans un affrètement pour le chargement et le déchargement du navire.Une paire de jumelles.
- Jumelles :

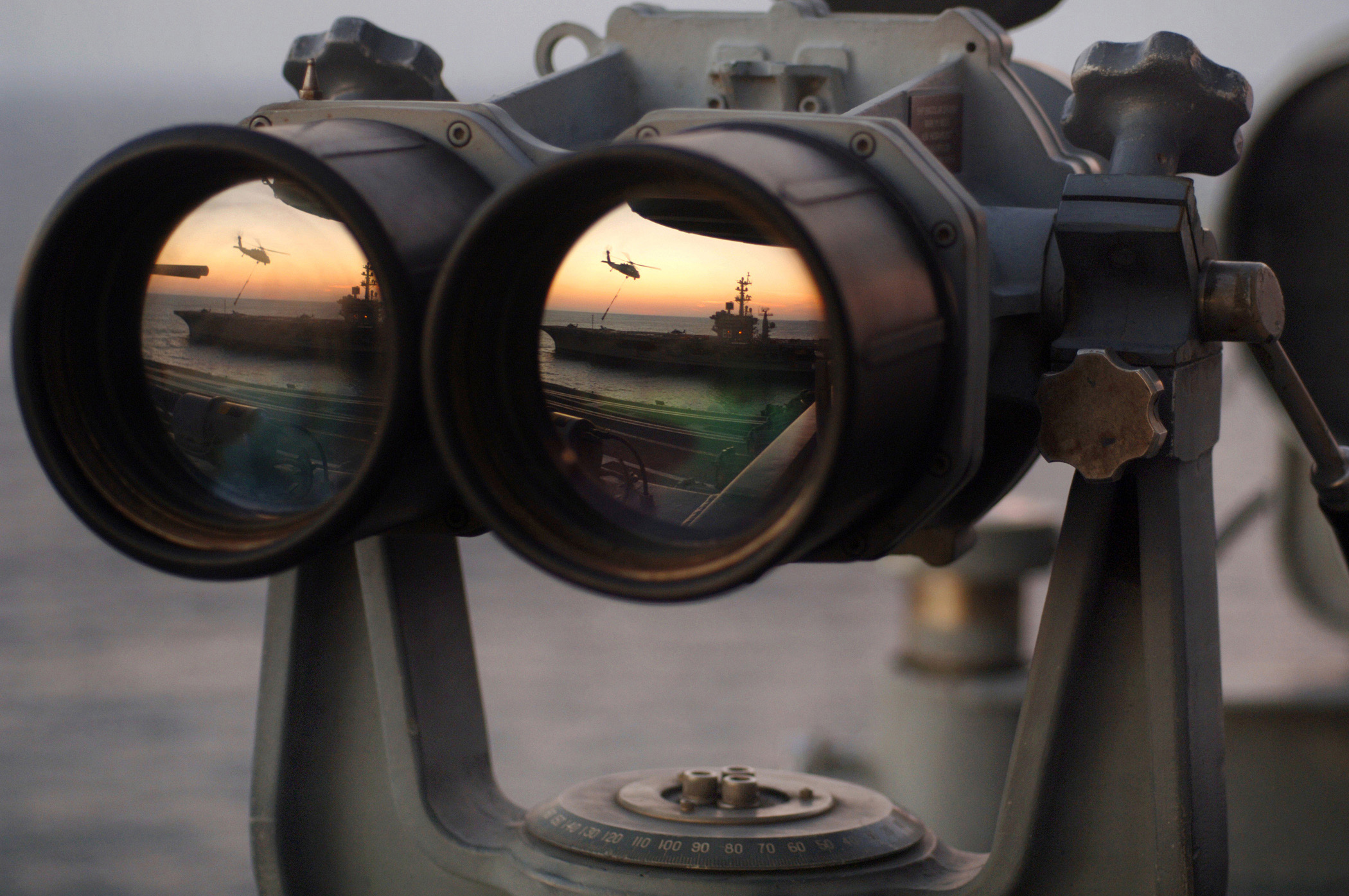
Une paire de jumelles.

1. dispositif optique binoculaire grossissant.
2. Synonyme de Clamp

- Jusant : période pendant laquelle la marée est descendante. C'est aussi le courant de marée descendante.
- Jumboïsation : technique de construction navale consistant à agrandir substantiellement la longueur d'un navire.

## K
- Haut – A
- B
- C
- D
- E
- F
- G
- H
- I
- J
- K
- L
- M
- N
- O
- P
- Q
- R
- S
- T
- U
- V
- W
- X
- Y
- Z

- K ( - KILO) : message radio en cours.Kaep.

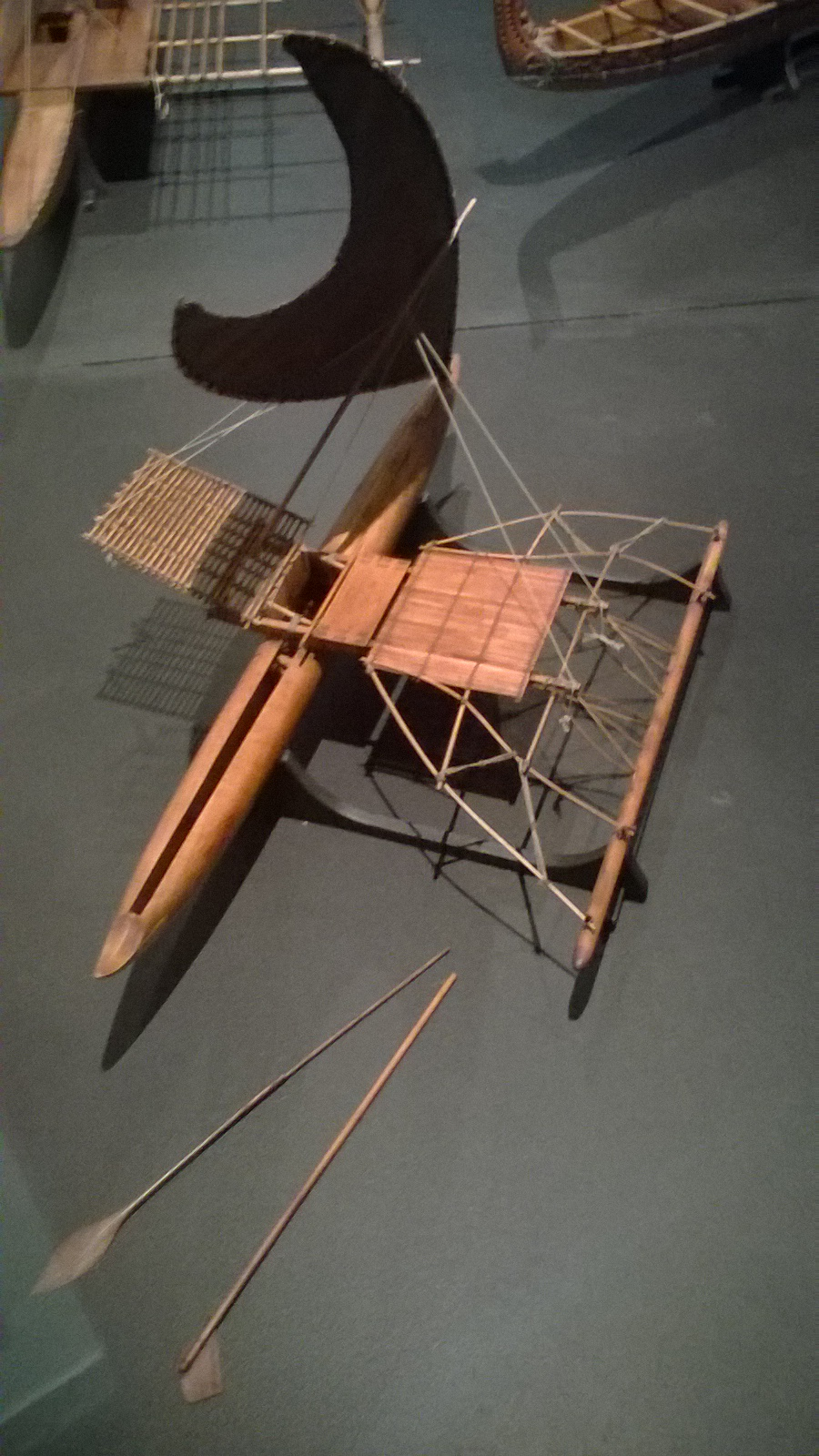
Kaep.

- Kaep : prao traditionnel à deux coques et deux extrémités, originaire de Palaos.Kakap Iranun à usage militaire.

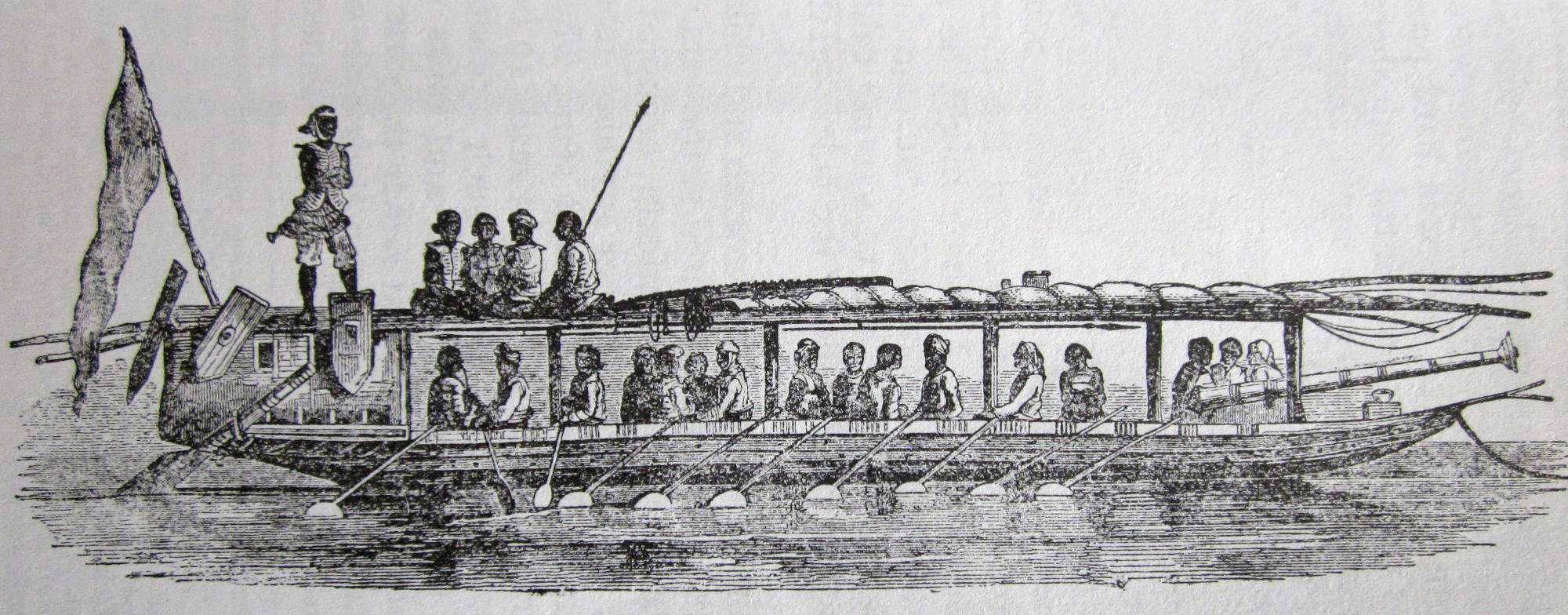
Kakap Iranun à usage militaire.

- Kakap (ou salisipan) : type de grande pirogue malaise traditionnelle à rames, parfois munie de balanciers, et pouvant être équipée d'une voile rectangulaire tanja sur un mât amovible.
- Kalia est un type de voilier des Iles Tonga à voiles austronésienne sur deux mâts, à deux coques, qui est l'adaptation d'un drua.
- Kekwaboda : type de pirogue à balancier traditionnelle et voile austronésienne, utilisé aux iles Trobriand sur la côte Est de Nouvelle-Guinée. C'est le plus petit type de pirogue des îles Trobriand, plus petit qu'un kemolu. Il est utilisé pour la pèche et pour des trajets limités en mer.
- Kemolu : type de pirogue à balancier traditionnel et voile austronésienne, utilisé aux iles Trobriand sur la côte Est de Nouvelle-Guinée. Ce petit voilier de taille comprise entre un kekwaboda et un ligataya est utilisé pour la pèche et pour des trajets limités en mer.

Ketch.

- Ketch : deux-mât dont le mât avant (grand mât) est plus grand que le mât arrière (mât d'artimon). L'artimon est positionné en avant de la mèche de safran, contrairement à un yawl ou l'artimon est positionné en arrière de la mèche de safran.
- Kiosque : superstructure d'un sous-marin. La superstructure d'un porte-avions porte un autre nom, l'îlot.
- Koch : type de navire ancien rencontré en Russie, naviguant dans les eaux arctiques.Un koff.

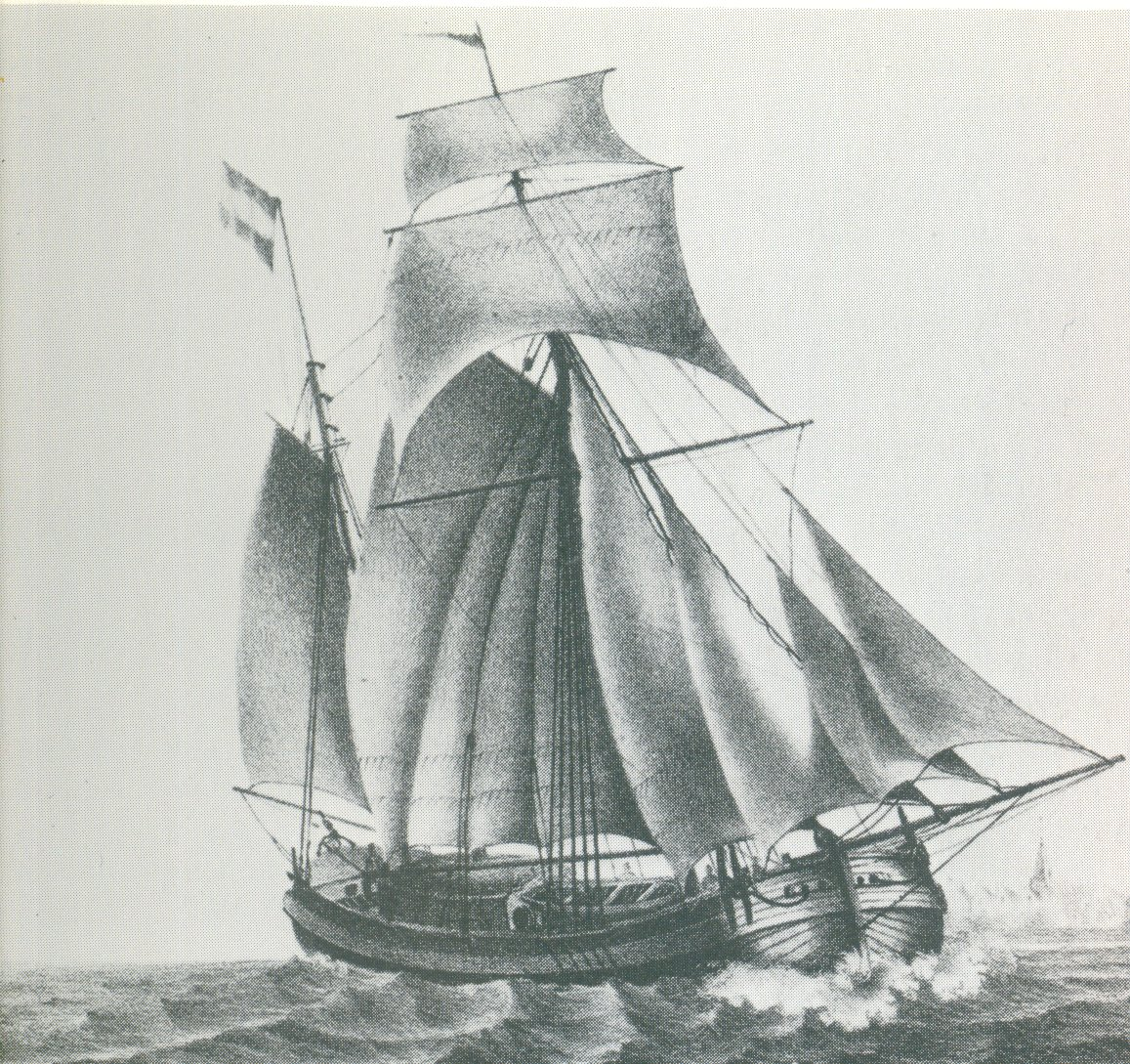
Un koff.

- Koff : type de voilier, grée en goélette à hunier, à bordage arqué et poupe arrondis, proche d'une flûte et d'une galiote. Il est très utilisé pour la navigation côtière au large de la Belgique, des Pays-Bas et de l’Allemagne aux XVIIIe et XIXe siècles.Réplique de kondura

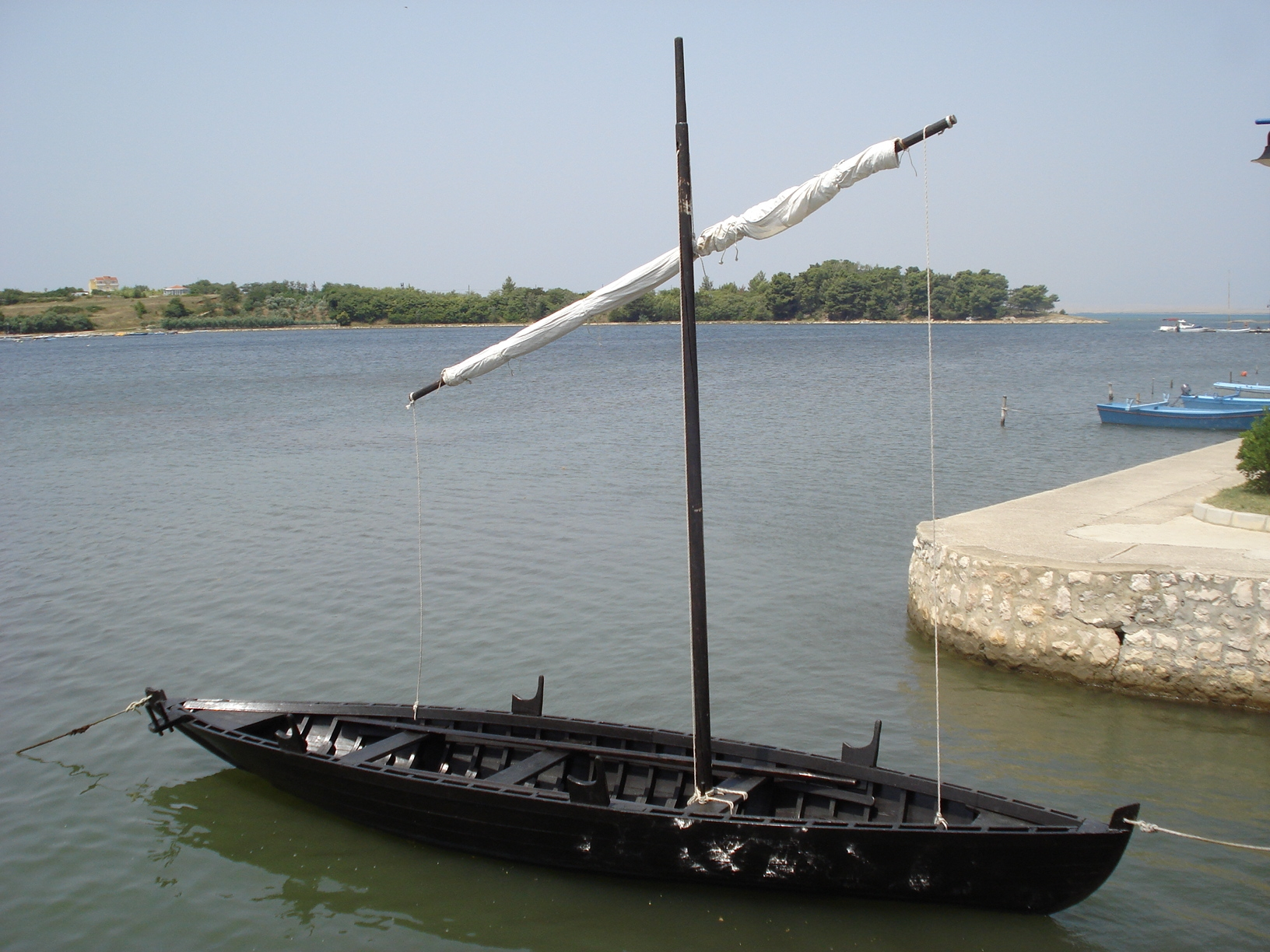
Réplique de kondura

- Kondura ou Condura : un type de voilier à rames de 7 à 8 m de long, utilisé sur la côte est de l'Adriatique à partir du Xe siècle.

## L
- Haut – A
- B
- C
- D
- E
- F
- G
- H
- I
- J
- K
- L
- M
- N
- O
- P
- Q
- R
- S
- T
- U
- V
- W
- X
- Y
- Z

- L ( - LIMA) : stoppez les machines.
- Laisse : espace laissé à découvert par la marée.
- Laize : largeur de bande de tissu de voile.Un lakana traditionnel.

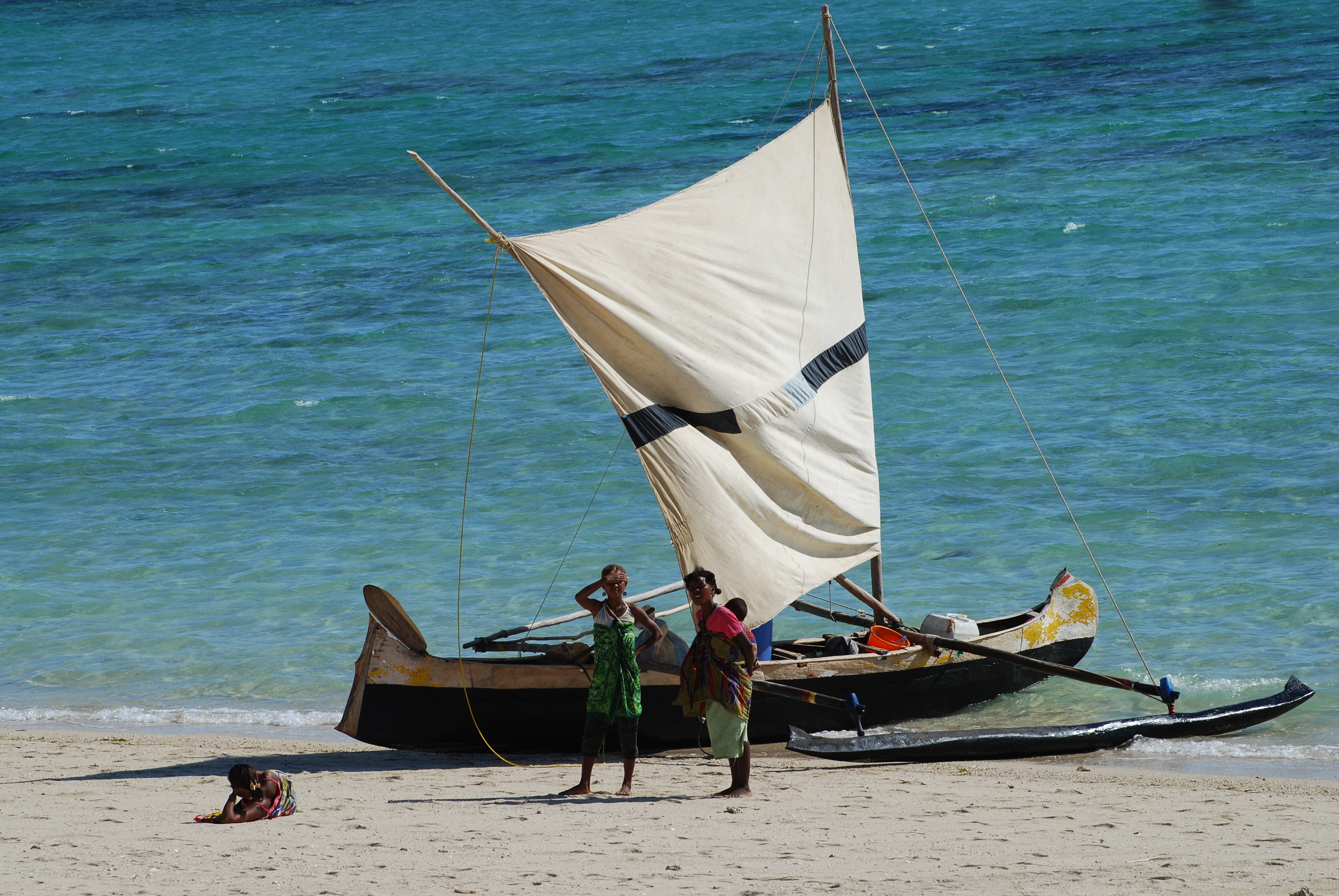
Un lakana traditionnel.

- Lakana, la'kana, laka ou vintana : type de pirogue à balancier traditionnel, à voile austronésienne, utilisé à Madagascar.Lakatoi actuel au festival Hiri Moale

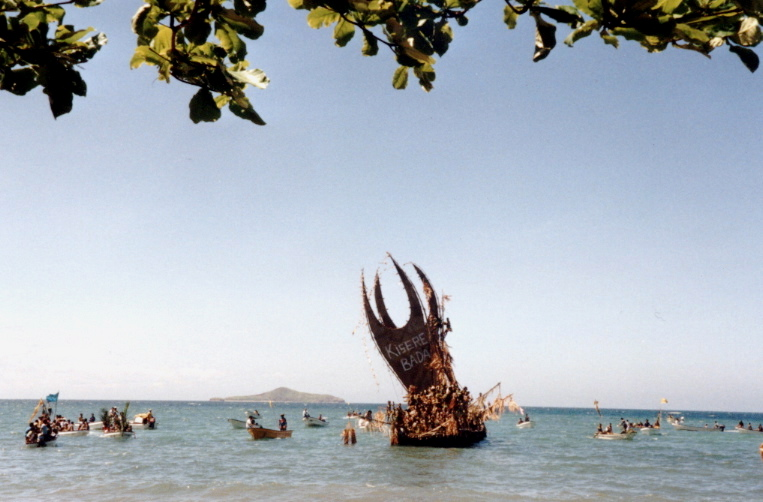
Lakatoi actuel au festival Hiri Moale

- Lakatoi ou lagatoi : type de grand voilier de Papouasie Nouvelle-Guinée, à deux coques et voiles austronésiennes sur deux mâts.
- Lamaneur : assistant à l'amarrage et l'appareillage des navires.
- Lame : vague qui s'étend en nappe à la surface de l'océan.Le lancement par l’arrière d’un vaisseau de ligne au XVIIIe siècle.

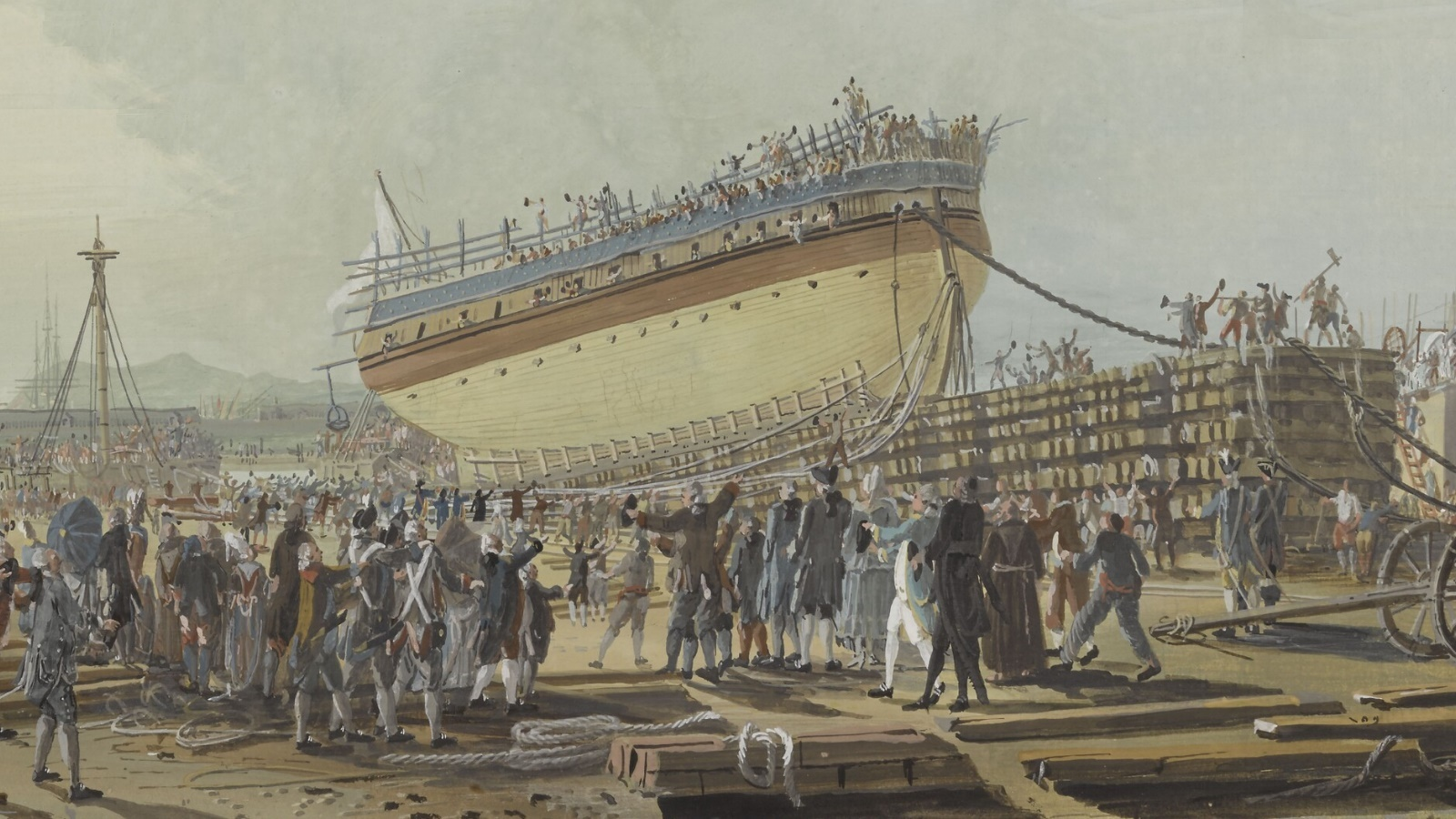
Le lancement par l’arrière d’un vaisseau de ligne au XVIIIe siècle.

- Lancement : mise à l’eau d’un bateau en le laissant glisser sur sa cale de construction.
- Laptot : matelot indigène, parfois piroguier, porteur ou docker, à l'ère de la colonisation française, principalement au Sénégal, ou dans d'autres ports africains.
- Large : la haute mer, en dehors des eaux côtières.
- Largue : allure à laquelle le vent arrive par le travers du bateau.
- Larguer : lâcher ou détendre un cordage.
- Latitude : valeur angulaire, positionnement d'un point sur Terre, au nord ou au sud de l'équateur.
- Lattes : pièces rigides, enfilées dans des fourreaux pour améliorer le profil d'une voile, le plus souvent une grand-voile, ou un foc (foc latté), une misaine ou une voile d'artimon[16].
- Lest : ensemble des poids arrimés dans le fond des embarcations. Il peut être constitué aussi d'eau de mer embarquée dans des ballasts.
- Lège (à) : se dit d'un navire sans lest et sans cargaison. Son poids est celui de la seule coque avec ses accessoires (voiles, gouvernail, accastillage).
- Levant :

1. orient ;
2. (vieux) la Méditerranée, par opposition à l’Océan (Flotte du Levant).

- Levée :

1. prolongement du fond d'une embarcation à fond plat sur l'avant avec une courbure vers le haut, lui permettant d'aborder frontalement une berge ou un quai en pente ;
2. digue construite parallèlement à un cours d'eau.

- Lieue marine : 1/20e du degré d'un grand cercle terrestre, soit trois milles marins ou 5,556 km.
- Lieutenant de vaisseau (acronyme L. V.) : grade d'officier dans la marine militaire française.
- Ligataya ou kalipoulo : type de pirogue à balancier traditionnel et à voile austronésienne, utilisé aux iles Trobriand sur la côte Est de Nouvelle-Guinée.
- Ligne d'eau : ligne représentant une coupe de la carène par un plan horizontal (voir Plan de formes).
- Ligne de charge : symboles peints ou soudés sur les flancs d'un navire indiquant la hauteur maximale de la ligne de flottaison suivant la charge.
- Ligne de flottaison : ligne qui sépare la partie immergée de la coque d'un navire (œuvres vives) de celle qui est émergée (œuvres mortes).
- Ligne de mouillage : ensemble du matériel permettant de mouiller : ancre, chaîne, bosses.
- Ligne de vie : dispositif de sécurité utilisé en voile, permettant à l’utilisateur de s’attacher au bateau afin de réduire les risques de chutes en mer.
- Lisse : raidisseur longitudinal du bordé ou du fond d'un navire.
- Liure : lien formé de plusieurs tours de corde qui joignent deux pièces de bois ensemble (liure de beaupré).
- Livarde : espar pour tendre une voile en diagonale.
- Livet : intersection entre le pont principal d'un bateau et la coque.
- Loch : instrument de navigation mesurant la vitesse d'un navire.
- Lof :

1. moitié du navire au vent ;
2. par extension, action par laquelle un voilier se rapproche du lit du vent ;
3. virer lof pour lof : virement de bord fait en passant par l'allure de vent arrière.

- Long cours : navigation en haute mer, sur de longues distances.
- Longrine : terme générique pour désigner une partie longitudinale.
- Longueur, largeur & tirant d'eau : voir Dimensions d'un navire.
- Longitude : valeur angulaire, positionnement est-ouest d'un point sur Terre.Schéma du louvoyage.
- Louvoyer :

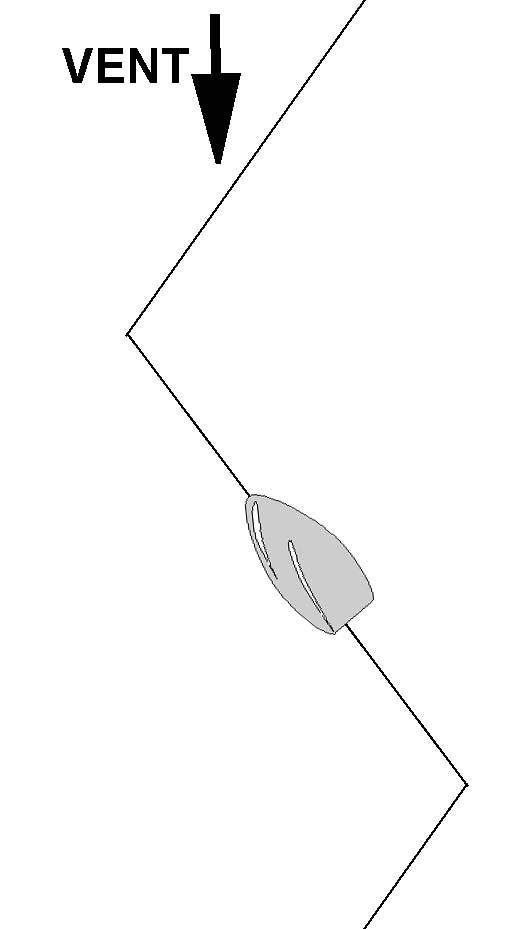
Schéma du louvoyage.

1. Manœuvre d'un voilier à voiles auriques ou gréement bermudien pour remonter le vent en traçant des zigzags, en changeant simultanément de bord. L'action opposée qui consiste à zigzaguer dos au vent s'appelle le virement lof pour lof.
2. En argot marin : Agir ou parler par détour, sans aller au but.Cordages soigneusement lovés.

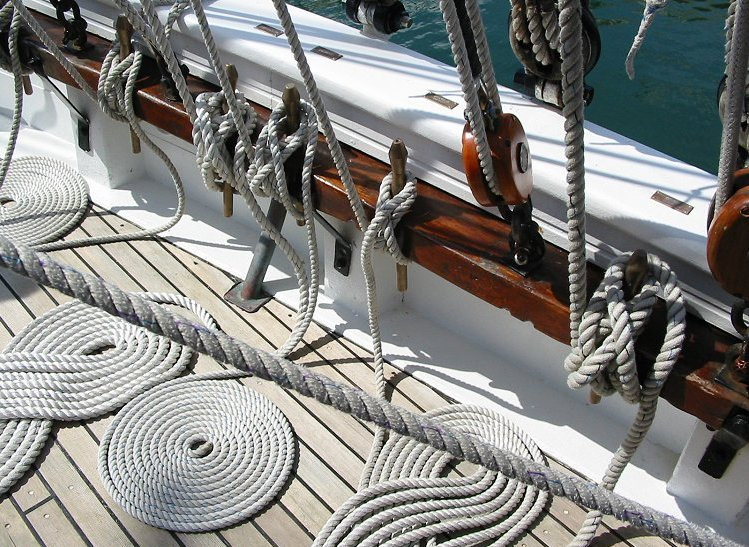
Cordages soigneusement lovés.

- Lover : enrouler un câble ou un cordage.
- Loxodromie : une courbe qui coupe les méridiens d'une sphère sous un angle constant. C'est la trajectoire suivie par un navire qui suit un cap constant (voir : orthodromie).
- L. V. : abréviation pour "lieutenant de vaisseau", grade d'officier dans la marine militaire française.

## M
- Haut – A
- B
- C
- D
- E
- F
- G
- H
- I
- J
- K
- L
- M
- N
- O
- P
- Q
- R
- S
- T
- U
- V
- W
- X
- Y
- Z

- M ( - MIKE) : navire stoppé qui n'a plus d'erre.

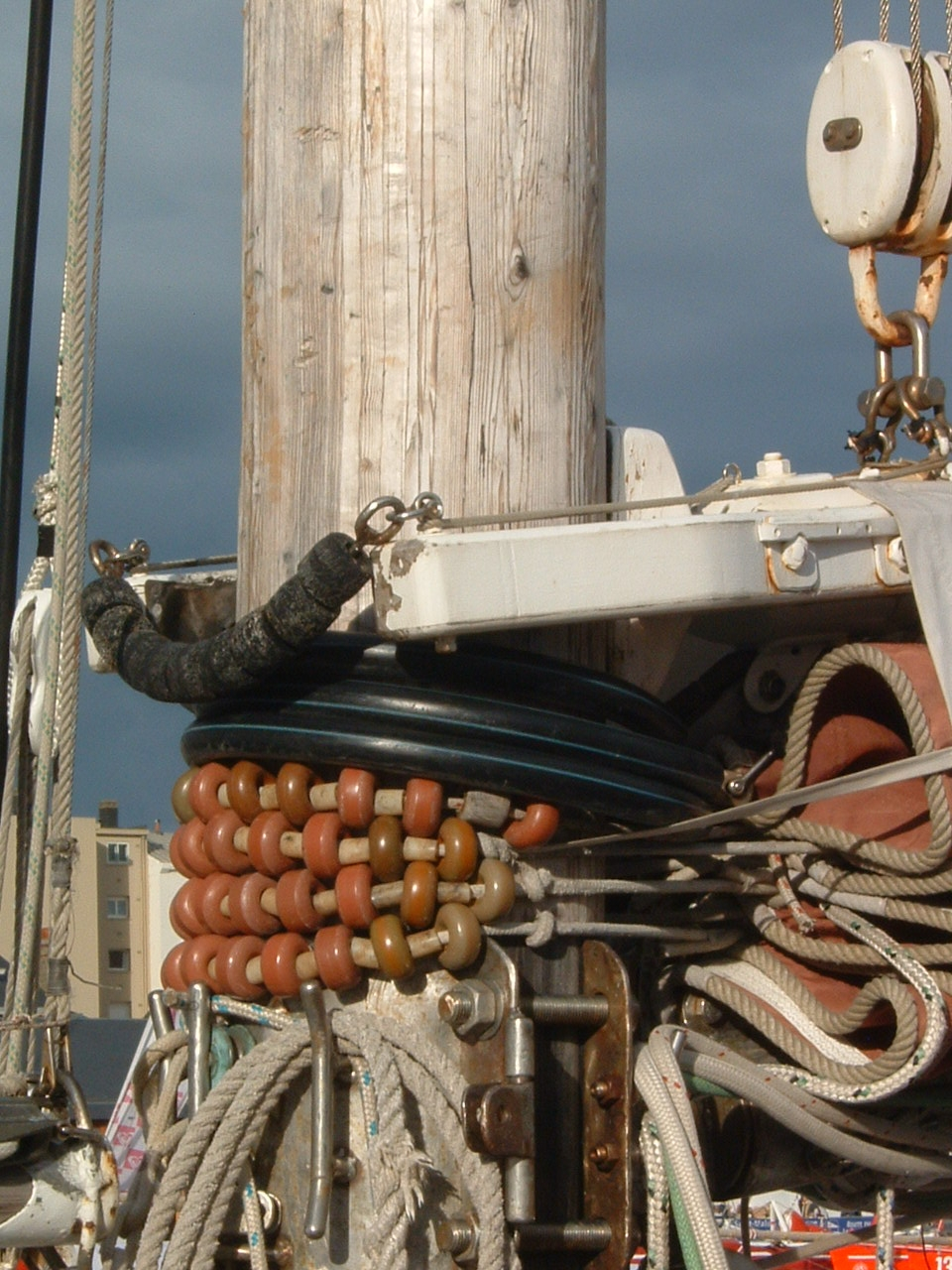
Mâchoire de corne.

- Mâchoire de bôme : fourche à l'extrémité d'une bôme, qui prend appui sur le mât.
- Maïence ou Mayence : cuisine de bord ou sont préparés et distribués les repas.
- Maille :

1. élément de bordé délimité par deux membrures successives ;
2. élément de base d'une chaîne ;
3. espace entre les nœuds d'un filet de pêche.

- Maille d'étalingure : maille d'accrochage de la chaîne au fond du puits.
- Maillon : longueur de chaîne (ligne de mouillage), qui mesure quinze brasses soit 27,50 m.
- Maistrance : corps des sous-officiers (officiers mariniers) de la Marine Nationale française.
- Maître :

1. grade de sous-officier (officier marinier) dans la Marine Nationale française ;
2. marin breveté.

- Maître-chargé : officier marinier dont le rôle (la charge) est de faire respecter sur un navire les consignes concernant le matériel, d'en tenir l’inventaire et de savoir où il est entreposé.
- Maître-couple : dimensions de surface transversale d'un navire dans sa plus grande section.
- Maître coq : cuisinier à bord d'un navire ayant un grade de sous-officier ou d'officier marinier.
- Maître d'équipage : voir bosco.
- Maître de manœuvre : voir Manœuvre et Bosco.
- Major général de la Marine (acronyme M.G.M.) : adjoint du chef d'état-major de la Marine, dans la Marine militaire française.
- Majorité générale (acronyme M.G.) :  lieu ou exerce le Major général.
- Manifeste : récapitulatif détaillé de toutes les marchandises de la cargaison.
- Manille : pièce d'accastillage constituée d'un anneau fermé par un axe amovible.
- Manœuvre :

1. action de gouverner, de conduire un bateau, de régler ses mouvements, de le faire évoluer soit pour la route, soit pour le combat ;
2. cordage destiné à manier une voile ou à rendre d'autres services sur un bateau ;
3. manœuvres courantes : cordages mobiles qui servent à tout moment pour manœuvrer ;
4. manœuvres dormantes : cordages fixes dont on ne fait usage que rarement.Mantelet de sabord.

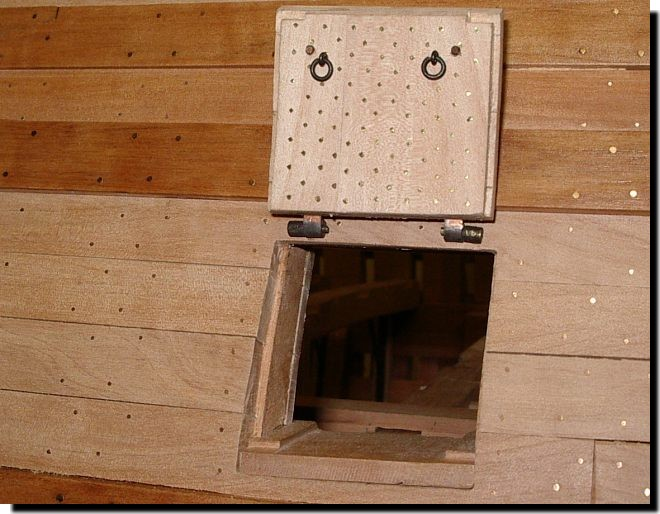
Mantelet de sabord.

- Mantelet : volet permettant d'obturer un hublot ou un sabord.Gabiers utilisant le marchepied pour ferler une voile.

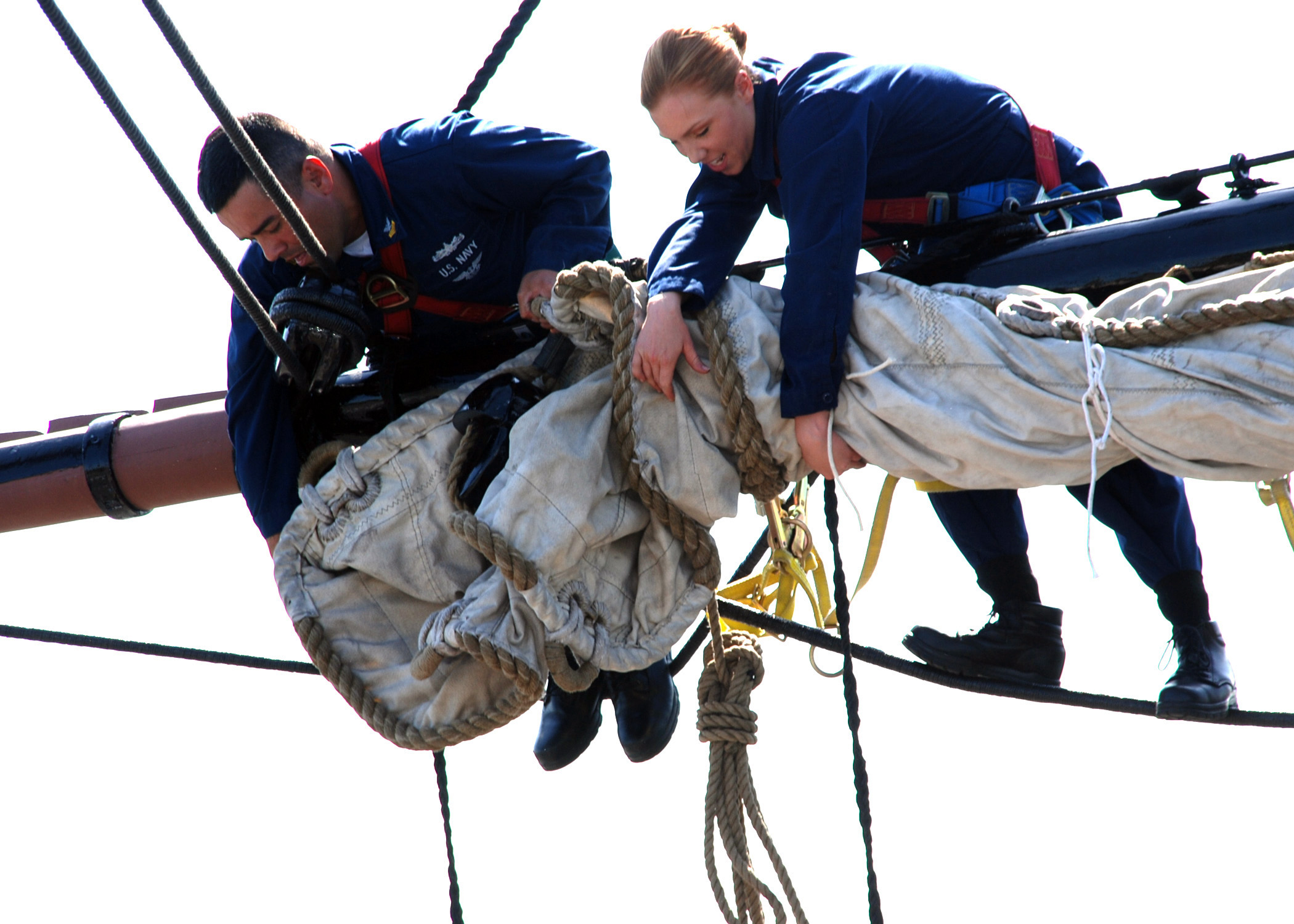
Gabiers utilisant le marchepied pour ferler une voile.

- Marchepied : cordage tendu sous une vergue et sur lequel évoluent les marins.
- Mareyage (mareyeur) : métier consistant à acheter du poisson en gros sur les côtes, à les apprêter, les conditionner, les transporter et à les revendre à un grossiste ou à un commerçant de détail.
- Margat : surnom donné au personnel du service "Direction du Port", dans les arsenaux.
- Margouillet : anneau en bois à gorge, entouré d'un cordage (la queue), servant de conduit à un cordage.
- Marnage : différence de hauteur entre le niveau de la marée haute et celui de la basse mer.
- Marie-salope : désigne un chaland non motorisé destiné à recevoir les vases et sables extraits par dragage. Dans les ports militaires, sert également à la collecte des ordures des bâtiments amarrés en rade.
- Marin (adjectif) : se dit d'un navire qui tient bien la haute mer par opposition à des bâtiments contraints de rester en zone côtière.
- Marin (profession) : professionnel naviguant en mer.
- Marine nationale (France) : Marine militaire française.
- Marinier :
  - Voir batelier ;
  - Officier marinier : sous-officier dans la marine de guerre, au-dessus du marin, en dessous de l'officier. S'emploie aussi dans la marine marchande.
- Marocain (ou maroquin) : cordage tendu entre le haut du mât de misaine et le haut du grand-mât.
- Marquise (voile) : plus haute voile d'étai arrière d'un grand voilier (trois-mâts et plus), située au-dessus du foc d'artimon entre le grand-mât et le mât d'artimon.
- Marsouin :

1. forte défense à l'avant d'un remorqueur ;
2. surnom donné aux militaires des Troupes de marine (les fusiliers marins sont, eux, surnommés des saccos) ;
3. Marsouin : type de dériveur à voile et aviron construit à 150 exemplaires à partir de 1937 par Jean Boutin à Saint-Brieuc.

- Martingale : cordage maintenant par-dessous le bout-dehors de beaupré ou de clinfoc, pour équilibrer la tension des étais.Proue d'un canoë des Iles Trobriand (masawa), en bois sculpté, datant du début du XXe siècle.

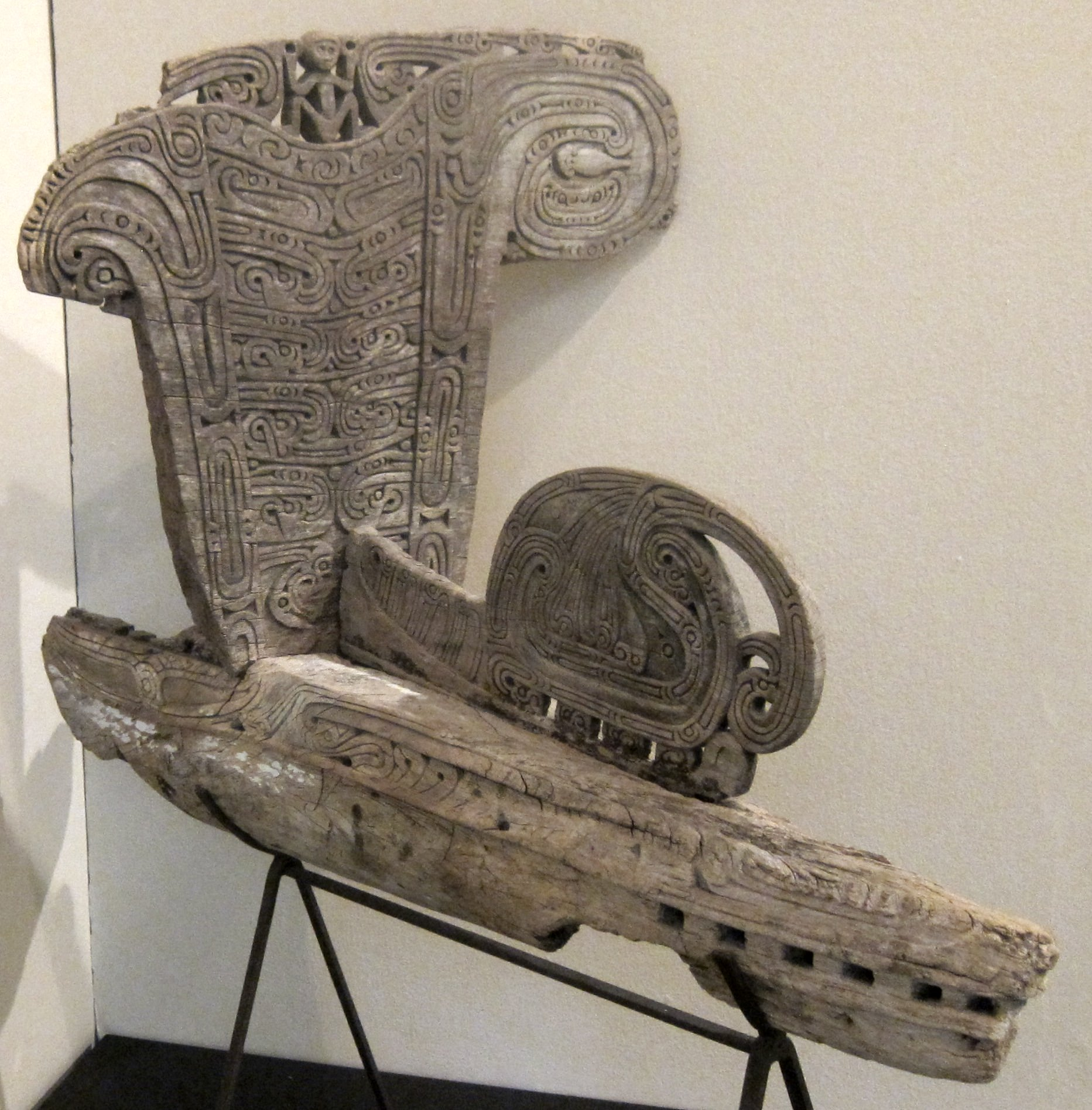
Proue d'un canoë des Iles Trobriand (masawa), en bois sculpté, datant du début du XXe siècle.

- Masawa : type de grande pirogue à balancier traditionnel, utilisé aux iles Trobriand sur la côte Est de Nouvelle-Guinée et voile austronésienne de forme triangulaire ou en arc de cercle. Elle représente un sous-type de waga utilisé pour la kula, un voyage commercial traditionnel.Un masula en 1848.

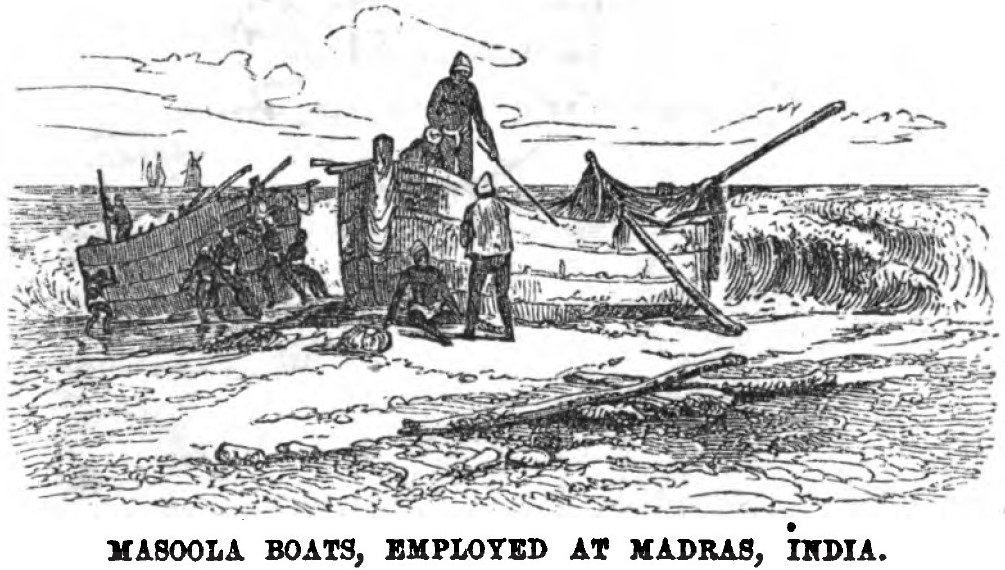
Un masula en 1848.

- Masula : type de bateau cousu traditionnel, à rames, utilisé sur la côte de Madras en Inde, pour la pêche et pour le transbordement de marchandise.
- Massif : structure supérieure d'un sous-marin ou superstructure (kiosque).
- Massif d'étambot : pièce de renfort à la liaison de la quille et de l'étambot.
- Mât : pièce du gréement dormant d'un voilier (espar), généralement verticale, servant à soutenir les pièces nécessaire à la propulsion par le vent : voiles, vergues, bôme, étai.
- Mât (Grand-mât) : voir Grand-mât.
- Mât d'artimon : mât à l'arrière du grand-mât, par exemple, sur un trois-mâts ou un ketch, c'est le mât arrière.Beaupré de l'Hermione.

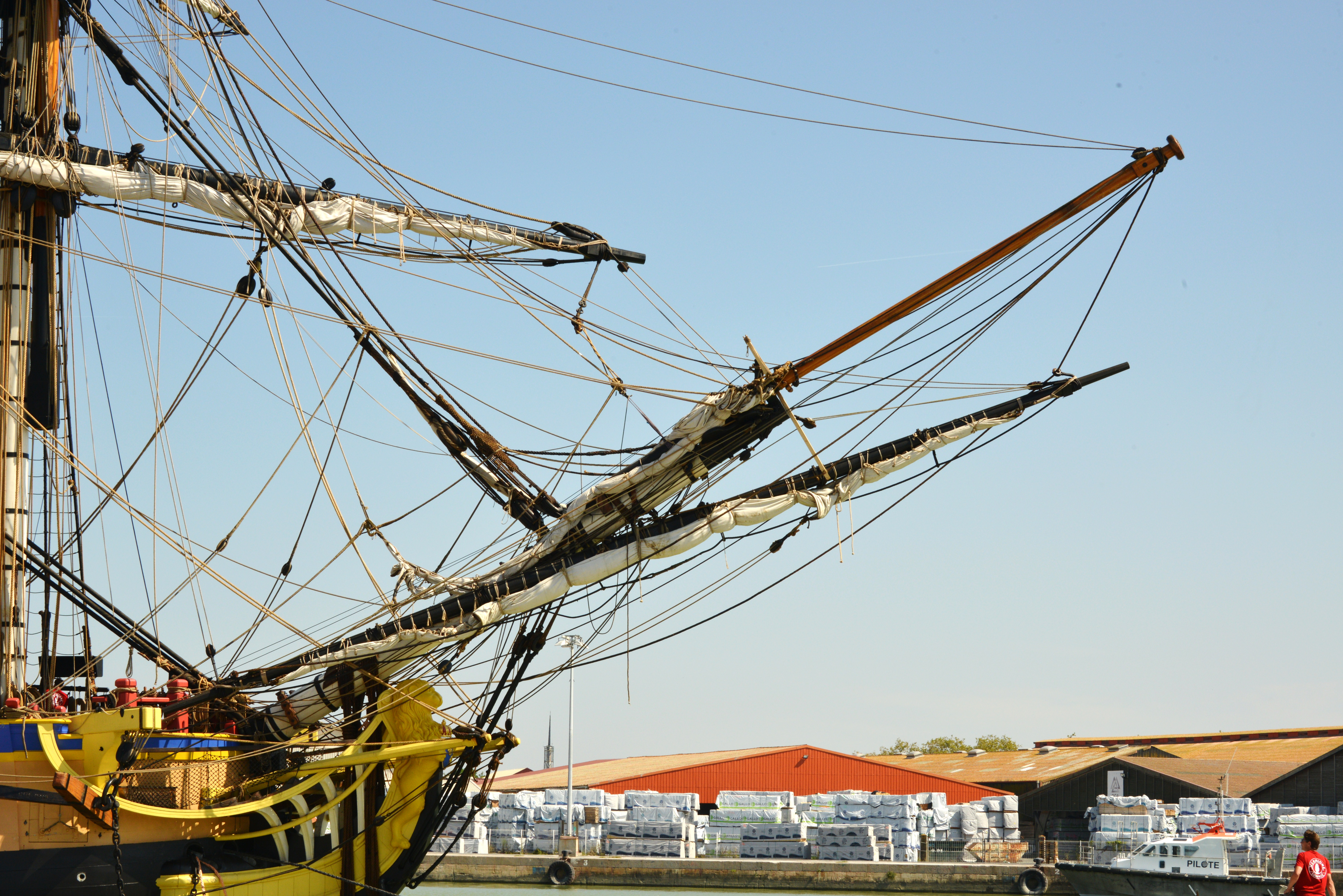
Beaupré de l'Hermione.

- Mât de beaupré : mât fortement incliné vers l'avant à la proue d'un navire, servant de clé de mâture d'un voilier (il soutient les étais du mât avant et des focs, parfois porte une civadière ou un mâtereau).
- Mât de charge : mât et système utilisé pour le déplacement, le chargement ou le déchargement de certaines marchandises sur un navire.Mât de hune.

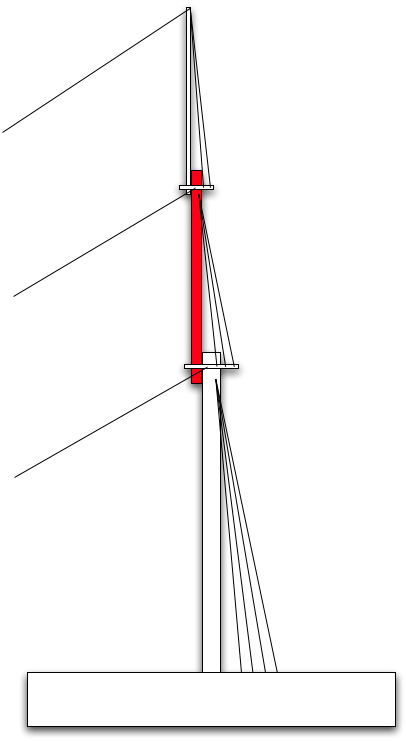
Mât de hune.

- Mât de hune : portion d'un mât composite entre le tronc basal d'un mât et le mât de perroquet. Il porte à base un plateau appelé hune et à son sommet une vergue et les huniers (voile carrées). Yole équipé d'un mât de tapecul (à l'arriere).

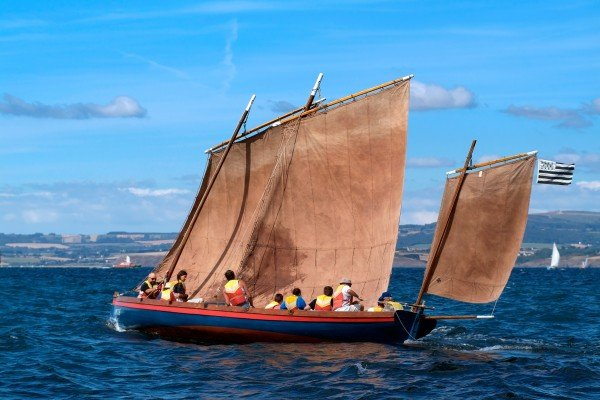
Yole équipé d'un mât de tapecul (à l'arriere)

- Mât de misaine : mât à l'avant du grand-mât, par exemple, sur un trois-mâts, un brick ou une goélette c'est le mât avant.
- Mât de perroquet : portion d'un mât composite au-dessus d'un mât de hune. Il a son sommet une vergue et les perroquets (voile carrées).
- Mât de tapecul : petit mât portant une voile de tapecul, situé très en arrière du navire (en arrière de l'étambot ce qui le distingue d'un mât d'artimon). La voile qui est portée a une fonction de manœuvrabilité et d'équilibrage.
- Mâtereau : petit mât vertical monté sur un beaupré à l'avant de certains types de navires anciens (caraque, galions).
- Mâture :

1. ensemble des mâts d'un bâtiment ;
2. bois propre à faire des mâts ;
3. art de mâter les bâtiments ;
4. atelier et les magasins établis pour confectionner, réparer, conserver les mâts et les bois de mâture.

- Matelot :

1. distinction au sein de nombreuses marines ;
2. homme d'équipage dans la Marine marchande.

- Matelotage : techniques du travail de matelot sur un navire.
- Mèche de gouvernail : axe de rotation vertical du gouvernail.
- Membre : partie de la membrure depuis la quille jusqu'au pont.Membrures d'un navire de pêche en construction.

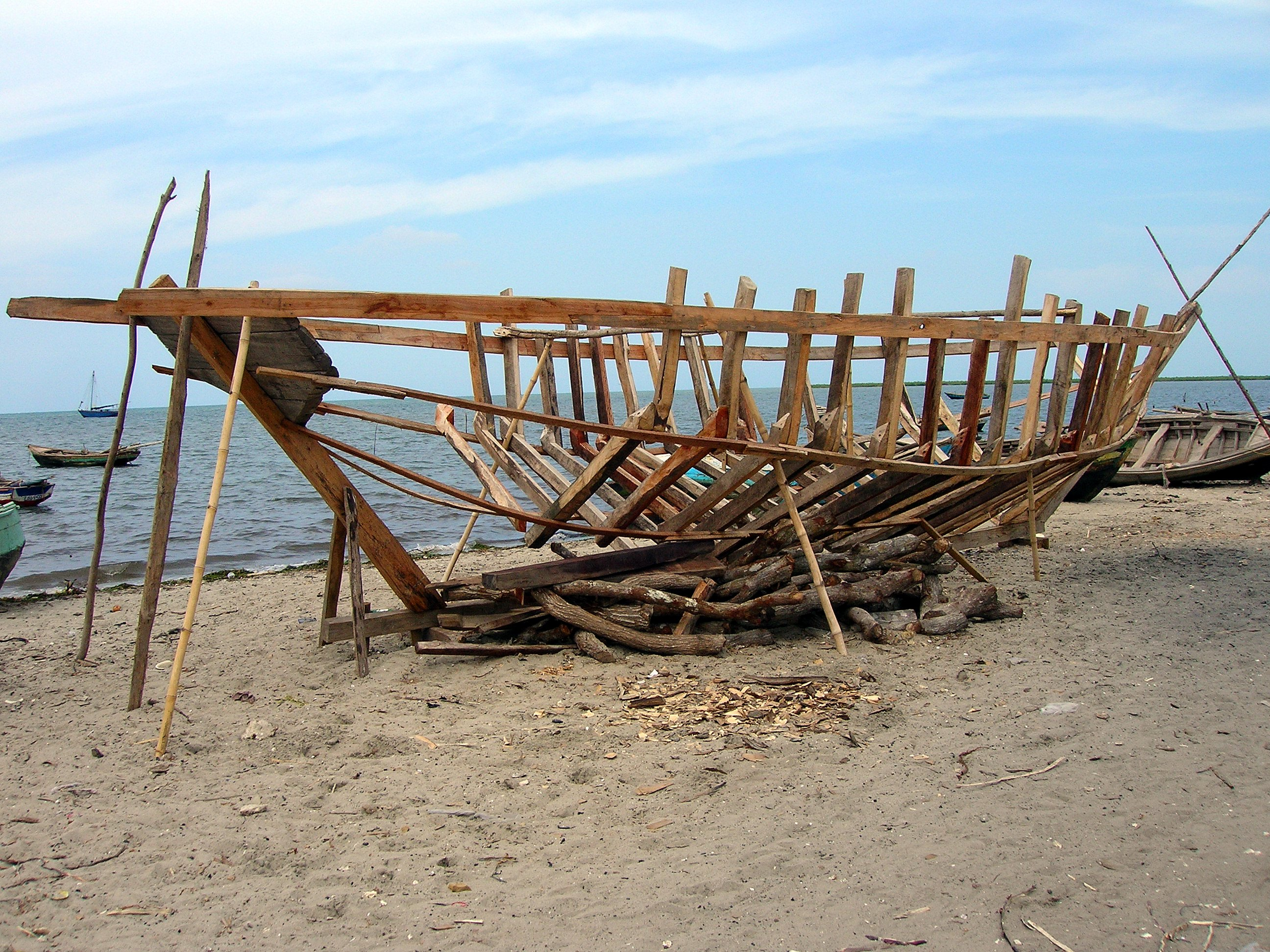
Membrures d'un navire de pêche en construction

- Membrure : assemblage de pièces dont l'ensemble constitue l'ossature de la coque sur laquelle est fixé le revêtement extérieur, appelé bordé ou bordage.
- Méridien : grand cercle imaginaire sur le globe terrestre passant par les pôles.
- Mer intérieure : mer fortement enclavée à l'intérieur des terres.
- Mersey flat : type de bateau fluvial et maritime côtier à fond plat, à un ou deux mâts portant des voiles auriques, utilisée dans le nord-Ouest de l'Angleterre et le nord du Pays de Galles, principalement au XVIIIe et XIXe siècles. Une version plus grande s'appelle weaver flat.
- Mesolaki : type de grande pirogue à balancier traditionnel, utilisé aux iles Trobriand sur la côte Est de Nouvelle-Guinée, à voile austronésienne, de taille intermédiaire entre un masawa et un nagega.
- Métacentre : point caractéristique d'une flottaison. Si le centre de gravité du navire se trouve plus haut que le métacentre, ce navire est instable et chavire (voir Équilibre du navire).
- Mille marin ou Mille Nautique : distance correspondant à 1 852 mètres (environ 1' d'arc de méridien).
- Minot : sorte de bout-dehors servant à porter l'amure de misaine vers l'avant.
- Misaine :

1. Mât de misaine : mât placé à l'avant d'un voilier, devant le grand-mât sur un bateau possédant plus d'un mât ;
2. Midship : Aspirant ou enseigne de vaisseau de seconde classe dans la marine militaire française[17].
3. Misaine ou voile de misaine : plus grande voile de ce mât (à sa base).

- Môle : synonyme de brise-lames.Moliceiro.

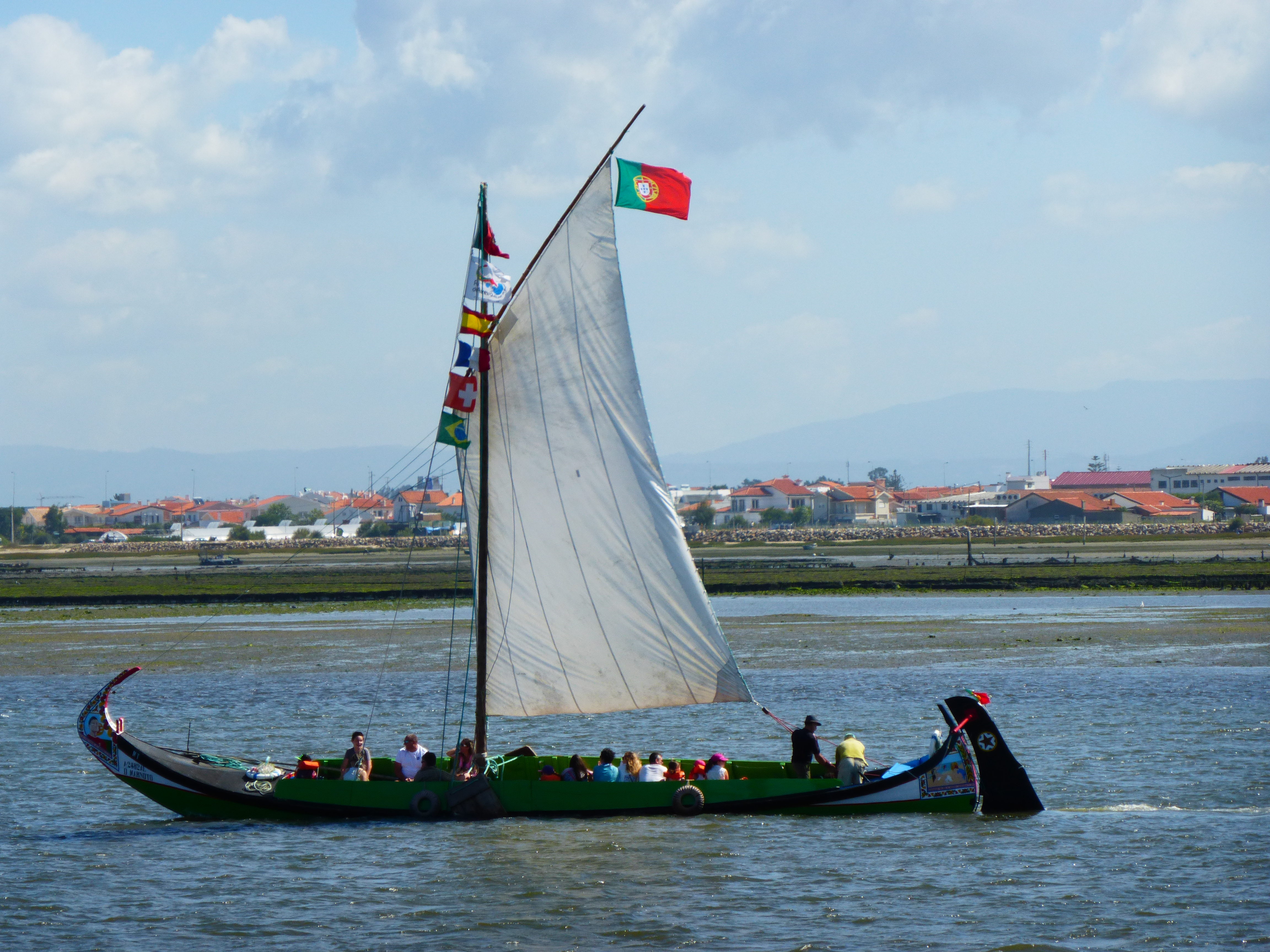
Moliceiro.

- Moliceiro : type de bateau traditionnel de la Ria d’Aveiro au Portugal, à un mât.
- Moque :

1. poulie sans réa, sorte de margouillet allongé ;
2. récipient, pot et plus spécifiquement une grande tasse cylindrique avec anse (le 'mug' des anglo-saxons).

- Mouillage :

1. abri côtier sûr pour un navire ;
2. matériel utilisé pour mouiller ;
3. manœuvre pour mouiller sur ancre ou sur coffre.Le mourre de pouar Galineto

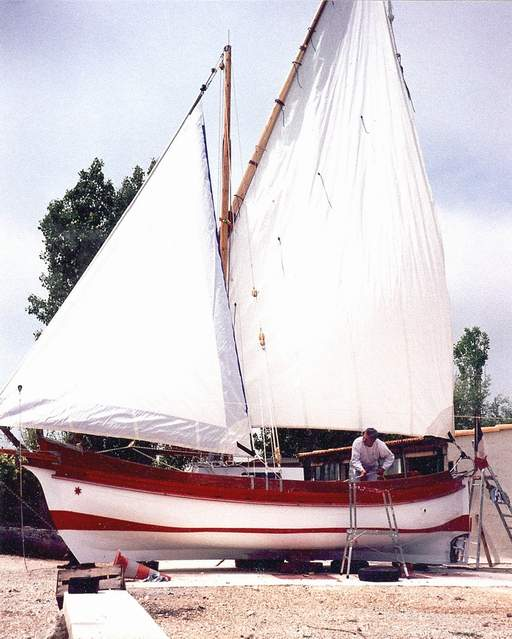
Le mourre de pouar Galineto

- Mourre de pouar : barque de pêche traditionnelle à voile et à fond plat, utilisée en Méditerranée de Toulon à Sète. Ces voiliers sont similaires aux pointus et aux barquettes marseillaises, avec une taille plus grande.

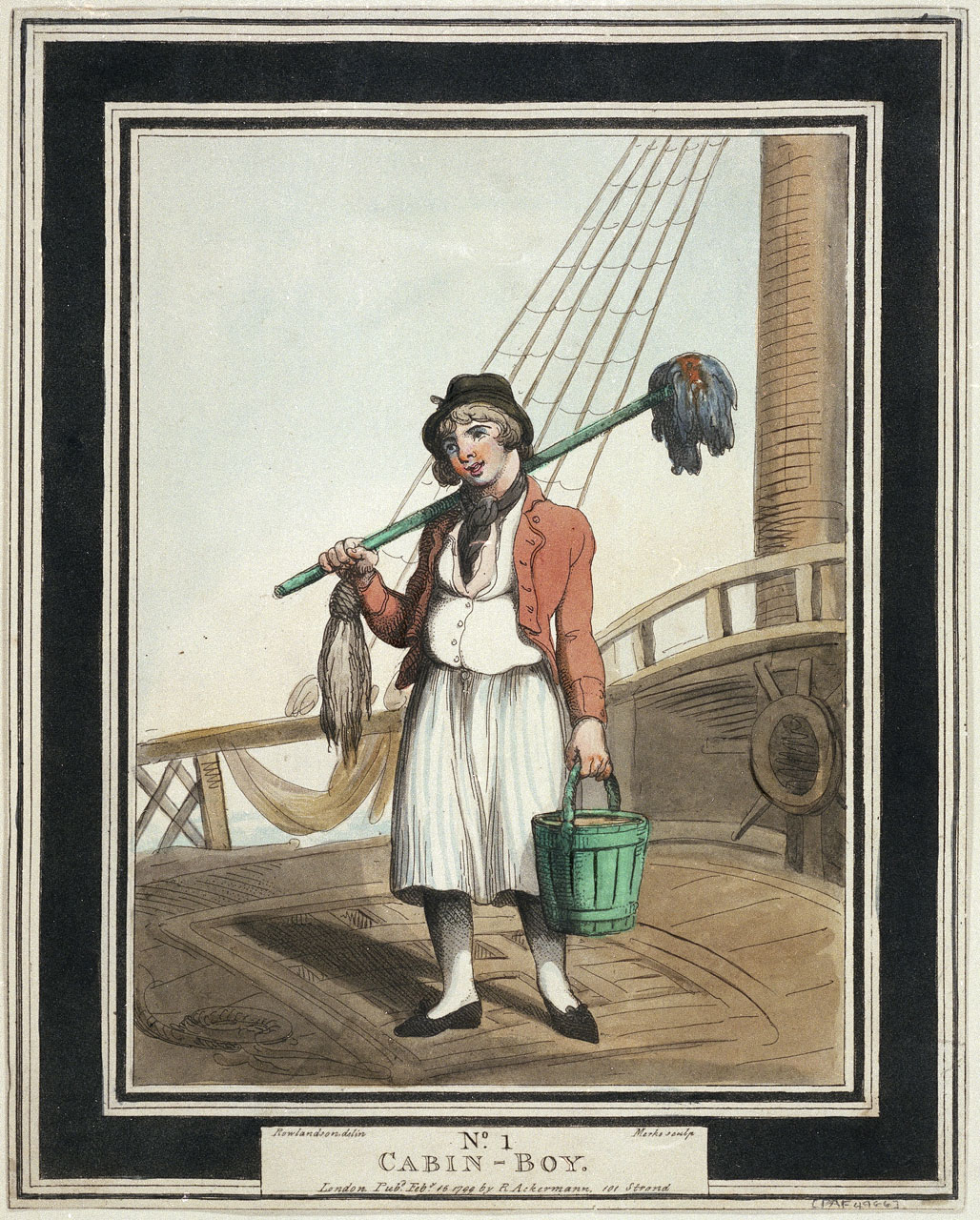
Un Mousse dans la marine anglaise, fin du XVIIIe siècle.

- Mousse : jeune marin apprenti.Mtepe à Zanzibar vers 1890.

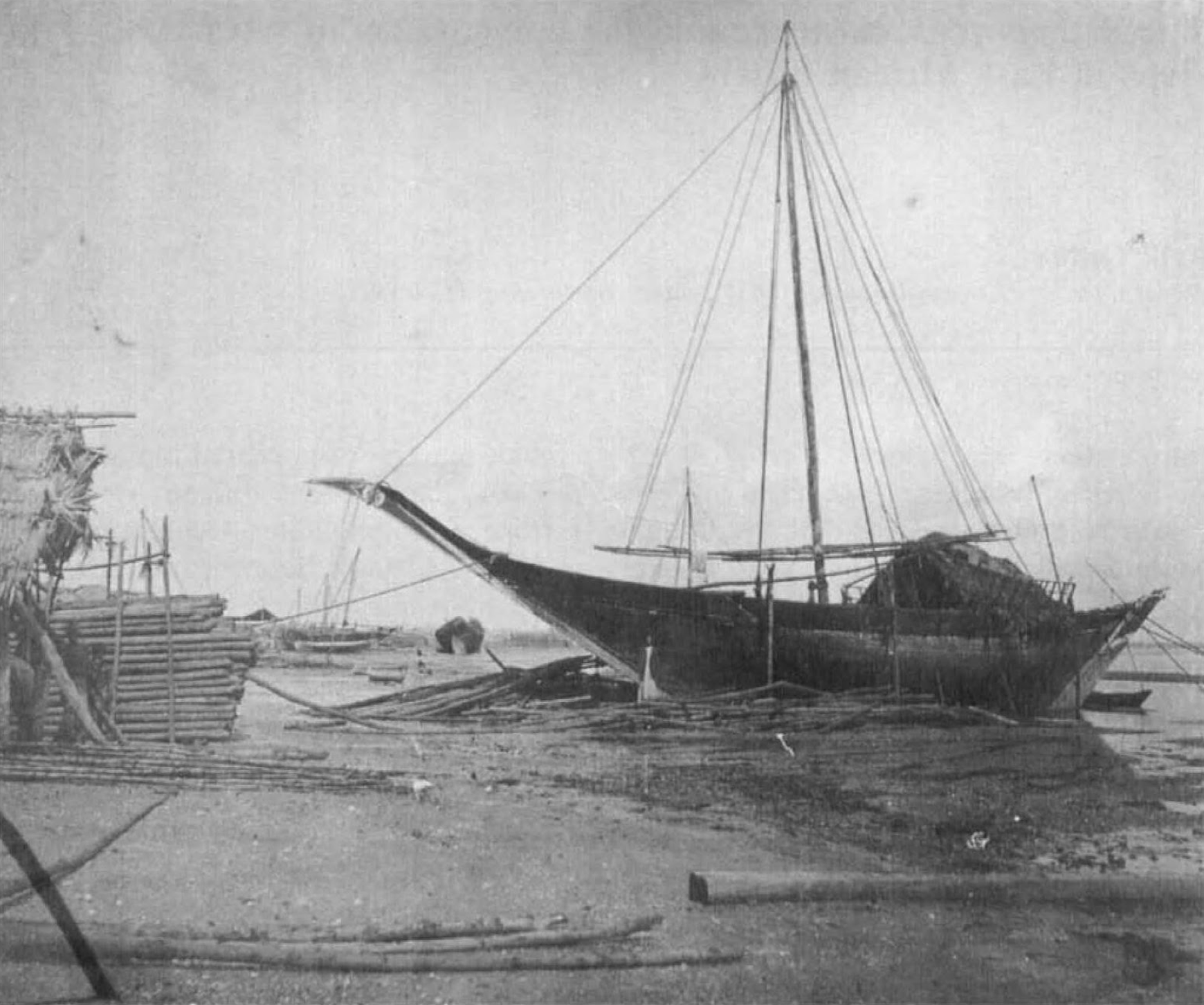
Mtepe à Zanzibar vers 1890.

- Mtepe : type de voilier cousu swahili à un mât portant une voile carrée, conçu pour avoir une coque flexible.
- Muda : à Venise au Moyen Âge, désignait à la fois l'itinéraire suivi par un convoi de navires et le convoi lui-même.
- Muraille : partie latérale de la coque ou des superstructures d'un bateau.

## N
- Haut – A
- B
- C
- D
- E
- F
- G
- H
- I
- J
- K
- L
- M
- N
- O
- P
- Q
- R
- S
- T
- U
- V
- W
- X
- Y
- Z

- N ( - NOVEMBER) : non.
- Nable :

1. trou dans la coque d'un navire muni d’un bouchon permettant d'évacuer l'eau au fond d’une embarcation ;
2. ouverture dans les ponts pour le passage des lances à incendies.Ngalawa à Zanzibar.

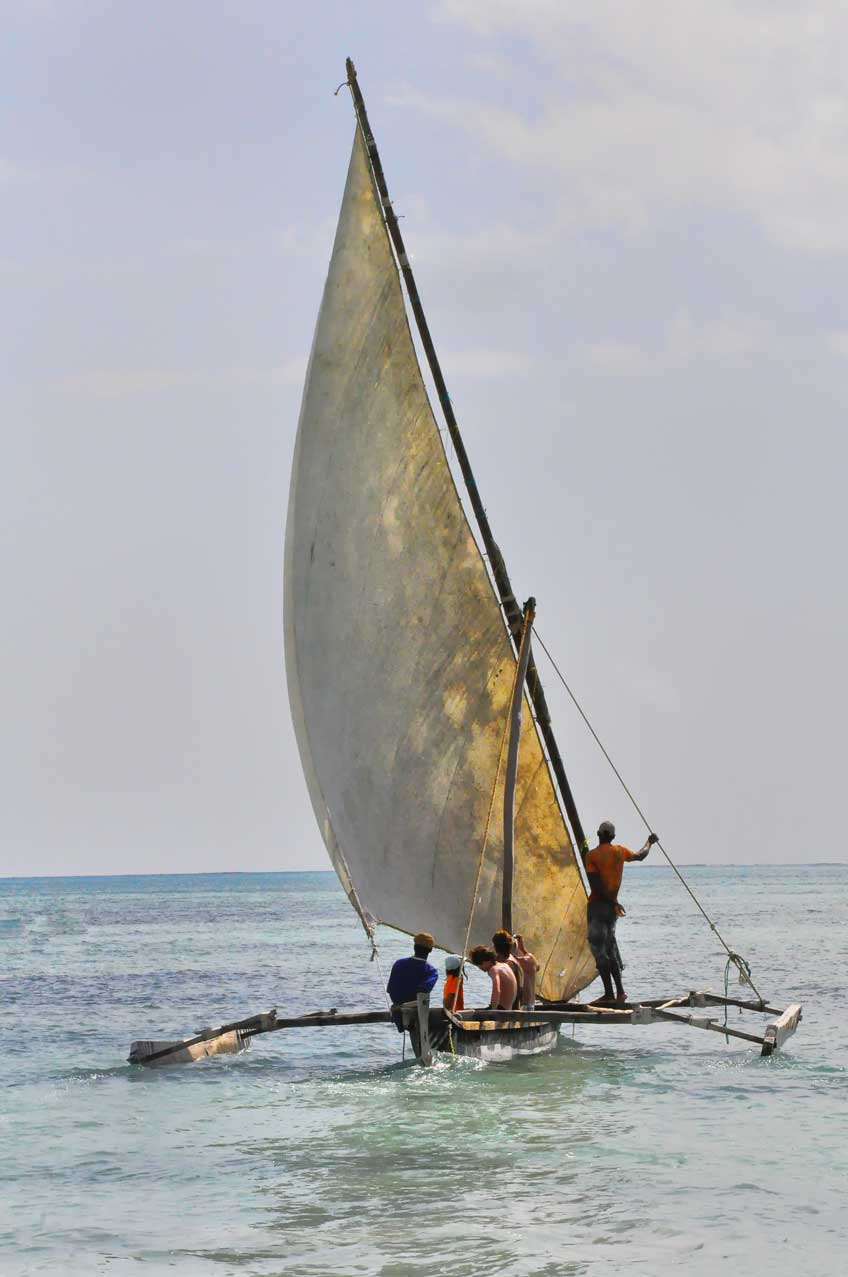
Ngalawa à Zanzibar.

- Nagega : plus grand type de pirogue à balancier traditionnel et voile austronésienne, utilisé aux iles Trobriand sur la côte Est de Nouvelle-Guinée. Il s'agit du plus grand sous-type de waga, plus grand qu'un mesolaki, utilisé pour la kula, un voyage commercial traditionnel.
- Nager : faire avancer une embarcation à la rame.
- Nageur de combat : fusilier-commando spécialisé dans les actions nécessitant de  nager ou de progresser en plongée sous-marine. Dans la Marine nationale française, ces spécialistes sont réunis dans le commando Hubert.
- Natte : élément de protection placé dans la mâture et dans le gréement pour préserver des pièces contre le frottement.Naufrage du SS America.

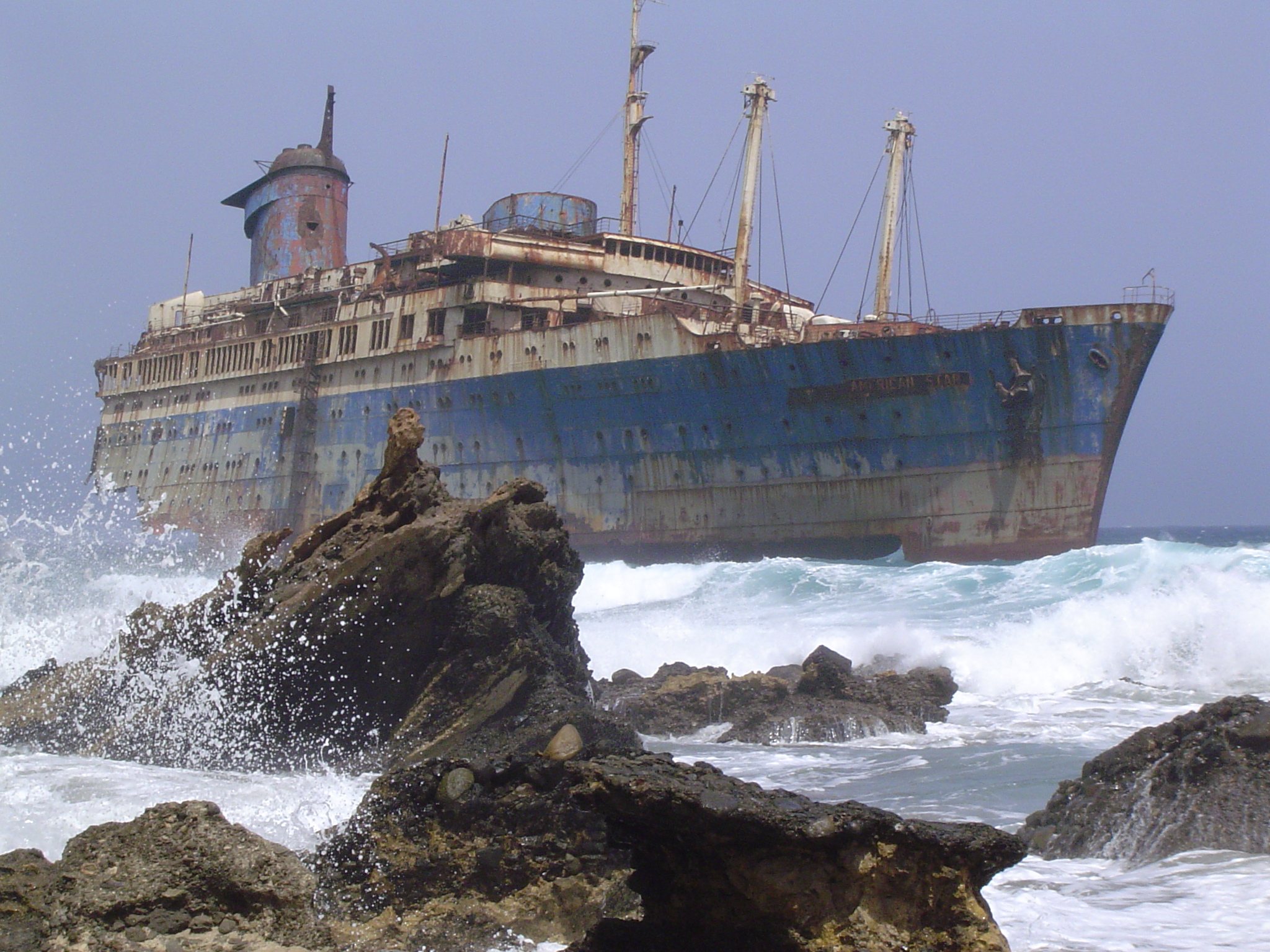
Naufrage du SS America.

- Naufrage : perte totale ou partielle d'un navire par accident.
- Navalais : élève de l'ex-école de santé navale, à Bordeaux.
- Navire : bateau allongé de fort tonnage, destiné principalement à la navigation sur mer.
- Navigateur : personne chargée de la navigation, ensemble de tâches permettant de déterminer la position du bateau et la route à suivre (officier de navigation dans la marine marchande et militaire). Le terme de "navigateur" désigne également un marin pionnier, qui a exploré le monde par la mer. Un navigateur désigne aussi toute personne voyageant en haute mer, en solitaire ou comme marin professionnel, et en particulier en pratique sportive (synonyme de skipper en haute mer).
- Nerf de chute : petit cordage ou garcette qui règle la tension de la chute d'une voile.
- Neuvage : état d’un navire à la fin de sa construction, à son entrée en service.
- Ngalawa ou ungalawa : type de pirogue à balanciers traditionnel, à voile austronésienne et rames, utilisé par les populations Swahili en afrique de l'Est (Tanzanie, Zanzibar, Comores, Kenya).
- Nid-de-pie ou nid de corbeau : partie d'un navire située au sommet du plus haut des mâts, constituant un poste d'observation privilégié pour les guetteurs.
- Nœud :

1. Nœud (unité) : unité de mesure de la vitesse correspondant à un mille nautique à l’heure ;
2. Nœud (lien) : liens de cordage.

- Noix : sur un espar, élargissement pour éviter qu'un capelage ne dérape.
- Nordet : vent venant de nord-est.
- Noroit : vent venant du nord-ouest.

## O
- Haut – A
- B
- C
- D
- E
- F
- G
- H
- I
- J
- K
- L
- M
- N
- O
- P
- Q
- R
- S
- T
- U
- V
- W
- X
- Y
- Z

- O ( - OSCAR) : homme à la mer.
- Octant : ancien instrument de navigation, utilisé antérieurement au sextant.

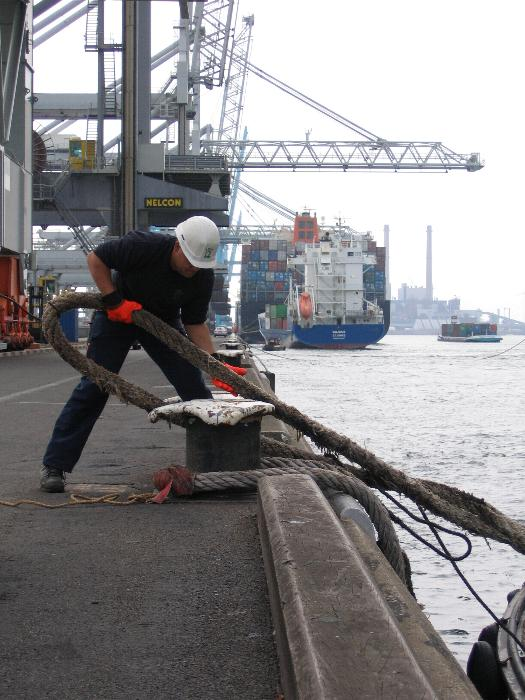
Œil à l'extrémité d'une aussière.

- Œil : boucle à l’extrémité d’un cordage, en l’épissant sur lui-même.
- Œillet : trou, dont le pourtour est renforcé, dans une voile pour y passer un cordage.
- Œuvres mortes : partie émergée d’un navire.
- Œuvres vives : partie immergée d’un navire (voir carène).
- Officier : titulaire d'un grade ou office, chargé du commandement et de l’encadrement de l’équipage.
- Officier chargé du quart : représentant du capitaine responsable de la sécurité et de la navigation, ainsi que la conduite et de la surveillance des installations du navire.
- Officier des équipages (acronyme O.E.) :  grade dans la marine militaire française, qui s'appliquait à des officiers issus du "rang". Sans être passés par l'École Navale, ils pouvaient commander un service, une base, un arsenal, servir à bord d'un batiment, sans le commander.
- Organeau : anneau à l’extrémité d’une ancre, par lequel elle est fixée à sa chaîne.Orin sur une ancre.

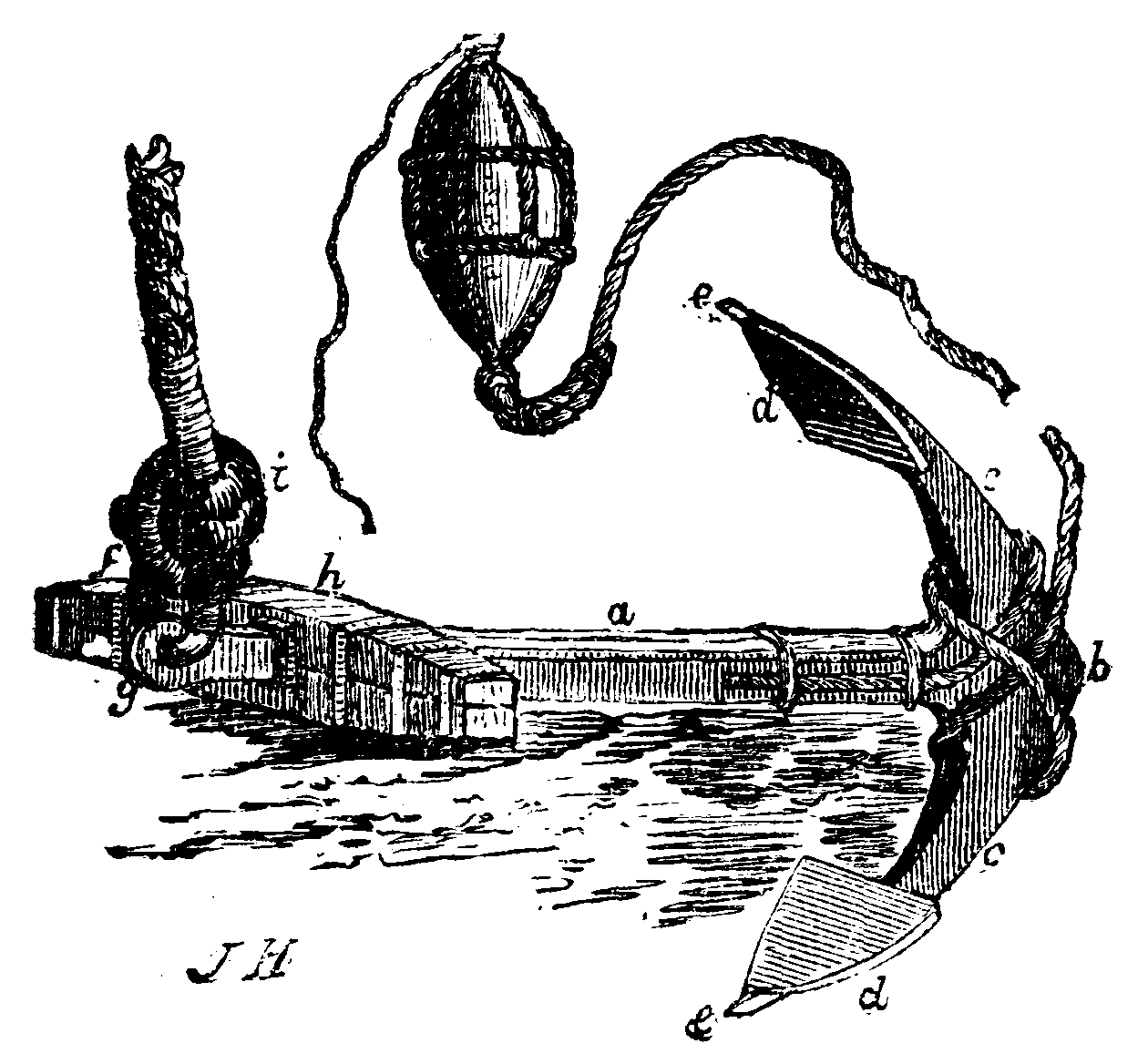
Orin sur une ancre.

- Orin : câble ou cordage, reliant un objet immergé (ancre, bouée, mine, filet, casier), ayant pour fonction de repérer l'emplacement de l'objet immergé, de le récupérer en cas de chute à l'eau ou de rupture d'un filin principal, ou de relever une ancre qui accroche (oringuer une ancre).
- Oringuer : fixer un orin au diamant d'une ancre, pour la remonter plus facilement si elle croche le fond.
- Orthodromie : route la plus courte pour aller d’un point à un autre du globe.
- Outrigger (voir : tangon).

## P
- Haut – A
- B
- C
- D
- E
- F
- G
- H
- I
- J
- K
- L
- M
- N
- O
- P
- Q
- R
- S
- T
- U
- V
- W
- X
- Y
- Z

- P ( - PAPA) : départ du port.Le voilier Hokule'a proche d'un pahi.

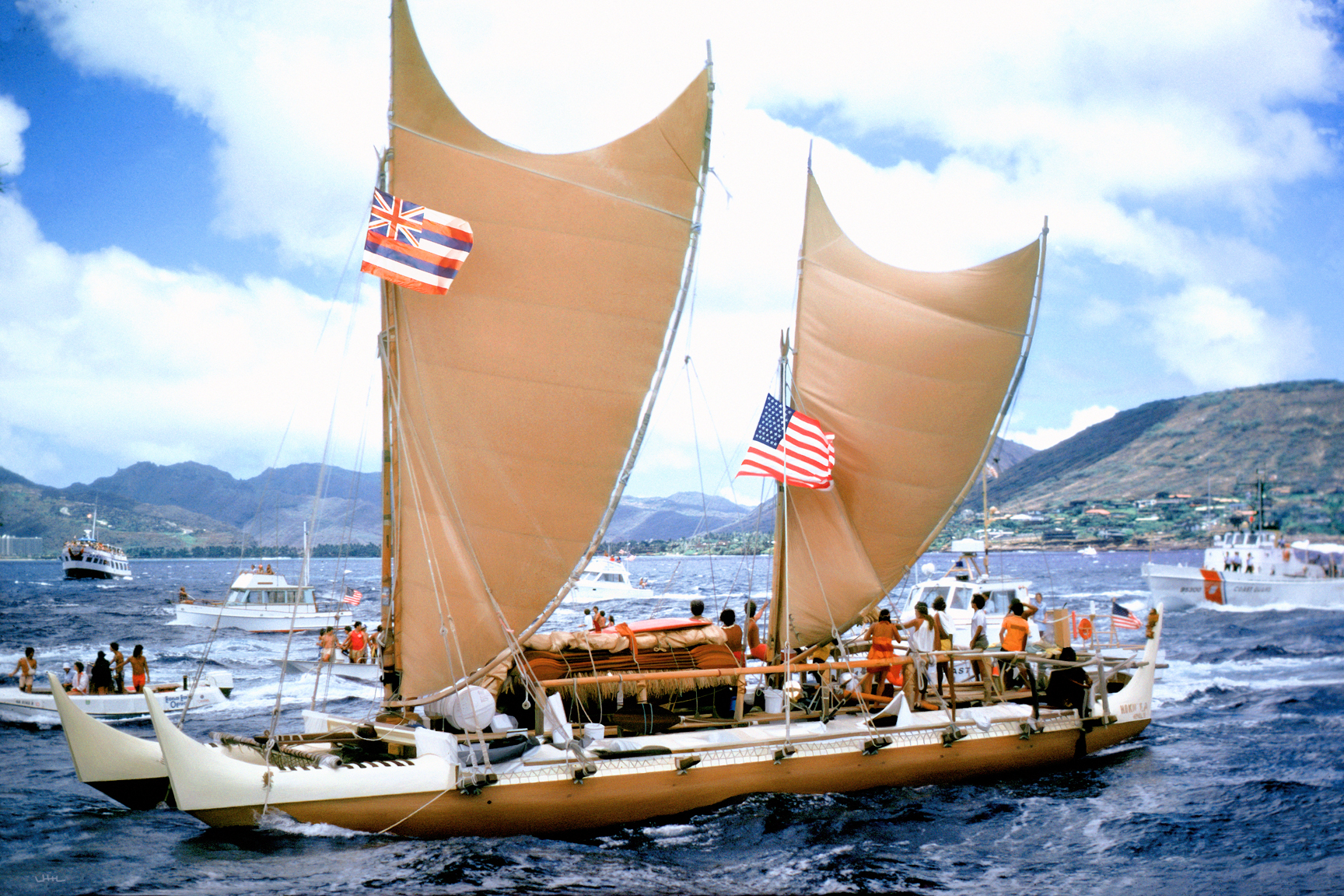
Le voilier Hokule'a proche d'un pahi.

- Pahi : type de grande pirogue à voiles austronésiennes munie de deux mâts, utilisé traditionnellement à Tahiti pour les longs voyages en mer.
- Pacha : nom familier donné au commandant d'un navire de guerre en France[18].
- Paillet : dispositif destiné à colmater une voie d'eau, improvisé ou (de préférence) préparé à titre préventif, en général à l'aide de vieilles voiles, vieux cordages, matelas. Un modèle de paillet efficace et réglementaire pour navires de guerre a été conçu par l'amiral russe Stepan Osipovitch Makaroff. En anglais Collision Mat (matelas de collision).
- Palan : assemblage de poulies et de cordages, utilisé soit pour exécuter des manœuvres à bord des navires, soit pour soulever des charges ou des éléments de gréement.
- Palanquer : déplacer à l’aide d’un palan.
- Palanquée : charge transbordée à l'aide d'un palan. Également : équipe de plongeurs sous-marins.
- Palanquin : petit palan.
- Panne (en panne) : disposition des voiles telle que le navire reste sur place.
- Panneau :

1. plaque permettant de fermer une écoutille (panneau de cale) ;
2. par extension, l’ensemble de l’écoutille et de sa fermeture ;
3. côté d’une superstructure.

- Pantoire : solide cordage, terminé soit par un œillet soit par une poulie, dont l’autre extrémité est fixe.
- Paraclose (ou parclose) : ?[réf. souhaitée].
- Pare battage (ou Parbat' ou Boudin ou Défense) : objet en PVC ou en mousse (autrefois en cordage), de forme cylindrique ou sphérique, suspendu le long de la coque pour amortir les appuis sur un quai, un ponton ou un autre bateau.
- Parer : préparer, ou se préparer.Paraw à Boracay.

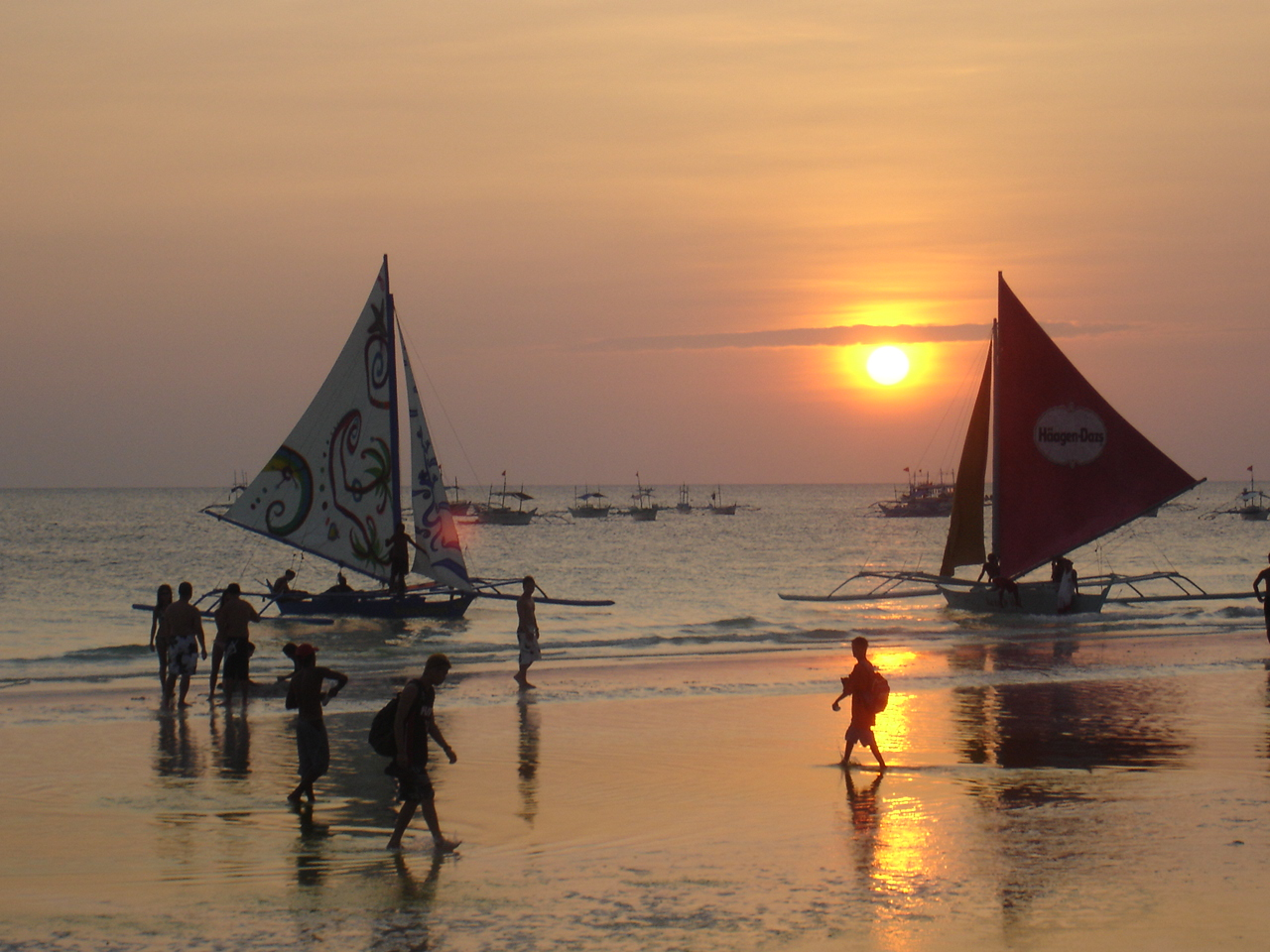
Paraw à Boracay.

- Paraw, prao ou parao : type de pirogue de taille variable, à double balanciers, à voile austronésienne et un foc, utilisé dans l'archipel de Visayas (Philippines).
- Passavant : passerelle légère établie, sur certains bateaux de plaisance ou de commerce, pour faire communiquer l’avant avec l’arrière.
- Pataras : câble ou cordage servant à maintenir le mât longitudinalement vers l'arrière (voir hauban, étai).
- Patte d'oie (mouiller en) : par gros temps, jeter trois amarres, disposées en triangle.
- Passe-coque : trou dans la coque, tuyau ayant accès à la mer.
- Passerelle : compartiment d'un navire d'où l'on dirige les manœuvres, car s'y trouvent les commandes du navire. Historiquement  la passerelle (souvent découverte) : endroit ou se tenait le commandant ou l'officier de quart, les veilleurs et d'autres personnes, se distinguait de la timonerie : lieu d'installation de la barre, d'où partaient les ordres aux machines.
- Paumelle :

1. synonyme de ralingue ;
2. protection en cuir pour pousser une aiguille avec la paume, lors de travaux de couture.

- Paumoyer : haler un cordage ou une voile à deux mains (il passe d’une paume à l’autre).Pauzok sur la Lena en 1881.

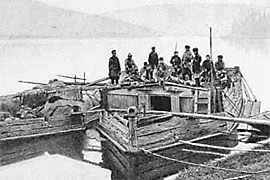
Pauzok sur la Lena en 1881.

- Pauzok ou pauzik est un bateau fluvial à fond plat et sans pont, à rames et à voile, conçu pour parcourir les rivières russes.
- Pavillon :

1. signal flottant hissé à la drisse d'un mât pour transmettre un message ;
2. pavillon national (hissé à l'arrière ou à la corne d'un navire) indiquant à quelle nation appartient le bâtiment ;
3. drapeau du pays où est immatriculé un bateau.

- Pavillon de complaisance : pays qui permet à des bateaux dont le propriétaire est étranger de se placer sous leur juridiction, bénéficiant d'avantages en matière de fiscalité, d'obligations juridiques moindres en sécurité du navire ou en droit du travail.
- Pavois :

1. prolongement de la muraille au-dessus du pont, formant un garde-corps ;
2. ensemble de pavillons servant à effectuer des signaux ;
3. grand pavois, petit pavois : ornementation des navires au moyen de pavillons hissés à l'occasion de cérémonies ou d'escales officielles.

- Peau de bouc : cahier enregistrant les punitions et leurs motifs, dans la marine nationale, tenu par le bidel.
- Pêche : pratique de capture des organismes aquatiques (de mer ou d'eau douce), pratiqué par un pêcheur.
- Pellardeau :

1. pièce de plomb ou de bois garni de feutre ou d'étoupe suiffée, servant à aveugler une voie d'eau dans une coque, provoquée par un boulet ayant frappé sous la ligne de flottaison ;
2. nable en bois associé à un chiffon pour l'étanchéité. C'est un orifice muni d'un bouchon vissé, situé en fond de coque située le plus bas possible pour laisser s'écouler par gravité l'eau de mer ou autre contenu des ballasts.

- Penture :

1. bande de fer clouée, rivée ou soudée transversalement sur une porte pour la soutenir sur le gond ;
2. ferrure d’un gouvernail, fixant le safran sur la mèche.

- Perroquet :

1. Perroquet (espar) : partie de mât et vergue au-dessus d’un mât de hune, portant une voile carrée ;Perroquets doubles sur le Krunsenstern.

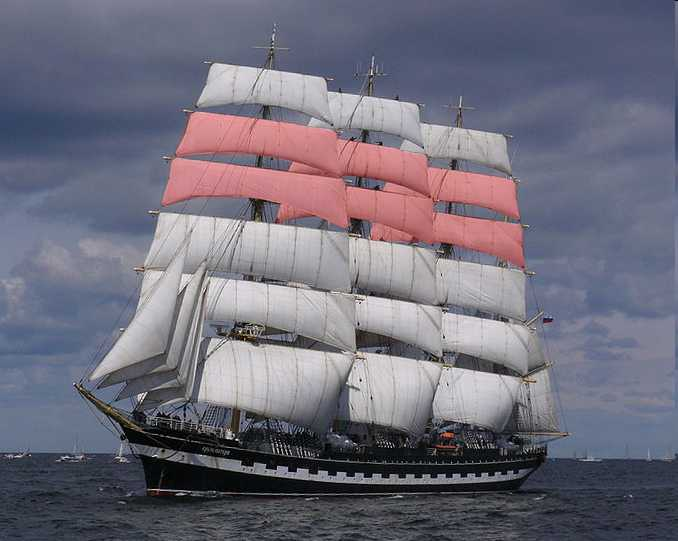
Perroquets doubles sur le Krunsenstern.

2. Perroquet (voile) : voile carrée haute se trouvant au-dessus du hunier sur un voiliers comportant plus de deux voiles par mâts. Il s'agit souvent de la voile la plus haute (généralement la 3e) ; elle peut être surmontée d'une autre voile : le Cacatois. Cette voile est parfois doublée en perroquet fixe et en perroquet volant.

- Perroquet de fougue : correspond au hunier d'un mât d'artimon. Faux-ami de perroquet, pour un trois-mâts.
- Perruche : perroquet du mât de misaine.
- Peser : tendre (peser un cordage). Voir étarquer, raidir, souquer.
- Phare : Phare de la Hague (Cotentin).

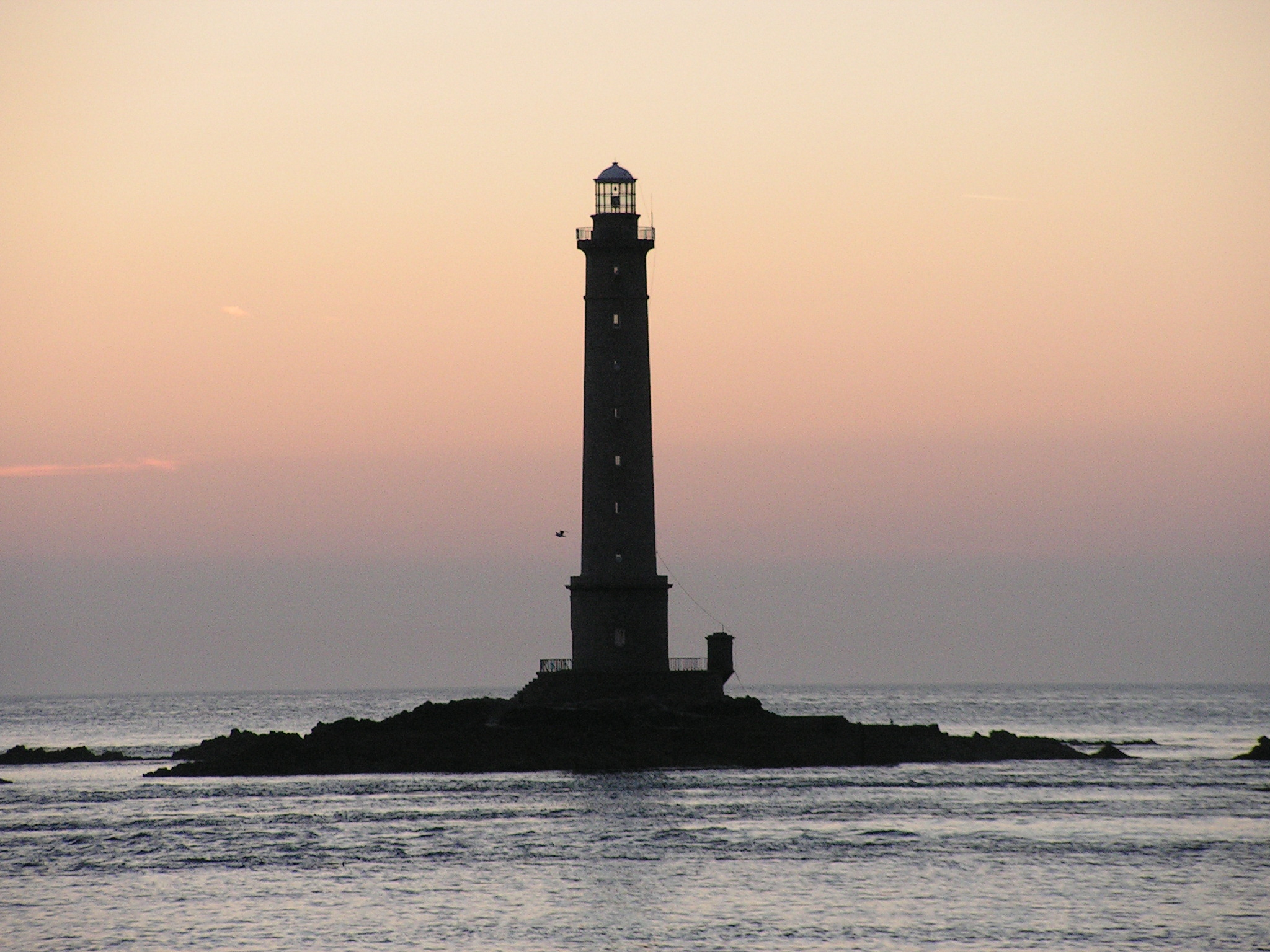
Phare de la Hague (Cotentin).

1. Phare : système de signalisation maritime, constitué d'un puissant système d'éclairage placé généralement en haut d'une tour ;
2. Phare (gréement) : gréement porté par un même mât.

- Pible : mât fait d’une seule pièce.
- Pièce de chasse : canon monté à la proue ou à la poupe d'un navire, dans l'axe de marche de celui-ci.
- Pied :

1. partie inférieure d'un mât ;
2. pied dans l’eau : tirant d’eau ;
3. pied de pilote : marge de sécurité sous la quille pour éviter l’échouage.

- Pierrier : sorte de petit canon utilisé principalement par les vaisseaux, pour tirer lors de l’abordage.
- Pinasse :

1. Pinasse (pirogue) : sorte de pirogue traditionnelle africaine ;Une pinasse du Bassin d'Arcachon à voile.

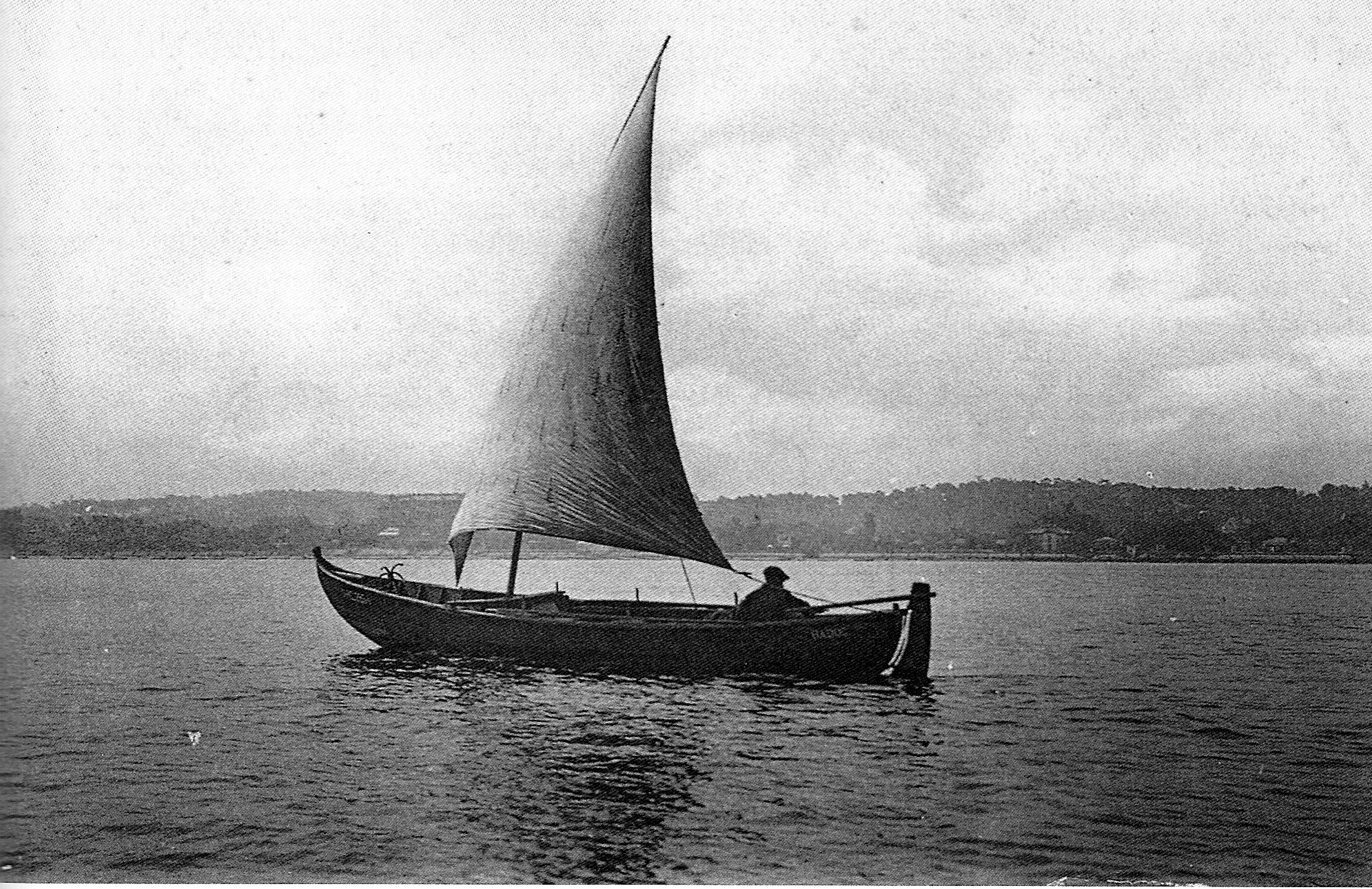
Une pinasse du Bassin d'Arcachon à voile.

2. Pinasse du bassin d'Arcachon : petite embarcation à fond plat, à voile au tiers et avirons puis à moteur. Elle est utilisée traditionnellement pour la pêche et l'ostréiculture ;
3. Pinasse : petit bâtiment de commerce ou de guerre à coque ventrue, utilisé au XVIIe siècle et au XVIIIe siècle.

- Pinoche : petite cheville permettant d’obturer une petite voie d’eau.
- Piquer :

1. piquer l’heure : sonner l’heure à la cloche ;
2. piquer la baleine : la harponner.

- Pirate : personne participant au banditisme en mer pour son propre compte ou pour celui d'un groupe.Le pilote à la passerelle du Kristina Regina.
- Pilote :

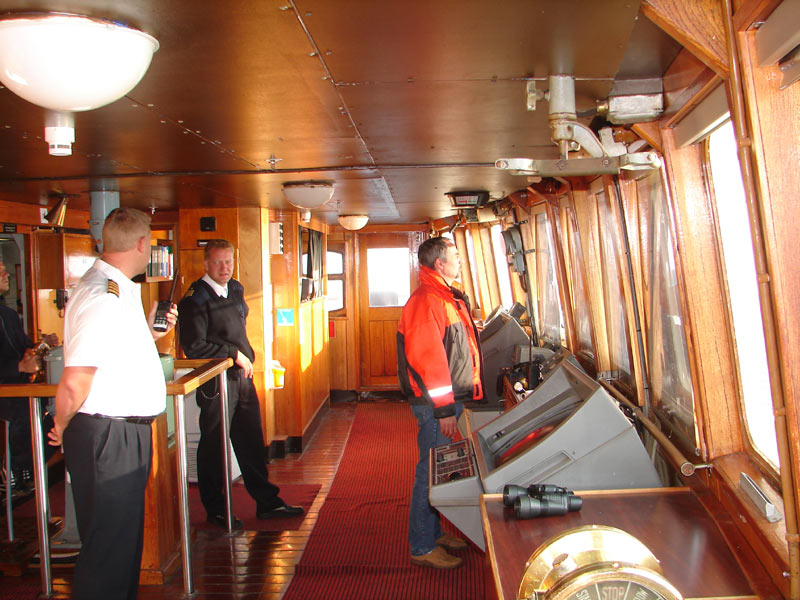
Le pilote à la passerelle du Kristina Regina.

1. conseiller du commandant d'un navire qui entre ou sort d'un port ou encore qui navigue dans une voie maritime difficile ;
2. (bateau) pilote : petit navire rapide servant à transporter le pilote ;
3. Pilotin : élève officier de la marine marchande.

- Plan de voile : est un ensemble de dessins, généralement préparés par un architecte naval qui montre les différentes combinaisons de voiles proposées pour un voilier.
- Plat-bord :

1. œuvre morte des côtés du bâtiment ;
2. plus spécialement, large bordage qui termine l’œuvre morte sur le pourtour du bâtiment (à plat).

- Point :

1. angle d’une voile ;
2. en navigation : position du navire ; faire le point : déterminer la position exacte et instantanée d'un navire.

- Point vélique : point où s’applique la résultante de forces du vent sur une voile (centre vélique).
- Pointe : amarre d'un bateau, à l'avant pour l'empêcher de reculer, à l'arrière pour l'empêcher d'avancer (voir amarrage).
- Pointu : famille de barques de pêche traditionnelles de la mer Méditerranée, traditionnellement à voile et rames puis équipés de moteurs Baudouin. Le nom de pointu est utilisé dans le Var et les Alpes-Maritimes, la tradition locale à Marseille lui préférant le nom de barquette. Les pointus se caractérisent par une marque de proue colorée « caractéristique » appelée capian.

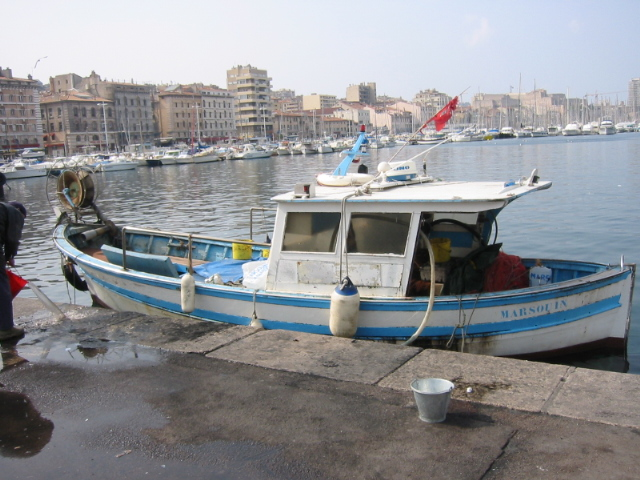
Le pointu Marsouin.

- Poix : matière collante constituée de résines et de goudrons, servant d’enduit imperméabilisant.
- Polacre (polaque ou poulaque) : Polacre désigne à la fois le type de navire et la grande voile latine sur le mât avant.

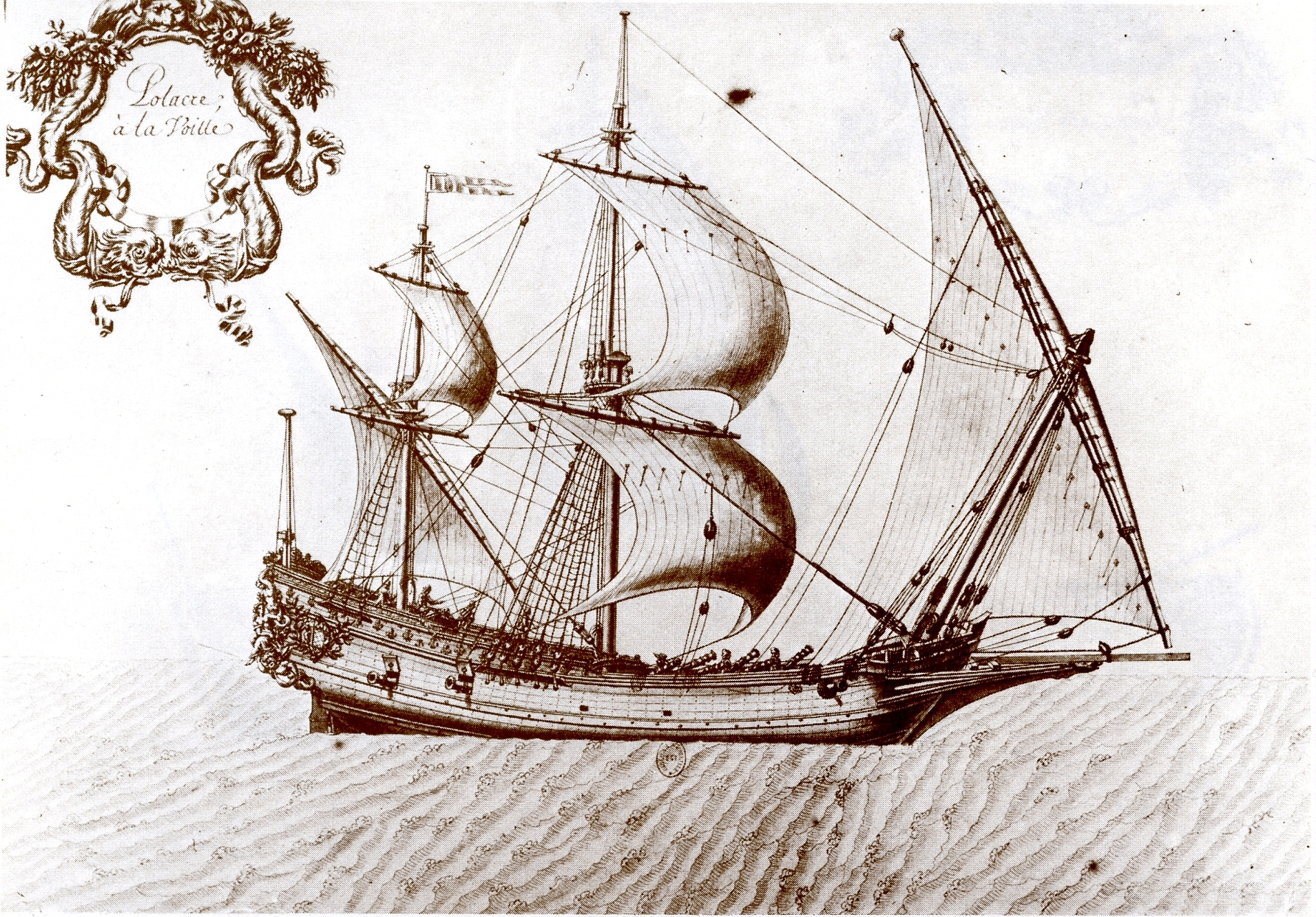
Polacre désigne à la fois le type de navire et la grande voile latine sur le mât avant.

1. Polacre (type de voilier) : ancien type de voilier méditerranéen, proche d'un chebec ou pinque, à gréement variable mélangeant voiles carrées et voiles latines.
2. Polacre (voile) : grande voile latine gréée sur une antenne du mât avant d'un navire (pour un bateau à plusieurs mâts). Elle correspond au foc d'un navire à un mât.

- Polaire des vitesses : courbe qui caractérise la performance d'un engin mobile muni principalement d'un profil suivant la vitesse de déplacement de cet engin[pas clair].
- Polder : terres gagnées sur la mer.
- Pomme de mât : pièce sphérique qui termine l’extrémité supérieure d’un mât.
- Ponant :

1. occident ;
2. (vieux) : l’Océan, par opposition à la Méditerranée (Flotte du Ponant).
3. Ponant (vent) : vent d'ouest, soufflant en Méditerranée.

- Pont : bordée recouvrant horizontalement (ou presque) une coque, en totalité ou partiellement, au niveau des plats-bords, ou intérieurement, ou encore sur une superstructure.
- Pontée : marchandise transportée sur le pont d’un navire.
- Ponton :

1. barge, généralement ancrée dans un port, qui peut être automotrice ;
2. portion de quai flottant articulée.

- Porque : poutre permettant de raidir les murailles d’un navire.
- Porte-haubans : partie du navire où sont fixés les haubans, en saillie pour une meilleure inclinaison.
- Portefaix : « ancêtre » du dock worker ou docker. À Marseille spécifiquement du temps de la marine à voile, les portefaix étaient organisés. La corporation des portefaix du Vieux Port supervisait le maniement des marchandises entre les quais et les bateaux. Le « Maitre Portefaix » représentait le négociant et était responsable de l’acheminement des marchandises jusque dans les magasins. À l'ère industrielle, ce corps de métier, dépassé par les progrès techniques et logistiques, disparut.
- Port autonome : établissement public qui exerce des missions de service public, placé sous la tutelle du ministère des transports et bénéficiant d'une autonomie de gestion.
- Poste : partie intérieure du navire, à l’avant, servant de logement pour l’équipage et d'entreposage divers.
- Pot au noir (ou pot-au-noir) : expression familière pour zone de convergence intertropicale, ceinture météorologique de quelques centaines de kilomètres autour de l'équateur, caractérisée par l'absence de vent ou de faible vent, mais où les cumulus de l'avant-midi deviennent des orages à la fin de l'après-midi.  Cela rend la traversée difficile.
- Pouillouse : vieux terme de marine désignant la grande voile d'étai d'un navire.
- Poulaine :

1. plateforme en bois, à l’avant d’un navire ;
2. latrines de l’équipage.

- Pouliage : ensemble de toutes les poulies du gréement.
- Poulie : pièce en forme de roue et servant à la transmission du mouvement.
- Poupe : partie arrière d’un navire.

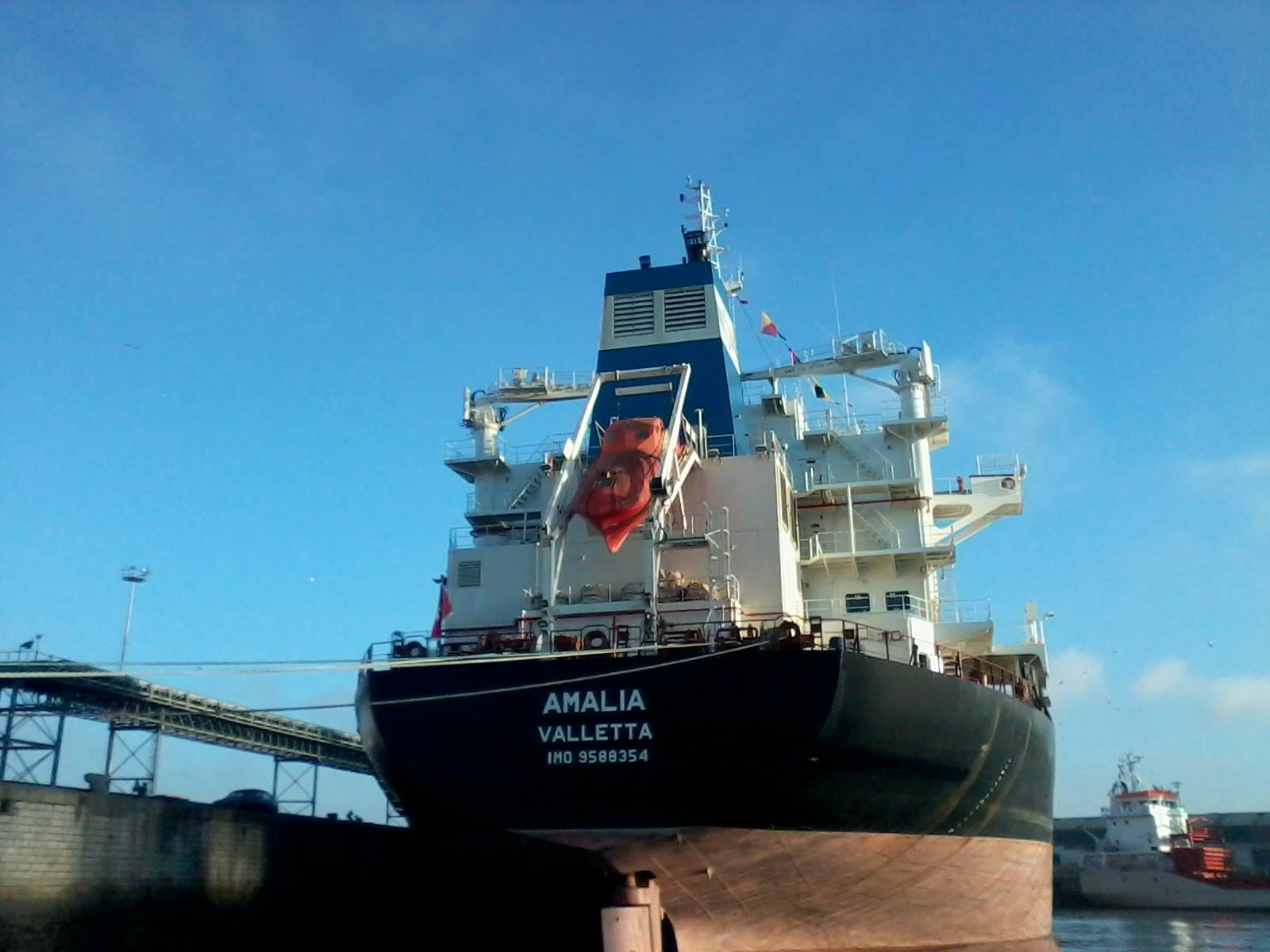
Poupe de l'Amalia

- Poupée : tambour d’un treuil ou d’un guindeau.
- Pourriture sèche : dégâts causés par la mérule pleureuse aux navires en boisdau XVIIIe siècle puis du XIXe siècle, appelée aujourd'hui « pourriture brune » ou « pourriture cubique ». Le qualificatif de « sec » était utilisé en raison de la masse friable résultante et du fait qu'il n'était alors généralement pas admis que la pourriture soit causée par l'eau, bien qu'exacerbée par des situations confinées, chaudes et humides.
- Presse-étoupe : joint d’étanchéité autour d’un arbre d’hélice ou de la mèche de gouvernail.
- Puits aux chaînes : compartiment d'un bateau destiné à emmagasiner la, ou les, chaîne(s) d'(es) ancre(s).
- Puits de dérive : caisson à travers lequel se manœuvre l’aileron de dérive.
- Puits du fanal :?[Quoi ?]
- Préceinte : (voir carreau) bordages plus forts et plus épais que les autres en bois ou métal, qui forment comme une ceinture autour d’un bâtiment pour protéger la coque des chocs contre les quais.
- Préfet maritime (acronyme P. M.) : dirigeant d'une préfecture maritime.
- Prélart : grosse toile goudronnée destinée à couvrir les panneaux d'une écoutille et à empêcher l'accès de l'eau dans les cales du navire.
- Près : allure où le voilier est au plus près du vent.
- Proue : partie avant d’un navire.

## Q
- Haut – A
- B
- C
- D
- E
- F
- G
- H
- I
- J
- K
- L
- M
- N
- O
- P
- Q
- R
- S
- T
- U
- V
- W
- X
- Y
- Z

- Q ( - Québec) : indemne, demande la libre pratique.
- Quai : levée servant à l'accostage.
- Quart :

1. fraction de temps pendant laquelle une équipe est de service ;
2. subdivision de l’équipage d’un navire de guerre (1/4 de l’équipage) ;
3. secteur angulaire de la rose des vents.

- Quartier-maître :

1. en France : grade de la marine nationale (au-dessus de matelot et en dessous de second maître) ;
2. dans d’autres pays : officier ou sous-officier chargé de l’intendance.

- Quatre-mâts : terme générique pour désigner un navire à voiles comportant trois mâts verticaux (d'avant en arrière) : le mât de misaine, le grand mât avant, le grand mât arrière, avec le mât d'artimon. Se distinguent :

1. quatre-mâts carré (four-masted fully rigged ship en anglais) : gréé entièrement en voiles carrées avec une brigantine au mât d'artimon ;
2. quatre-mâts barque (four-masted bark en anglais) : trois phares[Quoi ?] carrés et le mât d'artimon aurique ;
3. quatre-mâts goélette (four-masted barquentine / schooner barque en anglais) : mât de misaine et grand-mât avant gréés en voiles carrées, grand-mât arrière et mât d'artimon gréés en voiles auriques ;
4. goélette à huniers à quatre mâts (four-masted topsail schooner en anglais) : gréée entièrement en voiles auriques, avec huniers ;
5. goélette à quatre mâts (four-masted schooner en anglais) : gréée entièrement en voiles auriques.

Quatre-mâts carré.
Quatre-mâts barque.
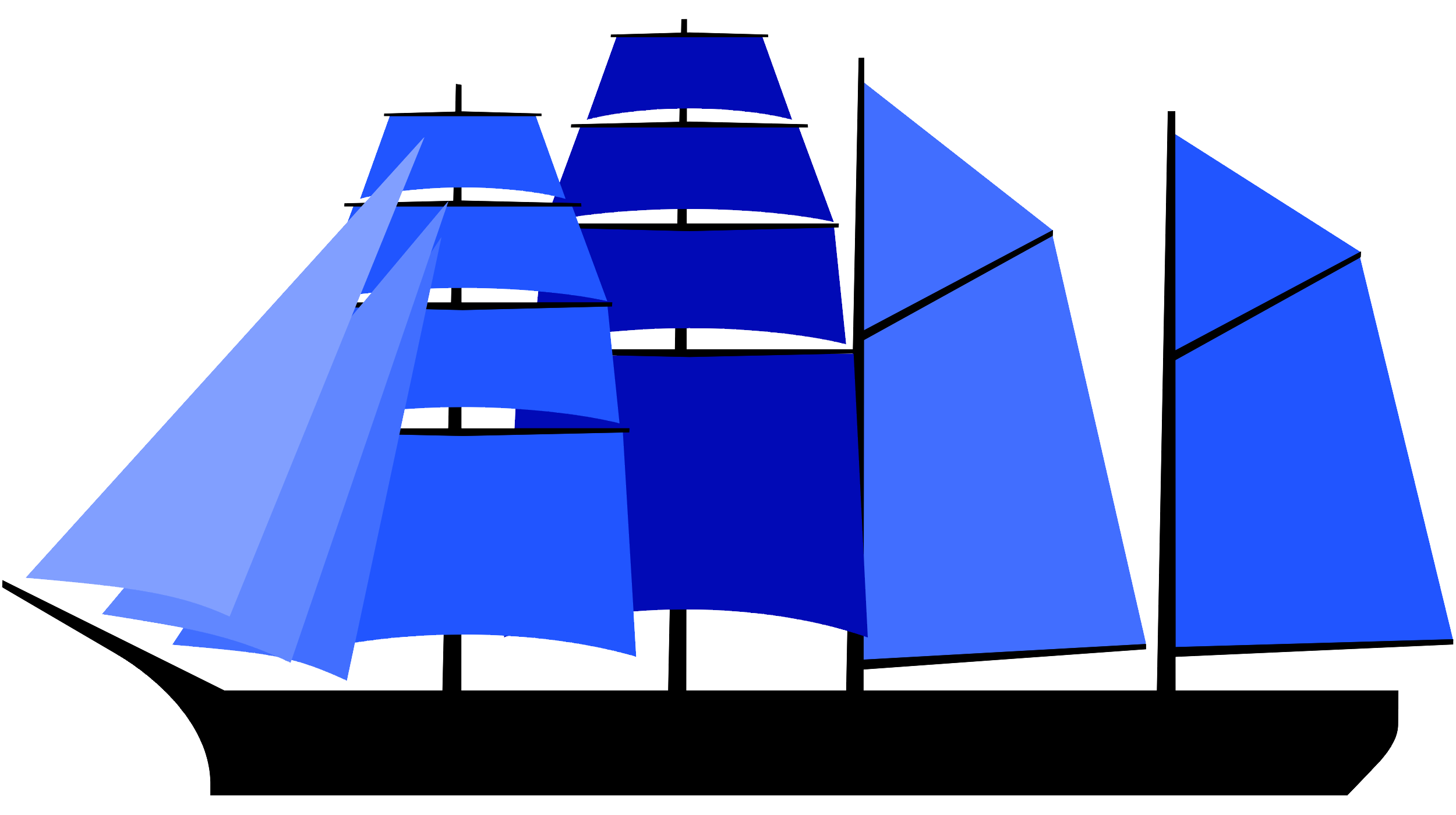
Quatre-mâts goélette.
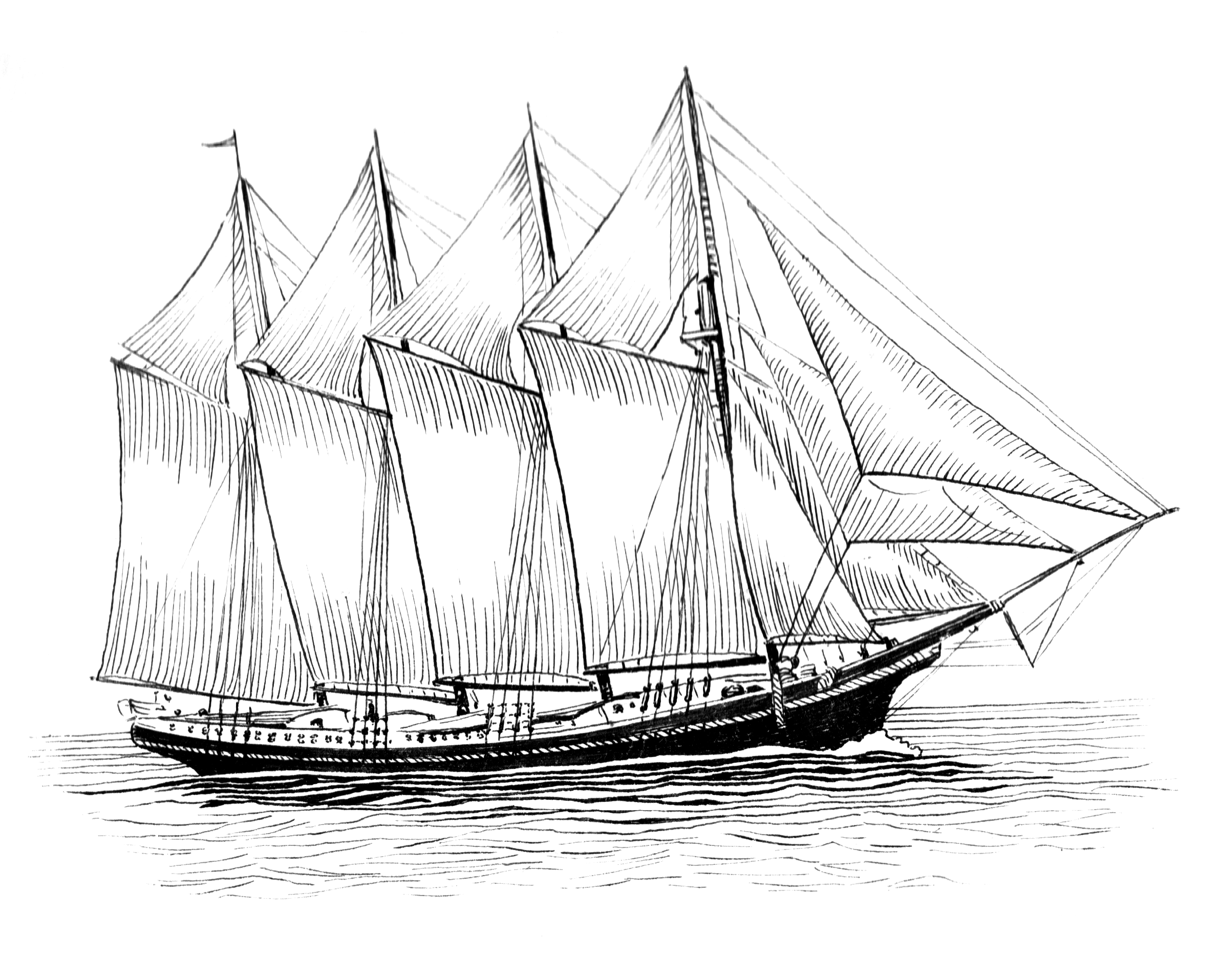
Goélette à quatre mâts.

- Quête : angle d’inclinaison d’un mât par rapport à la verticale.
- Queue de malet : espar utilisé sur un yawl afin de fixer l'écoute de tapecul.Quille à portance.

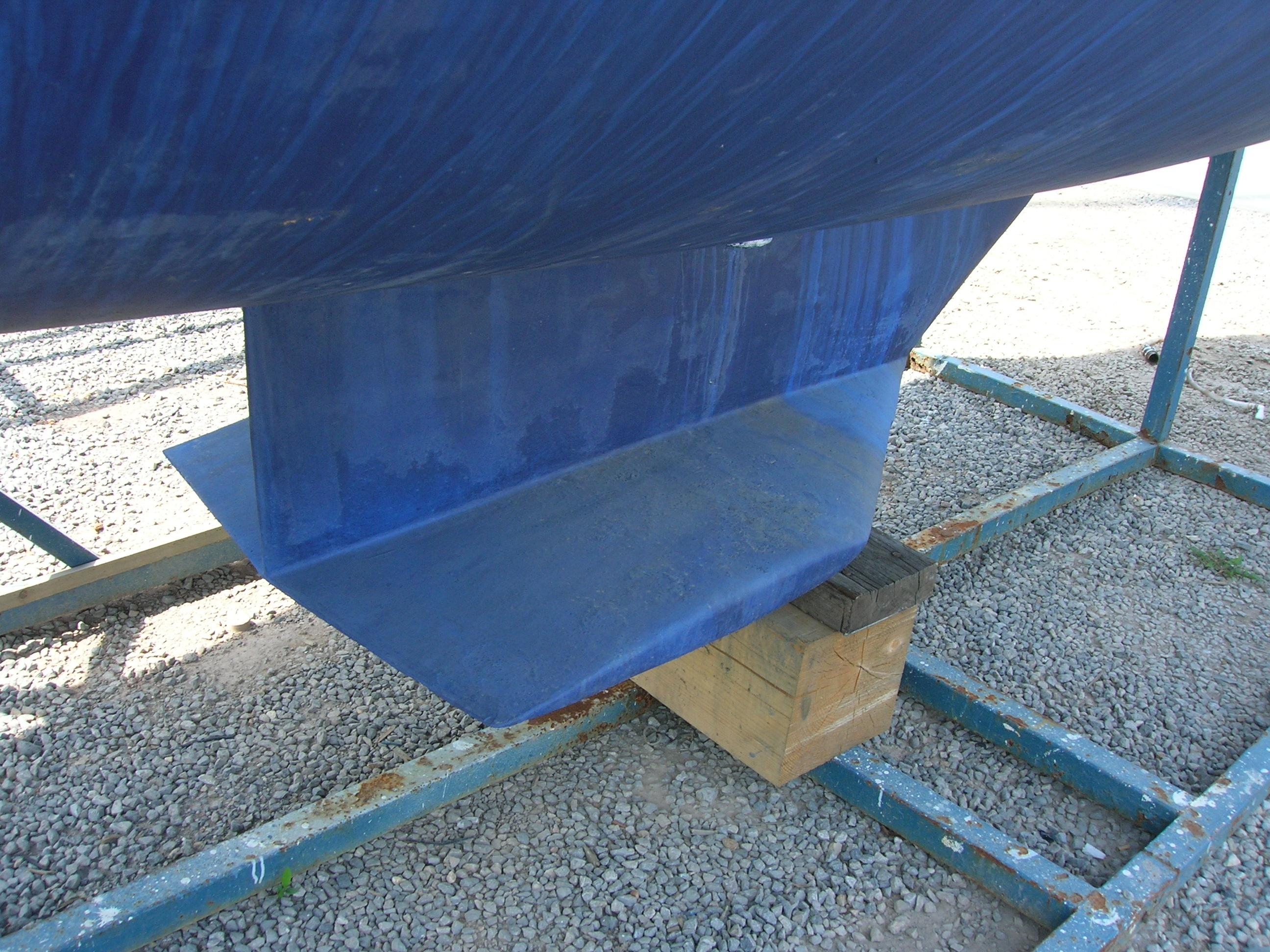
Quille à portance.

- Quille : partie axiale inférieure de la coque.
- Quirat : part de propriété d'un navire en copropriété.
- Quinçonneau : grosse cheville (voir taquet ou cabillot).

## R
- Haut – A
- B
- C
- D
- E
- F
- G
- H
- I
- J
- K
- L
- M
- N
- O
- P
- Q
- R
- S
- T
- U
- V
- W
- X
- Y
- Z

- R ( - ROMEO) : signal de procédure
- Raban : cordon ou tresse serrant une voile sur une vergue.Un rabelo sur le fleuve Douro.

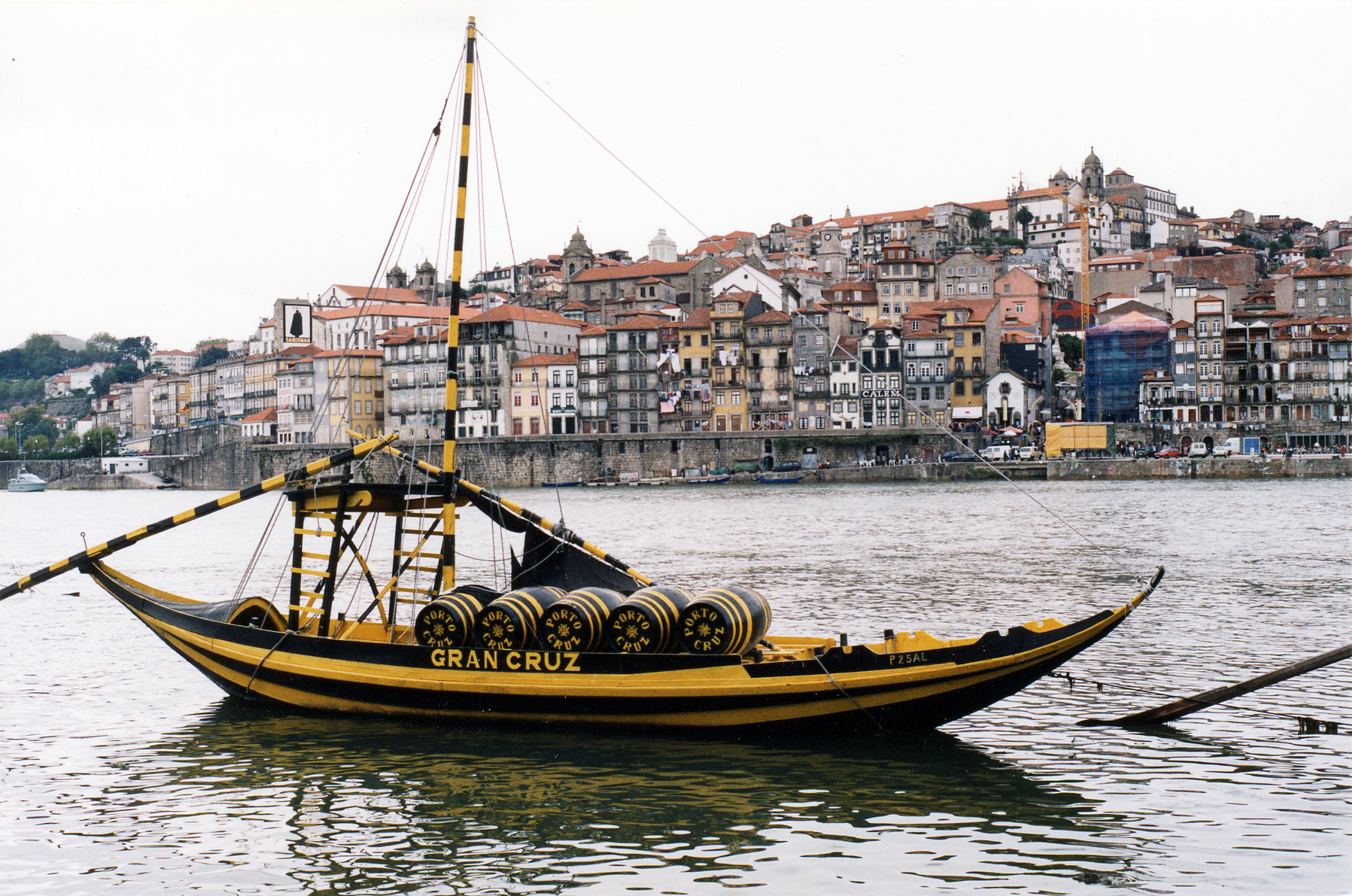
Un rabelo sur le fleuve Douro.

- Rabelo ou barco rabel : type d'embarcation à fond plat, sans quille et un mât portant une voile carrée. Ces bateaux sont utilisés dès le XIIIe siècle sur le fleuve Douro au Portugal pour le transport du vin.
- Râblure : rainure de section triangulaire dans la quille, l'étrave et l'étambot où s’adapte le bordé.
- Racage : la drosse de racage est un cordage utilisé pour immobiliser une vergue mobile sur son mât, une fois celle-ci mise en position.
- Radasse : voir faubert.
- Radoub : synonyme de cale sèche où un navire peut entretenir ou réparer sa coque.
- Raguer (ragage) : user une pièce par frottement. Ragure : usure.
- Raideur à la toile : capacité du voilier à porter de la toile.
- Rail : voie de circulation maritime. Voir dispositif de séparation du trafic.
- Ralingue : cordage cousu sur les bords d'une voile ou d'un filet, pour la/le renforcer.
- Ralinguer :

1. Coudre ou réparer la ralingue sur le bord d'une voile ou d'un filet de pêche ;
2. Action de mettre une voile parallèle au vent, pour qu'elle ne se gonfle pas ;
3. Par extension, ralinguer se dit d'une voile qui claque au vent sans se remplir.

- Ranger : passer près, raser un rivage ou un autre navire[19].Râtelier.

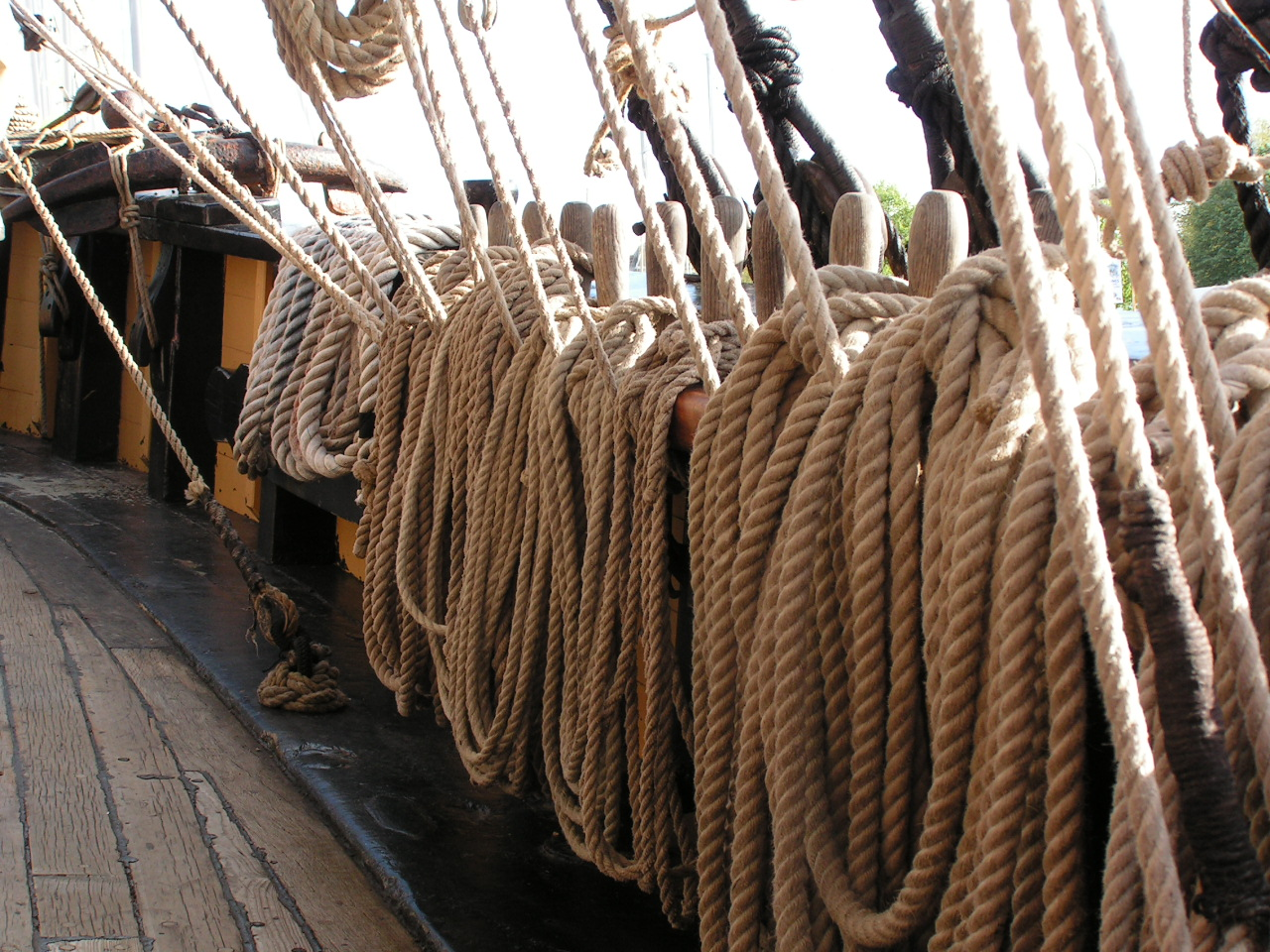
Râtelier.

- Râtelier : pièce de bois ou de métal, munie de taquets où sont tournés les cordages (drisses, manœuvres).
- Réa : roue d’une poulie.
- Région maritime (acronyme R.M.) : district administratif de la Marine nationale française.
- Règle Cras : règle-rapporteur utilisée pour tracer des routes et des relèvements sur une carte de navigation. Inventée par le contre-amiral Jean Cras (1879-1932).
- Relâche - Relâcher : s’arrêter, en quelque endroit.
- Renard :

1. mémorandum qui permettait à l'homme de quart ou au timonier de noter pour chaque demi-heure les conditions de navigation.
2. (navires de guerre) tableau utilisé par le factionnaire à la coupée pour pointer la présence à bord des officiers et officiers mariniers supérieurs.

- Renflouement : opération consistant à remettre une épave entièrement à flot.
- Renverse : moment où le courant change de direction.
- Réplique : reconstruction d'un bateau historique disparu, parfois adaptée, ou à la même échelle.
- Ribord : partie du bordage au contact du galbord, soit la seconde virure du bordé à partir de la quille.
- Ride : cordage servant à raidir un hauban.
- Ridoir : dispositif servant à raidir un hauban et par extension un câble dormant.
- Riper : déplacement indésirable de la cargaison sous l’effet du roulis.
- Ris : dispositif de petits cordages, disposés en bande sur une voile, permettant de réduire la surface des voiles par intervalles, quand le vent forcit ou dans le mauvais temps ; prendre un ris signifie réduire la surface d'une voile à l'aide des ris.
- Rocambeau : anneau métallique entourant un mât et possédant un croc, pour faire coulisser une voile ou une vergue.
- Rôle d’équipage : document administratif qui liste les noms de tous les membres de l’équipage, et constate la conformité des équipements aux règlements.
- Rouf (roof, roufle) :

1. superstructure d'un bateau ne s'étendant pas sur toute sa largeur ;
2. par extension, ce terme désigne une superstructure de faible hauteur sur un voilier.

- Rouer : plier un câble, une manœuvre en rond, en cerceaux.
- Roulis : mouvement alternatif du navire autour de l'axe longitudinal (de bâbord à tribord).
- Rousture : ligature. Voir surliure.
- Route : direction suivie par un navire, définie par son angle par rapport au nord géographique.
- Routage : organisation du plan de navigation prévisionnel en fonction des caractéristiques du navire, des vents, courants, marées.
- Royal Navy : marine de guerre britannique.
- Royale (la) : surnom de la marine nationale française.
- Rhumb (ou rumb ou quart d'angle) : unité d'angle correspondant à la division de la rose des vents en 32 parties de 11°15’.

## S
- Haut – A
- B
- C
- D
- E
- F
- G
- H
- I
- J
- K
- L
- M
- N
- O
- P
- Q
- R
- S
- T
- U
- V
- W
- X
- Y
- Z

- S ( - SIERRA) : mes machines sont arrière (ou : « Je bats en arrière »).
- Sabord : ouverture dans le bordé de la coque d'un navire, par laquelle passent les fûts de canons, les avirons ou simplement une prise d'air.
- Sabordage, saborder : percer la carène d’un navire au-dessous de la ligne de flottaison pour le couler.Le safran d'un navire moderne.
- Sacco : fusilier marin.

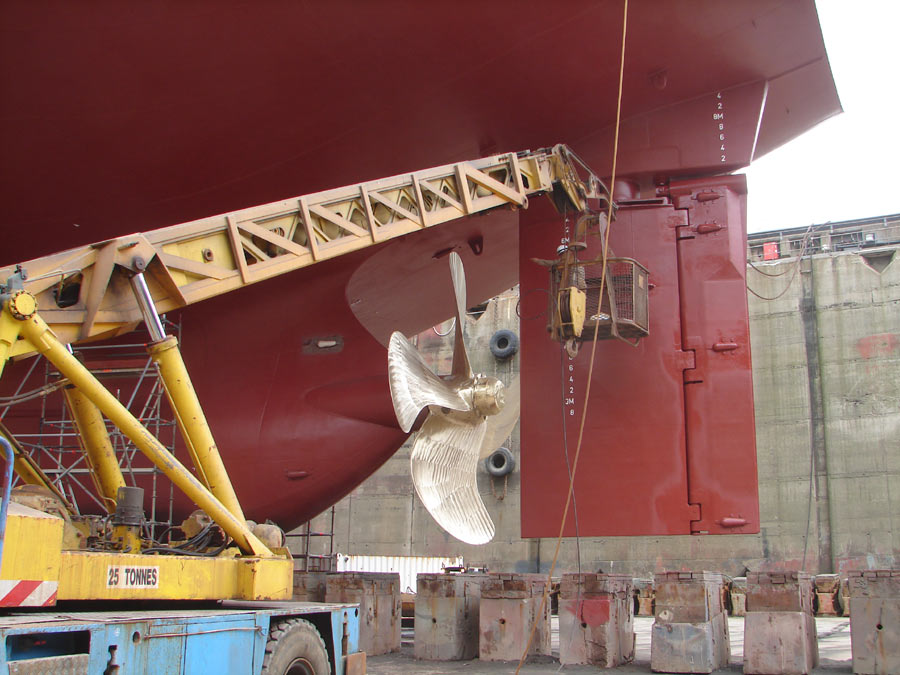
Le safran d'un navire moderne.

- Safran : partie plate du gouvernail d’un bateau.
- Sainte-Barbe : partie du vaisseau où l’on serrait les ustensiles d’artillerie, la poudre.
- Sancir : chavirer par l'avant (cas général, un « soleil ») ou l'arrière (plus rare, une « lune » ou « cathédrale »).
- Schnorchel : tube hissable, permettant à un sous-marin d’alimenter en air ses moteurs Diesel en faible immersion.
- S.D. : abréviation de la marine militaire pour désigner une section de dragage.
- Second : adjoint du commandant du navire, chargé des manœuvres, du chargement, de l’entretien.
- Senau : deux-mâts à voiles carrées proche du brick, avec un dédoublement du grand-mât par un mât plus petit, portant une brigantine, accolé immédiatement derrière le grand-mât appelé mât de senau ou baguette de senau.
- Sentine : endroit, à fond de cale, où se rassemblent les eaux usées.
- Sep de drisse : palan servant à hisser les vergues.Le sept-mâts Thomas W. Lawson.

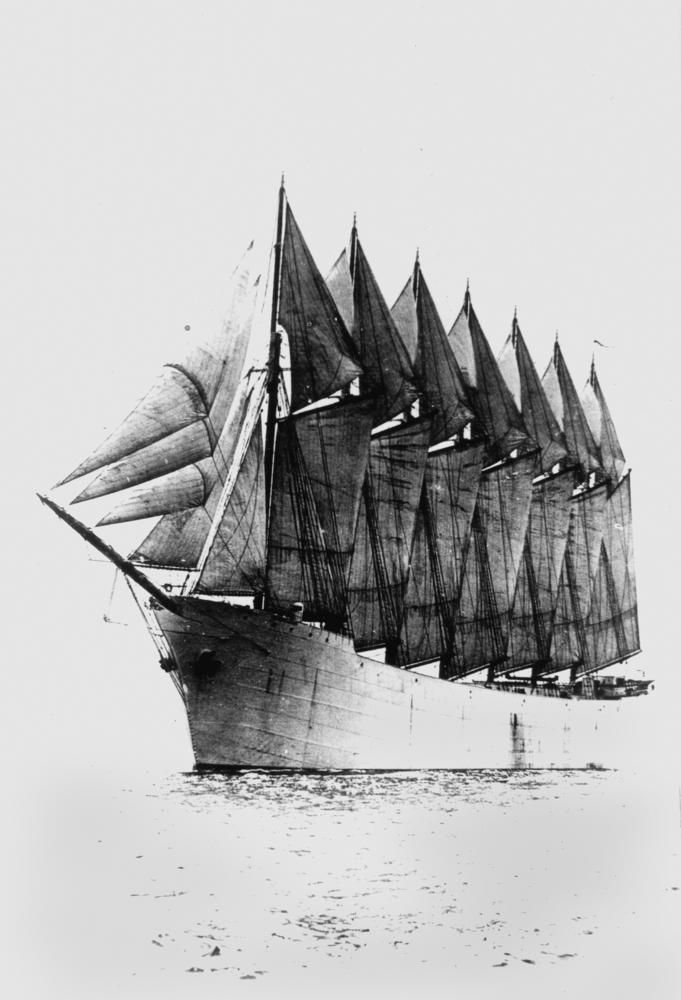
Le sept-mâts Thomas W. Lawson.

- Sept-mâts : navire à voiles doté de sept mâts. Un seul voilier de ce type, une goélette à sept mâts, a été construit en 1902 et n'existe plus aujourd'hui. Elle constitue le record avéré pour le nombre de mâts.
- Serre : poutre longitudinale pour raidir une muraille ou une cloison.

1. Serre bauquière : membrure longitudinale sur une coque en bois, à l’extrémité des couples et soutenant les barrots, à l’intérieur de la coque.
2. Serre gouttière : membrure longitudinale à la jointure du pont et du bordé, au-dessus du pont.

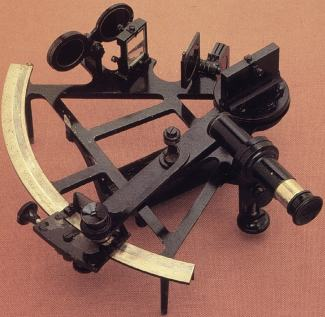
Sextant.

- Sextant : instrument qui contient la sixième partie d’un cercle, et qui sert à mesurer les angles pour déterminer la position du bateau.Le sgoth Jubilé.

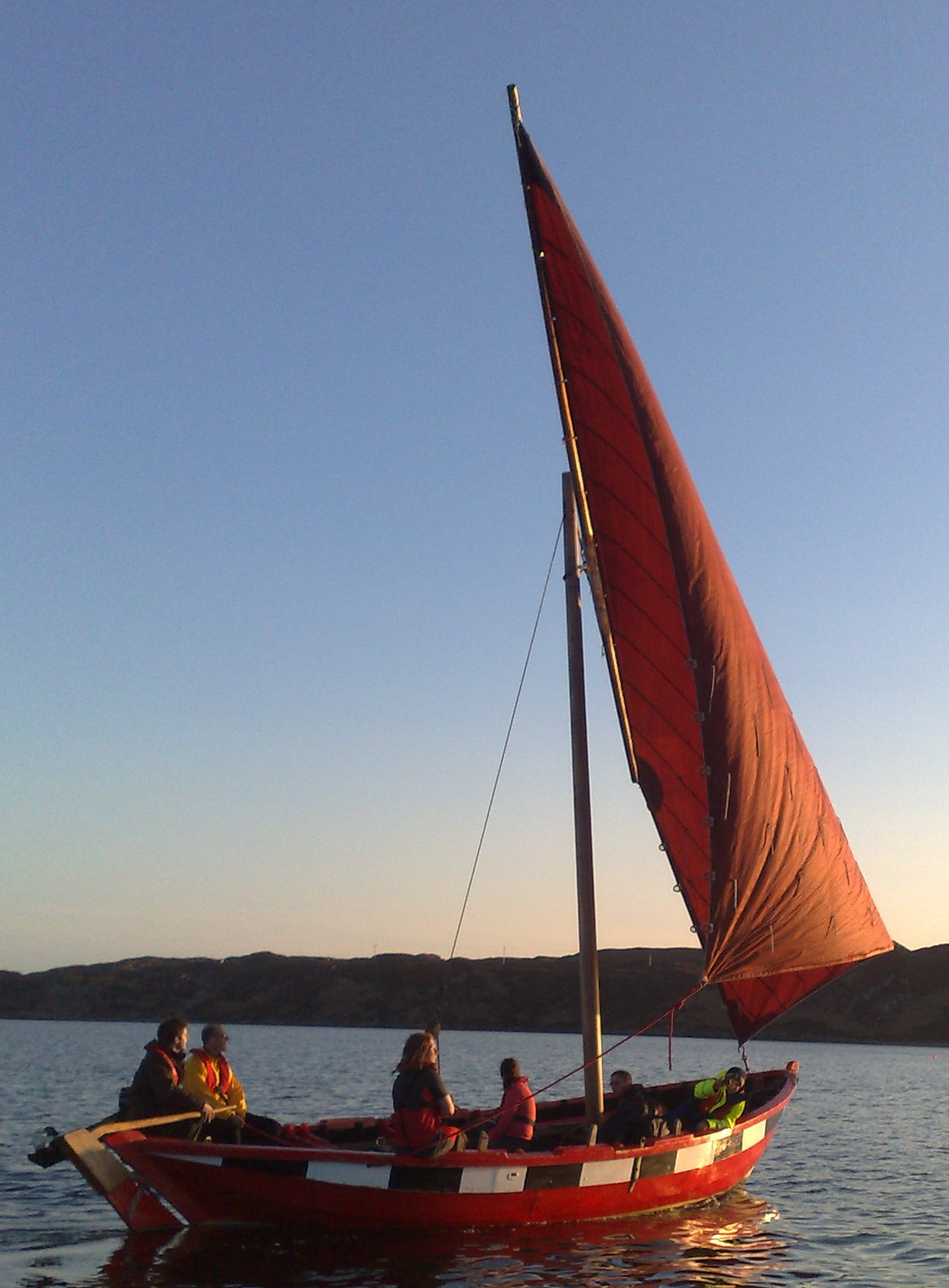
Le sgoth Jubilé.

- Sgoth ou Sgoth Niseach : type de barque de pêche écossaise traditionnelle, avec un bordage à clin, gréée avec une voile au tiers.
- Shangaïer ou shangaier : enrôler un marin, par force ou par ruse, pour compléter un équipage sur le départ.
- Shipchandler : commerçant vendant des fournitures pour bateaux (accastillage et autres accessoires).Un shitik marin au XIXe siècle..

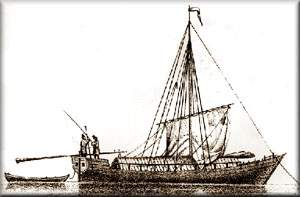
Un shitik marin au XIXe siècle.

- Shitik désigne deux types de petites embarcations traditionnelles à fond plat, utilisées en Russie (Sibérie) :
  1. l'un adapté à la navigation côtière en mer glacée entre le XIIIe et le XVIIe siècle ;
  2. l'autre constitué de tiges de bois assemblées, destiné à la navigation fluviale à partir du XVIIIe siècle.
- Sillage : trace qu’un bâtiment laisse derrière lui lorsqu’il navigue.
- Sister-ships, en français navires-jumeaux : bateaux construits selon les mêmes plans et avec des caractéristiques identiques.Katherine, ancien quatre-mâts, refait en 1919.

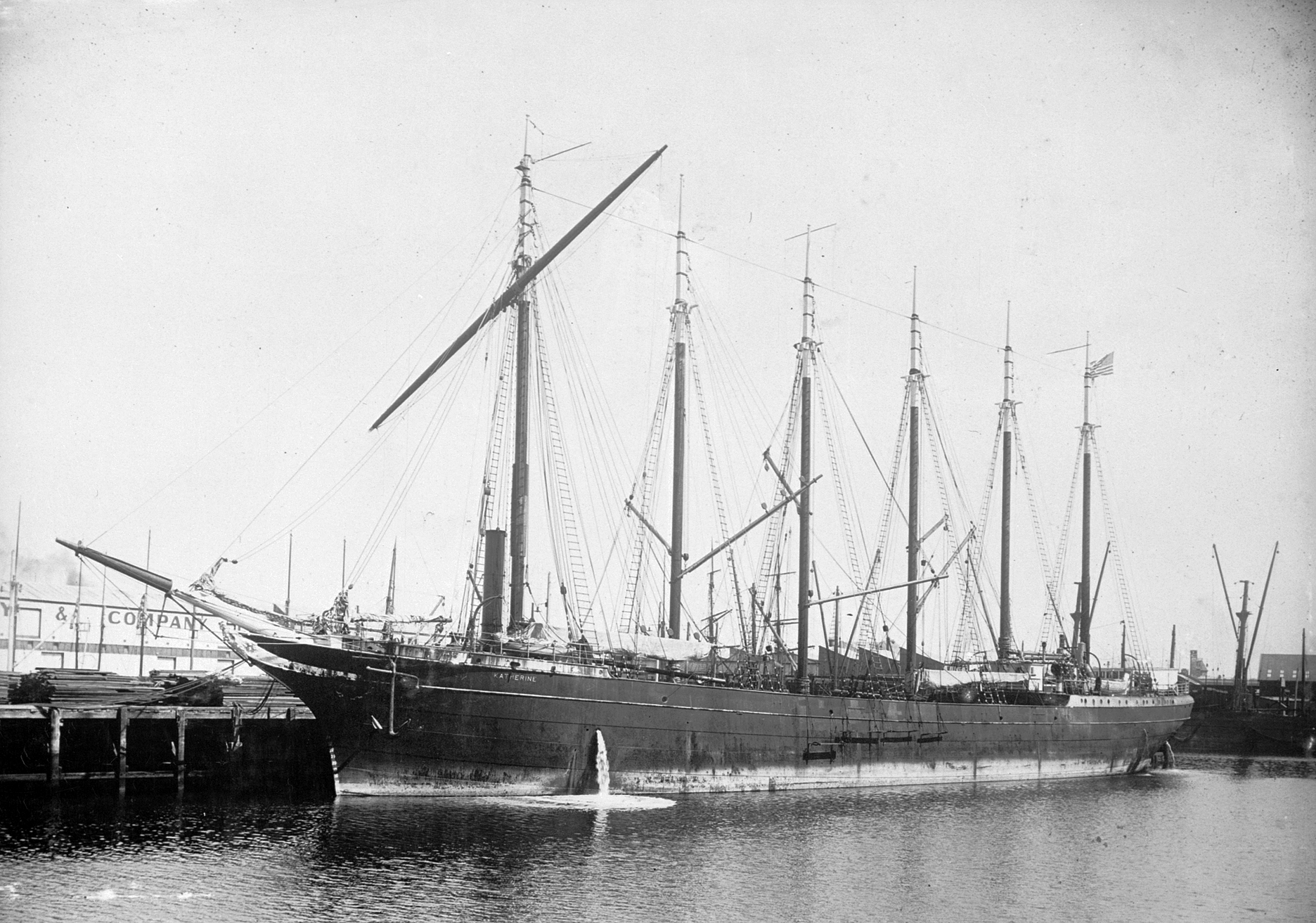
Katherine, ancien quatre-mâts, refait en 1919.

- Six-mâts : navire à voiles doté de six mâts. Tous sont des goélettes à six mâts construits entre 1900 et 1943. Aucun navire de ce type n'existe encore de nos jours.
- Skipper ou chef de bord : barreur d'un voilier de régate ou de course, ou le capitaine d'un bateau de plaisance. Il est le responsable du pilotage du bateau. Anciennement, le skipper désignait le commandant d'un navire marchand. Sloop.

Sloop.

- Sloop : petit voilier à un mât gréé en voile aurique à un seul foc. Il est équipé d'une voile à corne avec ou sans flèche ou un hunier sur les navires anciens, ou une voile unique triangulaire sur les navires modernes.Le sloop of war Providence (1775-1779).

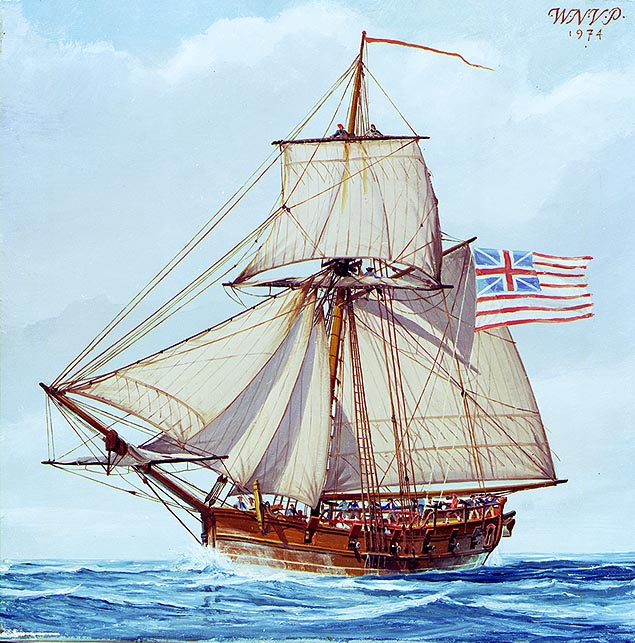
Le sloop of war Providence (1775-1779).

- Sloop of war : en Angleterre, au temps de la marine à voile, navire militaire plus petit qu'une frégate, à un, deux ou trois mâts.
- Spéronare : type de petit voilier marchand méditerranéen datant d'entre les XVIIIe et XIXe siècles.
- Sole : fond, pour un bateau à fond plat.
- Sondeur bathymétrique : appareil servant à mesurer la profondeur.
- Souquer :

1. tirer ou serrer fortement une amarre, un nœud, les tours de cordage qui lient ensemble plusieurs objets ;
2. souquer sur les avirons : faire force de rames.

- Sous le vent : situé en aval dans le lit du vent ; le contraire de « au vent ».
- Soute : réduit ménagé dans les étages inférieurs d’un navire et qui sert de magasin.
- Spardeck : pont continu sur toute la longueur du navire (sans teugue, ni dunette).
- Stevedore : responsable, dans un port, des opérations de chargement et de déchargement (Nord de la France).
- Subrécargue : représentant de l’affréteur ou du chargeur pour veiller à la cargaison à bord du navire affrété.
- Suet (ou Suret) : vent venant du Sud-Est.
- Surbau : planche ou tôle verticale faisant obstacle à la pénétration de l’eau par les ouvertures : portes, hublots, écoutilles (voir hiloire).Schéma de réalisation d'une surliure.

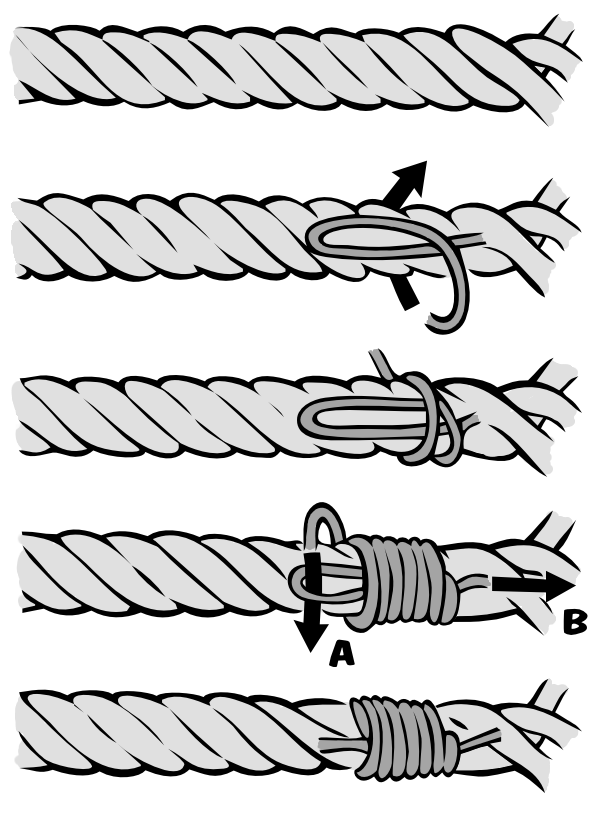
Schéma de réalisation d'une surliure.

- Surliure : ligature faite à l'extrémité d'un cordage afin d'éviter que les torons se détorsadent.
- Suroît :

1. Suroît, direction sud-ouest ;
2. Suroît, vent venant du sud-ouest ;
3. chapeau imperméable qui protège la tête et la partie postérieure du cou des marins ;
4. vareuse pour les marins, les pêcheurs.

- Suspente : cordage ou chaîne soutenant une vergue.

## T
- Haut – A
- B
- C
- D
- E
- F
- G
- H
- I
- J
- K
- L
- M
- N
- O
- P
- Q
- R
- S
- T
- U
- V
- W
- X
- Y
- Z

- T ( - TANGO) : pêche en cours.Tableau de l'Hermione.

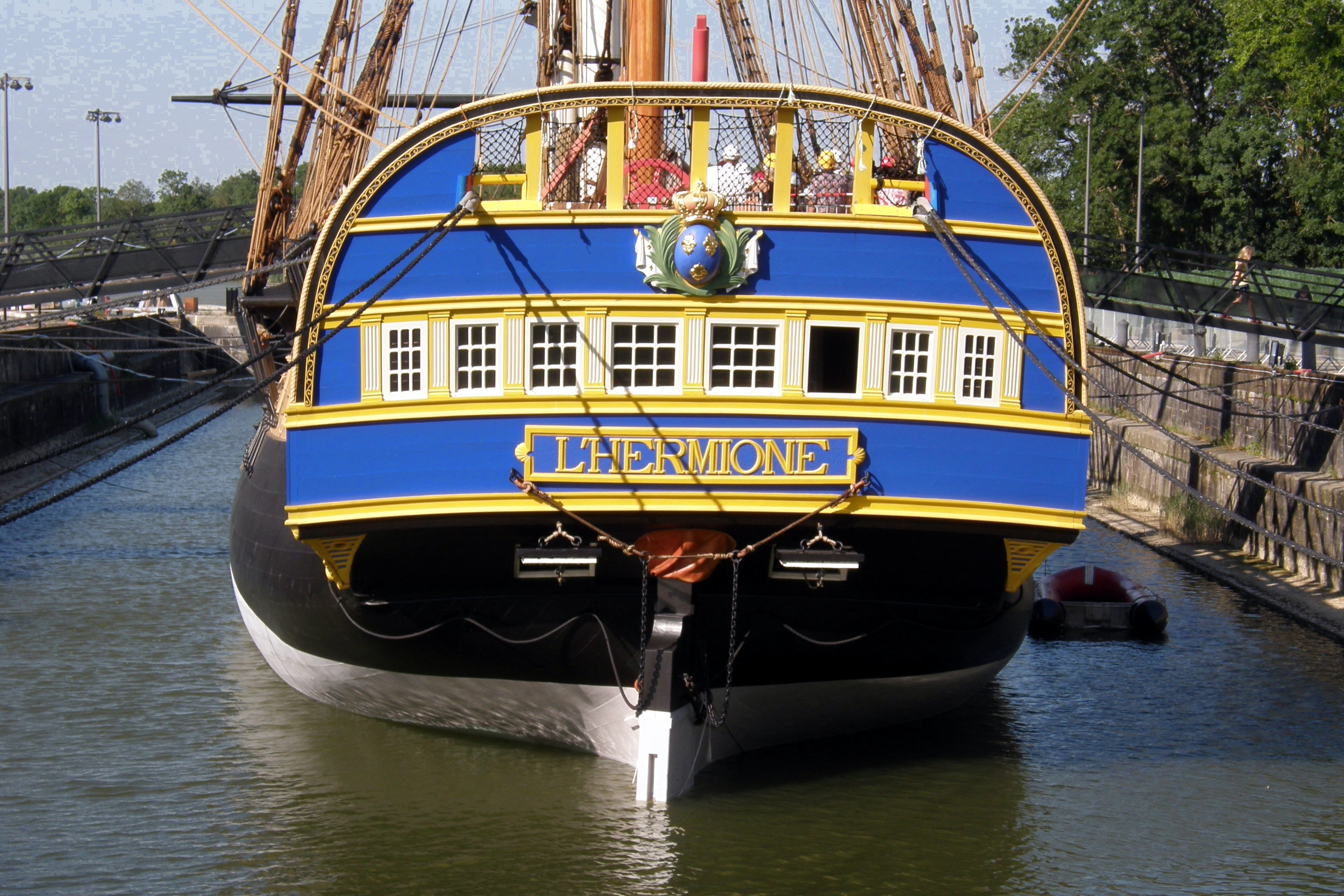
Tableau de l'Hermione.

- Tableau : partie arrière relativement plane de la coque d’un bateau.
- Tafia : eau-de-vie de canne à sucre.
- Taille-mer : partie terminale de l’étrave d’un bâtiment.
- Takia : type d'embarcation traditionnelle à voile et rames, principalement utilisée dans les eaux intérieures des iles Fidji.
- Talon : extrémité arrière de la quille, au bas de l’étambot.
- Tamisaille :

1. rail sur lequel roule le chariot de la barre de gouvernail ;
2. barre d’écoute des gabares de Gironde.

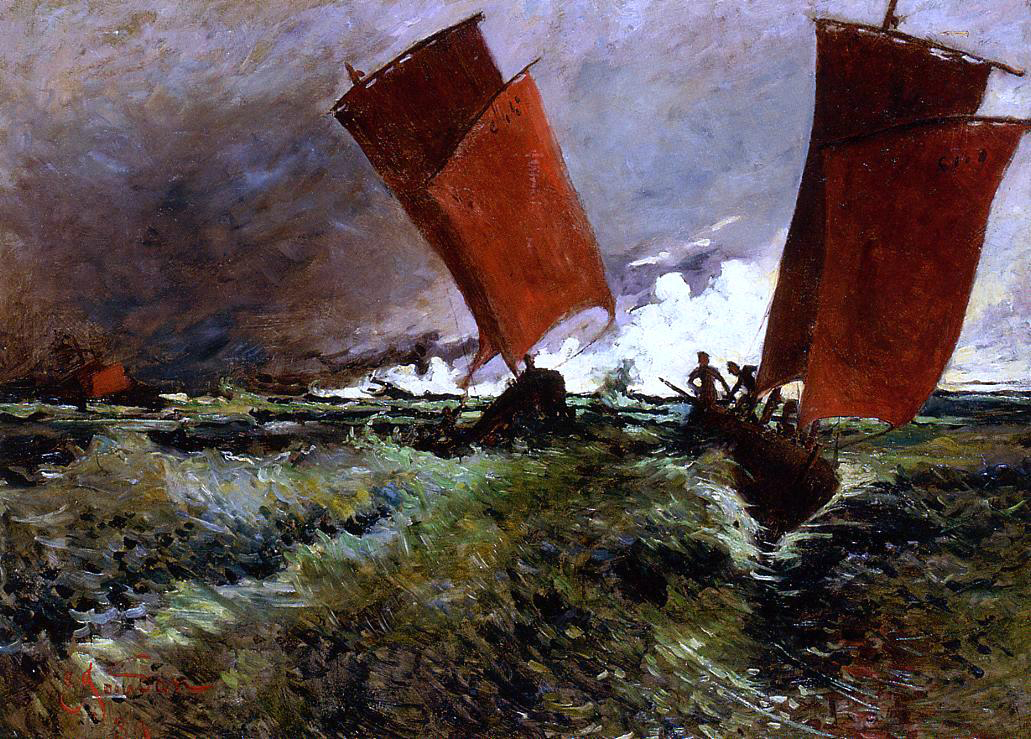
Voilier à voiles rougies par le tan vers 1900.

- Tan : poudre obtenue à partir d'écorce de chêne ou de coque de châtaignes qui est le constituant de base pour le traitement des cuirs ainsi que des voiles de marine ou le tan était mélangé à de l'ocre rouge pour améliorer la longévité de ces voiles. C'est pour cela que certaines voiles traditionnelles étaient fréquemment rouge brique.
- Tangage, tanguer : oscillations d’une embarcation (ou d’un véhicule) autour d’un axe transversal (d’avant en arrière).
- Tangon, Outrigger : espar horizontal situé à l’extérieur d’un navire :

1. servant à amarrer les embarcations ;
2. faisant office de barres de flèche montées latéralement sur le pont, au niveau du mât d'un violier de course ;
3. permettant de traîner des lignes de pêche ou des chaluts ;
4. servant à déborder les dames de nage en dehors de la coque pour permettre l'utilisation de grands avirons.

- Tangon de spi : espar permettant de déployer le spinnaker.
- Tape : bouchon permettant d'obturer un orifice (hublot, citerne, ballast).
- Tape de bouche : bouchon fermant la gueule d'une pièce d'artillerie.
- Tapecul : petite voile triangulaire ou aurique établie à l'arrière d'un voilier (derrière le gouvernail) pour le stabiliser (grée sur un mât de tapecul).
- Taquet : dispositif situé sur le navire permettant de bloquer un cordage.
- Taret : mollusque creusant des galeries dans les coques de bois.
- Tenon : partie mâle d'une pièce de construction destinée à être enfoncée dans la mortaise.Tepukei.

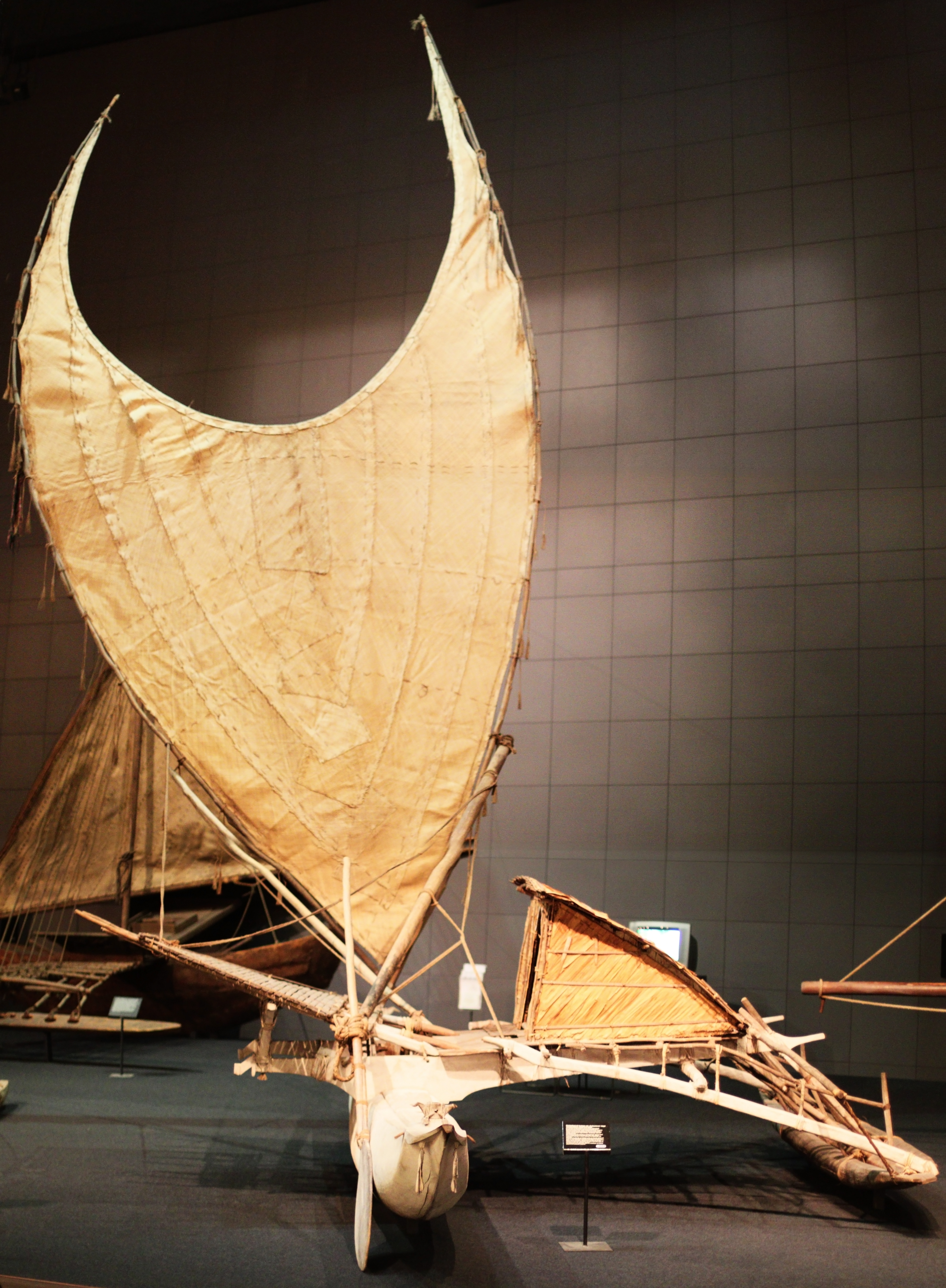
Tepukei.

- Tepukei ou folafolau : type de pirogue à balancier traditionnel à voiles austronésiennes, conçu et utilisé par les Polynésianophones de Taumako (Îles Duff) appartenant aux Îles Salomon.
- Terrien : marin inexpérimenté, formant un corps de métiers de tâcherons sur les navires à voile avant le XXe siècle.
- Teugue :

1. superstructure peu élevée sur un bateau ;
2. désigne plus spécifiquement un pont surélevé sur l'avant (le pendant de la dunette).

- Tiers : subdivision de l’équipage d’un navire de guerre (1/3 de l’équipage).
- Tillac : pont supérieur d'un navire (entre les gaillards).
- Timon : longue pièce de bois attachée au gouvernail d’un navire et qui sert à le mouvoir.
- Timonier :

1. (marine marchande) personne qui tient la barre ;
2. (marine militaire) personne chargée des communications et des informations maritimes (pavillons, cartes...).

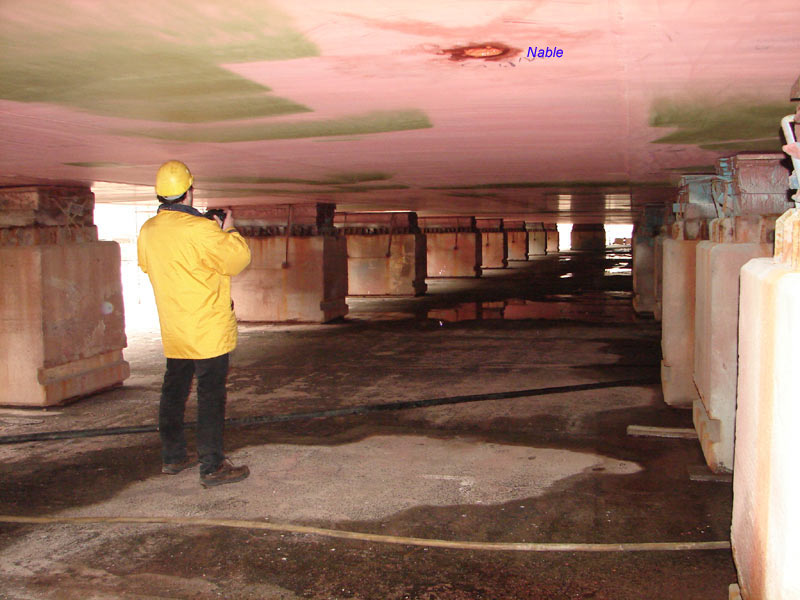
Tin sous un tanker en construction.

- Tin : pièce de bois, utilisée en fond de cale sèche pour soutenir la quille et les flancs d'un navire en construction ou en radoub. Ils sont assemblés en ligne de tin.
- Tipairua : type de grande pirogue à balancier traditionnelle tahitienne à poupe relevée et à voile austronésienne en demi pince de crabes sur un ou deux mâts.
- Tirant d'air : hauteur de la partie émergée, de la flottaison jusqu'au point le plus élevé du navire, utile à connaître s’il est appelé à passer sous des ponts.
- Tirant d'eau : hauteur de la partie immergée du bateau.
- Tire-veilles : câbles permettant de transmettre les mouvements de la barre au gouvernail.Tolets de doris.

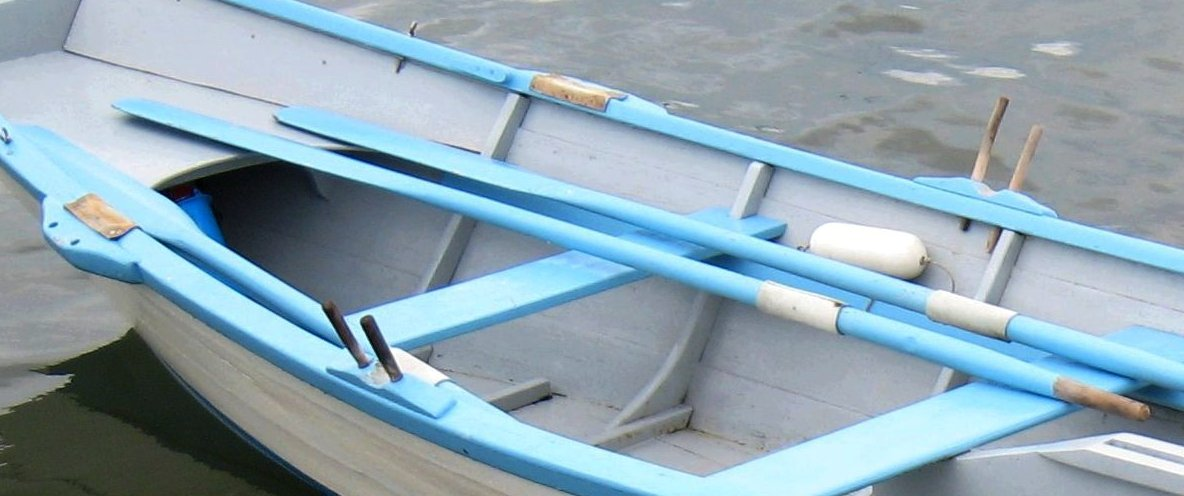
Tolets de doris.

- Tolet : fiche de bois ou de fer fixée dans le plat-bord d’une embarcation pour servir de point d’appui à l’aviron.
- Ton d'un mât : partie supérieure du mât.Tongiaki des Tonga.

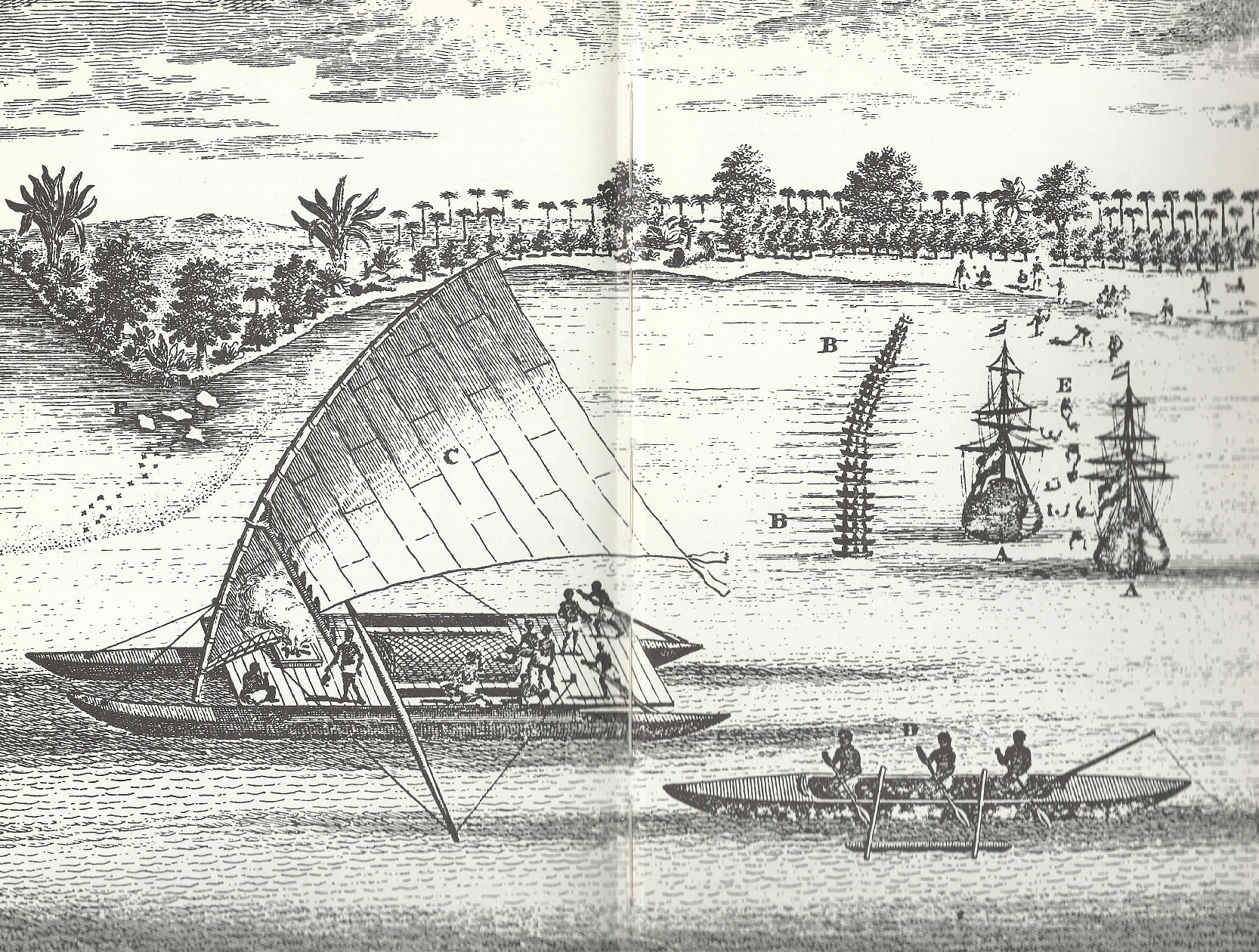
Tongiaki des Tonga.

- Tongiaki : Type de pirogue des îles Tonga, à voile austronésienne à deux coques, qui est semblable à un catamaran.
- Tonnage : mesure du volume d'un bateau.
- Tonneau de jauge : unité de volume pour mesurer les capacités d’un navire.
- Tonture : courbure longitudinale du pont.
- Toron : ensemble de brins constituant un élément de cordage.
- Tossage ou Slamming : mouvement d'un bateau lorsque l'étrave de celui-ci a tendance à effectuer des mouvements verticaux brutaux et à taper dans les vagues.Lancer de la touline.

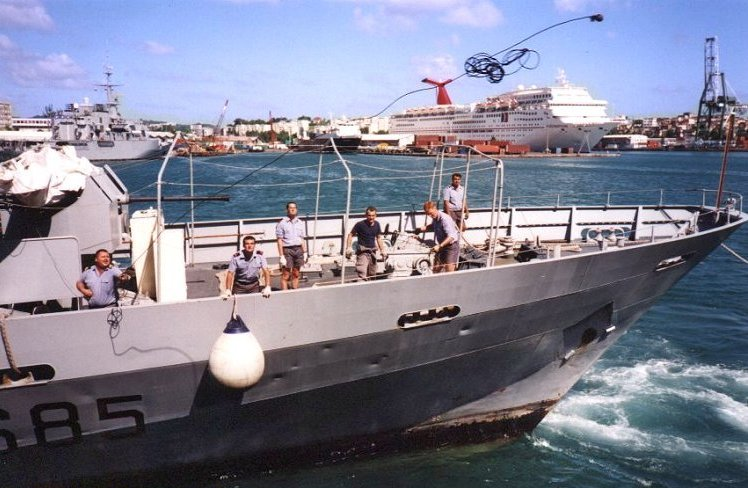
Lancer de la touline.

- Touline : filin lancé à terre ou sur un autre bateau, pour envoyer une amarre ou une bosse.
- Tourmentin : un foc de tempête.
- Tourner : disposer en rond autour de quelque chose.Un trabaccoló moderne à Cesenatico (Italie).

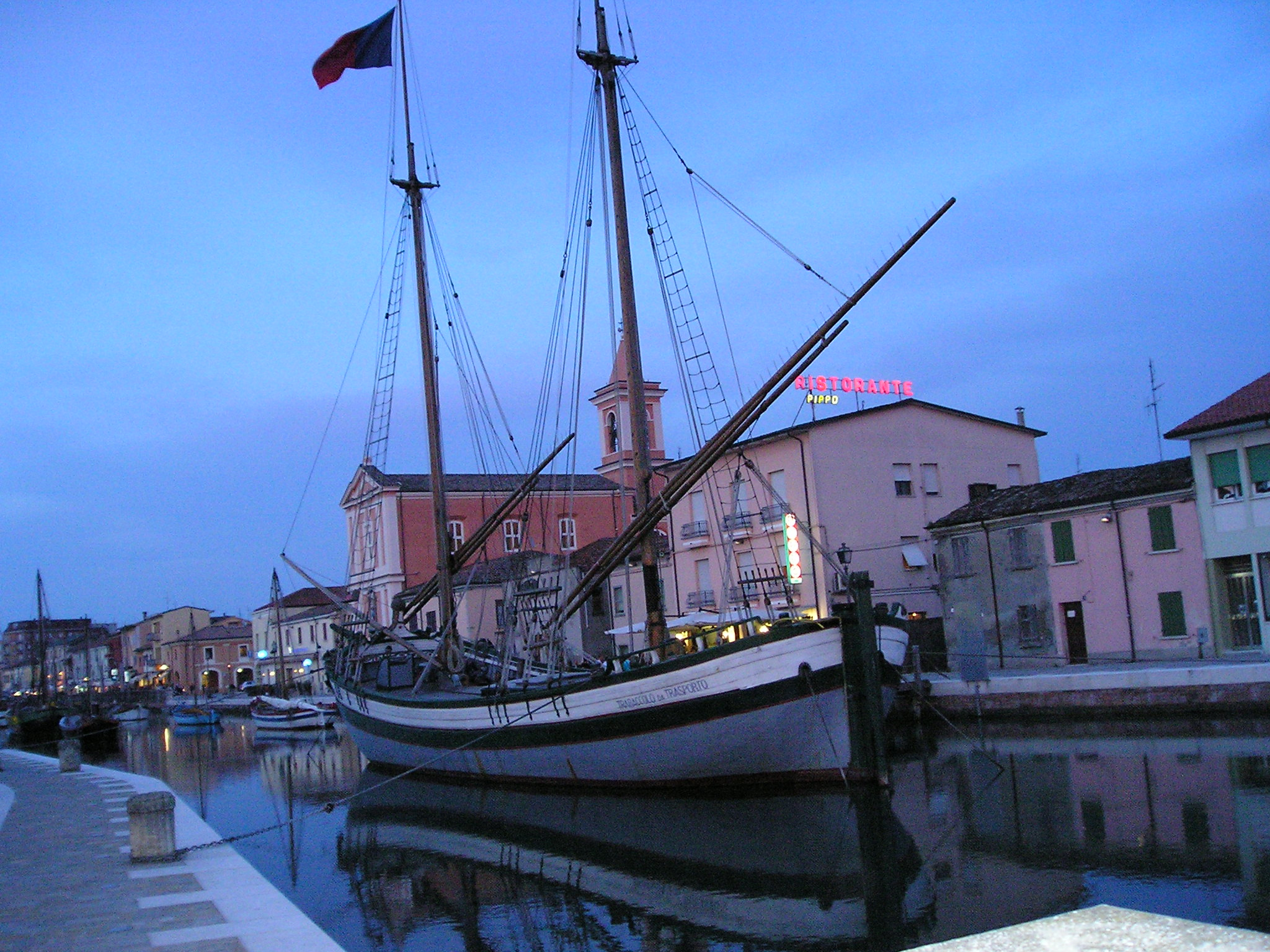
Un trabaccoló moderne à Cesenatico (Italie).

- Trabaccoló, trabaccalo, trabacalo ou trabakul : type de caboteur à voile vénitien sur la mer Adriatique, apparue durant la première moitié du XVe siècle, et utilisé jusqu'au XIXe siècle. D'une capacité de 50 à 200 tonnes, il comportait un équipage de 10 à 20 marins.
- Trait de Jupiter : assemblage en forme d’éclair (en zigzag) pour abouter deux planches.
- Tramping : mode d'armement mettant en jeu des tramps, navires non affectés à des lignes régulières.
- Tranche : premier niveau de compartimentage sur un navire militaire.
- Transbordeur : bateau permettant de transporter des véhicules pour de courtes traversées.
- Trapèze : câble qui descend du mât d'un dériveur léger, auquel s'harnache un équipier pour contrebalancer l'inclinaison due au vent.
- Traversier :

1. amarre d’un bateau pour le maintenir accosté (voir Amarrage) ;
2. appellation des ferry-boat au Québec.

- Traversin : pièce de bois posée en travers d’une charpente de bâtiment.
- Tréou : voir Fortune (voile de).
- Tribord : côté droit d'un navire en regardant vers l'avant.
- Trincadour : type de petit voilier côtier à fond plat, non ponté, avec une proue relevée, équipés de deux ou trois voiles au tiers ou de voiles latines. Au XVIIIe et au début du XIXe siècle, ces voiliers étaient courants dans le golfe de Gascogne, bien qu'ils se rencontraient souvent en Méditerranée.
- Trinquette : plus petit foc ou le foc le plus en arriere.
- Trois-mâts : terme générique pour désigner un navire à voiles comportant trois mâts verticaux : mât de misaine (avant), grand-mât et mât d'artimon (arrière). On distingue :
  - trois-mâts carré (fully rigged ship en anglais) : gréé entièrement en voiles carrées avec une brigantine sur le mât d'artimon ;
  - trois-mâts barque (bark en anglais) : deux phares carrés et le mât d'artimon aurique ;
  - trois-mâts goélette à huniers (jackass bark en anglais) : mélange composite avec un phare carré (grand-mât ou mât de misaine) et les autres phares auriques avec huniers possibles ;
  - trois-mâts goélette (barquentine / schooner barque en anglais) : mât de misaine gréé en voiles carrés, grand mât et mât d'artimon gréés en voiles auriques ;
  - goélette à huniers à trois mâts (three-masted topsail schooner en anglais) : gréée entièrement en voiles auriques avec huniers ;
  - goélette à trois mâts (three-masted schooner en anglais) : gréée entièrement en voiles auriques.

Trois-mâts carré.
Trois-mâts barque.
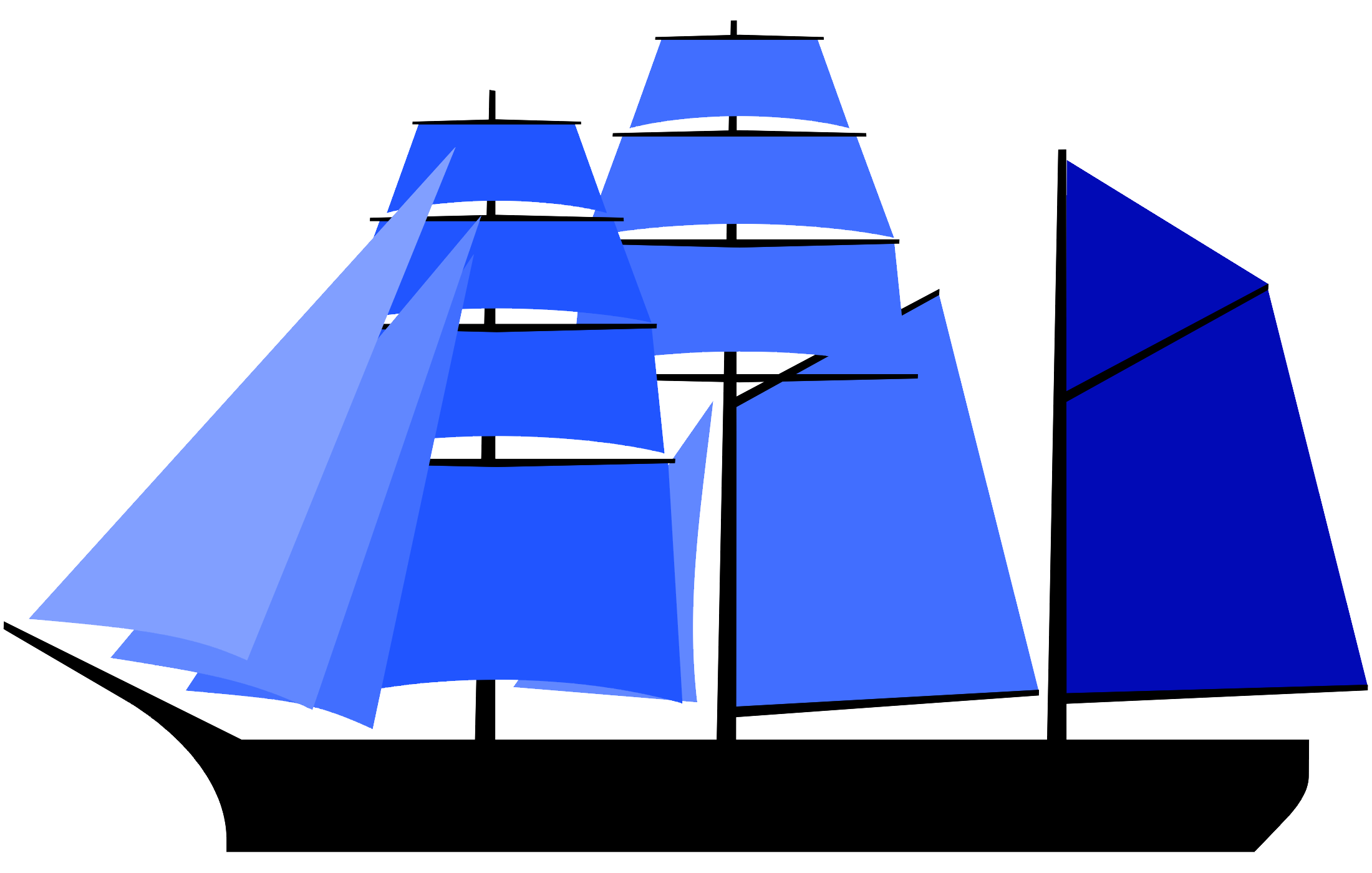
Trois-mâts goélette à huniers.
Trois-mâts goélette.
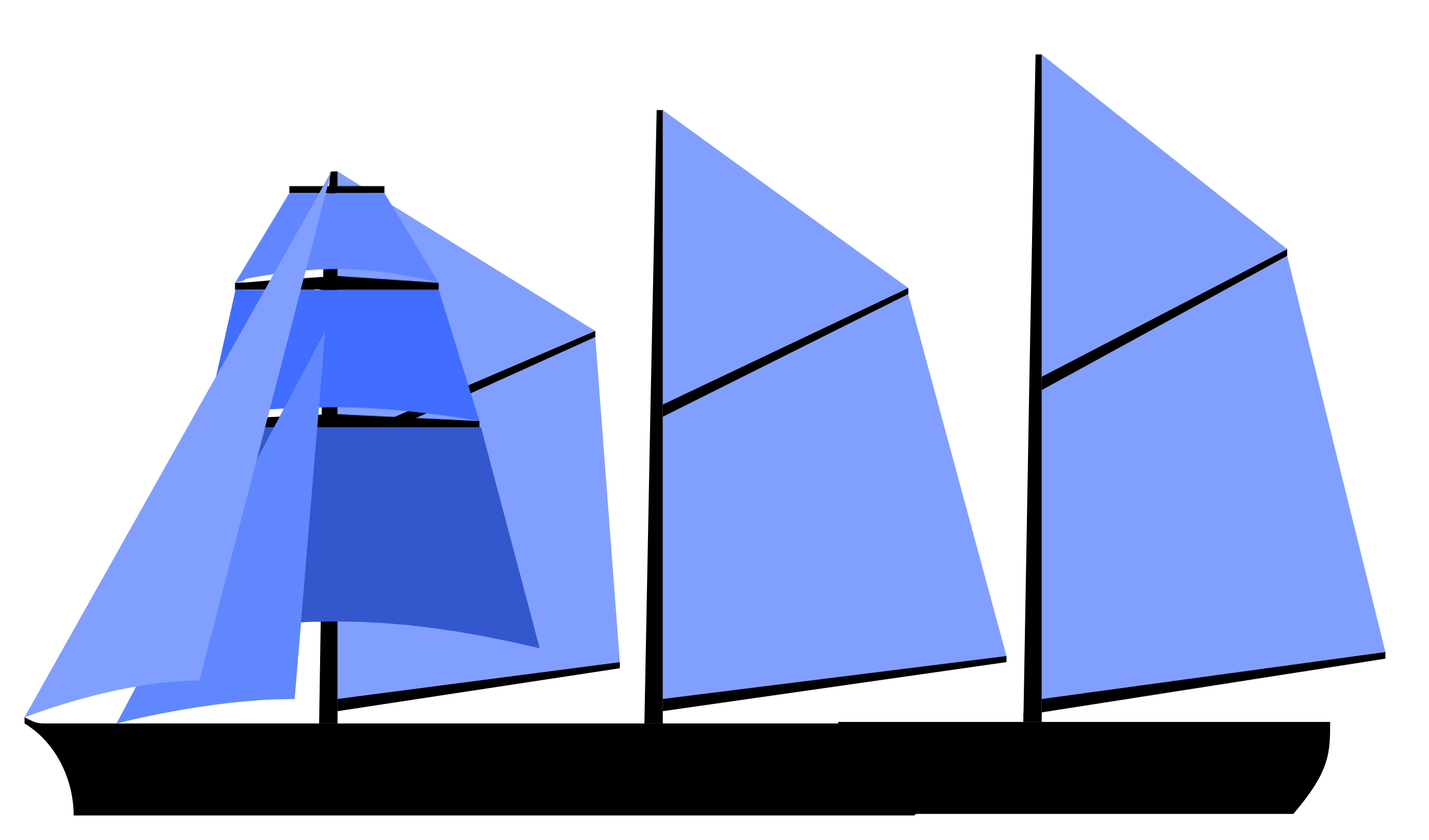
Goélette à huniers à trois mâts.
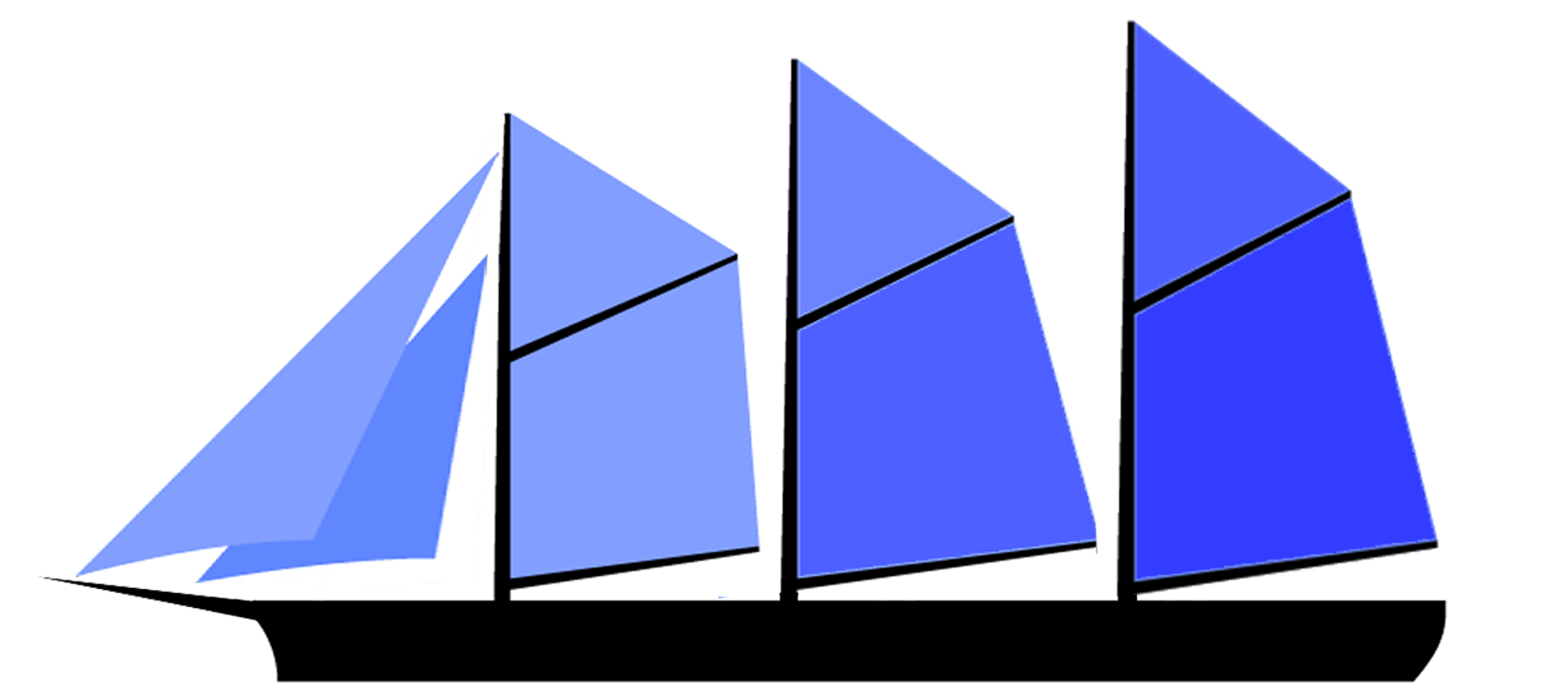
Goélette à trois mâts.
Jonque à trois mâts
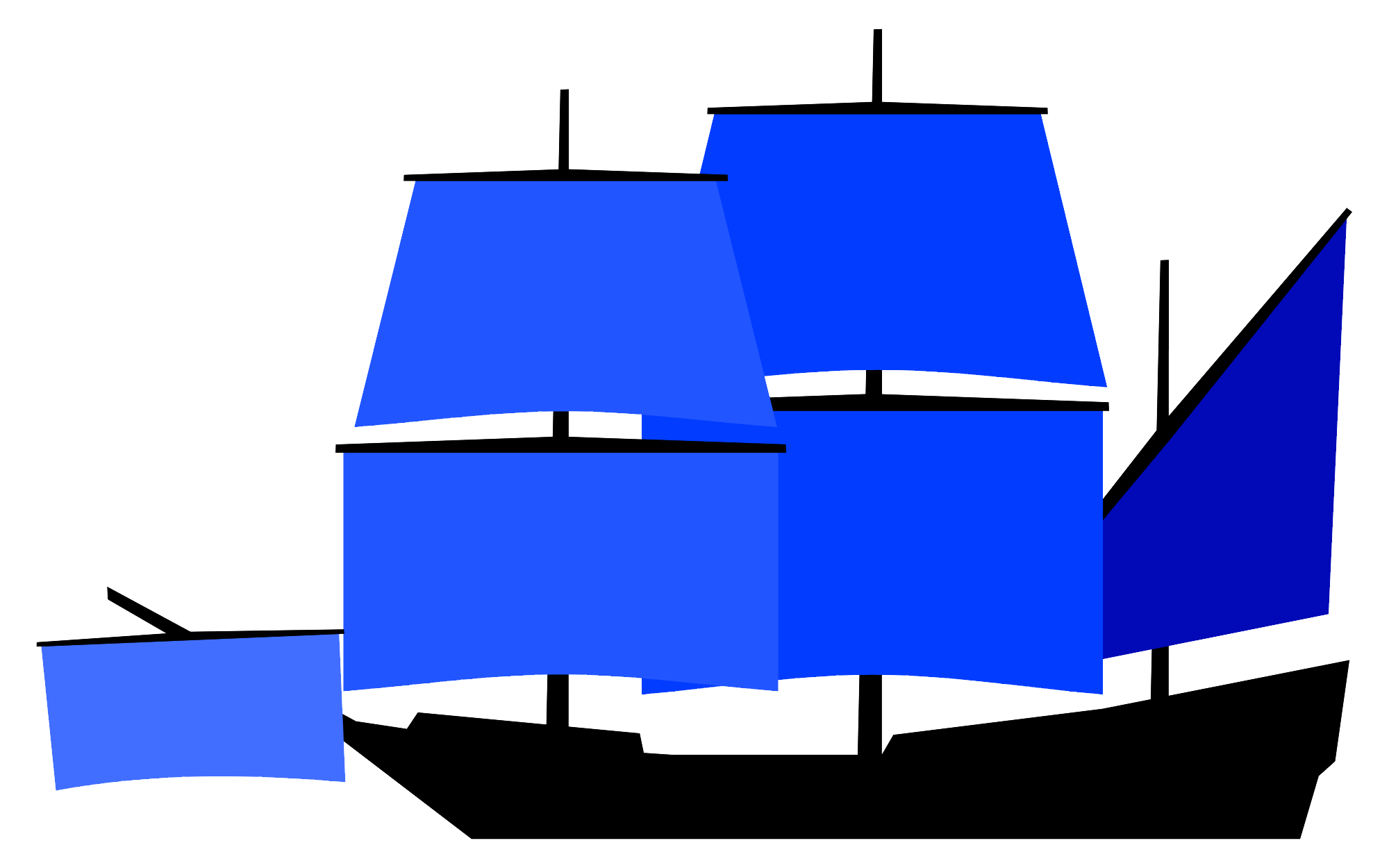
Galion à trois mâts.

## U
- Haut – A
- B
- C
- D
- E
- F
- G
- H
- I
- J
- K
- L
- M
- N
- O
- P
- Q
- R
- S
- T
- U
- V
- W
- X
- Y
- Z

- U ( - UNIFORM) : attention danger.

## V
- Haut – A
- B
- C
- D
- E
- F
- G
- H
- I
- J
- K
- L
- M
- N
- O
- P
- Q
- R
- S
- T
- U
- V
- W
- X
- Y
- Z

- V ( - VICTOR) : demande d'assistance.
- Vadrouille : balai ou brosse servant à laver les ponts des navires.
- Vaigrage : ensemble des pièces qui sont placées sur les couples du côté intérieur de la coque d'un bateau.
- Vaisseau de ligne : le plus grand format de navire de guerre (à part les porte-avions), combattant principalement au moyen de son artillerie.
- Varangue : partie de la membrure d’un navire qui porte sur la quille.
- Ventjagers : type de navire néerlandais historique qui effectuait des rotations pour apporter à terre les tonneaux de poissons salés, pendant que des bateaux de pêche appelés herring buss, continuaient la pêche et la préparation des poissons en mer.
- Ventre : partie bombée de la coque d'un navire.
- Verge : unité de mesure (longueur) utilisée par quelques pays, qui n'est pas propre au monde marin.

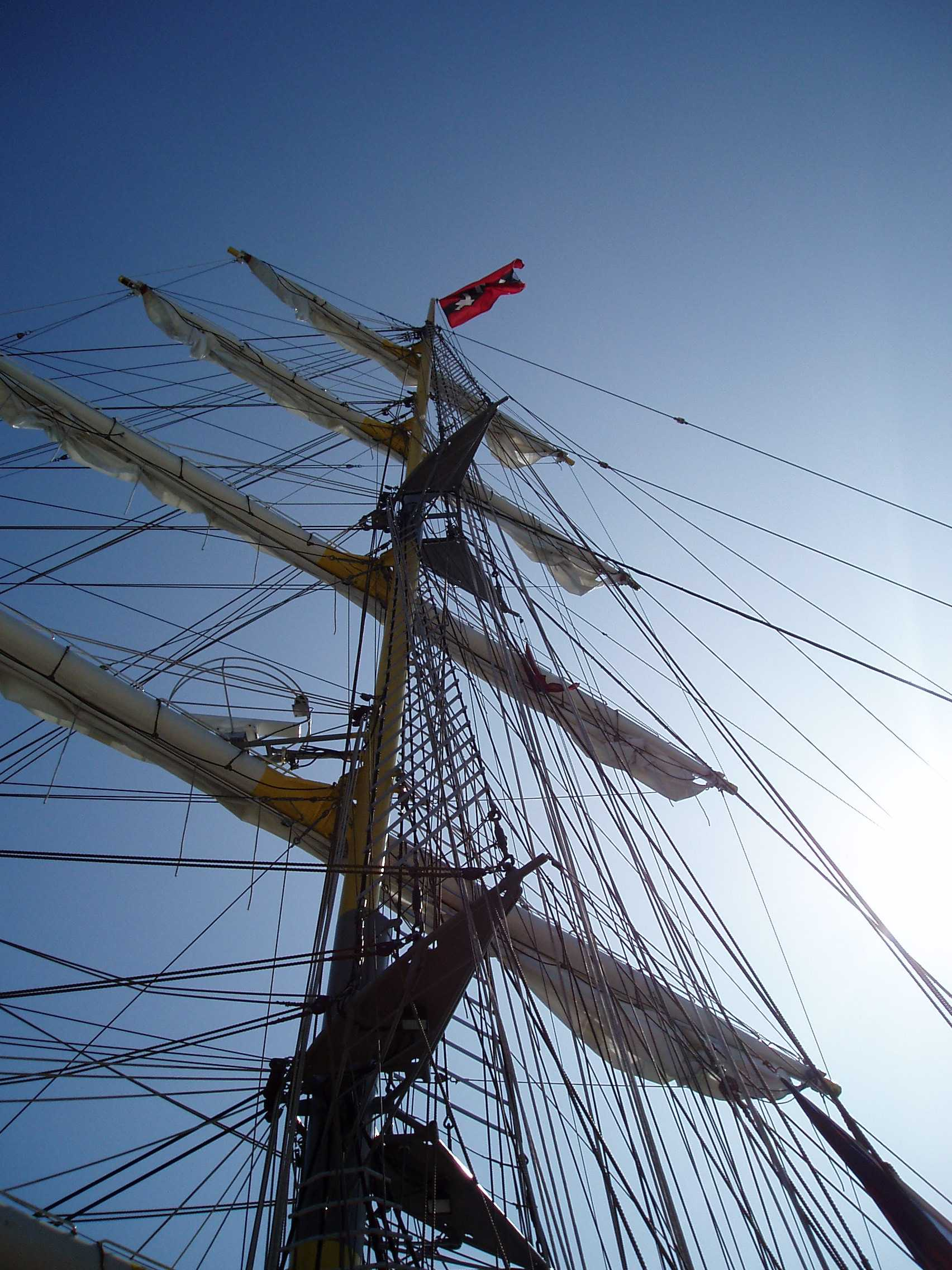
Vergues d'un gréement carré.

- Vergue : pièce de bois fixée au mât, portant une voile.
- Verloquet : cordage permettant de guider une charge suspendue pendant son déplacement.
- Verrine ou vérine :

1. filin terminé par un crochet ;
2. lampe de verre suspendue au-dessus du compas, pour éclairer le timonier pendant la nuit.

- Veste de quart : vêtement chaud et imperméable qui équipe des marins et les skippers pour les protéger de l'eau, du vent et du froid. Elle est constituée d'une veste couvrant le haut du corps et d'une salopette pour le bas du corps.
- Vibord : grosse planche posée de chant, qui borde et embrasse le pont supérieur d’un vaisseau.
- Vigie (voir Nid-de-pie et guetteur) :

1. poste d’observation ;
2. personne qui effectue une veille à ce poste.Vintas modernes.

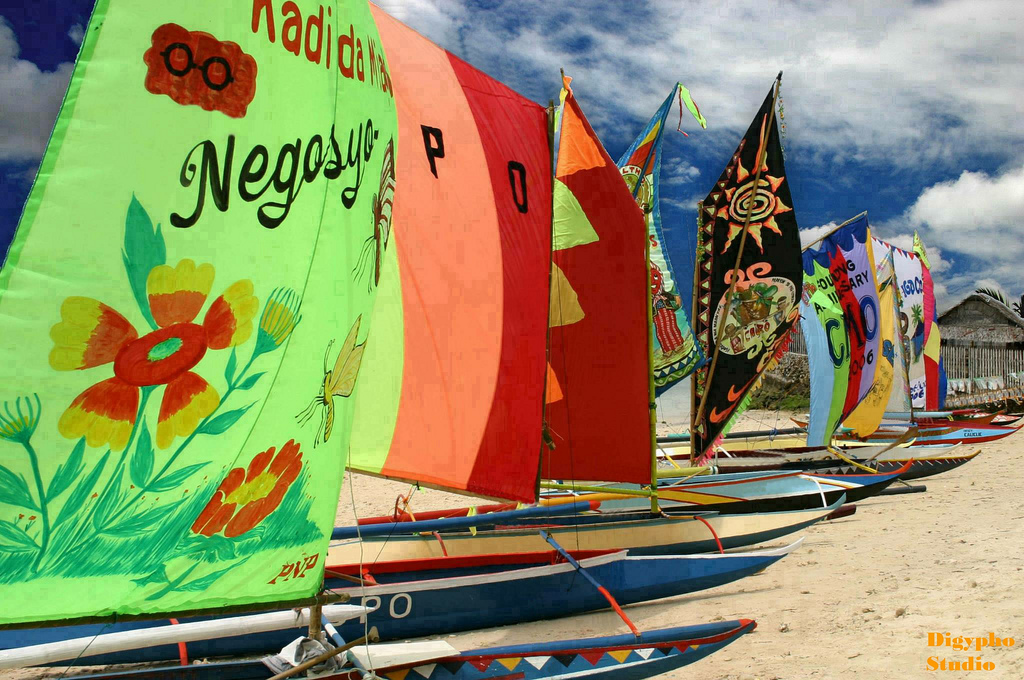
Vintas modernes.

- Vinta (ou sakayan) : type de voilier traditionnel de l'ile de Mindanao aux Philippines à voile austronésienne rectangulaire.
- Virer :

1. changer de direction / d'amure en passant face au vent : virer de bord. L'empannage est un changement d'amure en passant dos au vent ;
2. contourner une bouée ;
3. embraquer un cordage au moyen d’un treuil ;
4. remonter une ancre ou un casier.

- Virement lof pour lof : pour un voilier, action de changer d'amure par vent arrière pour prendre le vent par travers arrière, permettant aux voiliers bermudiens d'avancer plus vite en zigzag, que par vent arrière. L'action opposée, louvoyer, est l'action de remonter le vent au près en changeant simultanément d'amure face au vent pour les voiliers bermudiens et auriques. Voir : empanner.
- Virure : suite de bordages mis bout à bout.
- Vit-de-mulet : tige de métal reliant une vergue à un mât.
- VMG (Velocity Made Good) : pour atteindre une route souhaitée, la VMG optimise la vitesse d'un voilier, variable suivant la direction du vent, et la distance à parcourir.
- Voile : large pièce de tissu assurant la propulsion des navires par la force du vent.Schéma d'une voile latine.

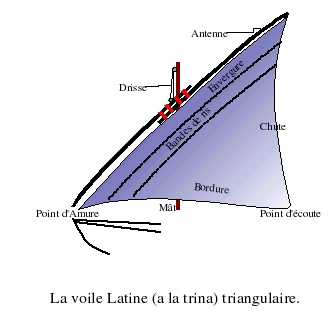
Schéma d'une voile latine.

- Voile d'étai : voile triangulaire dans l'axe du navire, utilisée par vent latéral.
- Voûte (aussi voûte d'arcasse): prolongement de la coque à l’arrière du bateau[20].

## W
- Haut – A
- B
- C
- D
- E
- F
- G
- H
- I
- J
- K
- L
- M
- N
- O
- P
- Q
- R
- S
- T
- U
- V
- W
- X
- Y
- Z

- W ( - WHISKEY) : aide médicale nécessaire.
- Waga ou waga parai : terme générique désignant les pirogues à balancier traditionnelles, utilisé aux iles Trobriand sur la côte Est de Nouvelle-Guinée et voile austronésienne. Il existe divers sous-types de waga, du plus petit au plus grand : Kekwaboda, Kemolu, Ligataya, Masawa, Mesolaki, Nagega. Ce terme désigne aussi localement tout type de véhicules à l'exception des avions, les bateaux étant nommés plus spécifiquement waga para.
- Weaver flat : type de mersey flat de plus grande taille (voir : mersey flat).
- Winch : treuil à axe horizontal permettant d’exercer une traction sur un cordage. Pour le treuil à axe vertical, voir cabestan.
- Wishbone : sorte de bôme, à double arceau, qui permet de manœuvrer la voile.

## X
- Haut – A
- B
- C
- D
- E
- F
- G
- H
- I
- J
- K
- L
- M
- N
- O
- P
- Q
- R
- S
- T
- U
- V
- W
- X
- Y
- Z

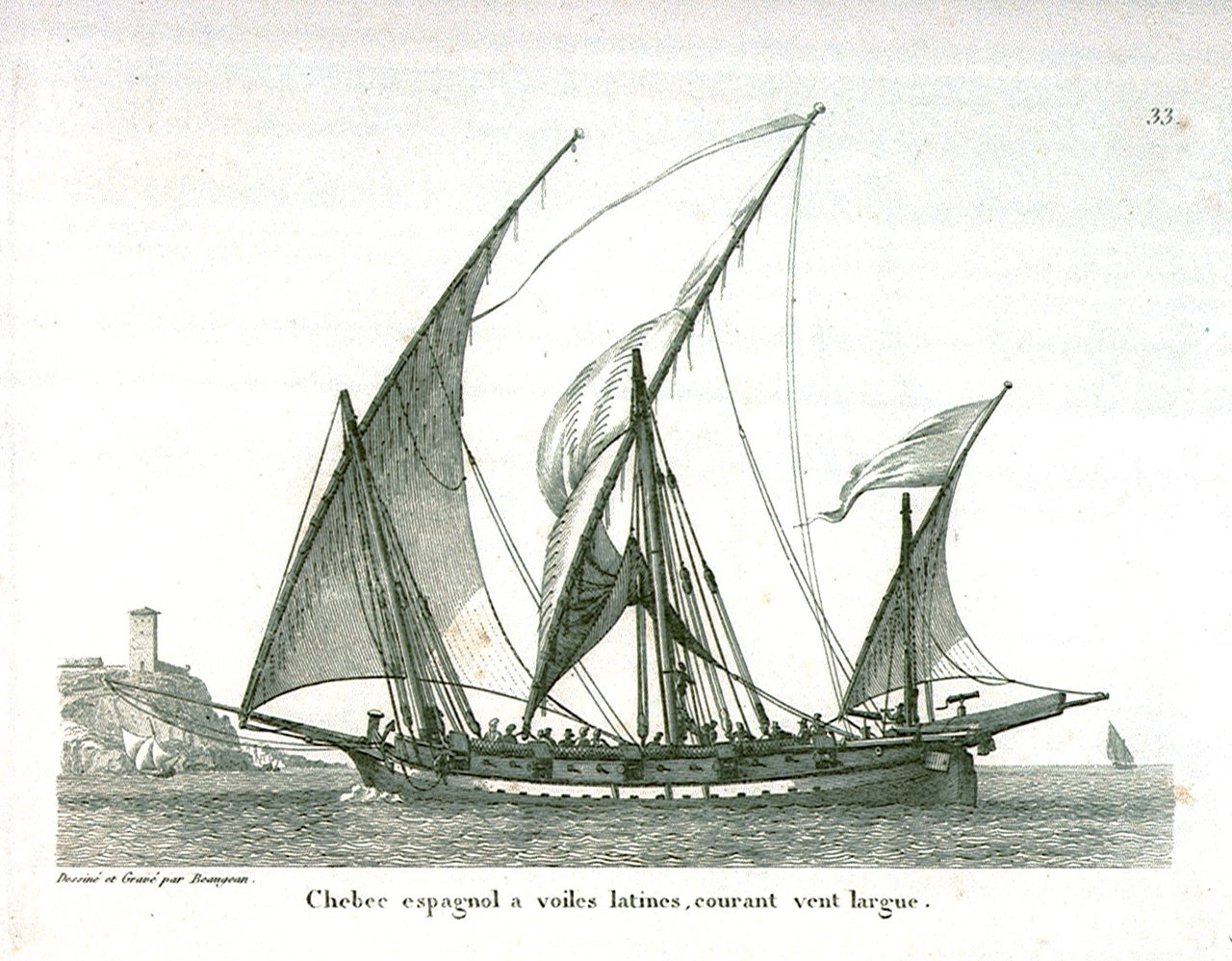
Un chébec espagnol en 1826.

- X ( - X-RAY) : suivez mes signaux.
- Xebec: terme anglais pour chébec : petit bâtiment méditerranéen, à trois mâts et à voiles latines.

## Y
- Haut – A
- B
- C
- D
- E
- F
- G
- H
- I
- J
- K
- L
- M
- N
- O
- P
- Q
- R
- S
- T
- U
- V
- W
- X
- Y
- Z

- Y ( - YANKEE) : mon ancre chasse.
- Yankee : type de foc.
- Yard : unité de mesure, voir Verge.Yawl.

Yawl.

- Yawl : voilier à grand-mat et tapecul à l’arrière (artimon). L'artimon est positionné en arrière de la mèche de safran, contrairement à un ketch ou l'artimon est positionné en avant de la mèche de safran.
- Yole : embarcation légère propulsée soit à l'aviron, soit à la voile.

## Z
- Haut – A
- B
- C
- D
- E
- F
- G
- H
- I
- J
- K
- L
- M
- N
- O
- P
- Q
- R
- S
- T
- U
- V
- W
- X
- Y
- Z

- Z ( - ZULU) : demande de remorqueur.
- Zinc : lingot de zinc fixé sur une coque métallique pour concentrer les ions et la protéger ainsi de la corrosion.